# Bunuri mobile din domeniul etnografie clasate în patrimoniul cultural național al României aflate în județul Brașov
Acestă listă conține bunurile mobile din domeniul etnografie clasate în Patrimoniul cultural național al României aflate la momentul clasării în județul Brașov.

## Tezaur
| Foto | Informații generale                                | Detalii tehnice | Descriere | Deținător                                           | Legături |
| ---- | -------------------------------------------------- | --- | --- | --------------------------------------------------- | -------- |
|      | Ie „bătrânească” cu pumnași și cu „pui” pe piept   | Datare: sf.sec. XIX Descoperit: jud. BRAȘOV, com. DRĂGUȘ, DRĂGUȘ Material: pânză din bumbac, dantelă, arnici, țesut în două ițe, cusut pe dos, cusut in cruci, cusut pe fir, „cheiță”, încheiat la mașină | Cămașă femeiască fără poale, confecționată din pânză albă de bumbac, țesută la război în două ițe; încrețită la gât în cute mici prinse de „obinzeală”; descheiată în față, „gura” dinainte; croiul iei: „ciupagul” din față este compus din două foi, iar spatele dintr-o foaie; mâneca este croită dintr-o foaie, sub mânecă, între foile „ciupagului” și spate este introdusă o „broască mare” sau „păvuță”, iar deasupra ei un petec pătrat numit tot „broască”; mânecile prinse de la gât sunt terminate cu „pumnași” lați de 3 cm cusuți „pe dos” cu arnici roșu, negru, galben, alb, albastru, lila cu motive geometrice (romb); „pumnașii” se leagă cu șiret răsucit, terminat cu ciucuri din arnici roșu; de-a lungul mânecii, de la „obinzeală” la „pumnași” este introdusă o dantelă albă industrială, numită „rețe”, lată de 7 cm; „obinzeala” este cusută „pe dos” cu arnici, fe fond negru, cu motive geometrice descrete (romb), cu arnici roșu, se leagă cu șnur cu ciucuri din arnici roșu; „gura” iei este cusută, de o parte și de alta, cu fir roșu de arnici, cu motive în formă de triunghi, asemănătoare motivelor de pe vechiul pieptar, terminată cu „cheiță”, tot cu arnici roșu; pe piept, de o parte și de alta a „guri”, câte două rânduri de „pui”, motive geometrice și florale stilizate, cusute „pe fir” și „în cruci”, cu arnici roșu și negru. | Muzeul de Etnografie, Brașov                        | Cimec    |
|      | Ie cu altiță „peste umere” și „pumnași întorși”    | Datare: prima jum.sec.XX Descoperit: jud. BRAȘOV, BRAȘOV Material: pânză din bumbac, dantelă croșetată, arnici, țesut în două ițe, cusut „pe dos”, cusut pe „încreț”, cusut „pe fir”, cusut „în cruci”, încheiat cu acul                                                                                         | Cămașă femeiască fără poale, confecționată din pânză albă „de mașină” (țesută la război din fir de bumbac în 2 ițe), încrețită la gât, deschisă în partea stângă (”gura iei”); croiul: partea din față, dintr-un lat de pânză, partea din spate, dintr-o jumătate de lat, câte doi clini laterali sub braț, numiți „petec”, care se continuă cu un peticuț numit „pavă”; mânecile prinse de la gât, croite dintr-un lat de pânză, ample și lungi, se poartă întoarse la extremități, sugerând volane ample numite „pumnași întorși”; cămașa este tivită la mașina de cusut și închiată cu mâna, cu motivele „purcelușul”, „tighitură” cu bobin crem, „cășuleanul” și „strâmbuleț” cu arnici negru; gulerul este marcat prin „obinzeală” cu motivul „cohălmean cu zăluță”, cusute „pe dos” cu arnici roșu, negru, verde, albastru, galben, terminată cu „dusoare” cu arnici negru; „obinzeala” se continuă cu „ciupagul” cusut „pe încreț” cu decor numit „floarea” despărțită prin motivul numit „stâlchi” în culorile: fond roșu cu albastru, verde, galben, alb; „gura” cămășii este terminată cu feston și „hir ăl înnodat” cu arnici negru; mâneca are un registru decorativ amplasat „peste umere” numit „altiță” cusută „în cruci” cu motivele „barșon”, „pui ăi mici”, pe fond negru cu roșu, albastru, verde; pe mijlocul mânecii este introdusă o dantelă numită „umbreajă” lată de 7 cm, croșetată cu ață albă, prinsă cu „cheiță împletită” cu „bobin” crem; de o parte și alta a dantelei, ajur, motiv cu negru „chișatul boului” și decor cusut „în cruci” cu arnici negru, albastru, roșu, verde, numit „cerceluși”; din altiță, de o parte și de alta a dantelei pornește un decor cu „ajur” realizat cu „bobin” galben și un șir cu „puișori” cusuți „pe fir” cu negru, roșu, albastru și verde; mâneca se termină cu o bentiță îngustă, numită „pumnișori”, cusută „pe dos” cu motivul „puișorul ăl mare” cu arnici roșu, verde, albastru, alb, pe margine „dusoare” cu arnici negru | Muzeul de Etnografie, Brașov                        | Cimec    |
|      | Ie fără poale                                      | Datare: înc.sec.XX Descoperit: jud. BRAȘOV, BRAȘOV Material: pânză din bumbac, arnici, dantelă industrială, panglică industrială, țesut în două ițe, cusut „pe dos”. Cusut „pe fir”, cusut „pe încreț”, închiat cu mașina, aplicație                                                                             | Cămașă femeiască fără poale, confecționată din pânză albă țesută din bumbac în 2 ițe, încrețită la gât, deschiată în partea stângă; croiul: partea din față numită ”ciupag” este confecționată din două foi de pânză, partea din spate dintr-o foaie, mânecile dintr-o foaie și jumătate, cea din urmă numită „băgătură”; toate acestea sunt prinse din „obinzeală” și încheiate cu mașina; la subraț, între foile „ciupagului” și spate este un clin dreptunghiular numit „broasca mare” și deasupra lui un „petecuț” pătrat numit tot „broască”; bentița de la gât prinsă pe încrețitură, numită „obinzală”, este cusută „pe dos” cu arnici negru și roșu; pe piept două șiruri de oenamente geometrice stilizate, dispuse vertical, „pui” cusuți „pe fir” cu roșu și negru, între acestea este aplicată o panglică îngustă industrială cu decor cu negru; mâneca amplă, are pe mijlor, între „obinzeală” și „pumnași” o dantelă albă, lată, numită „rețe”, mărginită de aceeași panglică industrială; în zona cotului, decor arhitectural și antropomorf, cusut „pe fir” cu roșu și negru; mâneca se termină cu încreț la încheietura mâinii, numită „brățărușă” cusută „pe încreț” cu negru și roșu, formându-se un fodor, volan, care are pe margine două rânduri de dantelă industrială, roșie și neagră. | Muzeul de Etnografie, Brașov                        | Cimec    |
|      | Ie de femeie                                       | Datare: prima jum.sec.XX Descoperit: jud. BRAȘOV, com. HĂRMAN, HĂRMAN Material: șifon, dantelă, bobin, încheiat cu acul, încrețit, cusut „pe încreț”, cusut prin „tamburare”, ajur | Cămașă femeiască fără poale confecționată din șifon alb, descheiată în față, încrețită în jurul gâtului, mânecile prinse de la gât, încheiată cu acul cu „cheiță” și ajur; croiul cămășii: fața și mânecile compuse din câte o treime lățime de pânză, spatele dintr-o lățime de pânză, la subraț, întrodus un pătrat mare pentru a da lărgime mânecii; cămașa, în zona gâtului, în față și în spate, are decor realizat prin încrețire, cu galben, obținându-se motive geometrice și florale stilizate („lalea”, „linie frântă”); bentița de la gât are în zona umerilor un decor cusut „pe fir” cu „bobin” galben; mâneca amplă se termină cu decor cusut „pe încreț” în zig-zag și cu o manșetă îngustă cu decor cusut „pe fir” cu bobin galben; se încheie cu nasturi; de-a lungul mânecii este introdusă dantelă tip „file”, de o parte și de alta „ajur” și un decor tamburat, cu motive florale realizate cu „bobin” galben și alb | Muzeul de Etnografie, Brașov                        | Cimec    |
|      | Ie cu pumnași întorși                              | Datare: sf.sec.XIX Descoperit: jud. BRAȘOV, BRAȘOV Dimensiuni: purtat de femeia româncă la biserică și în zi de sărbătoare în Țara Bârsei Material: pânză din bumbac, arnici, țesut în două ițe, cusut „in bușteni”, cusut „pe încreț”, încheiat cu acul                                                         | Cămașă femeiască fără poale, confecționată din pânză țesută în 2 ițe din bumbacalb, încrețită la gât, „gura” în față; croiul „ciupagului” (partea din față): „stanul” din față confecționat din 2 lați de pânză, cel din spate, dintr-un lat de pânză, la fiecare subraț, „pavă”, un petec mare în formă de romb, care se continuă spre talie cu un clin dreptunghiular; „stanul” din spate, de la „obinzeală” până în talie, este prevăzut pe margini cu doi clini; mânecile prinse de la gât, croite dintr-un lat de pânză, sunt ample și lungi, întoarse la extremități sugerând volane; părțile componente ale croiului sunt încheiate cu mâna cu „cheiță”, cu alternanțe de arnici roșu și negru; la gât, bentiță cusută „în bușteni” cu arnici negru și roșu, numită „obinzeală”, sub obinzeală o zona lată de 3 cm numită „ciupag”, cusută cu arnici „pe încreț” (urzit cu negru și umplut cu roșu); „gura” cămășii este tivită cu arnici negru și roșu, de o parte și de alta a iei două șiruri, unul mai îngust și unul mai lat, cu decor compact în „table”, cusut în „bușteni”, cu motive geometrice stilizate cu roșu, pe fond negru; mâneca are un registru decorativ amplasat în zona umerilor, numit „altiță”, cu motive decorative compacte, în „table” cusute „în bușteni” cu arnici pe fond negru, cu roșu; mijlocul mânecii este marcat de o „cheiță” cu arnici care alternează în culorile negru și roșu, se termină cu o bentiță îngustă, cusută „în bușteni”, cu arnici roșu și negru, care prin răsfrângere formează „pumnașii întorși”. | Muzeul de Etnografie, Brașov                        | Cimec    |
|      | Ie femeiască fără poale                            | Datare: sf.sec.XX Descoperit: jud. BRAȘOV, BRAȘOV Material: pânză albă din bumbac, arnici, țesut în 2 ițe, cusut „pe dos”, cusut „pe încreț”, cusut „pe gras”, încheiat cu mâna, încheiat cu „cheiță”, tivit cu mașina                                                                                           | Cămașă femeiască foro poale confecționată din pânză țesută în 2 ițe din pumbac alb, cu „margine” (dungi portocalii dispuse de-a lungul țesăturii, la fiecare margine); pânza cu „margine” este astfel dispusă încât să sublinieze câmpii ornamentali și linia croiului; cămașa este descheiată în față, încrețită la gât; croiul este compus din două „ciupage”, în față și spate din câte doi lați de pânză încheiați cu acul și „cheiță” cu bumbac roșu; mânecile foarte lungi și ample sunt realizate din doi lați de pânză, prinse de la umăr, încheiate tot de la umăr; între umăr și gât mâneca se continuă cu o bucată de pânză care se încrețește la gât; motivele decorative geometrice și florale stilizate sunt ample și compacte, acoperind aproape toată suprafața, cusute cu bumbac roșu; „obinzica”, bentița de la gât, este cusută „pe dos” cu motive geometrice; în jurul gâtului decor cusut „pe încreț”, „linie frântă”; „ciupagul” din față are un decor amplu și compact dispus în șiruri verticale numite „șabace” sau „ghinare”, cusute „pe gras”; pe fața mânecii motivele se amplifică și mai mult: între gât și umeri „altița” cusută compact cu trei rânduri de șire orizontale; din altiță coboară de-a lungul mânecii trei șire late până la extremitatea acesteia și se termină cu același decor cusut „pe încreț” ca și la gât și o manșetă lată cusută „pe gras” și „pe dos” | Muzeul de Etnografie, Brașov                        | Cimec    |
|      | Ie femeiască fără poale                            | Datare: sf.sec.XIX-înc.sec.XX Descoperit: jud. SIBIU, com. CHIRPĂR, SĂSĂUȘ Material: pânză de bumbac, arnici, dantelă, fir metalic, țesut în două ițe, cusut cu acul, cusut „pe fir”, cusut „în cruci”, cusut „pe încreț”, „cheiță”, punct „holbein”, aplicație                                                  | Cămașă femeiască fără poale confecționată din pânză albă de bumbac, țesută în 2 ițe, încrețită la gât, descheiată în partea stângă („gura iei”); croiul: partea din față dintr-un lat de pânză, partea din spate dintr-o jumătate de lat; câte doi clini la subraț, care includ un „peticuț” de formă pătrată; mânecile prinse la umăr, ample și lungi, sunt croite dintr-un lat de pânză, se continuă între umăr și încrețul de la gât cu o bucată de pânză; părțile croiului sunt încheiate cu acul; gulerul este marcat prin „obinzeală” cu motive geometrice cusute „în cruci” cu arnici roșu, alb, roz, pe fond negru; „obinzeala” se continuă cu „ciupagul” cusut „pe încreț” cu motive geometrice în culorile: „urzit” cu negru, „umplut” cu roșu, alb, roz; „gura” cămășii este festonată cu arnici negru și „hir ăl înnodat” cu arnici negru; cămașa are un registru decorativ amplasat „peste umere” numit „altiță” cusut „în cruci” (imită panglica de catifea, numită „barșon”), deasupra acesteia motive florale stilizate cusute cu negru „pe fir” în punct „holbein”, dedesubt aplicat galon subțire din fir metalic, se continuă cu o broderie cusută „pe dos” cu motive geometrice „urzit” negru, „umplut” cu roșu, lila, alb; pe mijlocul mânecii este introdusă o dantelă albă industrială lată de 3 cm, prinsă cu acul, pe margine aplicat un șiret negru industrial, numit „strâmbuleț”; din altiță, de o parte și de alta a dantelei, pornesc câte două șiruri scurte de „puișori” cusuți „în cruci” cu negru, roșu, albastru, verde, iar lângă dantelă se repetă motivul în punct „holbein” care apare deasupra altiței; mâneca se termină cu o bentiță îngustă numită „pumnișor”, cusută cu aceleași motive decorative ca și la altiță, care răsfrântă formează un volan (fodor) amplu; în partea din spate liniile croiului sunt marcate de o „cheiță” și motive fitomorfe cusute „peste fire” cu negru | Muzeul de Etnografie, Brașov                        | Cimec    |
|      | Șorț                                               | Datare: prima jum. sec. XX Descoperit: jud. BRAȘOV, com. Bunești, Viscri Material: bumbac, dantelă cu ciocănele, țesut în două ițe, cusut cu mâna, cusut la mașină, broderie plină, șabac, ajur | Șorț confecționat din pânză albă din bumbac țesută la război în două ițe, compus din trei foi, încrețit în talie pe un cordon îngust; între foi și de jur împrejur, dantelă cu ciocănele din bumbac alb, cental, pe fiecare foaie și la marginea de jos, decor geometric realizat în tehnicile "ajur" și "șabac" cu bumbac alb și galben; se leagă în talie cu baiere. | Muzeul de Etnografie, Brașov                        | Cimec    |
|      | Ie de femeie                                       | | | Muzeul de Etnografie, Brașov                        | Cimec    |
|      | Ștergar de umeri / ”Umhägetuch”                    | Datare: înc. Sec. XX Descoperit: jud. BRAȘOV, com. BUNEȘTI, VISCRI Material: bumbac, arnici, ciucuri din urzeală, țesut în două ițe, broderie plină | ”Ștergar de umeri” confecționat din pânză de bumbac, țesută în două ițe, lucrată în gospodăria țărănească; la capete decor floral realizat după desen cu broderie plină tip feston, cu arnici negru, bej și albastru, delimitat de un decor geometric ”linie ondulată”, realizat ”în cruci” cu arnici bej și albastru; la margini franjuri răsuciți din urzeală | Muzeul de Etnografie, Brașov                        | Cimec    |
|      | Ie de mireasă                                      | Datare: prima jum.sec.XX Descoperit: jud. BRAȘOV, com. BUNEȘTI, VISCRI Material: pânză albă de bumbac, arnici policrom, închieat cu mâna, încrețit, broderie plină, cusut pe încreț | Cămașă fără poale, confecționată din pânză albă de bumbac, descheiată în față, cu mânecile prinse de la gât, încheiată cu mâna, cu acul, cu „cheiță”; la gât și pe umeri pânza este încrețită; de o parte și de alta a deschizăturii din față, pe umeri și în spate este prevăzută cu platcă cu decor floral realizat cu broderie plină policromă, cu arnici; mânecile se termină cu motive decorative geometrice realizate „pe încreț” cu arnici negru | Muzeul de Etnografie, Brașov                        | Cimec    |
|      | Ie Autor: Graef Ecaterina                          | Datare: prima jum. Sec. XIX Descoperit: jud. BRAȘOV, com. BUNEȘTI, VISCRI Material: pânză albă de bumbac, arnici policrom, încheiată cu mâna, încrețită, cusut „pe încreț”, cusut „în cruci” | Cămașă femeiască fără poale, confecționată din șifon alb, descheiată în față, cu mânecile prinse de la umăr, încrețită la gât, încheiată cu mâna; de o parte și de alta a deschizăturii din față, pe umeri și în spate este prevăzută cu plătci cu decor floral realizat „în cruci”, cu arnici în nuanțe de roșu, verde; mânecile, încrețite în zona încheieturii, se termină cu manșete prevăzute cu motive decorative cusute „pe încreț” cu arnici negru | Muzeul de Etnografie, Brașov                        | Cimec    |
|      | Gyip / Guip                                        | Datare: prima jum. sec. XX Descoperit: jud. BRAȘOV, com. Bunești, Viscri Material: bumbac, arnici, țesut în două ițe, încheiat cu mâna, broderie plină, ajur, șabac | Bluză descheiată în față, confecționată din pânză albă de bumbac, țesută în două ițe, prevăzută cu nasturi decorativi verzi și găici din șiret alb; părțile croiului sunt încheiate cu mâna; subraț, de fiecare parte, trei clini, unul dreptunghiular și doi trunghiulari, pentru a da lărgime. Pe marginile fețelor și la manșete, decor floral realizat în tehnica broderie plină, cu arnici alb și galben, clinul treptunghiular de la subraț decorat cu motive geometrice realizate cu arnici galben, oranj, roșu în tehnicile "ajur" și "șabac", clinii triunghiulari sunt decorați pe o latură cu broderie plină cu galben. | Muzeul de Etnografie, Brașov                        | Cimec    |
|      | Busenkittel                                        | Datare: a doua jum. Sec. XIX Descoperit: jud. BRAȘOV, com. JIBERT, DACIA Material: in, țesut în 2 ițe, cusut cu mâna, broderie plină, șabac, plisat | Sarafan confecționat din pânză de in, țesută la război în două ițe, încheiat cu mâna; partea superioară din față, din talie până la umeri, și, în spate, numai în zona umerilor, pânza este plisată îngust, pliseurile fiind susținute de fire paralele, la distanțe egale care marchează liniile croiului; central, pe piept, decor geometric realizat cu bumbac alb în tehnicile „șabac”, „broderie plină”; partea inferioară, prevăzută cu tiv lat, este largă, lărgimea fiind dată de pânza plisată în partea superioară | Muzeul de Etnografie, Brașov                        | Cimec    |
|      | Ie cu altiță peste umere și pumnași întorși        | Datare: prima jum.a sec. XX Descoperit: jud. BRAȘOV, com. RACOȘ, MATEIAȘ Material: pânză de bumbac, pânză demestecată, dantelă industrială, arnici, țesut în două ițe, încheiat cu acul, cusut pe dos, cusut pe încreț, cusut pe fir                                                                             | Cămașă femeiască cu poale confecționată din pânză industrială din bumbac și pânză de „mașină” (țesută la război din bumbac în două ițe), încrețită la gât, deschisă în partea stângă („gura iei”); croită astfel: partea din față dintr-un lat și jumătate de pânză, partea din spate dintr-o jumătate de lat de pânză, doi clini laterali numiți „petec” și sub braț „pavă”; mânecile prinse de la gât sunt croite dintr-un lat de pânză, întoarse la extremități, sugerând un volan amplu („pumnași întorși”); cămașa este încheiată cu mâna cu motivele: „purecelul”, „tighitură”, „hir ăl înnodat” cu „bobin” alb și negru; gulerul cu „obinzeală” cu „puișorul” cusut „pe dos” cu arnici roșu, negru, verde, albastru, galben, alb, terminată cu „dusoare” cu arnici negru; urmează „ciupagul” îngust cusut „pe încreț” cu motivul numit „oblâncul” cu arnici roșu, verde, albastru, galben, alb; gura cămășii este terminată cu feston și „hir ăl înnodat” cu arnici negru. Mâneca prezintă un registru decorativ mplasat „peste umere” „altiță” cusută „pe dos” cu arnici megru și umplut cu roșu, albastru și verde; pe mijlocul mânecii, aplicată „umbreajă” din dantelă albă industrială, de o parte și de alta decor cusut pe fir cu negru; din „altiță” pornesc câte două rânduri verticale de „puișorii hăi cu două fețe cu cracuri” cusuți pe fir cu negru, roșu, verde, albastru; mâneca se termină cu o bentiță numită „pumnișori” cusută „pe dos” cu „puișorul” cu arnici negru, roșu, albastru, verde, galben, alb, pe margine „colțișori, cu arnici negru. Poalele ample sunt croite din „pânză demestecată” (bumbac și cânepă, șesut în două ițe), două foi drepte (față, spate) și câte trei clini laterali de fiecare parte, tivit la marginea de jos cu bobin crem | Muzeul de Etnografie, Brașov                        | Cimec    |
|      | Ie cu poale                                        | Datare: prima jum. sec. Descoperit: jud. BRAȘOV, com. Hoghiz, Fântâna Material: pânză de cumpărat din bumbac; arnici; dantelă industrială; încheiat cu mâna; cusut pe încreț; cusut pe dos; cusut pe fir | Cămașă femeiască cu poale confecționată din pânză industrială din bumbac, încrețită la gât, deschisă în partea stângă („gura iei”), croită astfel: partea din față dintr-un lat și jumătate de pânză, partea din spate dintr-o jumătate de lat de pânză, doi clini laterali numiți „petec” și sub braț „pavă”, mânecile prinse de la gât sunt croite dintr-un lat de pânză, întoarse la extremități, sugerând un volan amplu ("pumnași întorși"); cămașa este asamblată cu mâna cu „purecelul” și cu "zăluța ruptă" cu arnici negru la marginile laterale ale spatelui; gâtul este marcat prin "obinzeală" cu "puișori" cusuți "pe dos" cu arnici negru, verde, albastru, roșu, alb, terminată cu "colțișori" cu arnici negru, urmează "ciupagul" îngust cusut „pe încreț” cu decor numit "floarea învârtită" cu arnici negru, roșu și combinațiile verde și galben, albastru și alb; gura cămășii este terminată cu feston realizat cu arnici negru, "tighitură" cu arnici crem și "hir ăl înnodat" cu arnici negru. Mâneca prezintă un registru decorativ amplasat "peste umere", "altiță", cusută "pe dos" cu "ochiul ăl lung" cu arnici negru și umplut cu verde, albastru, roșu; pe mijlocul mânecii, dantelă albă industrială, aplicată pe mânecă și prinsă cu "purecelul" cu negru și crem și "cerceluși" cusuți „în cruci” cu negru, verde, roșu, albastru; din altiță pornesc pe fiecare parte 2 rânduri verticale de "puișorii hăi cu două fețe" cusuți pe fir cu negru, roșu, verde, albastru; mâneca se termină cu "pumnișori", o bentiță îngustă cusută "pe dos" cu "puișori" cu arnici negru, verde albastru, roșu, alb, terminată cu "colțișori" cu arnici negru. Poalele ample, plisate, sunt croite din "pânză demestecată" (bumbac și cânepă, țesut în 2 ițe), din 2 foi drepte (față, spate) și căte 2 clini laterali de fiecare parte. | Muzeul de Etnografie, Brașov                        | Cimec    |
|      | Ie cu altiță peste cot și fodor                    | Datare: prima jum. sec. XX Descoperit: jud. BRAȘOV, com. Hoghiz, Fântâna Material: pânză industrială, cânepă, bumbac, arnici, dantelă industrială, țesut în două ițe, încheiat cu acul, cusut pe dos, cusut pe încreț, cusut pe fir,                                                                             | Cămașă de fată cu poale, confecționată din pânză industrială, încrețită la gât, deschisă în partea stângă ("gura iei"); croită astfel: partea din față dintr-un lat și jumătate de pânză, partea din spate dintr-un lat de pânză, doi clini laterali numiți „petec” și sub braț „pavă”; mânecile prinse de la gât sunt croite dintr-un lat de pânză, încrețite în zona cotului, sugerând un ,,fodor,,(volan) amplu; cămașa este încheiată cu mâna cu motivele cusute în cruci cu negru: „purecelul”, "tighitură" cu "bobin" crem, "moldițe" ; la gât cu "obinzeală" cu motivul: "încurcata" cusută „pe dos" cu arnici negru, verde, albastru, roșu, alb, terminată cu "colțișori" cu arnici negru; urmează "ciupagul" îngust cusut „pe încreț” cu decor numit "cruciulițe" cu arnici roșu și combinațiile verde și galben, albastru și alb; gura cămășii este terminată cu feston și "hir ăl înnodat" cu arnici negru. Mâneca prezintă un registru decorativ amplasat "peste cot", "altiță", cusută "pe dos" cu „crucile” cu arnici negru și umplut cu verde, albastru, roșu; pe mijlocul mânecii, aplicată „umbreajă” din dantelă albă industrială, prinsă cu "cheița a împletită" cu bobin crem; de o parte și de alta a dantelei, "zăluța" cusută „pe fir” cu arnici negru, „strâmbuleț umplut” cu crem; în zona cotului, „brățărușă” cusută „pe încreț” cu „lănceț” cu arnici negru, roșu, albastru, verde; mâneca se termină cu volan amplu, numit „fodor” cu decor cusut "pe fir" cu "puii hăi cu două fețe de jumătate", „zăluța” cu arnici negru, roșu, verde, albastru, se termină cu dantelă prinsă cu „cheița împletită”. Poalele ample, plisate sunt croite din "pânză demestecată" (bumbac și cânepă, țesut în două ițe), 2 foi drepte (față, spate) și căte 2 clini laterali de fiecare parte, tivit la marginea de jos cu bobin crem. | Muzeul de Etnografie, Brașov                        | Cimec    |
|      | Cămașă                                             | Datare: prima jum. XX Descoperit: jud. BRAȘOV, com. Hoghiz, Bogata Olteana Material: bumbac, in, arnici, țesut în 2 ițe, cusut la mașina, cusut pe dos, cusut pe fir, cusut în cruci | Cămașă bărbătească dreaptă confecționată din pânză albă de bumbac țesută la război în 2 ițe, deschisă în față, încheiată cu mașina de cusut cu bobim crem; este croită astfel: fața și spatele dintr-o foaie de pânză, clini laterali și sub braț „pavă”; mânecile prinse de la umăr sunt croite dintr-un lat de pânză și un clin pentru a-i da amploare, se termină cu manșete; gâtul cămășii realizat prin decuparea foii de material care formează fața și spatele, este marcat prin gulerul cusut „pe dos" cu "încurcata" cu arnici negru, roșu, verde, galben, albastru, pe margine „colțișori” cu arnici neagru; sub guler, de o parte și de alta a deschizăturii din față sunt cusuți "pe fir" 3 „cășuleni”, tivitură din feston și „pui ăi cu două fețe cu cracuri” cu arnici negru, verde, albastru, roșu. Partea superioară a feței și a spatelui este prevăzută cu „cuptuf” o căptușeală din pânză țesută la război din bumbac și in. Mâneca încrețită ușor în zona încheieturii se termină cu manșete numite „bențe” decorate simetric astfel: pe mijloc „creceluși” urmați de „zăluța” cusuțe pe fir cu arnici negru, verde, albastru, ajur cu bobin crem și "cerceluși" cusuți în cruci cu arnici negru, verde, albastru. Poalele se păstrează plisate. | Muzeul de Etnografie, Brașov                        | Cimec    |
|      | Ie cu poale                                        | Datare: prima jum.sec.XX Descoperit: jud. BRAȘOV, com. HOGHIZ, FÂNTÂNA Material: pânză de cumpărat din bumbac; arnici; dantelă industrială; încheiat cu mâna; cusut pe încreț; cusut pe dos; cusut pe fir; aplicație                                                                                             | Cămașă femeiască cu poale, confecționată din pânză industrială din bumbac, încrețită la gât, deschisă în partea stângă („gura iei”), croită astfel: partea din față dintr-in lat și jumătate de pânză, partea din spate dintr-o jumătate de lat de pânză, doi clini laterali numiți „petec” și sub braț „pavă”, mânecile prinse de la gât sunt croite dintr-un lat de pânză, întoarse la extremități sugerând un volan amplu („pumnași întorși”); cămașa este asamblată cu mâna cu „purcelul” și cu „zăluța ruptă” cu arnici negru la marginile laterale ale spatelui; gulerul este marcat prin „obinzeală” cu motivul „puișori” cusuți „pe dos” cu arnici negru, verde, albastru, roșu, alb, terminată cu „colțișori” cu arnici negru, urmează „ciupagul” îngust cusut „pe încreț” cu decor numit „floarea învârtită” cu arnici negru, roșu și combinațiile verde și galben, albastru și alb; gura cămășii este terminată cu feston realizat cu arnici negru, „tighitură” cu arnici crem și „hir ăl înnodat” cu arnici negru. Mâneca prezintă un registru decorativ amplasat „peste umere”, „altiță”, cusută „pe dos” cu ochiul „ăl lung” cu arnici negru și umplut cu verde, albastru, roșu; pe mijlocul mânecii, dantelă albă industrială, aplicată pe mânecă și prinsă cu „purcelul” cu negru și crem și „cerceluși” cusuți „în cruci” cu negru, verde, roșu, albastru; din altiță pornesc pe fiacare parte 2 rânduri verticale de „puișorii ăi cu două fețe” cusuți cu fir negru, roșu, verde, albastru; mâneca se termină cu „pumnișori”, o bentiță îngustă cusută „pe dos” cu „puișori” cu arnici negru, verde, albastru, roșu, alb, terminată „cu colțișori” cu arnici negru. Poalele ample, plisate, sunt croite din „pânză demestecată” (bumbac și cânepă, țesut în două ițe), din 2 foi drepte (față, spate) și câte 2 clini laterali de fiecare parte. | Muzeul de Etnografie, Brașov                        | Cimec    |
|      | Ie cu pumnișori și altițe peste umere              | Datare: prima jum. sec XX Descoperit: jud. BRAȘOV, com. Hoghiz, Bogata Olteana Material: pânză industrială; arnici; dantelă; cânepă; bumbac; încheiat cu acul; țesut în 2 ițe; cusut în cruci; cusut simplu pe dos; cusut pe fir                                                                                 | Cămașă femeiască cu poale confecționată din pânză industrială, încrețită la gât, deschisă în partea stângă ("gura iei"); croită astfel: partea din față dintr-un lat de pânză, partea din spate dintr-o jumătate de lat de pânză, doi clini laterali numiți „petec” și sub braț „pavă”; mânecile prinse de la gât sunt croite dintr-un lat de pânză, întoarse la extremități sugerând un volan amplu („pumnași întorși”); cămașa este asamblată cu acul cu: „purecelul”, "tighitură" cu "bobin" alb, „strâmbuleț” cu arnici negru; gâtul este marcat prin "obinzeală" cusută „pe dos" cu "cohălmeanul ăl mare" cu arnici negru, verde, albastru, roșu, alb, terminată cu "colțișori" cu arnici negru, urmează "ciupagul" îngust cusut „pe încreț” cu decor numit "puiul ăl mare" cu arnici roșu și combinațiile verde și galben, albastru și alb; gura cămășii este terminată cu feston și "hir ăl înnodat" cu arnici negru. Mâneca prezintă un registru decorativ amplasat "peste umere", "altiță", cusută "pe dos" cu „ochiul ăl lung” cu arnici negru și umplut cu verde, albastru, roșu; pe mijlocul mânecii, „umbreajă” din dantelă albă industrială, de o parte și de alta "hir ăl înnodat" și „cerceluși” cusuți „în cruci” cu arnici negru, albastru, verde; din altiță pornesc două șiruri de „puișori ăi cu două fețe” cusuți „pe fir” cu arnici negru, roșu, albastru, verde; mâneca se termină cu o bentiță îngustă, „pumnișor”, cusută „pe dos” cu „puișorul ăl mare” cu arnici negru, albastru, verde. Poalele ample sunt croite din "pânză demestecată" (bumbac și cânepă, țesută în două ițe), 2 foi drepte (față, spate) și căte 2 clini laterali de fiecare parte, tivite cu bobin crem. | Muzeul de Etnografie, Brașov                        | Cimec    |
|      | Ie cu altiță peste umere și pumnași întorși        | Datare: prima jum. sec. XX Descoperit: jud. BRAȘOV, com. Racoș, Mateiaș Material: pânză de bumbac, pânză mestecată, dantelă industrială, arnici, țesut în 2 ițe, încheiat cu acul, cusut pe dos, cusut pe încreț, cusut pe fir, cusut în cruci                                                                   | Cămașă femeiască cu poale confecționată din pânză de "mașină" (țesută la război din bumbac, în două ițe), încrețită la gât, deschisă în partea stângă ("gura iei"); croită astfel: partea din față din 2 lați de pânză, partea din spate dintr-un lat de pânză, doi clini laterali numiți „petec” și sub braț „pavă”; mânecile prinse de la gât sunt croite dintr-un lat de pânză și un clin sunt întoarse la extremități, sugerând un volan amplu ("pumnași întorși"); cămașa este asamblată cu mâna cu: „purecelul”, "tighitură" cu "bobin" crem, "cășuleanul" și "strâmbuleț" cu arnici negru; gâtul este marcat prin "obinzeală" cu "cohălmean cu zăluța" cusut „pe dos" cu arnici negru, verde, albastru, roșu, alb, terminată cu "dusoare" cu arnici negru, urmează "ciupagul" îngust cusut „pe încreț” cu decor numit "floarea învârtită" cu arnici roșu și combinațiile verde și galben, albastru și alb; gura cămășii este terminată cu feston și "hir ăl înnodat" cu arnici negru. Mâneca prezintă un registru decorativ amplasat "peste umere", "altiță", cusută "pe dos" cu „cornul berbecului” cu arnici negru și umplut cu vernil, albastru, roșu; pe mijlocul mânecii, aplicată „umbreajă” din dantelă albă industrială, prinsă cu "cheița a împletită" cu bobin crem; de o parte și de alta a dantelei, "cerceluși" cusuți „în cruci” cu arnici negru; din altiță pornesc câte 2 rânduri verticale de "strâmbuleț umplut” cu crem și "puișorii hăi cu două fețe cu cracuri" cusuți pe fir cu negru, roșu, verde, albastru; mâneca se termină cu o bentiță îngustă numită "pumnișori" cusută "pe dos" cu "puișorul ăl mare" cu arnici roșu, verde, albastru, alb, pe margine, "dusoare" cu arnici negru. Poalele ample sunt croite din "pânză demestecată" (bumbac și cânepă, țesut în două ițe), 2 foi drepte (față, spate) și căte 2 clini laterali de fiecare parte, tivit la marginea de jos cu bobin crem. | Muzeul de Etnografie, Brașov                        | Cimec    |
|      | Ie de fată cu fodori                               | Datare: înc.sec. XX Descoperit: BUCUREȘTI, Bucuresti Material: bumbac, lânică, țesut în 2 ițe, cusut cu acul, cusut pe dos, cusut pe încreț, cusut pe fir | Cămașă purtată de fete, fără poale, confecționată din pânză albă din bumbac țesută la război în 2 ițe, încrețită la gât, deschisă în partea stângă ("gura iei"); croită astfel: partea din față din 2 lați de pânză, partea din spate dintr-un lat de pânză, doi clini laterali numiți „petec” și sub braț „pavă”; mânecile prinse de la gât sunt croite dintr-un lat de pânză și un „petec” pentru a-i da amploare, încrețită în zona cotului, formând la extremități fodori; cămașa este asamblată cu acul cu bumbac alb și „hir înnodat” cu lână fină verde, roșie, bleumarin; gâtul este marcat prin "obinzeala" cusută „pe dos" cu "puișorul" cu lână fină, roșu cărămiziu, verde, galben, bleumarin, negru, pe margine „dusoare”cu arnici neagru, urmează "ciupagul" îngust cusut „pe încreț” cu decor numit "urzitura" cu lână fină neagră, cărămiziu și combinațiile bleumarin și alb, verde și galben. Pe mijlocul mânecii dantelă albă croșetată prinsă de mânecă acul și cu lânică fină de cumpărat, de o parte și de alta „gândacii” cusuți „pe fir” cu arnici negru, roșu, bleumarin, verde și „hir înnodat” cu lânică neagră, roșie, albastră, verde; mâneca este încrețită în zona cotului formând o „brățărușă” cusută „pe încreț” cu „urzitura” cu lânică fină neagră, roșie, bleumarin; fodorul este decorat la margine cu „gândacii”, tivitură cu bumbac alb, „hir înnodat” cu negru, terminat cu "colțișori" din dantelă albă croșetată cu bumbac. | Muzeul de Etnografie, Brașov                        | Cimec    |
|      | Ie de fată                                         | Datare: prima jum.sec.XX Descoperit: jud. BRAȘOV, Rupea Material: bumbac, in, dantelă industrială, arnici, țesut în două ițe, încheiat cu acul, cusut pe încreț, cusut pe fir | Cămașă cu poale purtată de fete, confecționată din pânză din bumbac țesută la război în 2 ițe, încrețită la gât, deschisă în partea stângă ("gura iei"), croită astfel: partea din față din 2 lați de pânză încheiați cu „purecelul”, partea din spate dintr-un lat de pânză, iar pe marginile laterale „strâmbuleț umplut”, clini laterali numiți „petec” și sub braț „pavă”; mânecile prinse de la gât sunt croite din doi lați de pânză fiecare, încrețite în zona cotului, formând la extremități fodori; cămașa este asamblată cu acul cu „purecelul” cu bumbac alb și negru și la mașina de cusut; gâtul este marcat prin "obinzeala" cusută „pe dos" cu "cohălmean" cu arnici roșu, negru, verde, bleumarin, pe margine „dusoare” cu arnici neagru, urmează "ciupagul" îngust cusut „pe încreț” cu decor numit "puișorul ăl mare" cu arnici negru, roșu, albastru, verde. Pe mijlocul mânecii, dantelă albă industrială prinsă de mânecă cu cusătură realizată la mașina de cusut, de o parte și de alta „gândacii ăi mari” cusuți „pe fir” cu arnici negru, roșu, albastru, verde; în zona cotului „brățărușă” cusută „pe încreț” cu „lănceț” (?) cu arnici negru; fodorul se termină cu „gândacii ăi mari”, cusuți "pe fir" cu arnici negru, albastru, roșu, verde, „strâmbuleț” cu arnici negru și dantelă albă („cipcă”) industrială. Poalele ample sunt croite din "pânză demestecată" (bumbac și in, țesută în 2 ițe): 2 foi drepte (față, spate) și câte 2 clini laterali de fiecare parte; tiv realizat cu acul. | Muzeul de Etnografie, Brașov                        | Cimec    |
|      | Cămașă cu bențe                                    | Datare: prima jum. sec. XX Descoperit: jud. BRAȘOV, com. Hoghiz, Fântâna Material: bumbac, in, arnici, țesut în două ițe, cusut la mașină, cusut pe dos, cusut pe fir, cusut în cruci, ajur | Cămașă bărbătească dreaptă confecționată din pânză albă de bumbac țesută la război în 2 ițe, deschisă în față, încheiată cu mașina de cusut cu bobim crem; este croită astfel: fața și spatele dintr-o foaie de pânză, clini laterali și sub braț „pavă”; mânecile prinse de la umăr sunt croite dintr-un lat de pânză și un clin pentru a-i da amploare, se termină cu manșete; gâtul cămășii realizat prin decuparea foii de material care formează fața și spatele, este marcat prin guler îngust cusut „pe dos" cu "încurcata" cu arnici negru, roșu, verde, galben, albastru, pe margine „colțișori” cu arnici neagru; sub guler, de o parte și de alta a deschizăturii din față sunt cusuți "pe fir" „pui ăi cu două fețe de jumătate cu cracuri” cu arnici negru, verde, albastru, roșu, "săbăceală" cu arnici roșu Partea superioară a feței și a spatelui este prevăzută cu „cuptuf”, o căptușeală din pânză țesută la război în două ițe din bumbac și in. Mâneca încrețită ușor în zona încheieturii se termină cu manșete numite „bențe” decorate simetric astfel: pe mijloc „creceluși” urmați de „strâmbuleț umplut” cusut pe fir cu arnici negru, ajur cu bobin crem și două rânduri de "cerceluși" cusuți în cruci cu arnici negru, verde, albastru, roșu. | Muzeul de Etnografie, Brașov                        | Cimec    |
|      | Ladă pictată cu spătar                             | Datare: 1819 Descoperit: jud. BRAȘOV, com. Bunești, Criț Dimensiuni: H = 66 cm Material: lemn de molid, coloranți; tăiat, fasonat, geluit, traforat, găurit, profilat, îmbinare în coadă de rândunică și cuie de lemn; pictat cu pensula                                                                         | Piesă paralelipipedică alcătuită din două laterale (ce au și rol de picioare), care susțin lada compusă din fațadă, fund, spate și capac rabatabil. Confecționată din scânduri de molid geluite și îmbinate în coadă de rândunică și în cuie de lemn. Fațada lăzii și a spătarului înalt are pe toată suprafața un decor pictat. La baza fațadei lăzii este aplicat un soclu din scândură traforată și profilată. Lateralele sunt asimetrice: cel din dreapta este amplă, cu un contur traforat în curbe și contracurbe (cu rol de cotier) iar celălalt este mai mic, traforat în sfert de cerc. Decorația pictată este concentrată în patru panouri dreptunghiulare (două pe ladă și două pe spătar). Pe ladă, un panou are decorație vegetală și celălalt florală, cu trandafiri roșii. Pe un panou de pe spătar sunt diverse flori (garoafe, trandafiri, lalea, lăcrimioare, margarete) iar pe celălalt este reprezentată o biserică flancată de două perechi de turnuri cirulare cu acoperiș conic. Acest ultim panou poartă datarea "18-19". Cromatica: fond verde și maron iar decorația în alb, negru, albastru, roșu, galben, verde și ocru. | Muzeul de Etnografie, Brașov                        | Cimec    |
|      | Ladă pictată cu spătar                             | Datare: începutul secolului al XIX-lea Descoperit: jud. BRAȘOV, com. Bunești, Criț Dimensiuni: H = 85,5 cm Material: lemn de molid, coloranți; tăiat, fasonat, geluit, traforat, găurit, profilat, îmbinare în coadă de rândunică și cuie de lemn; pictat cu pensula                                             | Piesă paralelipipedică alcătuită două laterale (ce au și rol de picioare), care susțin lada compusă din fațadă, fund, spate și capac rabatabil. Confecționată din scânduri de molid geluite și îmbinate în coadă de rândunică și în cuie de lemn. Fațada lăzii și a spătarului înalt are pe toată suprafața un decor pictat. La baza fațadei lăzii este aplicată o șipcă profilată. Lateralele sunt simetrice, au un contur traforat în curbe și contracurbe și au rol de consolidare a piesei și de cotier. Decorația pictată, aplicată pe fațada lăzii și fațada spătarului, este dispusă în șase panouri dreptunghiulare (3 pe ladă și 3 pe spătar). Pe ladă, panoul central are pictați doi trandafiri roșii și este flancat de două panouri având câte un trandafir albastru. Pe spătar, panoul central are un peisaj cu o biserică flancată de două perechi de turnuri circulare cu acoperiș conic. La baza panoului central sunt inițialele "J" și "F". Panoul din dreapta are diverse flori (garoafe, trandafiri, lalea, lăcrimioare, margarete), iar panoul din stanga are pictura nerestaurată. Cromatica: fond verde și maron iar decorația în alb, negru, albastru, roșu, galben, verde și ocru. | Muzeul de Etnografie, Brașov                        | Cimec    |
|      | Ladă de zestre                                     | Datare: 1726 Descoperit: jud. BRAȘOV, com. MĂIERUȘ, MĂIERUȘ Dimensiuni: H = 59 cm Material: lemn de brad, balamale, broască, coloranți tempera, tăiat, fasonat, geluit, îmbinare coadă de rândunică, îmbinare cuie de lemn, pictat cu pensula                                                                    | Ladă paralelipipedică din scânduri de brad îmbinate în coadă de rândunică; alcătuită din: fund, două laterale, față și spate, prevăzut cu capac; partea inferioară, în față și pe laterale, are aplicată o bordură din lemn cu margine profilată; capacul are două balamale iar pe părțile laterale două șipci profilate prinse în cuie de lemn și două scânduri pentru consolidare, adăugate inadecvat ulterior. Fața și pereții laterali sunt pictate în culori tempera: pe față, elemente de arhitectură, două arcade și colonete: arcadele au în interior decor floral stilizat cu motivul „rodii turcești”, central, deasupra colonetelor, motivul „lalea”. În partea superioară a fațadei, pe fond verde, apare datarea „1..7..2..6”, cu ocru, galben, roșu, maron, negru. Părțile laterale pictate pe fond brun sunt casetate pe diagonală în interiorul cărora sunt pictate cu alb motive fitomorfe stilizate. | Muzeul de Etnografie, Brașov                        | Cimec    |
|      | Ladă de zestre                                     | Datare: sf. sec. XIX Descoperit: jud. BRAȘOV, BRAȘOV Dimensiuni: H: 62,5 Material: Scândură de molid rindeluită, cuie de fier, balamale, broască, coloranți, pictat tempera; tăiat, fasonat, geluit, îmbinare cu cuie de fier, pictat cu pensula.                                                                | Ladă de zestre de formă paralelipipedică cu elementele componente fixate în cuie de fier; are capac ce depășește în partea frontală și laterală lada propriu-zisă cu câțiva centimetrii datorită unor stinghii profilate atașate; pe fața laterală, central este amplasată o broască din fier forjat cu cheie; capacul este prins în două balamale metalice, în interior este întărit cu două traverse; picioarele sunt obținute prin decuparea lateralelor; pe latura frontală, în partea inferioară este montată o stinghie profilată cu rol decorativ; la interior lada are un sertar numit "puișor" pentru păstrarea obiectelor mici, plasat în partea superioară a feței laterale din stânga; decorul este amplasat pe capac și latura frontală cu casete marcate de un contur dublu în negru și alb; pe latura frontală casetele sunt mărginire de o bordură cu motive geometrice în degrade cu negru și albastru; casetele pictate pe fond roșu-cărămiziu, brun, bleu cu motivul "pomul vieții": "glastră cu flori" în culorile: roșu, albastru, alb și verde; lateralele sunt pictate în brun-roșcat. | Muzeul de Etnografie, Brașov                        | Cimec    |
|      | Încoronarea Maicii Domnului                        | Datare: a doua jum. sec. XIX Descoperit: jud. Brașov, com. Bran, Sohodol Material: sticlă; coloranți; lianți; soluții de fixare; foiță de aur; lemn de brad; pictură pe dosul sticlei după izvod (tehnica "în oglindă"); desen în peniță; pictat cu pensula; pictat tempera; foiță aplicată                      | Icoana prezintă scena încoronării Fecioarei Maria: Iisus Hristos și Dumnezeu-Tatăl, stau pe tronuri sugerate și susțin coroana pe care o pun pe capul Mariei. În partea dreaptă Dumnezeu-Tatăl cu sceptrul în mâna stângă, sprijinită de globul cruciger, cu mâna dreaptă ține coroana. În partea stângă: Isus ține în mâna stângă Crucea, iar cu dreapta susține coroana deasupra capului Mariei. În registrul superior: pe fond albastru ceruleum, steluțe albe, apare Duhul Sfânt sub formă de porumbel alb încadrat în soare, flancat de doi heruvimi de fiecare parte ce plutesc pe nori. În registrul inferior, în mijloc, apare Maria îngenuncheată, îmbrăcată în maforion roșu și aureolă pe cap, cu mâinile încrucișate pe piept, la picioare pe fiecare parte de câte doi heruvimi. Toate personajele sunt susținute de nori. Cromatică: albastru, verde în două tonuri, ocru, alb, roșu și maro. Ramă originală din lemn de brad cu elemente profilate pe latura interioară băițuită în roșu, pe margine băițuită bleumarin; placa de sticlă este protejată de scânduri groase din lemn de 2 cm. | Muzeul Național Bran, Brașov                        | Cimec    |
|      | Îngroparea lui Iisus (Prohodul Domnului)           | Datare: prima jum. sec. XIX Descoperit: jud. Brașov, com. Bran, Bran Material: sticlă; coloranți; lianți; soluții de fixare; foiță de aur; lemn de brad; pictură pe dosul sticlei după izvod (tehnica "în oglindă"); desen în peniță; pictat cu pensula; pictat tempera; foiță aplicată                          | Icoana reprezintă momentul înmormântări lui Iisus - Prohodul Domnului. În planul apropiat apare corpul lui Iisus pe giulgiul, ținut de doi Apostoli deasupra mormântului. Central, Maria îndoliată, îmbrăcată în maforion negru, cu mâinile împreunate a rugă având de o parte și de alta două femeii sfinte. În plan superior pe fond albastru, în colțuri, motive florale supradimensionate, inscripție cu litere chirilice, "Îngropa...rea lui " și Crucea cu raze asemenea unui soare. Cromatica: albastru, roșu, alb, galben ocru, alb roz, negru. Rama este din lemn de brad cu două elemente profilate spre interior, decor realizat cu pieptenul în baițul proaspăt imitând furnirul. | Muzeul Național Bran, Brașov                        | Cimec    |
|      | Cahlă plată                                        | Datare: 2/2 sec. XVII Descoperit: jud. Brașov, FĂGĂRAȘ Material: lut; smalț; turnat în tipar; ardere | Decor geometric și vegetal, motivul rodiei. Cromatica: alb, albastru de cobalt, galben, smălțuire. | Muzeul Țării Făgărașului „Valeriu Literat”, Făgăraș | Cimec    |
|      | Cahlă plată                                        | Datare: 1/2 sec. XVI Descoperit: jud. Brașov, FĂGĂRAȘ Material: lut; turnat în tipar; ardere oxidantă; smălțuit; acuarelă | Chenar; decor vegetal ce încadrează blazonul Sibiului în partea inferioară: două spade încrucișate, iar deasupra lor o coroană; deasupra blazonului un scut care cuprinde motive florale: floarea de crin. Smalț verde exfoliat aproape în totalitate. | Muzeul Țării Făgărașului „Valeriu Literat”, Făgăraș | Cimec    |
|      | Cahlă-colțar                                       | Datare: 1784 Material: lut; albastru de cobalt; smalț; ardere oxidantă; smălțuit | Coronament de sobă dreptunghiular, angobat, smălțuit, decor cu motive geometrice și florale: lalea. Smalț sărit pe alocuri, mici fragmente lipsă; două bucăți prinse cu un șurub. Apare anul 1784. | Muzeul Țării Făgărașului „Valeriu Literat”, Făgăraș | Cimec    |
|      | Farfurie de ritual                                 | Datare: 2/2 sec. XIX Descoperit: jud. Sibiu, com. CÂRȚA, CÂRȚA Dimensiuni: Î: 5 cm Material: lut; angobă; coloranți; smalț; modelat la roată; angobat; pictat cu pensula; smălțuit; ardere oxidantă | Farfurie de format mare care are în centru o mică farfurie, pe fond gălbui decor geometrizant dispus radial. | Muzeul Țării Făgărașului „Valeriu Literat”, Făgăraș | Cimec    |
|      | Canceu                                             | Datare: sf. sec. XVIII Descoperit: jud. Brașov, com. BECLEAN, CALBOR Dimensiuni: Î: 20,5 cm Material: lut; angobă; cobalt; smalț; modelat la roată; angobat; pictat cu pensula; pictat cu cornul; smălțuit | Corp piriform, toartă laterală, gură rotundă, fond gălbui, decor stilizat dispus în patru registre pe orizontală, separate de o linie ondulată.â Cromatica: alb, albastru. | Muzeul Țării Făgărașului „Valeriu Literat”, Făgăraș | Cimec    |
|      | Canceu                                             | Datare: 1848 Descoperit: jud. Brașov, com. VOILA, DRIDIF Dimensiuni: Î: 22,5 cm Material: lut; angobă; coloranți; smalț; modelat la roată; angobat; pictat cu pensula; pictat cu cornul; smălțuit; ardere oxidantă                                                                                               | Corp piriform, toartă laterală, gură laterală, decor dispus pe toată suprafața vasului: cerb "Damhirsch" și lalea galben cu verde de o parte și de alta a motivului zoomorf. Cromatica: verde, galben și maro. | Muzeul Țării Făgărașului „Valeriu Literat”, Făgăraș | Cimec    |
|      | Canceu                                             | Datare: sf. sec. XVIII Descoperit: jud. Brașov, com. UCEA, CORBI Dimensiuni: Î: 19,5 cm Material: lut; angobă; coloranți; smalț; modelat la roată; angobat; pictat cu pensula; pictat cu cornul; smălțuit; ardere oxidantă                                                                                       | Corp piriform, toartă laterală, gură rotundă, decor floral și fitomorf stilizat dispus vertical pe toată suprafața vasului. Decorul este conturat cu maro. Cromatica: alb, verde și maro. | Muzeul Țării Făgărașului „Valeriu Literat”, Făgăraș | Cimec    |
|      | Canceu                                             | Datare: mijl. sec. XIX Descoperit: jud. Sibiu, com. NOCRICH, NOCRICH Dimensiuni: Î: 21,5 cm Material: lut; angobă; coloranți; smalț; modelat la roată; angobat; pictat cu pensula; smălțuit; ardere oxidantă | Corp piriform, toartă laterală, gură rotundă, decor fitomorf, pomul vieții și garoafe de o parte și de alta. Cromatica: alb, cafeniu, verde, galben. | Muzeul Țării Făgărașului „Valeriu Literat”, Făgăraș | Cimec    |
|      | Farfurie                                           | Datare: 1862 Descoperit: jud. Brașov, com. ȘERCAIA, ȘERCAIA Dimensiuni: Î: 45 cm Material: lut; angobă; cobalt; smalț; modelat la roată; angobat; pictat cu pensula; pictat cu cornul; smălțuită; ardere oxidantă                                                                                                | Formă tronconică, cu borbură mică, decor floral stilizat central, pomul vieții și anul 1862, iar pe margine o friză cu frunze albastre stilizate. Cromatica: alb, albastru. | Muzeul Țării Făgărașului „Valeriu Literat”, Făgăraș | Cimec    |
|      | Canceu                                             | Datare: înc. sec. XIX Descoperit: jud. Brașov, com. ȘERCAIA, ȘERCAIA Dimensiuni: Î: 26,5 cm Material: lut; angobă; cobalt; smalț; modelat la roată; angobat; pictat cu cornul; smălțuit; ardere oxidantă | Corp piriform, toartă laterală, gură rotundă, decor floral și fitomorf amplasat în trei registre verticale. Cromatica: alb, albastru. | Muzeul Țării Făgărașului „Valeriu Literat”, Făgăraș | Cimec    |
|      | Pat cu baldachin                                   | Datare: 1782 Dimensiuni: h = 179 cm Material: lemn de brad tăiat, geluit, scobit, găurit, traforat, strunjit, profilat, pictat, îmbinat în cepuri; fier forjat și prelucrat; coloranți de tempera pictați cu pensula                                                                                             | Confecționat din scânduri de brad, are două căpătâie cu picioare - legate între ele prin două laterale - și capacul baldachinului. Căpătâiul de la cap are două picioare legate între ele printr-un panou dreptunghiular. Căpătâiul de la picioare are două picioare strunjite la jumătatea superioară, legate printr-un panou din scânduri dreptunghiular și un fronton dreptunghiular profilat la partea superioară. Între panou și fronton se află un dulăpior cu o ușiță centrală, flancat de două aripi traforate. Ușa are broască și două balamale din fier. Cele două laterale au șipci profilate la partea superioară iar capacul baldachinului constă în două panouri din scânduri cu rame din șipci. Toate părțile vizibile ale patului sunt pictate în tempera, cu pensula. La căpătâiul de la picioare, panoul are pe latura exterioară un chenar cu vrejuri, cu un medalion central în care este reprezentată Maica Domnului cu Pruncul Isus, flancată de doi îngeri. În spațiul dintre medalion și chenar sunt pictate biserici cu turnuri și copaci. Deasupra și dedesubtul medalionului se află inscripția "17-82". Pe fațada dulăpiorului, pe ușă este pictat Isus răstignit pe cruce, flancat pe ambele părți de trei casete ce conțin un turn și două chipuri de îngeri; pe aripile laterale ale dulăpiorului sunt reprezentați patru îngeri. Pe scândura frontonului de asemenea se află trei îngeri. Pe dosul dulăpiorului, într-un chenar circular înscris într-o casetă pătrată, într-un peisaj dominat de doi copaci, se află un personaj în costum de epocă ținând în mâini balanța și sabia. Fiecare din cele două laterale ale patului are patru casete dreptunghiulare cu scene în care sunt figurate două personaje masculine în costume de epocă reprezentând clasa de mijloc a orășenimii central europene, în diferite ipostaze și atitudini gestuale, precum și turnuri de biserici și copaci. Căpătâiul de la capul patului are un decor simplu monocrom în panouri dreptunghiulare, rezultat din trasee circulare de pensulă, la fel și suprafața inferioară a baldachinului. Pe dosul unuia din panourile baldachinului se află un fragment de hârtie tipărită cu textul "K.K S.B. Salzburg". Decorul pictat este realizat în alb, tonuri de ocru, galben, roșu, albastru, verde, brun. | Muzeul Național Bran, Brașov                        | Cimec    |
|      | Dulap                                              | Datare: 1844 Dimensiuni: h = 184 cm Material: lemn de brad, fier, coloranți; tăiat, rindeluit, traforat, profilat, îmbinat în cuie de lemn, forjat, pictat | Dulapul are formă paralelipipedică cu muchiile fațadei teșite și este confecționat din scânduri de brad rindeluite și îmbinate prin cuie de lemn. La bază are șipci profilate iar la partea superioară are un fronton puternic reliefat, din lemn traforat și profilat, cu traseu curbat turtit pe centru, unde are o cheie de arc. Ușa are balamale și broască din fier. Fațada este pictată în culori de tempera. Pe ușă sunt dispuse panouri rectangulare cu chenar dublu, în care se află câte un buchet de flori în glastră. Deasupra acestora se află câte un panou mai mic, cu colțurile rotunjite sau cupate, în care sunt reprezentate panere cu fructe și cu flori. Pe flancurile fațadei sunt pictate două coloane pe care se înfășoară vrejuri. Pe teșiturile muchiilor fațadei sunt pictate romburi înscrise în dreptunghiuri. Gama cromatică a decorației pictate este alcătuită din roșu, ocru, oranj, maro și albastru. Pe fațadă, deasupra ușii, se află inscripția pictată "18 - Johan Wolner - 44". Pe dosul dulapului se află inscripția de mână "Eugenie Ludwig Wien VI...". | Muzeul Național Bran, Brașov                        | Cimec    |
|      | Ladă                                               | Datare: 1827 Dimensiuni: h = 85,5 cm Material: lemn de brad, fier, coloranți; tăiat, rindeluit, profilat, traforat, sculptat, îmbinat în cuie de lemn, încleiat și pictat | Piesă paralelipipedică alcătuită din fațadă, 2 laterale (ce au și rol de picioare), fund, spate și capac. Confecționată din scânduri de brad geluite și îmbinate în cuie de lemn. Lada a fost transformată interbelic în dulăpior, prin fixarea capacului în cuie și decuparea fațadei, unde s-au practicat două uși prinse în balamale metalice.Pe laterale se află două mânere din fier. Fațada are pe toată suprafața un decor sculptat și pictat. Capacul are pe toate laturile o bordură din șipci decorată cu profilaturi și elemente sculptate. Pe fațadă, baghete profilate și sculptate delimitează cinci panouri: două panouri mari (ușile) și trei panouri dreptunghiulare verticale (unul median și două la extremități). Fiecare panou pătrat are înscrisă o arcadă semicirculară (imitând un portal) cu extradosul sculptat iar în interior având pictat în tempera, pe fond verde albăstrui, un buchet de floral (trandafiri și lalele) în glastră în culorile roșu, brun, negru. În panourile verticale, pe fond alb-gălbui, sunt pictate flori (garoafe, trandafiri, lalele) și frunze pe o tulpină înaltă, ca o ghirlandă. La baza fațadei se află cinci mici panouri delimitate de baghete profilate iar la partea inferioară se află un decor traforat constând în curbe și contracurbe. În patru din aceste panouri de la baza fațadei sunt pictate flori, trandafiri și o pasăre, iar în panoul median se află inscripția pictată "B - INRI - 1827 - N". | Muzeul Național Bran, Brașov                        | Cimec    |
|      | Ladă                                               | Datare: Sfârșitul sec. XVIII - înc. sec. XIX Dimensiuni: h = 79,5 cm Material: lemn de brad, fier, coloranți; tăiat, rindeluit, profilat, traforat, sculptat, îmbinat în cuie de lemn, încleiat și pictat | Piesă paralelipipedică alcătuită din 2 laterale (ce au și rol de picioare), fațadă, fund, spate și capac. Confecționată din scânduri de brad geluite și îmbinate în cuie de lemn. Lada a fost transformată interbelic în dulăpior, prin fixarea capacului și decuparea fațadei, unde s-au practicat două uși prinse în balamale metalice. Fațada este amplu decorată pe toată suprafața. Prin baghete profilate sunt delimitate cinci panouri: două panouri mari pătrate (ușile) și trei panouri dreptunghiulare verticale (unul median și două la extremități). Fiecare panou pătrat are înscrisă o arcadă semicirculară (imitând un portal) cu extradosul sculptat iar în interior având pictat un amplu buchet floral într-o glastră, cu contur negru și culorile roșu și verde. În panourile verticale sunt pictate vrejuri cu flori. La baza fațadei se află o scândură decorată cu semicercuri și flori pictate la extremități, iar la partea inferioară cu curbe și contracurbe traforate. | Muzeul Național Bran, Brașov                        | Cimec    |
|      | Armuroi - tăblie                                   | Datare: 1799 Dimensiuni: h = 102 cm Material: scânduri și șipci de brad tăiate, geluite, profilate și pictate; fier forjat (balamale); | Alcătuit din scânduri de brad îmbinate prin încleiere și consolidate în spate cu două șipci. Are o ușă având o ramă din șipci profilate, două balamale și un inel cu rol de mâner. Decorat pe toată fațada cu pictură în tempera, aplicată cu pensula, în casete. Pe ușă, pe ramă sunt figurate lalele iar în interior pomul vieții (glastră cu garoafe și lăcrămioare). În afara ușii sunt patru casete, fiecare având în interior un buchet de flori (lalele, trandafiri, garoafe, lăcrămioare). Fondul general este verde închis iar florile sunt pictate în alb, albastru, verde, galben, roșu, ocru și portocaliu. Deasupra ușii se află inscripția pictată "ANNO 1799". | Muzeul Național Bran, Brașov                        | Cimec    |
|      | Scaun                                              | Datare: 1875 Dimensiuni: h = 93 cm Material: lemn de brad și fag; tăiat, rindeluit, scobit, găurit, traforat, pictat | Piesă compusă din patru picioare dispuse oblic, cioplite în formă de trunchi de piramidă octogonală, din care trei sunt de brad și unul din fag, fixate în blat prin intermediul a două traverse de legătură din fag. Blatul din brad, trapezoidal, are două colțuri teșite (tăiate). În blat este fixat spătarul ușor înclinat, dintr-o scândură de brad traforată pe contur astfel încât sugerează o siluetă antropomorfă. Blatul este vopsit în albastru pe fața superioară. Pe fațada spătarului, pe fond albastru, este pictat un buchet de flori în culorile roșu, galben, portocaliu, albastru, alb, verde și maro. În partea inferioară a spătarului se află inscripția "1875", cifrele 1, 7 și 5 fiind repictate. | Muzeul Național Bran, Brașov                        | Cimec    |
|      | Armuroi                                            | Datare: 1853 Descoperit: jud. Sibiu, com. Sibiu, Sibiu Dimensiuni: h = 108,5 cm Material: scânduri și șipci de brad tăiate, geluite, găurite, traforate, profilate și pictate, îmbinate în cep; fier forjat (balamale, broască, șild și cuie)                                                                    | Alcătuit din scânduri de brad îmbinate în cep, cu o șipcă profilată inferioară și cu alte scânduri și șipci profilate și traforate la partea superioară. Prevăzut cu o ușă având o ramă din șipci profilate (cu 2 balamale, broască și șild) și cu 5 cuie din fier îndoite pentru agățat. Decorat pe toată fațada cu pictură în tempera, aplicată cu pensula. Pe ușă este un buchet de flori (trandafiri, lalele, garoafe și margarete), lateral de ușă (dispuse simetric) sunt două vase cu flori (trandafiri, lalele, garoafe, margarete) simbolizând pomul vieții, deasupra ușii o margaretă, o garoafă și o lalea, pe șipca inferioară un vrej floral iar pe scândura superioară de la baza poliței este un mănunchi de flori și o panglică, flancat de buchete de trandafiri. În partea inferioară a ușii se află inscripția: "1853" iar pe dosul piesei, cu creion albastru, inscripția: "Thomas. U. Johanna. Sallmen. Ranichergasse nr. 11". Cromatica: pe fond verde, decorul floral este realizat în roșu, galben, alb, verde, negru și brun roșcat. | Muzeul Național Bran, Brașov                        | Cimec    |
|      | Colțar                                             | Datare: 1856 Dimensiuni: h = 176,5 cm Material: Lemn de brad, fier, sticlă, coloranți. Tăiat, rindeluit, traforat, profilat, găurit, îmbinat în cuie de lemn, pictat, forjat, pictat | Corp prismatic de secțiune triunghiulară, din scânduri de brad îmbinate în cuie de lemn, cu muchiile fațadei teșite. Alcătuit din fund, laterale, fațadă și capac. Are două compartimente suprapuse, fiecare prevăzut cu polițe în interior și cu câte o ușă prinsă în balamale din fier (cel inferior are și broască). Ușa inferioară este pictată, cea de sus are geam. La partea superioară colțarul are un fronton semicircular de factură barocă, cu traseu curbat și elemente traforate și profilate. Fațada este pictată în întregime, inclusiv pe muchiile teșite. Întreaga fațadă, inclusiv muchiile teșite, este decorată cu pictură în tempera, cu motive decorative florale și vegetale (buchete de flori în glastre) dispuse în casete dreptunghiulare amplasate simetric. Pe compartimentul inferior sunt șase casete (două pe ușă), pe muchiile teșite elementele florale sunt dispuse în ghirlandă iar pe compartimentul superior sunt dispuse în trei câmpuri. Florile reprezentate (garoafe, lalele, trandafiri, lăcrămioare, margarete, rodii) sunt pictate în alb, tonuri de galben, de roșu, de albastru, de verde. În zona mediană se află inscripția pictată "ANNO 1856". | Muzeul Național Bran, Brașov                        | Cimec    |
|      | Blidar                                             | Datare: 1831 Dimensiuni: h = 188 cm Material: lemn de brad; fier; coloranți; tăiat, geluit, găurit, traforat, profilat, pictat; tehnici de prelucrare a metalelor | Confecționat din scânduri și șipci din lemn de brad îmbinate în cep, cu cuie de lemn. Alcătuit din bufetul propriu-zis (corpul inferior) și blidar sau stelaj (corpul superior). Bufetul paralelipipedic are secțiune trapezoidală (muchiile dinspre fațadă teșite), traforaje curbate la partea inferioară, o ușă mediană cu ramă din șipci profilate, cu balamale, broască, șild și foraibăr din fier. Blatul este mărginit de șipci profilate. Decor pictat cu pensula, în tempera, pe fațadă. Pe ușă sunt două buchete de flori (trandafiri, garoafe, margarete), lateral (dispuse simetric) sunt două coșuri cu flori (trandafiri, garoafe, margarete, lalele) și în partea superioară sunt buchete cu trandafiri și ghirlande rococo. Sub blat se află inscripția "18-31". Pe dosul ușii se află inscripția cu creion albastru "Thomas. u. Johanna. Sallmen. Ranichergasse nr. 11. Hermanstadt". Blidarul, mai îngust decât bufetul, are 4 sertare la partea inferioară, două polițe pentru vase (protejate cu 2 șipci profilate și una traforată) și o cornișă dreaptă cu traforaje și profilaturi. Pe fundal sunt pictate buchete de flori (4 + 4), fiecare cu un trandafir și o garoafă. Gama cromatică a decorului floral este: roșu, verde, alb, portocaliu, cărămiziu și negru. | Muzeul Național Bran, Brașov                        | Cimec    |
|      | Scaun                                              | Datare: A doua jum. a sec. XIX Dimensiuni: h = 88 cm Material: lemn de brad, stejar și fag; tăiat, rindeluit, scobit, găurit, traforat, profilat și pictat | Piesă compusă din patru picioare dispuse oblic (cioplite în formă de trunchi de piramidă octogonală din lemn de fag) fixate în blat prin intermediul a două traverse de stejar. Blatul din brad, aproximativ trapezoidal, are trei laturi traforate în linii curbe și cu o profilatură. În blat este fixat în cepuri spătarul ușor înclinat, dintr-o scândură de brad traforată pe contur astfel încât sugerează o siluetă antropomorfă. Pe fațadă spătarul are și o profilatură ce urmărește conturul antropomorf. Blatul a fost vopsit, probabil pictat pe fața superioară, dar prin uzură culorile s-au șters. Pe fațada spătarului, la partea superioară, într-un cerc, este pictat pomul vieții (un buchet de flori într-o glastră în formă de inimă). Fundalul este albastru iar florile (lăcrămioare) în galben, verde și roșu. Sub cerc se află pictate alte flori, parțial șterse prin uzură. | Muzeul Național Bran, Brașov                        | Cimec    |
|      | Armuroi - tăblie                                   | Datare: 1871 Dimensiuni: h = 209 cm Material: scânduri și șipci de brad tăiate, geluite, găurite, traforate, profilate și pictate; fier forjat (balamale); sticlă (2 geamuri ) | Alcătuit din două scânduri de brad înalte, îmbinate prin lipire și consolidate cu o șipcă profilată inferioară și cu un dulăpior la partea superioară. Prevăzut cu o ușă având o ramă din șipci profilate și 2 balamale. Dulapul, ieșit în consolă, are o ușă culisantă cu două geamuri și un fronton terminat la partea superioară cu o cornișă profilată cu traseu curbat, aproape semicircular. Decorat pe toată fațada cu pictură în tempera, aplicată cu pensula, preponderent în casete. Pe ușă este o glastră cu flori (lalele, garoafă, trandafiri, lăcrămioare) flancată de alte două glastre cu flori (trandafiri, garoafe, lăcrămioară, lalele, margarete) simbolizând pomul vieții. La bază este o casetă pătrată cu chenar (purtând inscripția "1871") având în interior un buchet de flori (trandafiri, lăcrămioare, lalele). Sub dulăpior sunt două buchete de flori și o lalea mediană. Pe dulăpior sunt motive florale și vegetale, cu un câmp amplu sub fronton, unde se află un buchet mare de flori inversat (trandafiri, lăcrămioare), flancat de alte două buchete mai mici. Cromatica decorului pictat: roșu, galben, alb, verde, albastru, negru, portocaliu. | Muzeul Național Bran, Brașov                        | Cimec    |
|      | Ladă                                               | Datare: 1854 Dimensiuni: h = 72,5 cm Material: lemn de brad, fier, coloranți; tăiat, rindeluit, îmbinat în coadă de rândunică, forjat, pictat | Ladă din scânduri de brad fasonate și îmbinate în coadă de rândunică, alcătuită din patru picioare, fațadă, 2 laterale, dos, fund și capac. Capacul are două balamale și o broască din fier forjat cu șild. Fundul și capacul au pe canturi șipci profilate prinse cu cuie de lemn. Lateralele sunt traforate la partea inferioară și cea superioară în curbe și contracurbe. Soclul de la baza fațadei este traforat jos cu acolade alternate. Fațada și capacul sunt pictate în tempera. Pe fațadă decorul floral este amplasat în șase casete dreptunghiulare, iar pe capac în trei casete. Casetele sunt delimitate prin linii colorate duble și prin motive fitomorfe stilizate. La extremitățile inferioare ale fațadei se află inscripția pictată "1854". | Muzeul Național Bran, Brașov                        | Cimec    |
|      | Pat                                                | Datare: 1857 Dimensiuni: h = 138 cm Material: lemn de brad tăiat, geluit, scobit, traforat, profilat, pictat, îmbinat în cepuri și pene | Confecționat din scânduri de brad, are două căpătâie legate între ele prin două laterale, fixate prin pene de lemn. Căpătâiul înalt (la cap) are două picioare traforate în curbe la partea inferioară și legate între ele printr-un panou rectangular. La partea superioară și inferioară panoul are un contur în curbe și contracurbe de factură barocă, realizat prin traforare. Celălalt căpătâi (de la picioare), mai scund, are două picioare legate printr-un panou din scânduri dreptunghiular, cu colțurile superioare rotunjite. Căpătâiul înalt este pictat în întregime pe latura exterioară, pe un fond maro ce imită prin pensulație o structură de fibră lemnoasă. Pe cele două picioare sunt reprezentați câte doi trandafiri, pe panoul central - într-o casetă cu chenar - sunt pictate fructe și flori (lalele, garoafe, margarete), sub panou este un buchet de garoafe și trandafiri și inscripția "18-57", iar deasupra panoului, pe frontonul căpătâiului, este o glastră cu fructe și flori (trandafiri, garoafe, margarete). Gama cromatică a decorului pictat este: roșu, verde, alb, oranj, negru și brun-roșcat. Pe dosul căpătâiului, este scrisă de mână cu creion albastru inscripția "Thomas u. Johanna Sallmen. Ranichergasse.11. Hermanstadt". | Muzeul Național Bran, Brașov                        | Cimec    |
|      | Armuroi                                            | Datare: 1853 Dimensiuni: h = 110,5 cm Material: scânduri și șipci de brad tăiate, geluite, găurite, traforate, profilate și pictate, îmbinate în cep; fier forjat (balamale, broască, șild și cuie) | Alcătuit din scânduri de brad îmbinate în cep cu o șipcă profilată inferioară și cu alte scânduri și șipci profilate și traforate la partea superioară. Prevăzut cu o ușă având o ramă din șipci profilate (cu 2 balamale, broască și șild) și cu 5 cuie din fier îndoite pentru agățat. Decorat pe toată fațada cu pictură în tempera, aplicată cu pensula. Pe ușă este un buchet de flori (trandafiri, lalele, garoafe și margarete), lateral de ușă (dispuse simetric) sunt două vase cu flori (trandafiri, lalele, garoafe, margarete) simbolizând pomul vieții, deasupra ușii o margaretă, o garoafă și o lalea, pe șipca inferioară un vrej floral iar pe scândura superioară de la baza poliței este un mănunchi de flori și o panglică, flancat de buchete de trandafiri. În partea inferioară a ușii se află inscripția: "1853" iar pe dosul piesei, cu creion albastru, inscripția: "Thomas. U. Johanna. Sallmen. Kanichergasse nr. 11". Cromatica: pe fond verde, decorul floral este realizat în roșu, galben, alb, verde, negru și brun roșcat. | Muzeul Național Bran, Brașov                        | Cimec    |
|      | Ladă cu spătar                                     | Datare: mijlocul sec. XIX Dimensiuni: h = 85 cm Material: lemn de brad, coloranți; tăiat, rindeluit, profilat, traforat, îmbinat în cuie de lemn, pictat | Piesă compusă din două laterale (cu rol de picioare dar și de brațe), fațadă, capac (blat de șezut), dos (totodată spătar) și soclu. Confecționată din scânduri de brad geluite și îmbinate în cepuri de lemn. Lateralele sunt traforate la partea inferioară și cea superioară în curbe și contracurbe. Soclul de la baza fațadei este traforat jos cu acolade alternate. Decor pictat în tempera, cu pensula, amplasat pe fațadă, capac, spătar și soclu. Pe fațadă sunt delimitate prin chenare pictate patru casete pătrate în care sunt înscrise buchete de flori (două dintre ele în câmpuri quadrilobe). Pe capac sunt trei asemenea casete iar pe spătar patru casete. Buchetele de flori conțin trandafiri, garoafe, lalele, mărgăritar și margarete. Gama cromatică: pe un fond general verde conturul casetelor și florile sunt realizate în negru, galben, alb, roșu, portocaliu, verde, ocru, maron și albastru. | Muzeul Național Bran, Brașov                        | Cimec    |
|      | Cuier                                              | Datare: Prima jumătate a secolului XIX Dimensiuni: h = 39,5 cm Material: lemn de brad; fier; coloranți; tăiat, geluit, profilat, încleiat, pictat cu pensula; forjat | Confecționat din scândură de brad tăiată și geluită, având la partea superioară o șipcă cu profilaturi, prevăzută cu trei cuie din fier forjat. Fațada este pictată cu coloranți de tempera, cu pensula. Pe un fond albastru, având motive florale stilizate (în alb și roșu), se află trei casete dreptunghiulare (cea mediană având o extindere cu colțurile rotunjite la partea suparioară), delimitate printr-un chenar negru între două linii albe. În caseta centrală, pe un fond verde, este un vas cu flori (trandafiri, lalele, garoafe) sub faldurile unei draperii cu trandafiri. În cele două casete laterale, pe un fond roșu, se află un coș și un ghiveci cu flori (trandafiri, lalele, margarete, lăcrămioare) în culorile ocru, galben, verde, alb, nuanțe de albastru, brun. | Muzeul Național Bran, Brașov                        | Cimec    |
|      | Masă cu ladă                                       | Datare: mijlocul sec. XIX Dimensiuni: h = 83,5 cm Material: lemn de brad (blatul, lada și legăturile picioarelor), lemn de stejar (picioare și legături) și lemn de fag (pene). Îmbinări în cepuri de lemn, în pene, în coadă de rândunică și în clei de oase. Tăiat, geluit, scobit, profilat, asamblat, pictat | Confecționată din lemn de brad, de stejar și de fag. Are o structură de susținere alcătuită din două perechi de picioare legate între ele prin scânduri și tije transversale și longitudinale, care se sprijină pe două tălpi. Această structură susține lada paralelipipedică care are patru laturi, un fund și trei compartimente interioare. Pe ladă se află blatul din scânduri încleiate și consolidate prin două traverse. Lada mesei este decorată pe cele patru laturi laterale cu pictură în tempera realizată cu pensula. Pe fiecare latură se află trei casete dreptunghiulare pe lat și pe înalt, în care se află buchete de flori simple sau în vază stilizată. Pe culoarea de fond a casetelor (verde, albastru, roșu sau cărămiziu) florile sunt pictate în galben, roșu, alb, maron, verde, albastru, portocaliu. | Muzeul Național Bran, Brașov                        | Cimec    |
|      | Ladă                                               | Datare: a doua jum a sec. XIX Dimensiuni: h = 25,5 cm Material: Scânduri și șipci din lemn de brad tăiat, geluit, profilat și pictat; îmbinare în coadă de rândunică; broască, șild și balamale din fier forjat                                                                                                  | Ladă paralelipipedică din scânduri de brad îmbinate în coadă de rândunică, alcătuită din fațadă, două laterale, fund, spate și capac. Capacul are două balamale iar fațada o broască cu șild din fier. În interior se află o casetă din scânduri, cu capac. Fundul are pe canturi 4 șipci profilate, îmbinate în nut și feder și consolidate cu cuie de lemn. Capacul are pe 3 canturi o ramă din șipci prinse în nut și feder. Fațada și capacul sunt pictate în tempera, cu pensula. Pe capac sunt doar urme de pictură. Pe fațadă, pe un fond maro, se află două casete dreptunghiulare cu fond oranj, în care sunt pictate mănunchiuri de flori (trandafiri și lăcrămioare) în culorile alb, verde, albastru și galben. | Muzeul Național Bran, Brașov                        | Cimec    |
|      | Ladă                                               | Datare: mijl. Sec. XIX Dimensiuni: h = 58 cm Material: lemn de brad, fier, coloranți; tăiat, rindeluit, îmbinat în coadă de rândunică, forjat, pictat | Ladă din scânduri de brad fasonate și îmbinate în coadă de rândunică, alcătuită din fațadă, 2 laterale, dos, fund și capac. Capacul are două balamale din fier forjat. Fundul are pe cant o șipcă profilată laterală originală, una lipsă și la fațadă o șipcă înlocuită traforată. La capac una din șipcile profilate lipsește. Fațada și capacul sunt pictate în tempera. Pe fațadă decorul este amplasat în trei casete flancate la extremități de două câmpuri iar pe cele două laterale în casete. Fațada este dominată de două casete pătrate separate printr-un decor median în casetă dreptunghiulară. În casetele pătrate sunt înscrise câmpuri quadrilobe în acolade, ce conțin fiecare câte un amplu buchet floral, iar în caseta mediană se află un buchet de flori în glastră. Pe pereții laterali se află câte un cîmp pătrat cu o rețea de linii în diagonală ce descriu pătrate în care se află o floare stilizată cu patru petale. | Muzeul Național Bran, Brașov                        | Cimec    |
|      | Ladă                                               | Datare: Sfârșitul sec. al XVIII-lea - înc. sec. XIX Dimensiuni: h = 91 cm Material: lemn de brad; fier; coloranți; tăiat, geluit, scobit, profilat, traforat și pictat; prelucrarea metalelor | Ansamblu alcătuit din două piese: soclu și lada propriu-zisă. Soclul este din scânduri traforate în acolade multiple la baza fațadei și acolade simple pe laterale, cu casete pătrate pe flancurile fațadei, fiind vopsit în aceeași nuanță de albastru ca și lada. Lada paralelipipedică este din scânduri de brad, cu îmbinări în coadă de rândunică și cepuri de lemn, fiind alcătuită din fațadă, două laterale, fund, spate și capac. Are două mânere laterale pentru transportat și o broască cu șild din fier forjat. Capacul și fundul lăzii au pe toate laturile, pe canturi, șipci profilate. Fațada și lateralele sunt pictate în casete, în culori de tempera, cu pensula. Pe fațadă, pe un fond general albastru, se află trei casete pătrate cu chenare ample umplute cu vrejuri. În caseta centrală se află o scenă de gen: un peisaj cu o clădire pe trei niveluri și mansardă în fața căreia este un grup de trei persoane, un copac înalt; pe un podeț ce traversează un pârâu, trec două personaje cu uneltele pe umăr spre o colină unde lucrează doi țărani, iar în depărtare se zărește un turn. În celelalte două casete se află câte un vas cu toarte în care se află un buchet de flori (predominant trandafiri). Pe lateralele lăzii sunt casete simple cu chenare colorate cu picățele. Fondul general al lăzii este albastru, casetele au fondul roz deschis și chenarele în alb, negru, ocru și brun roșcat. Gama cromatică a picturii este galben, alb, roz și diverse tonalități de albastru, roșu și verde. | Muzeul Național Bran, Brașov                        | Cimec    |
|      | Bancă                                              | Datare: 1857 Dimensiuni: h = 91 cm Material: lemn de brad, lemn de fag; coloranți; tăiat, rindeluit, scobit, găurit, profilat, traforat, îmbinat în nut și feder, pictat | Confecționată din lemn de brad (blatul și spătarul) și lemn de fag (picioarele și traversele) traforat și pictat. Alcătuit din patru picioare tronconice cu caneluri longitudinale legate prin două traverse, blat dreptunghiular pentru șezut (cu profilatură pe margini) și spătar pentru reazem. Spătarul este decorat cu traforuri (curbe și contracurbe) și este pictat în tempera cu pensula. Decorul pictat constă în trei buchete de trandafiri a câte trei fire înconjurate de floricele mici stilizate, în alb și roșu pe fond albastru. Între buchetele de trandafiri se află inscripția "18-57". | Muzeul Național Bran, Brașov                        | Cimec    |
|      | Dulap                                              | Datare: mijlocul sec. XIX Dimensiuni: h = 172 cm Material: lemn de brad, fier, coloranți; tăiat, rindeluit, profilat, strunjit, îmbinat în cuie de lemn, pictat | Dulapul are formă paralelipipedică cu muchiile fațadei teșite și este confecționat din scânduri de brad rindeluite și îmbinate prin cuie de lemn și clei de oase. Are 4 picioare scunde strunjite și un soclu marcat de două rânduri de șipci profilate. Tot două rânduri de șipci profilate se află la partea superioară a dulapului, căruia îi lipsește capacul și, poate, frontonul. Ușa este în două canaturi, cu balamale din fier (broasca lipsește). Fațada este în întregime pictată în culori de tempera. Pe fiecare ușă sunt dispuse 3 panouri dreptunghiulare cu chenar dublu în care sunt pictate elemente florale stilizate, unele având colțurile evazate, altele cu baghete profilate. În panourile inferioare se află câte o glastră cu buchet de flori, în panourile din mijloc se află câte un buchet de flori iar în panourile superioare sunt peisaje cu arhitectura unei biserici (probabil repictate interbelic în locul unor glastre cu flori). Pe teșiturile muchiilor fațadei sunt 3 panouri cu flori. Pe pereții laterali se află câte două panouri cu motive florale simple, stilizate. | Muzeul Național Bran, Brașov                        | Cimec    |
|      | Armuroi                                            | Datare: 1852 Dimensiuni: h = 110 cm Material: lemn de brad, balamale din fier; tăiat, geluit, găurit, ciolpit, profilat, traforat, pictat, forjat. | Confecționat din scânduri de brad îmbinate în cepuri de lemn, de formă paralelipipedică aplatizată, având aparența unui panou pictat de mari dimensiuni, armuroiul se monta într-o nișă în perete. Are în centru o ușă cu două balamale din fier iar la partea superioară are cinci cuie de agățat cancee și o poliță cu trei laturi mărginite de șipci traforate și pictate cu flori stilizate. Fațada este în întregime acoperită cu pictură în tempera, pe un fond albastru-verzui fiind reprezentate mănunchiuri și buchete de flori în roșu, alb, galben, verde, ocru și negru. În partea inferioară, sub ușă, este inscripția pictată, parțial ștearsă: "1852". | Muzeul Național Bran, Brașov                        | Cimec    |
|      | Cutie de acte                                      | Datare: Sf. sec. XVII - înc. sec. XVIII Dimensiuni: h = 20 cm Material: scânduri din lemn de fag; fier forjat; coloranți; tăiat, geluit, îmbinate în cepuri de lemn; forjare; pictat în tempera | Piesă paralelipipedică din scânduri subțiri de fag îmbinate în cepuri de lemn, alcătuită din 4 pereți, capac și fund. La exterior, toate cele patru părți laterale și capacul sunt decorate cu pictură în tempera, în casete delimitate prin chenare din vegetale (frunzulițe) stilizate dispuse în trei rânduri, în culori alternate. Pe cele patru laterale, în interiorul casetelor, sunt flori stilizate, fructe, mâini împreunate alternate cu inimi. Pe capac, în același tip de chenar din frunze stilizate, se află o scenă de gen moralizatoare (femeia adulteră ?) cu personaje în costume medievale într-un peisaj cu elemente de natură și arhitectură invadat de șerpi. Cromatica picturii este în alb, portocaliu, roșu, galben, verde, albastru, cărămiziu. A fost repictată pe alocuri, prin revigorarea conturului și a culorilor. | Muzeul Național Bran, Brașov                        | Cimec    |
|      | Ladă                                               | Datare: sf. sec. XVIII - înc. sec. XIX Dimensiuni: h = 50 cm Material: lemn de brad; fier; tăiat, geluit, profilat, găurit, pictat; tehnici de prelucrare a fierului | Ladă din scânduri de brad geluite și îmbinate în cepuri de lemn, alcătuită din patru pereți, fund și capac. Capacul are două balamale din fier forjat, broască și șild decorat prin decupare și ștanțare. Fundul are pe cantul fațadei o șipcă profilată. Capacul are pe trei laturi o ramă din șipci cu canturile rotunjite, cea dinspre fațadă fiind și profilată. Fațada, capacul și cele două laterale sunt pictate cu pensula în culori de tempera. Pe fațadă decorul este amplasat în două casete dreptunghiulare alungite, înconjurate de linii oblice și culori în degrade. Fiecare casetă conține o scenă de gen cu o biserică în centru, flancată de personaje în costume de epocă, copaci stilizați și încă un element de arhitectură (casă, turn). În caseta din stânga se află un personaj masculin și unul feminin, în cea din dreapta două personaje masculine. Pe capac se păstrează urmele unui chenar dreptunghiular, cu pictura ștearsă (lada era folosită și ca bancă de șezut). Pereții laterali sunt decorați cu o textură ce imită fibra lemnului. Cromatica decorului pictat: pe un fond maron roșcat sau gri, scenele sunt pictate în verde, roșu, albastru, maron și negru. | Muzeul Național Bran, Brașov                        | Cimec    |
|      | Pat                                                | Datare: mijl. sec. XIX Dimensiuni: h = 162 cm Material: lemn de brad și stejar tăiat, geluit, scobit, traforat, profilat, pictat, îmbinat în cepuri | Confecționat din scânduri de brad și stegar, are două căpătâie cu picioare, legate între ele prin două laterale fixate prin pene de lemn. Căpătâiul înalt (la cap) are două picioare legate între ele printr-un panou dreptunghiular, iar la partea superioară are un fronton traforat în curbe și contracurbe de factură barocă. Celălalt căpătâi (de la picioare) are două picioare legate printr-un panou din scânduri dreptunghiular. Frontonul acestuia, tot cu contur traforat, se află încastrat pe latura interioară a căpătâiului. Fiecare din cele două laterale are un panou din scânduri cu ramă din șipci. Căpătâiul de cap este pictat pe latura interioară. Pe panoul dreptunghiular se află trei casete: una centrală pătrată, flancată de alte două casete dreptunghiulare pe înalt. În caseta centrală, într-un chenar quadrilob în acolade, se află un buchet de flori, iar în casetele laterale se află câte o glastră cu flori. La baza căpătâiului este un panou cu romburi rezultate prin intretăierea unor linii diagonale, fiecare romb conținând o floare stilizată cu patru petale. Pe fronton se află o glastră cu un buchet de flori (pomul vieții) flancată de două cornuri ale abundenței cu un buchet de flori. Căpătâiul de la picioare are aceeași compoziție ornamentală. Cele două laterale conțin, pe latura exterioară, vizibilă, câte patru casete dreptunghiulare, fiecare cu câte un buchet de flori. Florile ce alcătuiesc decorația pictată sunt garoafa, margareta, laleaua, rodia, lăcrămioara și trandafirul, iar gama cromatică este alb, roșu, verde, galben, brun-roșcat, negru și oranj, pe fond albastru sau brun-roșcat. | Muzeul Național Bran, Brașov                        | Cimec    |
|      | Dulap                                              | Datare: A doua jumătate a sec. XVIII Dimensiuni: h = 169 cm Material: lemn de brad, fier, coloranți; tăiat, rindeluit, profilat, îmbinat în cuie de lemn, încleiat și pictat | Dulapul are formă paralelipipedică și este confecționat din scânduri de brad rindeluite și îmbinate prin cuie de lemn și clei de oase. Are 4 picioare scunde, fațadă cu o ușă prevăzută cu balamale și broască de fier cu șild, 2 pereți laterali, fund, dos și capac. Fațada este în întregime pictată în culori de tempera cu buchete de flori (trandafiri) dispuse în 7 panouri delimitate de chenare și cu decorații (vegetale în volute) ce imită decorația sculptată stil rococo. Pe ușă sunt dispuse două panouri, pe părțile laterale câte două iar la partea superioară încă un panou. La bază, fațada este traforată în curbe și contracurbe. Fondul cromatic general este verde, pe fațadă verde-gălbui, în interiorul panourilor gri deschis. Florile sunt pictate în tonuri de roșu, roz, mov, albastru, verde, verde-albăstrui. | Muzeul Național Bran, Brașov                        | Cimec    |
|      | Ladă cu spătar                                     | Datare: 1869 Descoperit: jud. București Dimensiuni: h = 83 cm Material: lemn de brad, coloranți; tăiat, rindeluit, profilat, traforat, îmbinat în cuie de lemn, pictat | Piesă compusă din două laterale (cu rol de picioare dar și de brațe), fațadă, capac (blat de șezut), dos (totodată spătar) și soclu. Confecționată din scânduri de brad geluite și îmbinate în cepuri de lemn. Lateralele sunt traforate la partea inferioară și cea superioară în curbe și contracurbe. Soclul de la baza fațadei este traforat jos cu acolade alternate. Decor pictat în tempera, cu pensula și amplasat pe fațadă, capac, spătar și soclu. Pe fațadă sunt delimitate prin chenare pictate patru casete pătrate în care sunt înscrise buchete de flori (două dintre ele în câmpuri quadrilobe) și o casetă mai mică la un capăt, cu inscripția pictată "ANO 1869". Pe fațada spătarului se află cinci casete iar pe capac (blat) sunt trei asemenea casete, toate conținând buchete de flori. Buchetele de flori conțin trandafiri, garoafe, lalele, mărgăritar și margarete. Gama cromatică: pe un fond general verde conturul casetelor și florile sunt realizate în negru, galben, alb, roșu, portocaliu, verde, ocru, maron și albastru. | Muzeul Național Bran, Brașov                        | Cimec    |
|      | Ladă                                               | Datare: 1831 Dimensiuni: h = 35 cm Material: lemn de brad, fier, coloranți; tăiat, geluit, profilat, sculptat, îmbinat în coadă de rândunică și pictat | Ladă paralelipipedică din scânduri de brad îmbinate în coadă de rândunică, alcătuită din fațadă, două laterale, fund, spate și capac. Capacul are două balamale iar fațada un șild din fier. În interior se află o casetă cu capac pentru păstrat acte și valori. Atât fundul cât și capacul sunt mărginite pe canturi de șipci profilate. Pe fațadă, la extremități sunt dispuse două elemente de lemn sculptate. Fațada și capacul sunt pictate în tempera cu un fond verde-albăstrui, pe care se află câmpuri ornamentale florale. Pe fațadă se află două casete cu deschidere în semicerc delimitate de baghete profilate. În casete, pe un fond galben, se află câte un coș cu flori (garoafe, narcise) în verde, roșu, alb, maro, albastru și negru. Între casete se află trei câmpuri decorate cu vegetale în volute și cu buchete de flori. Pe capac se află un câmp dreptunghiular delimitat de un chenar dublu alb și roșu. În interiorul chenarului, pe un fond brun-roșcat, se află două buchete de flori simetrice față de o floare centrală, în culorile roșu, alb, verde, albastru și galben. Câmpul central este înconjurat tot de flori. Pe interiorul capacului se află inscripția: "KATHARINA SCHULER 1831". | Muzeul Național Bran, Brașov                        | Cimec    |
|      | Scaun                                              | Datare: 1895 Dimensiuni: h = 96 cm Material: lemn de brad și stejar tăiat, cioplit, găurit, fasonat, traforat și pictat | Alcătuit din patru picioare dispuse oblic (cioplite în formă de trunchi de piramidă octogonală din lemn de stejar), blat cu trei laturi traforate în linii curbe (din stejar) și spătar ușor înclinat, dintr-o scândură de brad traforată pe contur și cu un orificiu oval la partea superioară. Conturul traforat al spătarului sugerează o siluetă antropomorfă. Blatul este pictat în tempera pe latura superioară, cu motive florale într-o casetă dreptunghiulară. Spătarul este pictat în tempera pe ambele laturi. Pe fațadă, într-un medalion central delimitat prin contur de vegetale dispuse în volute, se află motive florale și vegetale (un buchet cu trei garoafe, lalele și mărgăritar). Pe fondul albastru al chenarelor, florile sunt pictate în roșu, alb, portocaliu, brun și verde. Pe dosul spătarului se află pictată, pe patru rânduri, inscripția: "ANNA - KLEIN - ANNO - 1895". | Muzeul Național Bran, Brașov                        | Cimec    |
|      | Scaun                                              | Datare: 1801; 1895 Dimensiuni: h = 96cm Material: lemn stejar și lemn de tei tăiat, cioplit, găurit, fasonat, traforat și pictat | Piesă compusă din patru picioare din lemn de stejar cioplite în formă de trunchi de piramidă octogonală, fixate prin intermediul a două traverse sub blat. Blatul din tei are trei laturi traforate în linii curbe și cu o profilatură. În blat este fixat spătarul ușor înclinat, dintr-o scândură de tei traforată pe contur astfel încât sugerează o siluetă antropomorfă. Blatul este pictat în tempera pe latura superioară, cu motive florale într-o casetă dreptunghiulară. Pe fațada spătarului, într-un chenar ce urmărește conturul acestuia, sunt pictate motive astrale (raze) și pe un câmp albastru este pictat un buchet de flori răsturnat în culorile oranj, verde, brun-roșcat, roșu și alb. Pe blat, pe un fond brun-roșcat, florile sunt pictate în roșu, alb, oranj și verde. Pe dosul spătarului se află pictată, pe patru rânduri, inscripția: "PETRUS - SCHELL - 1895 - 1801". | Muzeul Național Bran, Brașov                        | Cimec    |
|      | Armuroi                                            | Datare: 1797 Dimensiuni: h = 118 cm Material: lemn de brad și tei; fier; coloranți; tăiat, rindeluit, geluit, traforat, găurit, strunjit, sculptat, profilat și pictat; prelucrarea metalelor | Piesă confecționată din lemn de brad cu câteva elemente decorative din lemn de tei (capiteluri). Îmbinări în falț și cuie din lemn. Are un corp dreptunghiular din scânduri, cu șipci traforate pe laturile laterale, având în mijloc o ușă înaltă cu două balamale din fier. Ușa are ramă din șipci profilate și două casete. Ușa este flancată de două colonete angajate cu baze și capitele sculptate, ce susțin un fronton cu contur curbat (aproape semicircular) din lemn profilat, având la exterior elemente traforate. Fațada este în întregime pictată în tempera, cu pensula. Pe colonete sunt pictate vrejuri de viță de vie cu struguri, la bază se află inscripția "1797", în casetele ușii se află cîte un turn de biserică flancat de arbori, deasupra ușii este inscripția "GEORGIUS SCHULER" iar în timpanul frontonului se află un înger. Pe fond de nuanțe verde-albăstrui, decorul este pictat în culorile roșu, negru, alb, brun roșcat și verde. | Muzeul Național Bran, Brașov                        | Cimec    |
|      | Ladă                                               | Datare: 1760 Dimensiuni: h = 61 cm Material: lemn de brad; lemn de tei; fier; coloranți; tăiat, rindeluit, geluit, găurit, profilat, sculptat și pictat; prelucrarea metalelor; îmbinări în coadă de rândunică și cuie de lemn                                                                                   | Ladă paralelipipedică din lemn de brad și de tei, cu îmbinări în coadă de rândunică și cepuri de lemn, alcătuită din fațadă, două laterale, fund, spate și capac. Are două balamale, două mânere laterale pentru transportat și o broască cu șild din fier forjat. În interior se află o casetă de valori din scânduri, cu capac. Atât fundul cât și capacul au pe fațadă și pe laterale, pe canturi, șipci profilate. În colțurile fațadei sunt încastrați doi stâlpișori sculptați în trunchiuri de piramidă. Fațada, capacul și lateralele sunt pictate în casete, în culori de tempera, cu pensula. Pe capac se află o casetă centrală dreptunghiulară cu colțurile intrânde, flancată de alte două casete dreptunghiulare cu colțurile cupate. Pe fațadă se află o casetă mediană poligonală, flancată de alte două casete dreptunghiulare cu colțurile evazate. Pe cele două laterale se află câte o casetă octogonală. Toate cele opt casete sunt îngropate față de nivelul general al suprafeței și sunt mărginite de șipci profilate. În casete se află buchete de flori (lalele) în glastră având forma unei lalele stilizate, în culorile ocru, verde, brun, alb și negru. Pe latura interioară a capacului, pe un fond bleu, se află câte un buchet de lalele în cele patru colțuri, iar în centru este o coroniță de lalele având în interior inscripția "1760". | Muzeul Național Bran, Brașov                        | Cimec    |
|      | Ploscă                                             | Datare: 1896 Descoperit: jud. Brașov, com. Moieciu de Jos, Moieciu de Jos Dimensiuni: h = 33 cm Material: lemn de tei, piele, metal; coloranți; tăiat, traforat, strunjit, găurit, incizat, pictat, tăbăcit, decupat                                                                                             | De formă sferică turtită, plosca are 4 picioare iar la partea superioară, la baza gurii, două orificii (unul pentru fixarea curelei, celălalt pentru legarea dopului). Pentru transport, este legat în curele de piele. Este confecționată din lemn de tei tăiat, traforat, strunjit, găurit, incizat și pictat. Curelele sunt din piele tăbăcită, tăiată, decupată și cusută, având în centru două rozete cu capse metalice. Este decorată pe laterale cu două câmpuri de cercuri concentrice incizate și pictată cu motive florale în portocaliu, albastru, verde și galben. La partea superioară are inscripția pictată "VIVAT - 1896". | Muzeul Național Bran, Brașov                        | Cimec    |
|      | Tipar de caș                                       | Datare: sfârșitul secolului XIX Descoperit: jud. Brașov, com. Bran, Bran Dimensiuni: h = 4 cm Material: lemn de carpen tăiat, cioplit, scobit și crestat, consolidat cu cuie de fier | Două plăcuțe din lemn de formă dreptunghiulară care se îmbină una în alta, având muchiile exterioare teșite iar laturile interioare decupate sub forma unei siluete antropomorfe și acoperite de crestături în motive geometrice (linii, cercuri, triunghiuri, crucea, coarnele de berbec) și antropomorfe (chipul uman reprezentat prin ochi cu sprâncene, nas și gură). Pe exteriorul plăcuței superioare sunt crestate inițialele "A" și "D". | Muzeul Național Bran, Brașov                        | Cimec    |
|      | Ladă                                               | Datare: 1883 Descoperit: jud. Brașov, com. Zărnești, Tohanu Nou Dimensiuni: h = 61 cm Material: lemn de brad; fier; coloranți; tăiat, geluit, găurit, traforat, profilat, pictat; coloranți tempera; pictat cu pensula; îmbinare în cep                                                                          | Ladă paralelipipedică din lemn de brad, cu îmbinări în cepuri de lemn, alcătuită din fațadă, două laterale, fund, spate și capac. În interior, lateral, are o casetă mică cu capac, pentru valori. Fundul are spre fațadă, pe cant, o șipcă profilată. Capacul are o ramă din șipci pe trei laturi (fațadă și laterale, cea de la fațadă fiind profilată). Capacul are trei balamale și fațada o broască cu șild din fier. Lateralele (care au și rolul de picioare) sunt traforate la partea inferioară în acoladă. La baza fațadei se află o scândură profilată și traforată în curbe și contracurbe, iar la extremități alte două scânduri traforate, ce se leagă cu lateralele. Lada este pictată în culori de tempera, cu pensula, pe exteriorul fațadei și a capacului. Pe exteriorul capacului sunt patru casete cu flori (parțial șterse din cauza uzurii funcționale, lada fiind utilizată și ca bancă de șezut). Pe fațadă, pe un fond cărămiziu cu boboci de flori redați foarte schematic, decorativ, se află o casetă centrală cu contur în linii drepte și curbe, flancată de patru casete dreptunghiulare (2+2). În casete sunt pictate buchete de flori (trandafiri, garoafe, lalele, narcise, margarete) realizate în culorile alb, albastru, galben, portocaliu, verde, maro. În caseta centrală, jos, se află pictată inscripția "1883". | Muzeul Național Bran, Brașov                        | Cimec    |
|      | Ladă                                               | Datare: 1849 Descoperit: jud. Brașov, com. Bran, Bran Dimensiuni: h = 59 cm Material: lemn de brad tăiat, geluit, găurit, profilat, pictat; coloranți tempera; pictat cu pensula; îmbinare în cep | Ladă paralelipipedică din lemn de brad, cu îmbinări în cepuri de lemn, alcătuită din fațadă, două laterale, fund, spate și capac. Fundul are spre fațadă, pe cant, o șipcă profilată. Capacul are pe trei laturi, pe canturi, o ramă din șipci. Fațada și capacul sunt pictate în casete, în culori de tempera, cu pensula. Pe capac se află trei casete dreptunghiulare cu pictura ștearsă prin uzură, lada fiind folosită și ca bancă de șezut. Pe fațadă se află trei casete: una mediană pentagonală, cu latura superioară în unghi, flancată de alte două casete dreptunghiulare. Fiecare casetă are un chenar dublu, cu negru și alb. În caseta centrală sunt două buchete de flori dispuse ca o coroniță, în care este inscripția "1849". La baza casetei centrale este inscripția "Ana Cruetsch". În fiecare din cele două casete laterale este pictat un buchet de flori (trandafiri, lalele, margarete și lăcrămioare). Culoarea de fond a fațadei este cărămiziu, iar gama cromatică a decorului pictat include albastru, galben, verde, vișiniu, mov și alb. | Muzeul Național Bran, Brașov                        | Cimec    |
|      | Ladă                                               | Datare: 1878 Descoperit: jud. Brașov, com. Moieciu de Jos, Moieciu de Jos Dimensiuni: h = 60 cm Material: lemn de brad; fier; coloranți; tăiat, geluit, găurit, traforat, profilat, pictat; coloranți tempera; pictat cu pensula; îmbinare în nut și feder și în cepuri de lemn                                  | Ladă paralelipipedică din lemn de brad, cu îmbinări în nut și feder și în cepuri de lemn, alcătuită din fațadă, două laterale, fund, spate și capac. Fundul are spre fațadă, pe cant, o șipcă profilată. Capacul are o ramă din șipci pe trei laturi (fațadă și laterale). Lada are componente din fier: o balama, o broască cu șild, două inele, patru colțare și trei platbande din tablă decorate prin decupare la fațadă. Lateralele (care au și rolul de picioare) sunt traforate la partea inferioară în acoladă. Lipsește scândura (probabil traforată) de la baza fațadei. Lada este pictată în culori de tempera, cu pensula, pe fațadă și pe ambele fețe ale capacului. Pe exteriorul capacului sunt pictate trei coronițe de flori (parțial șterse din cauza uzurii funcționale, lada fiind utilizată și ca bancă de șezut), iar pe interior, central, este o coroniță albastră de frunze având în interior inscripția parțial ștearsă "1878". Pe fațadă, pe un fond verde închis, în zona mediană sus se află o draperie cu două falduri ample sub care este o ghirlandă de flori (lalele, trandafiri ș.a.). În părțile laterale ale fațadei se află câte un buchet de flori (trandafiri, lalele). Gama cromatică a decorului pictat: alb, galben, tonuri de roșu, tonuri de albastru, tonuri de brun, negru. În zona centrală, jos, se află pictată inscripția "18-78". | Muzeul Național Bran, Brașov                        | Cimec    |
|      | Ladă de zestre                                     | Datare: 1890 Descoperit: jud. Brașov, com. Moieciu de Jos, Moieciu de Jos Dimensiuni: h = 58 cm Material: lemn de brad; fier; coloranți; tăiat, geluit, găurit, traforat, profilat, pictat; coloranți tempera; pictat cu pensula; îmbinare în cep                                                                | Ladă paralelipipedică din lemn de brad, cu îmbinări în cepuri de lemn, alcătuită din fațadă, două laterale, fund, spate și capac. Fundul are spre fațadă, pe cant, o șipcă profilată, sub care se află o scândură traforată în linii curbe (valul) care leagă cele două laterale. Capacul are pe canturi, spre fațadă, o șipcă profilată, și pe laterale câte o șipcă rotunjită. Capacul are două balamale și fațada un șild din fier (broasca lipsește). Lateralele (care au și rolul de picioare) sunt traforate la partea inferioară în acoladă. La extremitățile fațadei, la bază, sunt două elemente decorative traforate și pictate cu câte un buchet de flori. Fațada este pictată în culori de tempera, cu pensula: pe un fond cărămiziu cu striațiuni ce imită fibra lemnoasă, se află trei casete cu chenar alb (cele laterale dreptunghiulare, cea mediană dreptunghiulară cu un semicerc sus) care conțin (pe un fond verde la casetele laterale și fond albastru la caseta mediană) flori. În caseta centrală este o coroniță flancată de două flori, iar în casetele laterale se află câte două ramuri cu flori. Florile sunt trandafiri, garoafe și margarete realizate în culorile alb, cărămiziu, verde închis și negru. Între casete se află inscripția pictată "18-I-V-90" (probabil inițialele lui Ioan Voinescu). | Muzeul Național Bran, Brașov                        | Cimec    |
|      | Farfurie                                           | Datare: sfârșitul secolului al XVIII-lea - începutul secolului al XIX-lea Descoperit: jud. Sibiu, com. ARPAȘU DE JOS, ARPAȘU DE JOS Dimensiuni: Î : 3,5 cm Material: piesa a fost lucrată la roată, angobată, pictată cu pensula și cornul, smălțuită și arsă de două ori                                        | Farfurie de format mic, cu marginea ajurată, pe fond gălbui, central decor floral stilizat garoafă iar pe margine motive fitomorfe - păstăi. Cromatica: maro, verde. | Muzeul Țării Făgărașului „Valeriu Literat”, Făgăraș | Cimec    |
|      | Farfurie                                           | Datare: prima jumătate a secolului al XIX-lea Descoperit: jud. Brașov, com. ȘERCAIA, ȘERCAIA Material: piesa a fost lucrată la roata olarului, angobată, pictată cu pensula groasă, smălțuită și arsă de două ori                                                                                                | Farfurie, formă tronconică, pe fond gălbui central, motive florale, lalele pictate într-o vază iar pe margini sunt pictate cu pensula motive florale și fitomorfe stilizate albastre și verzi. De o parte și alta a motivului central este pictat anul - 1845. Cromatica: albastru, verde. | Muzeul Țării Făgărașului „Valeriu Literat”, Făgăraș | Cimec    |
|      | Farfurie                                           | Datare: sfârșitul secolului al XVIII-lea și începutul secolului al XIX-lea Descoperit: jud. Brașov, com. ȘERCAIA, ȘERCAIA Dimensiuni: Î: 5 cm Material: piesa a fost lucrată la roata olarului, angobată, pictată cu pensula groasă, smălțuită și arsă de două ori                                               | Farfurie, formă tronconică, decor floral stilizat dispus central, albastru. Pe margine, de o parte și alta a decorului central, sunt pictate cu pensula, motive florale și fitomorfe stilizate albastre - lalele și frunze. Cromatica: albastru. | Muzeul Țării Făgărașului „Valeriu Literat”, Făgăraș | Cimec    |
|      | Farfurie                                           | Datare: începutul secolului al XIX-lea Descoperit: jud. Sibiu, com. Arpașu de Jos, Nou Român Dimensiuni: Î: 5,5 cm Material: piesa a fost lucrată la roata olarului, angobată, pictată cu pensula groasă, smălțuită și arsă de două ori                                                                          | Farfurie format mic, pe fond gălbui, central decor floral stilizat - garoafe maro cu verde, iar pe margine decor fitomorf - păstăi de culoare maro, albastru. Cromatica: maro, verde, albastru. | Muzeul Țării Făgărașului „Valeriu Literat”, Făgăraș | Cimec    |
|      | Farfurie                                           | Datare: sfârșitul secolului al XVIII-lea și începutul secolului al XIX-lea Descoperit: jud. Brașov, com. Șercaia, Șercaia Dimensiuni: Î: 4,5 cm Material: piesa a fost lucrată la roata olarului, angobată, pictată cu pensula groasă, smălțuită și arsă de două ori                                             | Farfurie, formă tronconică, bordură mică, pe fond gălbui, decor floral stilizat dispus sub forma unei lalele. Pe margine, de o parte și alta a decorului central, motive geometrice și fitomorfe albastre și verzi. | Muzeul Țării Făgărașului „Valeriu Literat”, Făgăraș | Cimec    |
|      | Ulcior - probă de meșter (?)                       | Datare: sfârșitul secolului al XVIII-lea și începutul secolului al XIX-lea Descoperit: jud. Brașov, Făgăraș/Galați Dimensiuni: Î: 37,5 cm Material: piesa a fost lucrată la roata olarului, smălțuită și arsă de două ori                                                                                        | Ulcior cu toartă laterală, talpă, smălțuit verde, decor realizat în relief prin brâu alveolat sub formă de linie ondulată, doi butoni dispuși de o parte și alta a gurii. | Muzeul Țării Făgărașului „Valeriu Literat”, Făgăraș | Cimec    |
|      | Farfurie                                           | Datare: prima jum. sec. XIX Dimensiuni: D m = 25 cm ; H = 3,5 cm Material: lut, angobă ,smalț, colorant, modelat la roată, pictat cu pensula, ardere oxidantă | Farfurie de formă aplatizată, rotundă, cu bordura ușor în relief, decor amplasat pe toată suprafața; central decor floral (buchet cu lalea) pe margine friză de lalele și conuri de brad/crini (?) dispuse în alternanța, colorate albastru-cobalt. | Muzeul Național Bran, Brașov                        | Cimec    |
|      | Canceu                                             | Datare: prima jum. sec. XIX Dimensiuni: H = 24 cm Material: lut, angobă, smalț, colorant, modelat la roată, pictat cu cornul, ardere oxidantă | Corp piriform, toartă laterală, decor amplasat pe toată suprafața, fond alb-gălbui, dispus în trei registre verticale cu motive florale și vegetale (margarete și vrejuri meandrice) pictate în albastru - cobalt; în registrul frontal, motiv vegetal meandric; buza și diametrul maxim sunt marcate de linii concentrice în zig-zag. | Muzeul Național Bran, Brașov                        | Cimec    |
|      | Canceu                                             | Datare: mij.sec. XIX Dimensiuni: H: 20 cm Material: lut, angobă, smalț, coloranți, modelat la roată, modelări plastice, pictat cu cornul și pensula, ardere oxidantă | Corp piriform, toartă laterală, fond alb-gălbui, decor cu galben, verde, albastru dispus în trei registre orizontale suprapuse, motive geometrice - cercuri, linii verticale, oblice, triunghiuri. Aceste registre sunt delimitate de benzi și linii de culoare brun. | Muzeul Național Bran, Brașov                        | Cimec    |
|      | Cană de vin                                        | Datare: 1730 Dimensiuni: h= 39 cm Material: semifaianță, modelat la roată, angobă, smalț de cositor, oxizi metalici, pictat cu cornul; pictat cu pensula, ardere oxidantă | Corp piriform, cu toartă laterală, fond alb mat, decor policrom istoriat dispus în două registre suprapuse cu structura narativă în secvente specific vânătorești. Scenele sunt delimitate de borduri tip rețea și benzi cu inscripție în limba germană și anul 1730. Se utiliza la petrecerile vânătorilor. Decorația policromă specifică vaselor habane (albastru-cobalt, verde, galben, maron spre violet). Traducerea inscripției: Viața în Alpi; vânătoare de cerbi și de capre negre. Nouă, vânătorilor, ne place să vânăm și să petrecem. Asta este ceea ce noi prețuim pe această lume. | Muzeul Național Bran, Brașov                        | Cimec    |
|      | Cană de vin                                        | Datare: prima jum. sec XIX Dimensiuni: H = 28 cm Material: lut, angobă, smalț, colorant, modelat la roată, pictat cu cornul, ardere oxidantă | Corp piriform, gura circulară, cu buza pronunțată, toartă laterală, fond alb-gălbui, decor amplasat pe toată suprafața, dispus în trei registre, două laterale identice cu motiv floral și vegetal (margarete și vrejuri meandrice) registrul frontal cu motiv vegetal meandric, gulerul buzei cu decor geometric (dinți de fierăstrău) iar în zona bazei decor floral alternativ cu decor fitomorf; cromatica albastru-cobalt. | Muzeul Național Bran, Brașov                        | Cimec    |
|      | Canceu                                             | Datare: mij. sec. XIX Dimensiuni: H=20 cm Material: lut, angobă, smalț, colorant albastru-cobalt, modelat la roată, pictat cu pensula, ardere oxidantă | Corp piriform, toartă laterală, decor dispus în două registre orizontale desparțite de linii și zig-zag; câmpul decorativ conține motive florale (lalele) și motiv fitomorf delimitat de benzi în formă de triunghi. Cromatică: fond alb-gălbui, decor cu albastru-cobalt. | Muzeul Național Bran, Brașov                        | Cimec    |
|      | Blid                                               | Datare: 1791 Dimensiuni: D=26,5 cm Material: lut, angobă, smalț, albastru-cobalt, modelat la roată, tehnica sgrafittare, ardere oxidantă | Forma aplatizată, circumferință rotundă, fond albastru-cobalt, decor central pasăre și strugure iar pe bordură grupaje de cârcei realizat în tehnica sgrafitto; decorul este alb. Sub decorul avimorf, central apare anul 1791. Cromatică: albastru-cobalt, alb. | Muzeul Național Bran, Brașov                        | Cimec    |
|      | Canceu                                             | Datare: prima jum. sec. XIX Dimensiuni: H=25 cm Material: lut, angobă, smalț, colorant, modelat la roată, pictat cu cornul, ardere oxidantă | Corp piriform, toartă laterală, decor amplasat pe toată suprafața, dispus în registre verticale, decor floral (margarete) și fitomorf în formă de vrej amplu; la buză și diametrul maxim, linie în zig -zag. Cromatica albastru-cobalt, fond alb-gălbui. | Muzeul Național Bran, Brașov                        | Cimec    |
|      | Cană de vin                                        | Datare: sf. sec. XVIII - prima jum. sec XIX Dimensiuni: H =30 cm Material: lut, angobă, smalț, coloranți, modelat la roată, pictat cu cornul și pensula, ardere oxidantă | Cană de vin, corp piriform, gura rotundă, toartă laterală, decor amplasat pe toata suprafața, delimitat în patru registre orizontale cu motive florale (lalea) și semicercuri care alternează, palmete în zona gâtului, motive fitomorfe și grilaje la bază. Conturul motivelor este albastru-cobalt combinat cu maron mai ales pentru pictarea suprafețelor pline. | Muzeul Național Bran, Brașov                        | Cimec    |
|      | Canceu                                             | Datare: prima jum. sec. XIX Dimensiuni: H=25,5 cm Material: lut, angobă, smalț, colorant albastru-cobalt, modelat la roată, pictat cu pensula, ardere oxidantă | Corp piriform, toartă laterală, fond alb, decor floral stilizat (lalele suprapuse) și decor fitomorf central dispus în trei registre verticale; la buză și diametrul maxim decor geometric (zig-zag). Cromatica: albastru-cobalt, fond alb-gălbui. | Muzeul Național Bran, Brașov                        | Cimec    |
|      | Cană de vin                                        | Datare: 1794 Dimensiuni: h =25,3 cm Material: lut ars, angobă, smalț, oxizi metalici, modelat la roată și manual, pictat cu cornul și pensula, ardere oxidantă | Cană de vin de vecinătate, formă pântecoasă, gură cu cioc de turnare și buza larg răsfrântă, toartă laterală; sub buză pictat cu albastru-cobalt anul 1794; între două benzi cu decor fitomorf pictat cu galben și contur verde, se desfășoară decorul floral stilizat format din garoafe lucrate cu cornul în albastru-cobalt, fond alb-gălbui. | Muzeul Național Bran, Brașov                        | Cimec    |
|      | Farfurie                                           | Datare: prima jum. sec. XIX Dimensiuni: Dm = 23 cm Material: lut, angobă, smalț, colorant, modelat la roată, pictat cu cornul, ardere oxidantă | Forma aplatizată, circulară, fond alb-gălbui, decor floral central stilizat (floarea-soarelui sau margaretă), pe bordură, bandă meandrică regulată cu elemente fitomorfe intercalate, contur cu albastru cobalt și accente de brun în umplerea benzilor conturate cu albastru - cobalt. | Muzeul Național Bran, Brașov                        | Cimec    |
|      | Farfurie                                           | Datare: prima jum. sec XIX Dimensiuni: Dm = 21,2 cm Material: lut, angobă, smalț, colorant, modelat la roată, pictat cu cornul, ardere oxidantă | Formă aplatizată, circulară, cu fund și bordură laterală, decor amplasat pe toată suprafața, decor central floral și fitomorf (buchet), pe bordură brâu fitomorf (frunză de salcâm) pictat în albastru cobalt; margine ondulată. | Muzeul Național Bran, Brașov                        | Cimec    |
|      | Strachină                                          | Datare: prima jum. sec. XIX Dimensiuni: Dm = 24 cm Material: lut, angobă, smalț, colorant, modelat la roată, pictat cu cornul, ardere oxidantă | Formă aplatizată, circulară, fond alb-gălbui, decor central - motiv floral stilizat (margaretă sau floarea-soarelui), pe bordură - ghirlandă fitomorfă (vrejuri cu cârcei); pictat în albastru-cobalt. | Muzeul Național Bran, Brașov                        | Cimec    |
|      | Canceu                                             | Datare: Mij. sec. XIX Dimensiuni: H=20 cm Material: lut, angobă, smalț, coloranți, modelat la roată, pictat cu pensula și cornul, ardere oxidantă | Corp piriform, toartă laterală, fond alb-gălbui, decor albastru-cobalt dispus în două registre orizontale suprapuse, motive fitomorfe (conuri de brad ?) și semiacolade pictate cu verde care alternează. Aceste registre sunt delimitate de benzi și cercuri concentrice drepte și în zig-zag colorate verde și albastru-cobalt. | Muzeul Național Bran, Brașov                        | Cimec    |
|      | Canceu                                             | Datare: mij. sec. XIX Dimensiuni: h=20 cm Material: lut, angobă, smalț, colorant albastru-cobalt, modelat la roată, pictat cu pensula, arderere oxidantă | Corp piriform, toartă laterală, fond alb-gălbui, decor amplasat pe toată suprafață, dispus în registre orizontale, motive florale stilizate (lalele și crini care alternează) pictate în albastru+cobalt, delimitate de benzi umplute cu verde la buză, diametrul maxim și gât. | Muzeul Național Bran, Brașov                        | Cimec    |
|      | Canceu                                             | Datare: mij. sec. XIX Dimensiuni: h= 23 cm Material: lut, angobă, smalț, colorant albastru-cobalt, modelat la roată, pictat cu pensula, ardere oxidantă | Corp piriform, toartă laterală, fond alb-gălbui, decor amplasat în registre orizontale, delimitate de benzi circulare cu contur albastru-cobalt umplute cu verde; aceste benzi marchează buza, gâtul și diametrul maxim. Decor floral și fitomorf stilizat în alternanța albastru-cobalt în câmpul celor două registre. | Muzeul Național Bran, Brașov                        | Cimec    |
|      | Cană de vin                                        | Datare: 1776 Dimensiuni: H=38 cm Material: lut, angobă, coloranți, smalț, modelat la roată, modelări plastice, pictat cu cornul și pensula, ardere oxidantă | Cană de vin pentru vecinătate, forma pântecoasă, gura trilobată, răsfrântă, toartă laterală, decor amplasat pe toata suprafața, motive florale și fitomorfe dispuse in trei registre verticale, domină floarea de rodie contur subțire maron și albastru-cobalt, suprafețe umplute cu galben și verde și aplicații în relief, crestate în formă de inimă și discuri imprimate în pastă colorată verde și galben, toarta cu aplicații plastice tip funie răsucită și contur alveolar; pe pântecele cănii inscripționat anul 1776. Cromatică: alb-gălbui, verde, galben, albastru-cobalt. | Muzeul Național Bran, Brașov                        | Cimec    |
|      | Cană de vin                                        | Datare: 1850 Dimensiuni: H = 29 cm Material: semifaianță, angobă, smalț de cositor, oxizi metalici, modelat la roată, pictat cu pensula și cornul, ardere oxidantă | Corp piriform, cu toartă, decor istoriat amplasat pe toată suprafața (țăran arând pământul cu un plug tras de boi), delimitat de două benzi late cu decor floral preluat din ornamentica Renașterii, benzi subțiri fitomorfe stilizate, cromatică policromă (galben, albastru, verde, maron) fond alb laptos mat; pe banda subțire din jurul gâtului apare anul 1850; se utiliza de sărbatori de vecinatăți. | Muzeul Național Bran, Brașov                        | Cimec    |
|      | Canceu                                             | Datare: a doua jum. a sec.XVIlI Dimensiuni: h= 19 cm Material: semifaianță, smalț de cositor, angobă, modelat la roată, modelat plastic, pictat cu pensula și cornul, ardere oxidantă | Corp piriform, cu toartă laterală, fond alb, decor dispus în zona gâtului cu motiv avimorf și peisaj cu copac, frunze și flori, partea pântecoasă cu striații realizate în pasta crudă, verticale și ghirlande fitomorfe care delimitează acest câmp; cromatica policromă: verde, galben, violet. | Muzeul Național Bran, Brașov                        | Cimec    |
|      | Canceu                                             | Datare: mijl. sec. XIX Dimensiuni: H = 20 cm Material: lut, angobă, smalț, colorant albastru-cobalt, modelat la roată, pictat cu pensula, arderere oxidantă | Corp piriform, toartă laterală, fond alb-gălbui, decor amplasat pe toată suprafața, dispus în registre orizontale, motive florale stilizate (lalele și crini care alternează) pictate în albastru-cobalt, delimitate de benzi umplute cu verde la buză, diametrul maxim și gât. | Muzeul Național Bran, Brașov                        | Cimec    |
|      | Canceu                                             | Datare: sf. sec XVIII - înc. sec. XIX Dimensiuni: H=21 cm Material: lut, angobă, smalț, colorant albastru-cobalt, modelat la roată, pictat cu pensula, ardere oxidantă | Corp piriform, toartă laterală, fond alb-gălbui, decor amplasat pe toată suprafața dispus în registre verticale, decor floral stilizat, lalele și puncte pe suprafața câmpului, cromatica albastru - cobalt. | Muzeul Național Bran, Brașov                        | Cimec    |
|      | Cană de vin                                        | Datare: mijl. sec. XIX Dimensiuni: H = 27,5 cm Material: lut, angobă ,smalț, colorant, modelat la roată, pictat cu pensula, ardere oxidantă | Cană de vin, corp piriform, gura rotundă, toartă laterală, decor floral albastru-cobalt, amplasat frontal pe fondul alb-gălbui. La gură cănii friză florală albastru-cobalt. | Muzeul Național Bran, Brașov                        | Cimec    |
|      | Canceu                                             | Datare: prima jum. sec. XIX Dimensiuni: H =26 cm Material: lut ars, angobă, smalț, coloranți, modelat la roată, pictat cu pensula, ardere oxidantă | Corp piriform, cu toartă laterală, fond alb, decor floral și fitomorf stilizat dispus în registre verticale; registrul central câmp din "păstăi" dispuse orizontal și puncte intercalate, cromatică în albastru - cobalt. | Muzeul Național Bran, Brașov                        | Cimec    |
|      | Canceu                                             | Datare: prima jum. sec XIX Dimensiuni: H = 24 cm Material: lut, angobă, smalț, colorant, modelat la roată, pictat cu cornul, ardere oxidantă | Corp piriform, cu toartă laterală de prindere, decor amplasat pe toată suprafața, decor vegetal de inspirație barocă, dispus în 5 registre, 2 identice dispuse simetric față de toartă, compuse din motive vegetale stilizate; în registrul frontal, decor geometric (rețea); buza și diametrul maxim marcate de grupaje de linii concentrice. Cromatica albastru - cobalt. | Muzeul Național Bran, Brașov                        | Cimec    |
|      | Canceu                                             | Datare: 1765 Dimensiuni: h= 20 cm Material: semifaianță, angobă, smalț de cositor, oxizi metalici, modelat la roată, pictat cu pensula și cornul, ardere oxidantă | Corp piriform, cu toartă laterală, fond alb lăptos, decor istoriat (vânătoare de maimuțe, peisaj cu palmieri) de inspirație exotică, transpunere după scenele orientale la modă în secolul al XVIII-lea. Decorul este delimitat de borduri late cu element decorativ tip rețea, fitomorf și text: AFTEN JAGD 1765 - vânătoare de maimuțe). Decorul în cromatică policromă (verde, albastru, galben, maron). | Muzeul Național Bran, Brașov                        | Cimec    |
|      | Canceu                                             | Datare: mij. sec. XVIII - mij. sec. XIX Dimensiuni: h=19 cm Material: semifaianță, smalț de cositor, angobă, oxizi metalici, modelat la roată, pictat cu pensula, ardere oxidantă | Corp piriform, toartă laterală, fond alb lăptos, decor istoriat, clown cu gesturi licențioase în peisaj compozit; zona bazei și a gâtului decorată cu mici alveole verticale desenate cu violet, galben, albastru; decorul principal policrom (galben, verde, violet, albastru-cobalt); cană hazlie. | Muzeul Național Bran, Brașov                        | Cimec    |
|      | Canceu                                             | Datare: mij. sec. XIX Dimensiuni: H =17 cm Material: lut, angobă, smalț, colorant albastru-cobalt, modelat la roată, pictat cu pensula, ardere oxidantă | Corp piriform, toartă laterală, fond alb-gălbui, decor amplasat în registre orizontale suprapuse, delimitate de cercuri concentrice și zig-zag; în interior, motive florale stilizate dispuse în alternanță (crini, lalele și acolade în forma de triunghi) colorate în albastru - cobalt. | Muzeul Național Bran, Brașov                        | Cimec    |
|      | Canceu                                             | Datare: sf. sec. XVIII - înc. sec. XIX Dimensiuni: H=22 cm Material: lut, angobă, smalț, oxid albastru-cobalt, modelat la roata, tehnica sgrafitto, ardere oxidantă | Corp piriform, toartă laterală, fond albastru-cobalt, decor alb sgrafitat, pasăre care ține în cioc o păstaie, vrej. | Muzeul Național Bran, Brașov                        | Cimec    |
|      | Canceu                                             | Datare: Prima jum. sec. XIX Dimensiuni: H= 27 cm Material: lut, angobă, smalț, colorant albastru-cobalt, modelat la roată, pictat cu pensula, ardere oxidantă | Corp piriform, toartă laterală, fond alb, decor amplasat pe toată suprafața, motive florale stilizate (lalele) și fitomorfe dispuse în trei registre verticale; la buză și diametrul maxim, decor geometric (zig-zag); la bază sunt dispuse flori de lalele jur împrejurul canceului. Cromatica: albastru-cobalt, fond alb-gălbui. | Muzeul Național Bran, Brașov                        | Cimec    |
|      | Farfurie                                           | Datare: 4/4 sec. XVIII Descoperit: jud. Brașov, com. RECEA, RECEA Dimensiuni: Î: 6 cm Material: lut; angobă; oxizi; smalț; modelat la roată; angobare; pictat cu pensula; smălțuire; ardere oxidantă | Farfurie mare, tronconică, cu marginea lată. Central, pe fond brun, este redată o pasăre care se sprijină pe o bază redată sub forma unei linii orizontale șerpuite. Deasupra păsării, pe spatele ei este așezată o floare de lalea. Marginea lată este decorată cu alternații de grupuri decorative: trei linii verticale (în număr de patru) și palmete (tot în număr de patru). Cromatica: cărămiziu, brun, galben. Cană piriformă prevăzută cu o toartă dreaptă, modelată manual și pictată cu verde. Suprafața decorativă a vasului este împărțită în patru registre decorative. Primul registru, aflat imediat sub buza vasului prezintă în două benzi orizontale motivul căii rătăcite cu puncte, încadrate în linii subțiri. Al doilea registru, redă probabil inițialele meșterului MB și anul confecționării piesei: ANO 1743. Cel de-al treilea registru prezintă decorul central al vasului printr-o compoziție complexă specifică ceramicii de tip Sibiu. Pe o angobă alb-gălbuie, între două benzi orizontale (una, cea de la bază, care redă între linii subțiri, decorate cu motivul brăduțului stilizat și frunze de acant inscripția „Trinket und est des Lieben Gott nicht vergest”, iar cealaltă, din partea superioară este decorată cu motivul undei de apă) sunt pictați cu cornul în albastru doi „arbori ai vieții” alcătuiți din trei mere de granat, care se înalță dintr-o inimă. Mărul de granat central este așezat vertical, iar celelalte două se înclină în lateral. Între ei apare o floare mare de acant, întoarsă. Inscripția „Wivat alle Gutte Gemuther” este încadrată de cei doi arbori, iar toarta prezintă de o parte și de alta câte un motiv decorativ: un vas elenistic cu o toartă din care se înalță un fir subțire de lalea și un motiv solar stilizat. Cromatica: cărămiziu, alb-gălbui, albastru cobalt și verde. Cană piriformă prevăzută cu o toartă dreaptă, modelată manual și pictată cu verde. Suprafața decorativă a vasului este împărțită în patru registre decorative. Primul registru, aflat imediat sub buza vasului prezintă în două benzi orizontale motivul căii rătăcite cu puncte, încadrate în linii subțiri. Al doilea registru, redă probabil inițialele meșterului MB și anul confecționării piesei: ANO 1743. Cel de-al treilea registru prezintă decorul central al vasului printr-o compoziție complexă specifică ceramicii de tip Sibiu. Pe o angobă alb-gălbuie, între două benzi orizontale (una, cea de la bază, care redă între linii subțiri, decorate cu motivul brăduțului stilizat și frunze de acant inscripția „Trinket und est des Lieben Gott nicht vergest”, iar cealaltă, din partea superioară este decorată cu motivul undei de apă) sunt pictați cu cornul în albastru doi „arbori ai vieții” alcătuiți din trei mere de granat, care se înalță dintr-o inimă. Mărul de granat central este așezat vertical, iar celelalte două se înclină în lateral. Între ei apare o floare mare de acant, întoarsă. Inscripția „Wivat alle Gutte Gemuther” este încadrată de cei doi arbori, iar toarta prezintă de o parte și de alta câte un motiv decorativ: un vas elenistic cu o toartă din care se înalță un fir subțire de lalea și un motiv solar stilizat. Cromatica: cărămiziu, alb-gălbui, albastru cobalt și verde. | Muzeul Țării Făgărașului „Valeriu Literat”, Făgăraș | Cimec    |
|      | Cană                                               | Datare: 1743 Descoperit: jud. Brașov, com. ȘOARȘ, FELMER Dimensiuni: Î: 33,5 cm Material: lut; angobă; cobalt; smalț; modelat la roată; angobare; pictat cu pensula; pictat cu cornul; smălțuire; ardere oxidantă                                                                                                | Cană piriformă prevăzută cu o toartă dreaptă, modelată manual și pictată cu verde. Suprafața decorativă a vasului este împărțită în patru registre decorative. Primul registru, aflat imediat sub buza vasului prezintă în două benzi orizontale motivul căii rătăcite cu puncte, încadrate în linii subțiri. Al doilea registru, redă probabil inițialele meșterului MB și anul confecționării piesei: ANO 1743. Cel de-al treilea registru prezintă decorul central al vasului printr-o compoziție complexă specifică ceramicii de tip Sibiu. Pe o angobă alb-gălbuie, între două benzi orizontale (una, cea de la bază, care redă între linii subțiri, decorate cu motivul brăduțului stilizat și frunze de acant inscripția „Trinket und est des Lieben Gott nicht vergest”, iar cealaltă, din partea superioară este decorată cu motivul undei de apă) sunt pictați cu cornul în albastru doi „arbori ai vieții” alcătuiți din trei mere de granat, care se înalță dintr-o inimă. Mărul de granat central este așezat vertical, iar celelalte două se înclină în lateral. Între ei apare o floare mare de acant, întoarsă. Inscripția „Wivat alle Gutte Gemuther” este încadrată de cei doi arbori, iar toarta prezintă de o parte și de alta câte un motiv decorativ: un vas elenistic cu o toartă din care se înalță un fir subțire de lalea și un motiv solar stilizat. Cromatica: cărămiziu, alb-gălbui, albastru cobalt și verde. Cană piriformă prevăzută cu o toartă dreaptă, modelată manual și pictată cu verde. Suprafața decorativă a vasului este împărțită în patru registre decorative. Primul registru, aflat imediat sub buza vasului prezintă în două benzi orizontale motivul căii rătăcite cu puncte, încadrate în linii subțiri. Al doilea registru, redă probabil inițialele meșterului MB și anul confecționării piesei: ANO 1743. Cel de-al treilea registru prezintă decorul central al vasului printr-o compoziție complexă specifică ceramicii de tip Sibiu. Pe o angobă alb-gălbuie, între două benzi orizontale (una, cea de la bază, care redă între linii subțiri, decorate cu motivul brăduțului stilizat și frunze de acant inscripția „Trinket und est des Lieben Gott nicht vergest”, iar cealaltă, din partea superioară este decorată cu motivul undei de apă) sunt pictați cu cornul în albastru doi „arbori ai vieții” alcătuiți din trei mere de granat, care se înalță dintr-o inimă. Mărul de granat central este așezat vertical, iar celelalte două se înclină în lateral. Între ei apare o floare mare de acant, întoarsă. Inscripția „Wivat alle Gutte Gemuther” este încadrată de cei doi arbori, iar toarta prezintă de o parte și de alta câte un motiv decorativ: un vas elenistic cu o toartă din care se înalță un fir subțire de lalea și un motiv solar stilizat. Cromatica: cărămiziu, alb-gălbui, albastru cobalt și mov, galben. | Muzeul Țării Făgărașului „Valeriu Literat”, Făgăraș | Cimec    |
|      | Farfurie                                           | Datare: 4/4 sec. XVIII Descoperit: jud. Sibiu, com. CÂRȚA, CÂRȚA Dimensiuni: Î: 3 cm Material: lut; angobă; oxizi; smalț; modelat la roată; angobare; pictat cu pensula; ardere oxidantă | Farfurie de formă tronconică, pe fond brun, este pictată cu pensula groasă, central, o pasăre din spatele căreia se înalță o lalea stilizată. Pe margine, de o parte și de alta a decorului central, este aplicată cu pensula, vertical, câte o ghirlandă alcătuită din vrejuri. Cromatica: cărămiziu, maro și verde. Cană piriformă prevăzută cu o toartă dreaptă, modelată manual și pictată cu verde. Suprafața decorativă a vasului este împărțită în patru registre decorative. Primul registru, aflat imediat sub buza vasului prezintă în două benzi orizontale motivul căii rătăcite cu puncte, încadrate în linii subțiri. Al doilea registru, redă probabil inițialele meșterului MB și anul confecționării piesei: 1753. Cel de-al treilea registru prezintă decorul central al vasului printr-o compoziție complexă specifică ceramicii de tip Măgheruș Sibiu. Pe o angobă alb-gălbuie, între două benzi orizontale (una, cea de la bază, care redă între linii subțiri, decorate cu motivul brăduțului stilizat și frunze de acant inscripția „Trinket und est des Lieben Gott nicht vergest”, iar cealaltă, din partea superioară este decorată cu motivul undei de apă) sunt pictați cu cornul în albastru doi „arbori ai vieții” alcătuiți din trei mere de granat, care se înalță dintr-o inimă. Mărul de granat central este așezat vertical, iar celelalte două se înclină în lateral. Între ei apare o floare mare de acant, întoarsă. Inscripția „Wivat alle Gutte Gemuther” este încadrată de cei doi arbori, iar toarta prezintă de o parte și de alta câte un motiv decorativ: un vas elenistic cu o toartă din care se înalță un fir subțire de lalea și un motiv solar stilizat. Cromatica: cărămiziu, alb-gălbui, albastru cobalt și verde. | Muzeul Țării Făgărașului „Valeriu Literat”, Făgăraș | Cimec    |
|      | Modele de cusături                                 | Datare: prima jum. sec. XX Descoperit: jud. Brașov, com. RACOȘ, MATEIAȘ Material: pânză de bumbac; arnici policrom; brodat pe dos | 41 de eșantioane cu broderii (cusături) realizate la Școala primară din Mateiaș, Târnava Mare, Transilvania, pentru învățarea elevelor la orele de lucru manual între anii 1920-1940. Modele de broderii se foloseau la decorarea cămășilor femeiești și bărbătești. Dispunerea modelelor marca gura și terminația mânecilor. Primele zece modele se foloseau la decorarea gurii cămășilor atât la femei cât și la bărbați, realizate prin tehnica cusutului "pe dos", numite "obizeală" la femei și "guler" la bărbați. Sub gura cămășii femeiești se aplica o broderie îngustă cusută "pe încreț", numită local "ciupag". Următoarele modele numite "pumnișori" erau folosite la încheierea mânecii la cămașa femeiască, decorul era cusut pe dosul materialului ca apoi prin răsfrângerea mânecii deasupra cotului, modelul să apară pe față. Din punct de vedere cromatic se folosea arniciul negru pentru pentru conturul modelului care se umplea cu roșu, verde, albastru, galben, alb. Ornamentica este de factură geometrică și poartă denumiri locale precum "urzita pe 12", "ochișoare", "zaluța", "furculița", "strâmba", "puișorul" etc. | Muzeul de Etnografie, Brașov                        | Cimec    |
|      | Țesătură cu modele                                 | Datare: 1893(?) Descoperit: jud. Brașov, com. Brașov, Brașov Material: panama; arnici albastru și bleu; broderie; ajur | 19 modele-eșantion cusute pe suport textil - panama - realizate în tehnica "ajur" (fire trase cu acul), obținându-se diferite motive. Intercalat apar pe suprafața țesăturii modele cusute pe fir, în cruci simple și duble. Pe margine, bordură ajurată și tiv realizat cu mașina de cusut. | Muzeul de Etnografie, Brașov                        | Cimec    |
|      | Cană dreaptă                                       | Datare: înc. sec. XIX Descoperit: jud. Brașov, com. Cața, Drăușeni Dimensiuni: H: 17 Material: lut; angobă; coloranți; smalț; modelat la roată; pictat cu cornul; pictat cu pensula; ardere oxidantă; smălțuit; ardere oxidantă                                                                                  | Cană, formă dreaptă, cu toartă laterală, modelată la roată, angobată, pictată, smălțuită. Decorul, cu albastru cobalt, amplasat pe toată suprafața, dispus în registre orizontale; la baza cănii, grupaj de linii verticale, corpul cănii decorat cu motive florale (lalele în ghirlandă), dispuse în două registre, mărginite de linii și valuri; gura marcată de un grupaj de puncte și un brâu cu albastru. | Muzeul de Etnografie, Brașov                        | Cimec    |
|      | Cană de vin                                        | Datare: 1787 ? Descoperit: jud. Brașov, Brașov Dimensiuni: H: 32 Material: lut;angobă; coloranți; smalț; modelat la roată; presat cu degetul; angobat; pictat cu cornul; pictat cu pensula; ardere oxidantă; smălțuit; ardere oxidantă                                                                           | Cană de formă pântecoasă, gura rotundă cu "guler", toartă laterală, modelat la roată, angobat, decor amplasat pe toată suprafața cănii, cu albastru-cobalt ordonat în cinci registre orizontale delimitate de linii în "zig-zag"; la bază, motive florale și fitomorfe stilizate și anul 1787 (?), urmat de un registru cu motivul "tablă de șah"; pe corpul cănii, decorul este împărțit în două frize verticale cu motive florale, "lalea" și motivul "strugure"; în zona gâtului, motive fitomorfe și florale stilizate, "lalea"; la buză, motivul "tablă de șah"; toarta are pe margini alveole realizate prin presare. | Muzeul de Etnografie, Brașov                        | Cimec    |
|      | Cană de vin                                        | Datare: prima jum. sec. XIX Dimensiuni: H: 30,5 Material: lut; angobă; coloranți; smalț; modelat la roată; pictat cu cornul; pictat cu pensula; ardere oxidantă; smălțuit; ardere oxidantă | Cană de vin, formă pântecoasă, gură rotundă cu "guler", toartă laterală, modelată la roată, angobată, pictată și smălțuită. Decor amplasat pe toată suprafața, dispus în trei registre orizontale, cu motive florale (lalea) și fitomorfe stilizate, cu albastru cobalt; registrele sunt delimitate prin brâuri cu verde și grupaj format din linie și val cu albastru cobalt. | Muzeul de Etnografie, Brașov                        | Cimec    |
|      | Canceu                                             | Datare: 1841 Descoperit: jud. Brașov, Brașov Dimensiuni: H: 20 Material: lut; angobă; coloranți; smalț; modelat la roată; pictat cu cornul; ardere oxidantă; smălțuit; ardere oxidantă | Canceu, formă piriformă, gură bilobată, cu cioc de turnare, toartă laterală, modelat la roată, angobat, picat, smălțuit. Decor amplasat pe părțile laterale, cu motive fitomorfe și florale stilizate cu albastru cobalt și inscripționat anul 1841. | Muzeul de Etnografie, Brașov                        | Cimec    |
|      | Canceu                                             | Datare: mijl. sec. XIX Descoperit: jud. Brașov, com. Măieruș, Măieruș Dimensiuni: H: 24 Material: lut; angobă; coloranți; smalț; modelat la roată; pictat cu cornul; pictat cu pensula; ardere oxidantă; smălțuit; ardere oxidantă                                                                               | Canceu, formă piriformă, gură rotundă, toartă laterală, modelat la roată, angobat, pictat, smălțuit. Decor amplasat în două registre orizontale, cu albastru-cobalt, pe fond alb-gălbui, mărginite de grupaj de linii și valuri; în zona diametrului maxim și la gât, motive fitomorfe și florale (lalea) cu albastru cobalt, inițiale TS. | Muzeul de Etnografie, Brașov                        | Cimec    |
|      | Canceu                                             | Datare: 1829 Descoperit: jud. Brașov, com. Cața, Drăușeni Dimensiuni: H: 24 Material: lut; angobă; coloranți; smalț; modelat la roată; angobare; pictat cu pensula; pictat cu cornul; ardere oxidantă; smălțuire; ardere oxidantă                                                                                | Canceu de formă piriformă, cu toartă laterală, gură rotundă, modelat la roată, angobat alb-gălbui, decor amplasat în două registre orizontale mărginite de grupaje de linii frânte, cu verde. În zona diametrului maxim, motive fitomorfe stilizate și anul 1829, cu albastru-cobalt; în zona gâtului, motive florale, "lalea", realizate cu albastru - cobalt. | Muzeul de Etnografie, Brașov                        | Cimec    |
|      | Canceu                                             | Datare: înc. sec. XIX Dimensiuni: H: 19,5 Material: lut; angobă; coloranți; smalț; modelat la roată; pictat cu cornul; pictat cu pensula; ardere oxidantă; smălțuit; ardere oxidantă | Canceu, formă piriformă, toartă laterală, modelat la roată, angobat, decor, dispus în două registre orizontale cu albastru cobalt; în zona diametrului maxim, registru cu decor cu motive florale (lalea și ghirlandă) și puncte cu albastru cobalt, mărginit în partea inferioară și superioară de linii și val cu verde; în zona diametrului minim, registru îngust cu motive stilizate cu albastru. | Muzeul de Etnografie, Brașov                        | Cimec    |
|      | Cană de vin                                        | Datare: 1844 Descoperit: jud. Brașov, com. Măieruș, Măieruș Dimensiuni: H: 35 Material: lut; angobă; coloranți; smalț; modelat la roată; pictat cu cornul; pictat cu pensula; ardere oxidantă; smălțuit; ardere oxidantă                                                                                         | Cană, formă pântecoasă, cu gură rotundă cu "guler", toartă laterală, modelat la roată, angobat, decor geometrizant, fitomorf și floral amplasat pe toată suprafața cu albastru cobalt, dispus în registre orizontale: pe umeri și la baza cănii, decor "tablă de șah", în zona diametrului maxim, decor floral, grupaje în acoladă cu buchet de flori la mijloc și înscris anul 1844; în zona gâtului, registru cu motive fitomorfe și florale cu albastru cobalt. | Muzeul de Etnografie, Brașov                        | Cimec    |
|      | Canceu                                             | Datare: a doua jum. sec. XIX Descoperit: jud. Brașov, Brașov Dimensiuni: H: 22 Material: lut; angobă; coloranți; smalț; modelat la roată; angobare; pictat cu cornul; pictat cu pensula; ardere oxidantă; smălțuire; ardere oxidantă                                                                             | Canceu de formă piriformă, cu toartă laterală, gură rotundă și puțin evazată, modelat la roată, angobat alb-gălbui, decor cu albastru-cobalt, ocru și verde, smălțuit; decor floral și fitomorf stilizat cu albastru - cobalt ordonat în trei registre orizontale delimitate de linii concentrice cu verde, ocru și albastru-cobalt. | Muzeul de Etnografie, Brașov                        | Cimec    |
|      | Canceu                                             | Datare: mijl. sec.XIX Descoperit: jud. Sibiu, Sibiu Dimensiuni: H: 24,5 Material: lut; angobă; coloranți; smalț; modelat la roată; pictat cu cornul; pictat cu pensula; ardere oxidantă; smălțuit; ardere oxidantă                                                                                               | Canceu, formă piriformă, gura rotundă, cu toartă laterală, modelat la roată, angobat, pictat, smălțuit; decorul, amplasat pe toată suprafața, cu albastru cobalt pe fond alb-gălbui, dispus în registre orizontale, delimitate de linii și valuri; la baza vasului și la gât, motivul "tablă de șah", între diametrul maxim și minim, două registre cu motive fitomorfe stilizate, cu albastru cobalt. | Muzeul de Etnografie, Brașov                        | Cimec    |
|      | Cană de vin                                        | Datare: 1758 Descoperit: jud. Sibiu, Sibiu Dimensiuni: H: 27,5 Material: lut; angobă; coloranți; smalț; modelat la roată; pictat cu cornul; pictat cu pensula; ardere oxidantă; smălțuit; ardere oxidantă | Cană de breaslă, formă pântecoasă, gură rotundă cu "guler", toartă laterală, angobată, decor amplasat pe toată suprafața cu albastru cobalt, ordonat în patru registre orizontale; la baza cănii, grupaj de linii verticale, pe corpul și în zona gâtului, decor cu motive florale (ghirlandă cu rodie) și fitomorfe stilizate; la gură, registru cu motive fitomorfe stilizate; pe fundul cănii, inscripționat anul 1758 și inițialel CG. | Muzeul de Etnografie, Brașov                        | Cimec    |
|      | Canceu                                             | Datare: a doua jum. sec. XIX Descoperit: jud. Sibiu, Sibiu Dimensiuni: H: 23,5 Material: lut; angobă; coloranți; smalț; modelat la roată; angobare; pictat cu pensula; pictat cu cornul; ardere oxidantă; smălțuire; ardere oxidantă                                                                             | Canceu de formă piriformă, cu toartă laterală, gură rotundă, modelat la roată, angobat, decor cu albastru-cobalt și verde, smălțuit; decor amplasat în trei registre verticale delimitate de benzi verticale cu verde; central, motive florale și fitomorfe stilizate, "vrej" cu albastru-cobalt, de o parte și de alta a toartei, motiv floral, "lalea" și grilaj; la gură și diametrul maxim, dungă lată cu verde mărginită de linie "zig-zag" cu albastru - cobalt. | Muzeul de Etnografie, Brașov                        | Cimec    |
|      | Canceu                                             | Datare: a doua jum. sec. XIX Descoperit: jud. Brașov, com. Cața, Drăușeni Dimensiuni: H: 20 Material: lut; angobă, coloranți; smalț; modelat la roată; angobare; pictat cu pensula, pictat cu cornul; ardere oxidantă; smălțuire; ardere oxidantă                                                                | Canceu de formă piriformă, cu toartă laterală, gură rotundă, modelat la roată, angobat alb-gălbui, decor cu albastru-cobalt, amplasat în două registre orizontale delimitate de grupaje de linii frânte cu albastru-cobalt; în zona diametrului maxim și gură, motive fitomorfe stilizate cu albastru-cobalt; decorul este mărginit în zona gurii și a diametrului maxim de un brâu cu verde și linii cu albastru-cobalt. | Muzeul de Etnografie, Brașov                        | Cimec    |
|      | Cană de vin                                        | Datare: 1891 Descoperit: jud. Brașov, com. Cața, Paloș Dimensiuni: H: 20 Material: lut; angobă; coloranți; smalț; modelat la roată; angobat; pictat cu pensula; pictat cu cornul; ardere oxidantă; smălțuit; ardere oxidantă                                                                                     | Cană de formă pântecoasă, gura rotundă cu "guler", toartă laterală, modelat la roată, angobat, decor amplasat pe toată suprafața cănii, cu albastru-cobalt ordonat în patru registre orizontale delimitate de linii concentrice și vălurite în "zig-zag" cu albastru-cobalt; la bază, motivul "tablă de șah"; în zona diametrului maxim motive fitomorfe și florale stilizate și anul 1891; în zona umerilor, motivul "tablă de șah" continuat de un registru cu motive fitomorfe. | Muzeul de Etnografie, Brașov                        | Cimec    |
|      | Cană de vin                                        | Datare: 1870 Dimensiuni: H: 21 Material: lut; angobă; coloranți; smalț; modelat la roată; pictat cu cornul; pictat cu pensula; ardere oxidantă; smălțuit; ardere oxidantă | Cană, formă pântecoasă, cu gura rotundă cu "guler", toartă laterală, modelat la roată, angobat, pictat, smălțuit; decor geometric și floral, amplasat pe toată suprafața, cu albastru cobalt, dispus în două registre orizontale, mărginite de linii și valuri; în zona diametrului maxim, decor floral (grupaje în acoladă cu buchet de flori- lalele, la mijloc) și inscripționat anul 1870; în zona gâtului, decor fitomorf (frunze) cu albastru cobalt. | Muzeul de Etnografie, Brașov                        | Cimec    |
|      | Furcă de tors                                      | Datare: 1867 Descoperit: jud. Brașov Material: lemn de brad tăiat, cioplit, crestat și pictat | Piesă confecționată dintr-o prăjină de lemn de brad tăiată, cioplită și crestată, de formă prismatică având diferite secțiuni (octogonală, pătrată, în trunchi de piramidă, cu muchii drepte și muchii teșite), acoperită pe toate suprafețele cu pigmenți de tempera (câmpuri de culoare compacte), motive decorative florale și fitomorfe stilizate și inscripțiile "PAULINE REINTH" și "1867". | Muzeul de Etnografie, Brașov                        | Cimec    |
|      | Scaun cu spătar                                    | Datare: 1843 Descoperit: jud. Brașov Dimensiuni: înălțime: 93 cm Material: lemn de brad tăiat, cioplit, găurit, fasonat, traforat și pictat | Confecționat din lemn de brad, alcătuit din patru picioare dispuse oblic (cioplite în formă de trunchi de piramidă octogonală), blat cu trei laturi traforate în linii curbe și spătar ușor înclinat, dintr-o scândură traforată pe contur și cu un orificiu oval la partea superioară. Conturul traforat al spătarului sugerează o siluetă antropomorfă. Blatul este pictat în tempera pe latura superioară, cu motive florale într-un contur ce urmărește conturul blatului dar pigmenții s-au șters prin uzură. Spătarul este pictat în tempera pe ambele laturi. Pe fațadă, într-un medalion central delimitat prin contur de linii curbe în formă de blazon, se află motive florale și vegetale (un buchet de flori și frunze). Pe dosul spătarului se află pictate două flori, iar între ele anul "1843". | Muzeul de Etnografie, Brașov                        | Cimec    |
|      | Scaun cu spătar                                    | Datare: 1860 Descoperit: jud. Brașov Dimensiuni: înălțime: 95 cm Material: lemn de brad tăiat, cioplit, găurit, fasonat, traforat și pictat | Piesă confecționată din lemn de brad; patru picioare oblice (în formă de trunchi de piramidă octogonală), fund cu trei laturi traforate în linii curbe și spătar ușor înclinat, dintr-o scândură traforată asimetric, cu traseu în curbe și contracurbe. Spătarul este pictat în tempera pe ambele laturi. Pe fațadă, într-un medalion central delimitat prin contur de linii curbe în formă de blazon, se află un buchet de flori și frunze. Pe dosul spătarului se află două inscripții, din perioade diferite. "JOHAN WEBER - 1860" și "SCHUSTER - 1910". | Muzeul de Etnografie, Brașov                        | Cimec    |
|      | Lădiță                                             | Datare: 1856 Descoperit: jud. Brașov Dimensiuni: înălțime: 31,5 cm Material: Scânduri de brad fasonate, îmbinate prin cuie din lemn și pictate în tempera, balamale din fier forjat | Piesă de formă paralelipipedică din scânduri de brad îmbinate prin cuie din lemn. Lateralele traforate la partea inferioară au rolul de picioare. Capacul are două balamale din fier forjat iar pe 3 laturi are pe cant șipci profilate. Fațada și capacul sunt pictate în tempera. Capacul are un chenar perimetral, câte un motiv vegetal la colțuri iar în centru un decor floral complex. La fațadă, între două chenare amplasate la extremități și patru elemente vegetale dispuse la colțuri, se află motivul decorativ principal, un buchet de flori flancat de două coronițe. La baza fațadei se află inscripția „1856” iar pe interiorul capacului inscripția „CATHARINA WEST 1856”. | Muzeul de Etnografie, Brașov                        | Cimec    |
|      | Lădiță                                             | Datare: 1692 Descoperit: jud. Brașov Dimensiuni: înălțime: 18 cm Material: Lemn de brad și tei, balamale, șild și cuie din fier, clei organic, pigmenți. | Piesă paralelipipedică din scânduri îmbinate în „coadă de rândunică”, alcătuită din pereți, capac, fund și o casetă interioară, 2 balamale și mască de broască (șild) din fier forjat. Șipci profilate pe 4 laturi în jurul fundului. La exterior, fațada, părțile laterale și capacul sunt decorate cu pictură în tempera. Pe un fond verde sunt dispuse câmpuri dreptunghiulare care conțin motive florale pe un fond roșu. Pe partea interioară a capacului se află inscripția pictată: „JOHANES SCHINCKER [...] 1692” și inscripția pirogravată „IS PG T”. Spatele cutiei este decorat cu linii ondulate albe pe un fond maron, iar capacul casetei interioare doar cu linii negre. Cromatica picturii este verde, roșu, galben, maron, alb, negru. | Muzeul de Etnografie, Brașov                        | Cimec    |
|      | Ladă                                               | Datare: 1673 Dimensiuni: înălțime: 23,5 cm Material: Lemn tăiat, fasonat, pictat și cu intarsii, fier forjat | Lădiță paralelipipedică din scânduri de tei și brad îmbinate în nut și feder, cu 8 colțare, 2 balamale și broască originală, funcțională, din fier forjat. Pe fațadă, laterale și pe capac sunt intarsii din blind de diverse esențe (frasin japonez, paltin, abanos și fag) în casete, cu motive geometrice. Dosul este vopsit în imitație de frasin japonez. Pe interiorul capacului se află inscripția pictată „Dehr [Der] zehg [zech] Herren gedechtnis [Gedächnis] Jacobus Moes: Johan: Blasi Michael Maurer Anno 1673”. (În traducere „Spre amintirea domnilor de breaslă Jacobus Moes, Johan Blasi, Michael Maurer, anul 1673”). | Muzeul de Etnografie, Brașov                        | Cimec    |
|      | Bufet                                              | Datare: 1835 Descoperit: jud. Brașov, com. Cața, Cața Dimensiuni: înălțime: 210 cm Material: scânduri de brad tăiate, fasonate, îmbinate cu cuie din lemn, pictate și accesorii (balamale, broască, cuie) din fier forjat                                                                                        | Trei corpuri suprapuse, toate având o volumetrie prismatică triunghiulară, confecționate din scânduri de brad îmbinate în cuie din lemn și clei. Bufet inferior cu poliță, ușă și sertar, bufet mijlociu cu o poliță și 2 uși cu ochiuri de geam și corp superior cu rol decorativ. Corpul inferior și cel mijlociu au elemente decorative din lemn cu profilaturi. Toate corpurile sunt pictate în întregime pe fațadă, iar corpul mijlociu și în interior, în tempera, cu pensula. Decorul constă în motive florale (buchete, buchete în glastră) și vegetale dispuse în casete (câmpuri pătrate și dreptunghiulare delimitate prin linii colorate). Pe tavanul interior al corpului mijlciu este reprezentat ochiul în triunghiul divin. Inscripții: "ANNO" (corp sup), "MICHAEL MARKUS" (corp mijlociu), "1835" și "SARA JACOBINI IN ANNO 1835" (corp inf). | Muzeul de Etnografie, Brașov                        | Cimec    |
|      | Ladă de zestre                                     | Datare: 1755 Descoperit: jud. Brașov, com. Măieruș, Măieruș Dimensiuni: înălțime: 51 cm Material: lemn de brad, acesorii din fier; tăiat, fasonat, pictat, forjat | Ladă din scânduri de brad îmbinate în coadă de rândunică, alcătuită din fund, patru pereți și capac. Capacul are două balamale și broască din fier forjat cu șild, iar pe trei canturi are șipci prinse cu cuie de lemn. În interior se află o casetă din scânduri, pentru păstrat acte și valori. Fațada și pereții laterali sunt pictate în tempera. Pereții laterali sunt pictați cu elemente vegetale și florale dispuse în axe diagonale și între acestea. Pe fațadă se află un decor cu arcade semicirculare cu bolțari, în care sunt reprezentate buchete de flori; deasupra arcadelor sunt figurate tot buchete de flori și inscripția "1755". | Muzeul de Etnografie, Brașov                        | Cimec    |
|      | Ladă de zestre                                     | Datare: sf. sec. XVIII - înc. sec. XIX Descoperit: jud. Brașov, com. Bunești, Criț Dimensiuni: înălțime: 34 cm Material: Lemn de brad, balamale, broască și cuie din fier, chit, vopsele de tempera | Ladă paralelipipedică din scânduri de brad îmbinate în coadă de rândunică, alcătuită din fund, patru pereți și capac. Capacul are două balamale și broască din fier forjat cu șild, iar pe trei canturi are șipci prinse cu cuie de lemn. În interior se află o casetă din scânduri, pentru păstrat acte și valori. Fațada și pereții laterali sunt pictate în tempera pe suport de chit. Pe fațadă, la extremități sunt două câmpuri verticale decorate cu elemente vegetale și florale albe pe fond bleu. Central, în două câmpuri în acoladă sunt reprezentate două biserici între copaci, mărginite de trei buchete de flori și surmontate de vrejuri și panglici stilizate. Pe pereții laterali sunt trasate două linii în diagonală iar între ele buline. Cromatica picturii: galben, alb, roz, roșu, verde, bleu, brun. | Muzeul de Etnografie, Brașov                        | Cimec    |
|      | Bufet                                              | Datare: 1815 Descoperit: jud. Brașov Dimensiuni: înălțime: 200 cm Material: lemn de brad, fier; tăiat, fasonat, traforat, îmbinat, pictat; forjare | Corp prismatic de secțiune triunghiulară, din scânduri îmbinate în cuie de fier și de lemn, cu două compartimente suprapuse, fiecare prevăzut cu o ușă prinsă în balamale din fier (cel inferior cu broască, cel superior cu foraibăr). La partea superioară are un fronton de factură barocă în curbe și contracurbe, cu elemente din lemn profilate. Pe fațadă, ușa inferioară (cu două casete ușor adâncite) este flancată de două semicolonete fusiforme adosate, din lemn strunjit, cu bază și capitel sculptat. Întreaga fațadă este decorată cu pictură în tempera, cu motive decorative florale și vegetale (buchete și vaze cu flori) dispuse simetric și inscripția "1815". Cromatica picturii este verde, maron, roșu, galben, ocru, alb și negru. | Muzeul de Etnografie, Brașov                        | Cimec    |
|      | Bufet                                              | Datare: 1826 Descoperit: jud. Brașov, com. Homorod, Homorod Dimensiuni: înălțime: 219 cm Material: Piesă alcătuită din bufet și stelaj; lemn tăiat și fasonat, fier forjat, pigmenți pictați în tempera | Piesă alcătuită din bufet și stelaj, din scânduri de brad îmbinate în coadă de rândunică și cuie din lemn, cu balamale și broască din fier forjat. Decor pictat în culori de tempera. Bufetul are o ușă centrală și un sertar, stelajul are două polițe și un fronton. Pe ușa bufetului, în casetă, se află pictată o glastră cu un buchet de flori. Ușa este flancată de două casete cu ghirlande de flori, frunze și fructe. Frontonul are un element central alcătuit diverse flori, flancat de două lalele. Scândura curbată de la baza frontonul are pictate două buchete de flori, două ramuri cu frunze și inscripția „1826”. Cromatica picturii este bleumarin, albastru, roșu, portocaliu, galben, verde, alb, brun, negru. | Muzeul de Etnografie, Brașov                        | Cimec    |
|      | Bufet                                              | Datare: 1854 Descoperit: jud. Sibiu, com. Merghindeal, Dealu Frumos Dimensiuni: înălțime: 200 cm Material: O piesă ce include bufetul propriu-zis și stelajul; din scânduri de brad tăiate, fasonate, îmbinate în coadă de rândunică și cuie de lemn, pictate în tempera; elemente de feronerie forjate          | Piesă confecționată din scânduri îmbinate în coadă de rândunică, în cuie de lemn și încleiate; bufetul propriu-zis are 2 polițe interioare, o ușă centrală și 3 sertare, iar stelajul are 3 polițe cu șipci traforate și profilate și un fronton curbat de factură barocă. La fațadă piesa este pictată în întregime în culori policrome de tempera. Pe bufet sunt buchete de flori (trandafiri, lalele, lăcrămioare) dispuse în 6 casete iar pe cele 3 sertare sunt elemente fitomorfe stilizate și inscripția „1854”. Pe stelaj, pe fond alb este pictată o rețea de baghete între care se află grupuri de câte 5 puncte (unul central roșu și 4 negre sau galbene); șipcile polițelor sunt vopsite în albastru, roșu și verde iar șipcile de sus sunt vopsite în albastru, alb și roșu. | Muzeul de Etnografie, Brașov                        | Cimec    |
|      | Furcă de tors                                      | Datare: 1892 Descoperit: jud. Brașov, com. Hărman, Hărman Material: lemn de brad tăiat, cioplit, crestat, strunjit și pictat | Piesă confecționată dintr-o prăjină de lemn de brad tăiată, cioplită, crestată, strunjită, de formă prismatică având diferite secțiuni (octogonală, pătrată, circulară, în trunchi de piramidă, cu muchii drepte și muchii teșite), acoperită pe toate suprafețele cu pigmenți de tempera (câmpuri de culoare compacte, motive decorative florale și fitomorfe stilizate) și inscripțiile "ROSA MUERTH" și "1892". | Muzeul de Etnografie, Brașov                        | Cimec    |
|      | Bufet                                              | Datare: 1845 Descoperit: jud. Brașov, com. Bunești, Criț Dimensiuni: înălțime: 243,5 cm Material: Lemn de molid tăiat, fasonat, traforat, îmbinat, pictat, fier forjat, pigmenți tempera | Bufet cu stelaj din scânduri de brad îmbinate în coadă de rândunică, cu fațada decorată în manieră barocă și pictată în întregime. Bufetul are o ușă curbată decorată cu elemente florale și vegetale în casete pătrate, flancată de alte câmpuri ornamentale dispuse în casete și în afara acestora. Stelajul cu 4 polițe are la partea superioară un fronton traforat în curbe și contracurbe, cu un medalion central ovoidal. Fațada este pictată în întregime cu elemente florale și vegetale, iar la partea inferioară sunt patru casete dreptunghiulare ce poartă inscripția „PAVLUS MARTINI ANNO 1845”. Cromatica picturii este ocru, galben, roșu, albastru, maron, alb, verde, brun. | Muzeul de Etnografie, Brașov                        | Cimec    |
|      | Armuroi                                            | Datare: 1843 Descoperit: jud. Brașov, com. Bunești, Criț Dimensiuni: înălțime: 168 cm Material: scânduri de brad tăiate, fasonate, traforate, îmbinate în coadă de rândunică și în cuie de lemn, pictat în tempera                                                                                               | Confecționat din scânduri de brad, de formă paralelipipedică aplatizată, armuroiul se monta într-o nișă având aparența unui panou pictat de mari dimensiuni, care conține la partea inferioară un sertar, deasupra lui o ușă (la polița din nișă) iar la partea superioară are cuie de agățat cancee și un mic stelaj dominat de un fronton cu traseu curbiliniu. Fațada este în întregime acoperită cu pictură în tempera, în casete dreptunghiulare și pătrate, în care sunt reprezentate flori și buchete de flori. În partea superioară, tot în casetă, este inscripția pictată "P M 1843". | Muzeul de Etnografie, Brașov                        | Cimec    |
|      | Armuroi                                            | Datare: 1902 Descoperit: jud. Brașov, com. Cața, Paloș Dimensiuni: înălțime: 101 cm Material: lemn de brad, fier; tăiat, fasonat, cioplit, îmbinat, pictat, forjat | Panou din scânduri de brad prevăzut cu o ușă dispusă central, prinsă în balamale din fier forjat, iar la partea superioară cu 5 cârlige din fier și cu o poliță din lemn având o pazie decorată prin cioplire. Întreaga fațadă este decorată cu pictură în tempera, cu motive florale și fitomorfe; doar pe ușă se află un buchet de flori în chenar (casetă). | Muzeul de Etnografie, Brașov                        | Cimec    |
|      | Pat înalt                                          | Datare: 1896 Descoperit: jud. Brașov, com. Cața, Cața Dimensiuni: înălțime: 177,5 Material: scânduri de brad tăiate, traforate, fasonate, pictate și îmbinate | Confecționat din scânduri de brad, are 4 picioare incluse în două căpătâie, un blat și două sertare (cel inferior pentru dormit, celălalt pentru așternuturi), îmbinte în nut și feder și cuie de fier. Căpătâiele au la partea superioară un contur în curbe și contracurbe de factură barocă, realizat prin traforare. Căpătâiul mai înalt și fațada lungă sunt decorate în întregime cu pictură în tempera policromă, dispusă în casete. Pe căpătâi se află un câmp inferior cu flori cu 4 petale dispuse într-o rețea de linii oblice, un câmp median cu 3 buchete de flori iar sus un buchet în glastră flancat de alte două buchete. Pe fațadă, sertarul inferior are buchete de flori dispuse în 3 casete și altele între acestea, iar jos inscripția "ANNO 1896", iar sertarul superior are 4 buchete dispuse în casete. | Muzeul de Etnografie, Brașov                        | Cimec    |
|      | Masă cu ladă                                       | Datare: 1852 Descoperit: jud. Brașov, com. Cața, Cața Dimensiuni: înălțime: 85 cm Material: lemn de brad tăiat, fasonat, traforat și pictat | Confecționată din scânduri de brad, are două tălpi, două laterale, între laterale un dulăpior cu ușă fix și un sertar mare glisant. Lateralele susțin blatul, sub care glisează două sertare mici. Este pictat pe o parte (fațada) în tempera, cu pensula. Pe ușa dulapului este un buchet de flori, iar pe părțile laterale este inscripția "18-52". Pe capacul sertarului median sunt de asemenea flori. | Muzeul de Etnografie, Brașov                        | Cimec    |
|      | Canceu                                             | Datare: 2/2 sec. XIX Descoperit: jud. Sibiu, com. Arpașu de Jos Dimensiuni: H: 21 cm Material: lut; angobă; coloranți; smalț; modelat la roată; pictat cu cornul; ardere oxidantă; smălțuit | Canceu, lut, modelat la roată, aplicare toartă, angobat, pictat cu cornul cu albastru cobalt, smălțuit, ardere oxidantă, formă zveltă; buza evazată; decor amplasat pe toată suprafața de la diametrul maxim până la buză în trei registre orizontale delimitate de linii concentrice: la diametrul maxim, central, motive florale și fitomorfe stilizate. Folosit la decorarea interiorului țărănesc. | Colecții particulare, Brașov                        | Cimec    |
|      | Canceu                                             | Datare: 2/2 sec. XIX Descoperit: jud. Sibiu, com. Arpașu de Jos Dimensiuni: H: 25 cm Material: lut; angobă; coloranți; smalț; modelat la roată; pictat cu pensula; pictat cu cornul; ardere oxidantă; smălțuit                                                                                                   | Canceu, lut, modelat la roată, aplicat toartă, angobat, pictat cu cornul cu albastru cobalt, formă zveltă, gât scurt, buză evazată; decor amplasat de la diametrul maxim până la buză, în trei registre orizontale, baza fără decor; decorul principal format din patru registre verticale cu motive florale și fitomorfe stilizate: frunze, crini. Folosit la decorarea interiorului țărănesc. | Colecții particulare, Brașov                        | Cimec    |
|      | Canceu                                             | Datare: 1/2 sec. XIX Descoperit: jud. Brașov, Brașov Dimensiuni: H: 24 cm Material: lut; angobă; coloranți; smalț; modelat la roată; pictat cu pensula; pictat cu cornul; ardere oxidantă; smălțuit | Canceu, lut, modelat la roată, aplicare toartă, angobat, pictat cu cornul și cu pensula cu albastru cobalt; ardere oxidantă, smălțuit, ardere oxidantă; formă pântecoasă; decor amplasat pe toată suprafața, dispus în două registre verticale cu motive florale: vrejuri cu floarea soarelui și frunze; partea inferioară separată de cea superioară printr-o linie ondulată, este decorată cu motive fitomorfe stilizate. Utilizat la decorarea interiorului țărănesc. | Colecții particulare, Brașov                        | Cimec    |
|      | Canceu                                             | Datare: 1/2 sec. XIX Descoperit: jud. Brașov, Brașov Dimensiuni: H: 18,3 cm Material: lut; angobă; coloranți; smalț; modelat la roată; pictat cu pensula; pictat cu cornul; ardere oxidantă; smălțuit | Canceu, lut, modelat la roată, aplicat toartă, angobat, pictat cu cornul și cu pensula cu albastru cobalt; formă pântecoasă; decor amplasat pe toată suprafața de la diametrul maxim până la buză, dispus în patru registre orizontale delimitate de linii concentrice și vălurite; la diametrul maxim și buză motivul tabla de șah (Damier) intercalate de două registre cu motive florale stilizate: lalele și crini. Utilizat la decorarea interiorului țărănesc. | Colecții particulare, Brașov                        | Cimec    |
|      | Canceu                                             | Datare: 1/2 sec. XIX Descoperit: jud. Brașov, Brașov Dimensiuni: H: 19,5 cm Material: lut; angobă; coloranți; smalț; modelat la roată; pictat cu cornul; ardere oxidantă; smălțuit | Canceu, lut, modelat la roată, aplicare toartă, angobat, pictat cu cornul și cu pensula cu albastru cobalt, ardere oxidantă, smălțuit alb-gălbui, ardere oxidantă. Decor amplasat pe toată suprafața, dispus în cinci registre orizontale; la buză și la gât motivul tablei de șah (Damier); diametrul maxim decorat cu motive florale stilizate: lalele și crini. Utilizat la decorarea interiorului țărănesc. | Colecții particulare, Brașov                        | Cimec    |
|      | Canceu                                             | Datare: 1/2 sec. XIX Descoperit: jud. Brașov, Brașov Dimensiuni: H: 22 cm Material: lut; angobă; coloranți; smalț; modelat la roată; pictat cu cornul; pictat cu pensula; ardere oxidantă; smălțuit | Canceu, lut, modelat la roată, aplicat toartă, angobat, pictat cu cornul și cu pensula cu albastru cobalt, ardere oxidantă, smălțuit alb-gălbui, ardere oxidantă; formă zveltă, gât alungit, gură evazată; decor amplasat de la diametrul maxim până la buză într-un registru delimitat de linii concentrice realizate cu albastru cobalt și ocru: spre bază decor "tabla de șah" cu brun, central motiv decorativ avimorf (pasăre) mărginit de motive florale și fitomorfe stilizate; fond alb-gălbui cu albastru cobalt, brun, verde, ocru. Folosit la decorarea interiorului țărănesc. | Colecții particulare, Brașov                        | Cimec    |
|      | Farfurie                                           | Datare: Sf. sec. XVIII Descoperit: jud. Brașov, Brașov Dimensiuni: H: 5 cm Material: lut; angobă; coloranți; smalț; modelat la roată; pictat cu cornul; ardere oxidantă; smălțuit | Farfurie din lut, modelată la roată, angobată, decor pictat cu cornul cu albastru cobalt, ardere oxidantă, smălțuită alb-gălbui, ardere oxidantă; decor floral stilizat amplasat pe toată suprafața, central decor dispus radial (lalele și garoafe); bordura marcată de două linii concentrice cu motive florale și fitomorfe; ghirlandă cu lalele. Utilizat la decorarea interiorului țărănesc. | Colecții particulare, Brașov                        | Cimec    |
|      | Farfurie                                           | Datare: Sf. sec. XVIII - înc. sec. XIX Descoperit: jud. Brașov, Brașov Dimensiuni: H: 4,5 cm Material: lut; angobă; coloranți; smalț; modelat la roată; pictat cu pensula; ardere oxidantă; smălțuit | Farfurie din lut, modelată la roată, angobată, decor pictat cu pensula cu albastru cobalt, ardere oxidantă, smălțuită alb-gălbui, ardere oxidantă; decor amplasat pe fundul farfuriei și pe bordură cu albastru cobalt; central motive florale și fitomorfe stilizate: lalele și frunze, bordura cu motive florale: lalele și crini. Utilizat la decorarea interiorului țărănesc. | Colecții particulare, Brașov                        | Cimec    |
|      | Canceu                                             | Datare: 2/2 sec. XIX Descoperit: jud. Sibiu, com. Arpașu de Jos, Nou Român Dimensiuni: H: 22 cm Material: lut; angobă; coloranți; smalț; modelat la roată; pictat cu cornul; pictat cu pensula; ardere oxidantă; smălțuit                                                                                        | Canceu, lut, modelat la roată, aplicare toartă, angobat, pictat cu cornul și cu pensula cu albastru cobalt, smălțuit alb, ardere oxidantă; formă zveltă, gât alungit; decor amplasat de la diametrul maxim până la buză pe toată suprafața în trei frize orizontale delimitate prin linii concentrice; motive florale și fitomorfe stilizate; folosit pentru decorarea interiorului țărănesc. | Muzeul de Etnografie, Brașov                        | Cimec    |
|      | Lopățică                                           | Datare: Sf. sec. XIX - înc. sec. XX Descoperit: jud. Brașov, Brașov Dimensiuni: H: 4,5 cm Material: lemn; frasin; coloranți; strunjit; sculptat; pictat | Lopățică de lemn de frasin de formă dreptunghiulară, cioplit, strunjit, găurit, pictat policrom, lăcuit. Mânerul cu elemente strunjite, terminat cu o figură antropomorfă sculptată și pictată cu negru, roz, oranj, alb, roșu; lopățica cu marginile alveolate, pictată pe ambele fețe cu motive geometrice stilizate (rozete); fond vopsit cu portocaliu. Recuzită ritualică purtată de borițași în timpul jocului. Piesa este incompletă. | Colecții particulare, Brașov                        | Cimec    |
|      | Pieptar femeiesc Autor: Cojocărița, Sift (?)       | Datare: Înc. sec. XX Descoperit: jud. Brașov, com. Cața, Paloș Material: blană; mătase; pojiță; meșină; ață; nasturi; argăsit; tăbăcit; croit; ștanțat; aplicații; cusut; încheiat cu acul; brodat după desen | Pieptar descheiat în față, închis cu un singur nasture de piele în talie, fără mâneci, răscroiala adâncă, foarte evazat din talie prin introducerea unor clini laterali, spre spate. Pieptarul este decorat pe față și pe spate cu pojiță albă, aplicată pe poale, față și spate și pe piepți cu ață neagră, la poale bordată cu blană neagră și colțișori din meșină verde; paspoal din piele roșu închis la gât, pe piepți până în talie și la răscroiala mânecii și colțișori ștanțați din meșină roșie și verde; pe piepți, aplicații de blană neagră astrahan conturate de colțișori ștanțați din meșină verde. Decor în registre verticale înguste realizate din fâșii împletite din piele. | Muzeul de Etnografie, Brașov                        | Cimec    |
|      | Pieptar bărbătesc Autor: Christiani, Martin (?)    | Datare: Sf. sec. XIX - înc. sec. XX Descoperit: jud. Brașov, com. Racoș, Mateiaș Material: blană; astrahan; mătase; pojiță; meșină; ață; nasturi piele; argăsit; tăbăcit; croit; ștanțat; aplicații; cusut | Pieptar înfundat, încheiat pe umăr și pe partea laterală stângă cu nasturi de piele (patru lateral și unul pe umăr), fără mâneci, puternic răscroit sub braț, în talie ușor evazat cu șlițuri în părți, la gât, mâneci și lateral, paspoal din meșină roșu-vișiniu cu decor ștanțat. La gât și la poale blană neagră de astrahan. Liniile croiului sunt marcate de bucăți late din pojiță cu fâșii înguste împletite intercalate de culoare neagră și roșu închis. | Muzeul de Etnografie, Brașov                        | Cimec    |
|      | Pieptar femeiesc Autor: Cojocărița, Sift (?)       | Datare: Înc. sec. XX Descoperit: jud. Brașov, com. Rupea, Rupea Material: blană; astrahan; mătase; pojiță; meșină; ață; nasture; argăsit; tăbăcit; croit; ștanțat; aplicații; cusut; încheiat cu acul; broderie plină după desen                                                                                 | Pieptar descheiat în față, închis cu un singur nasture de piele în talie, fără mâneci, evazat din talie prin introducerea unor clini laterali. La poale și pe piept aplicată pojiță albă cusută cu ață neagră, mărginită de colțișori și astrahan negru; la gât, pe piepți până în talie și la răscroiala mânecii paspoal din piele roșie. Pe piept decor în registre verticale înguste realizate din fâșii împletite din piele verde, albă și maron și broderie cu mătase policromă, mărginite de aplicații de piele maron sub formă de colțișori. Decorul se continuă cu aplicații de rozete din aceeași piele intercalate de motive florale (buchet). | Muzeul de Etnografie, Brașov                        | Cimec    |
|      | Pieptar bărbătesc Autor: Christiani, Martin (?)    | Datare: Sf. sec. XIX - înc. sec. XX Descoperit: jud. Brașov, com. Racoș, Mateiaș Material: blană; imitație astrahan; mătase; pojiță; meșină; ață; nasturi; argăsit; tăbăcit; croit; ștanțat; aplicații; cusut; brodat după desen                                                                                 | Pieptar înfundat, încheiat pe umăr și pe partea laterală stângă cu nasturi de piele (trei lateral și unul pe umăr), fără mâneci, puternic răscroit la umeri, în talie ușor evazat cu șlițuri în părți; la gât, mâneci și lateral, paspoal din meșină roșu-vișiniu cu colțișori ștanțați; la gât imitație de astrahan, poalele tivite cu blană neagră și meșină verde. Linia croiului este marcată de bucăți late de pojiță cu fâșii înguste împletite intercalate de culoare neagră și roșie închis. Pe față este aplicat un buzunar dispus în partea dreaptă jos, care se continuă cu o bandă orizontală brodată policrom. | Muzeul de Etnografie, Brașov                        | Cimec    |
|      | Pieptar femeiesc Autor: Cojocărița, Sift (?)       | Datare: Înc. sec. XX Descoperit: jud. Brașov, com. Cața, Paloș Material: blană; astrahan; mătase; pojiță; meșină; ață; nasturi; argăsit; tăbăcit; croit; ștanțare; aplicații; cusut; încheiat cu acul; brodat după desen                                                                                         | Pieptar descheiat în față, închis cu un singur nasture de piele în talie, fără mâneci, răscroiala adâncă, foarte evazat din talie prin introducerea unor clini laterali, spre spate. Pieptarul este decorat pe față și pe spate cu pojiță albă, aplicată pe poale, inclusiv pe piept; paspoal din piele roșu închis la gât, pe piepți până în talie și la răscroiala mânecii și colțișori ștanțați din piele roșie; aplicații de blană neagră astrahan la gât, piept și poale. Pe piept decor în registre verticale înguste realizate din fâșii împletite din piele verde, maron și broderie cu mătase roșie, albastră, neagră, galbenă, verde. | Muzeul de Etnografie, Brașov                        | Cimec    |
|      | Pieptar bărbătesc Autor: Christiani, Martin (?)    | Datare: Sf. sec. XIX - înc. sec. XX Descoperit: jud. Brașov, com. Cața, Paloș Material: blană; astrahan; mătase; pojiță; meșină; bumbac mercerizat; ață; nasturi; argăsit; tăbăcit; croit; ștanțare; aplicații; cusut; încheiat cu acul; brodat după desen                                                       | Pieptar înfundat, deschis pe umăr și pe partea laterală stângă cu nasturi de piele (trei lateral și unul pe umăr), fără mâneci, puternic răscroit sub braț și la gât, în talie ușor evazat cu șlițuri în părți; la gât, mâneci și lateral, paspoal din meșină roșie cu colțișori ștanțați, de jur împrejur bucăți aplicate din pojiță albă, lateral cu fâșii intercalate roșu și negru; la gât și poale aplicație de blană astrahan neagră (în prezent dispărută). În dreptul taliei, în partea dreaptă, buzunar din piele roșie decorat cu fâșii împletite verde și negru, continuat cu o bandă. | Muzeul de Etnografie, Brașov                        | Cimec    |
|      | Pieptar femeiesc Autor: Christiani, Martin (?)     | Datare: Sf. sec. XIX - înc. sec. XX Descoperit: jud. Brașov, com. Ungra, Ungra Material: blană de oaie albă și neagră; imițație astrahan din lână; pojiță; meșină; mătase; ață; bumbac mercerizat; nasturi piele; argăsit; tăbăcit; croit; ștanțare; aplicații blană; cusut; încheiat cu acul; brodat după desen | Pieptar înfundat, încheiat pe umăr și pe partea laterală stângă cu nasturi de piele (trei lateral și unul pe umăr), fără mâneci, puternic răscroit la umeri, în talie ușor evazat cu șlițuri în părți; la gât, mâneci și lateral, paspoal din meșină roșu-vișiniu cu decor ștanțat; la gât imitație de astrahan (țesătură din lână), poalele tivite cu blană neagră și meșină verde. Linia croiului este marcată de bucăți late de pojiță albă cu fâșii înguste împletite din meșină neagră și roșie închis. Pe față este aplicat un buzunar dispus în partea dreaptă jos, din meșină roșie-vișinie cu aplicație de pojiță maro și verde împletită. | Muzeul de Etnografie, Brașov                        | Cimec    |
|      | Pieptar bărbătesc Autor: Christiani, Martin (?)    | Datare: Sf. sec. XIX - înc. sec. XX Descoperit: jud. Brașov, com. Ungra, Ungra Material: blană; mătase; pojiță; meșină; bumbac mercerizat; ață; nasturi piele; argăsit; tăbăcit; croit; vopsit; aplicații; cusut; încheiat cu acul; brodat după desen                                                            | Pieptar înfundat, încheiat pe umăr și pe partea laterală stângă cu nasturi din piele, fără mâneci, puternic răscroit la gât și mâneci, în talie ușor evazat, două șlițuri. La gât, mâneci și lateral, paspoal din meșină roșie și colțișori ștanțați. De jur împrejur bucăți aplicate din pojiță albă, lateral cu fâșii împletite din meșină roșie și neagră. La gât și poale aplicație din blană de miel neagră. În dreptul taliei, buzunar dispus în partea dreaptă față din piele roșie, cu fâșii din meșină verde și neagră, continuat cu o bandă orizontală brodată cu bej, roșu și verde cu decor floral brodat policrom de o parte și de alta. În zona mediană decor floral mic, brodat. | Muzeul de Etnografie, Brașov                        | Cimec    |
|      | Pieptar bărbătesc Autor: Christiani, Martin (?)    | Datare: Sf. sec. XIX - înc. sec. XX Descoperit: jud. Brașov, com. Racoș, Mateiaș Material: blană; astrahan; mătase; pojiță; meșină; ață; nasturi; argăsit; tăbăcit; croit; încheiat cu acul; brodat după desen                                                                                                   | Pieptar înfundat, deschis pe umăr și pe partea laterală stângă cu nasturi de piele (patru lateral și unul pe umăr), fără mâneci, puternic răscroit sub braț și la gât, în talie ușor evazat cu șlițuri în părți; la gât, mâneci și lateral, paspoal din meșină roșu-vișiniu și colțișori cu decor ștanțat. La gât și la poale blană astrahan neagră și colțișori din meșină verde. Linia croiului este marcată de bucăți late de pojiță albă decorată cu fâșii înguste împletite de culoare neagră și roșie închis. Talia este marcată de un buzunar asimetric din piele maron decorat cu pojiță împletită verde și negru. | Muzeul de Etnografie, Brașov                        | Cimec    |
|      | Pieptar bărbătesc Autor: Christiani, Martin (?)    | Datare: 1873 Descoperit: jud. Brașov, com. Rupea, Rupea Material: blană; lânică; pojiță; meșină; ață; nasturi; metal; paiete; pânză; carton; argăsit; tăbăcit; croit; ștanțat; aplicații; brodat după desen | Pieptar desfundat, închis în față cu cinci nasturi metalici, fără mâneci, răscroială adâncă, șlițuri mici în mijlocul spatelui și lateral. Linia croiului este subliniată de paspoal și colțișori ștanțați din piele maron repusată în dungi; pe piept și de jur împrejur aplicații de pojiță albă perforată, sub care s-au introdus meșina și pânza colorată. Fenta de pe partea stângă a pieptului este din piele maron cu perforații și decupaje cu pânză roz dispuse alternativ. Buzunare dispuse lateral pe suprafața pieptului, cu clapa în formă de acoladă din piele maron și decor din colțișori ștanțați și nasturi metalici. Deasupra buzunarelor aplicații din piele. | Muzeul de Etnografie, Brașov                        | Cimec    |
|      | Pieptar bărbătesc Autor: Christiani, Martin (?)    | Datare: Sf. sec. XIX - înc. sec. XX Descoperit: jud. Brașov, com. Racoș, Mateiaș Material: blană; mătase; muline; pojiță; meșină; ață; nasturi; argăsit; tăbăcit; croit; ștanțat; aplicații; fâșii împletite; cusut; încheiat cu acul; brodat după desen                                                         | Pieptar înfundat, încheiat pe umăr și pe partea laterală stângă cu nasturi de piele (patru lateral și unul pe umăr), fără mâneci, puternic răscroit sub braț și la gât, în talie ușor evazat cu șlițuri în părți; la gât, mâneci și lateral, paspoal din meșină roșu-vișiniu și colțișori ștanțați. La gât și la poale aplicație blană neagră de astrahan. Linia croiului este marcată de bucăți late de pojiță decorate cu fâșii înguste împletite de culoare neagră și roșu închis. În dreptul taliei, buzunar aplicat din meșină vopsită maron-roșu cu decor din fâșii de piele împletite verde și negru și colțișori. | Muzeul de Etnografie, Brașov                        | Cimec    |
|      | Pieptar bărbătesc Autor: Christiani, Martin (?)    | Datare: Sf. sec. XIX - înc. sec. XX Descoperit: jud. Brașov, com. Racoș, Mateiaș Material: blană; astrahan; mătase; pojiță; meșină; ață; nasturi; argăsit; tăbăcit; croit; ștanțat; aplicații; cusut; încheiat cu acul; brodat după desen                                                                        | Pieptar înfundat, deschis pe umăr și pe partea laterală stângă, închis cu nasturi de piele (patru lateral și unul pe umăr), fără mâneci, puternic răscroit sub braț și la gât, în talie ușor evazat cu șlițuri în părți; la gât, mâneci și lateral, paspoal din piele roșie cu colțișori ștanțați. La gât și la poale aplicație blană neagră de astrahan. Pe părțile laterale de jur împrejur aplicații de pojiță albă lată cu fâșii împletite intercalate negru și roșu. În dreptul taliei, în partea dreaptă, buzunar aplicat din piele roșie cu decor din fâșii împletite din pojiță verde și neagră. | Muzeul de Etnografie, Brașov                        | Cimec    |
|      | Pieptar femeiesc Autor: Christiani, Martin (?)     | Datare: Sf. sec. XIX - înc. sec. XX Descoperit: jud. Brașov, com. Racoș, Mateiaș Material: blană; imitație astrahan; mătase; pojiță; meșină; ață; nasturi piele; argăsit; tăbăcit; croit; ștanțat; aplicații; cusut; încheiat cu acul; brodat după desen                                                         | Pieptar înfundat, deschis pe umăr și pe partea laterală stângă, închis cu nasturi de piele (trei lateral și unul pe umăr), fără mâneci, puternic răscroit sub braț și la gât, în talie ușor evazat cu șlițuri în părți; la gât, mâneci și lateral, paspoal din meșină roșie și colțișori ștanțați. De jur împrejur aplicații de pojiță albă cu fâșii intercalate din meșină neagră și roșie. La gât aplicație de țesătură imitație astrahan. În dreptul taliei, în partea dreaptă, buzunar aplicat din piele roșie decorat cu fâșii împletite din pojiță verde și neagră, continuat cu o bandă orizontală brodată policrom și decor floral de o parte și de alta. În zona mediană două buchete. | Muzeul de Etnografie, Brașov                        | Cimec    |
|      | Pieptar femeiesc Autor: Christiani, Martin (?)     | Datare: Sf. sec. XIX - înc. sec. XX Descoperit: jud. Brașov, com. Racoș, Mateiaș Material: blană; astrahan; mătase; pojiță; lână; bumbac; ață; nasturi; piele; argăsit; tăbăcit; croit; ștanțat; aplicații; cusut; încheiat cu acul; brodat după desen                                                           | Pieptar înfundat, deschis pe umăr și pe partea laterală stângă, închis cu nasturi de piele (trei lateral și unul pe umăr), fără mâneci, puternic răscroit sub braț și la gât, în talie ușor evazat cu șlițuri în părți; la gât, mâneci și lateral, paspoal din meșină roșie și colțișori ștanțați. De jur împrejur aplicații de pojiță albă cu fâșii intercalate din meșină neagră și roșie, iar la gât aplicație de astrahan. În dreptul taliei, în partea dreaptă, buzunar aplicat din piele roșie decorat cu fâșii împletite verde și negru, se continuă cu o bandă. | Muzeul de Etnografie, Brașov                        | Cimec    |
|      | Pieptar femeiesc Autor: Popeneciu, Ioan            | Datare: 2/4 sec. XX Descoperit: jud. Brașov, com. Hoghiz, Cuciulata Material: blană; piele; pojiță; lână; bumbi de metal; ață; argăsit; tăbăcit; croit; ștanțat; cusut; încheiat cu acul; încheiat cu mașina; broderie plină; brodat după desen                                                                  | Pieptar de femeie, scurt până în talie, evazat, descheiat în față, închis cu patru nasturi din metal, fără mâneci și puternic răscroit. De jur împrejur paspoal din piele verde și pojiță albă care marchează liniile croiului. În talie, bordură din fâșie de blană întoarsă, continuată în spate cu trei lobi decupați; partea aceasta care stă întoarsă poartă denumirea de flintic. Pe muchia ce se formează la îndoitură este cusută o fâșie de meșină verde. În față, în partea de jos, simetric, două buzunare din piele verde cu aplicații din meșină roșie. Deasupra lor, lateral și spre spate, simetric, brodat decor floral amplu (bujori). | Muzeul de Etnografie, Brașov                        | Cimec    |
|      | Pieptar femeiesc Autor: Popeneciu, Ioan            | Datare: 2/4 sec. XX Descoperit: jud. Brașov, com. Comana de Jos, Comana de Sus Material: blană; piele; pojiță; lână; bumbi de metal; ață; argăsit; tăbăcit; croit; ștanțat; cusut; încheiat cu acul; încheiat cu mașina; broderie plină; brodat după desen                                                       | Pieptar de femeie, scurt până în talie, evazat, descheiat în față, închis cu patru nasturi din metal, fără mâneci și puternic răscroit. De jur împrejur paspoal din piele maro și pojiță albă care marchează liniile croiului. În talie, bordură din fâșie de blană întoarsă, continuată în spate cu trei lobi decupați; partea aceasta care stă întoarsă poartă denumirea de flintic, este paspoalată cu o fâșie de meșină verde. În față, în partea de jos, simetric, două buzunare din piele maro cu aplicații din meșină roșie și decor geometric cusut cu mov și ciclam. Deasupra lor, lateral și spre spate, simetric, brodat decor floral amplu în culori. | Muzeul de Etnografie, Brașov                        | Cimec    |
|      | Pieptar femeiesc Autor: Popeneciu, Ioan            | Datare: 2/4 sec. XX Descoperit: jud. Brașov, com. Comana de Jos, Comana de Sus Material: blană; piele; pojiță; lână; bumbi de metal; ață; argăsit; tăbăcit; croit; ștanțat; cusut; încheiat cu acul; încheiat cu mașina; broderie plină; brodat după desen                                                       | Pieptar de femeie, scurt până în talie, evazat, descheiat în față, închis cu patru nasturi din metal ștanțat, fără mâneci și puternic răscroit. De jur împrejur paspoal din piele maro și pojiță albă care marchează liniile croiului. În talie, bordură din fâșie de blană întoarsă, continuată în spate cu trei lobi decupați; partea aceasta care stă întoarsă poartă denumirea de flintic, este paspoalată cu o fâșie de meșină verde. În față, în partea de jos, simetric, două buzunare din piele verde cu aplicații din meșină roșie și decor geometric cusut cu ciclam, albastru, verde. Deasupra lor, pe față și lateral, simetric, brodat decor floral amplu în culori. | Muzeul de Etnografie, Brașov                        | Cimec    |
|      | Pieptar femeiesc Autor: Boieru, Nicolae (?)        | Datare: 2/4 sec. XX Descoperit: jud. Brașov, com. Comana de Jos, Comana de Sus Material: blană; piele; pojiță; arnici; lână; ață; nasturi; catifea; argăsit; tăbăcit; croit; ștanțat; cusut; aplicații; încheiat cu acul; încheiat cu mașina; broderie plină; brodat după desen                                  | Pieptar de femeie, "crepat" în față, încheiat cu copci, scurt până în talie, puternic răscroit la gât și la mâneci, cambrat în talie. De jur împrejur paspoal din piele neagră și aplicată pojiță albă cusută cu lână neagră. În talie, de jur împrejur, aplicată panglică de catifea neagră și chenar, "brănel" brodat cu motiv în zig-zag; sub răscroitura de la mânecă, două buzunare din pojiță albă brodate policrom cu "oni" și aplicație colțișori din piele neagră. Pe piept decor brodat policrom în formă de "oni", dispus în registre verticale intercalate de câte două benzi de catifea neagră și aplicații nasturi sticlă neagră. | Muzeul de Etnografie, Brașov                        | Cimec    |
|      | Pieptar femeiesc Autor: Boieru, Nicolae (?)        | Datare: 2/4 sec. XX Descoperit: jud. Brașov, com. Ticușu Vechi, Ticușu Vechi Material: blană; piele; pojiță; arnici; lână; ață; nasturi; catifea; argăsit; tăbăcit; croit; ștanțat; cusut; aplicații; încheiat cu acul; încheiat cu mașina; broderie plină; brodat după desen                                    | Pieptar de femeie, "crepat" în față, încheiat cu copci, scurt până în talie, puternic răscroit la gât și la mâneci, cambrat în talie. De jur împrejur paspoal din piele maro și aplicată pojiță albă cusută cu lână neagră. În talie, de jur împrejur, aplicată panglică de catifea neagră și chenar, "brănel" brodat cu motive mărunte în formă de rotițe, "oni"; sub răscroitura de la mânecă, două buzunare din pojiță albă brodate policrom cu "oni" și aplicație colțișori din piele maro. Pe piept decor dispus în registre verticale compuse din decor floral brodat policrom: "oni", "trandafiri", "molii", panglică de catifea neagră și aplicații nasturi. | Muzeul de Etnografie, Brașov                        | Cimec    |
|      | Pieptar femeiesc Autor: Christiani, Martin (?)     | Datare: Sf. sec. XIX - înc. sec. XX Descoperit: jud. Brașov, com. Homorod, Mercheasa Material: blană; piele; pojiță; mătase; ață; nasturi; imițație astrahan; argăsit; tăbăcit; croit; ștanțat; cusut; aplicații; încheiat cu acul; brodat după desen                                                            | Pieptar înfundat, deschis pe umăr și pe partea laterală stângă, închis cu nasturi de piele (trei lateral și unul pe umăr), fără mâneci, puternic răscroit la umeri și la gât, în talie ușor evazat cu șlițuri în părți; la gât, mâneci și lateral, paspoal din meșină roșie și colțișori ștanțați. De jur împrejur bucăți aplicate din pojiță albă, lateral aplicații de fâșii intercalate din meșină negru și roșu, iar la gât aplicații țesătură imitație astrahan. În dreptul taliei, în partea dreaptă, buzunar aplicat din piele roșie decorat cu fâșii împletite verde și negru, se continuă cu o bandă orizontală brodată policrom cu decor floral de o parte și de alta. | Muzeul de Etnografie, Brașov                        | Cimec    |
|      | Pieptar bărbătesc Autor: Christiani, Martin (?)    | Datare: Sf. sec. XIX - înc. sec. XX Descoperit: jud. Brașov, com. Racoș, Mateiaș Material: blană; astrahan; pojiță; mătase; meșină; ață; nasturi; argăsit; tăbăcit; croit; ștanțat; cusut; aplicații; încheiat cu acul; brodat după desen                                                                        | Pieptar înfundat, încheiat pe umăr și pe partea laterală stângă cu nasturi de piele (patru lateral și unul pe umăr), fără mâneci, puternic răscroit sub braț și la gât, în talie ușor evazat cu șlițuri în părți; la gât, mâneci și lateral, paspoal din meșină roșu-vișiniu și colțișori ștanțați. La gât și la poale aplicație blană neagră de miel. Linia croiului este marcată de bucăți late de pojiță decorate cu fâșii înguste împletite de culoare neagră și roșie. În dreptul taliei, în partea dreaptă, este un buzunar aplicat din piele roșie cu decor din fâșii împletite verde și negru; acesta se continuă cu o bandă orizontală brodată cu motive florale de o parte și de alta. În zona mediană sunt două grupuri de flori. | Muzeul de Etnografie, Brașov                        | Cimec    |
|      | Pieptar femeiesc Autor: Christiani, Martin (?)     | Datare: Sf. sec. XIX - înc. sec. XX Descoperit: jud. Brașov, com. Racoș, Mateiaș Material: blană; imitație astrahan; pojiță; mătase; meșină; ață; nasturi; argăsit; tăbăcit; croit; ștanțat; cusut; aplicații; încheiat cu acul; brodat după desen                                                               | Pieptar înfundat, deschis pe umăr și pe partea laterală stângă, închis cu nasturi de piele (trei lateral și unul pe umăr), fără mâneci, puternic răscroit sub braț și la gât, în talie ușor evazat cu șlițuri în părți; la gât, mâneci și lateral, paspoal din meșină roșie și colțișori ștanțați. De jur împrejur aplicații de pojiță albă cu fâșii intercalate din meșină neagră și roșie, iar la gât aplicată țesătură imitație de astrahan. În dreptul taliei, în partea dreaptă, buzunar aplicat din piele roșie decorat cu fâșii împletite verde și negru, se continuă cu o bandă. | Muzeul de Etnografie, Brașov                        | Cimec    |
|      | Pieptar femeiesc Autor: Christiani, Martin (?)     | Datare: Sf. sec. XIX - înc. sec. XX Descoperit: jud. Brașov, com. Racoș, Mateiaș Material: blană; imitație astrahan; pojiță; mătase; meșină; ață; nasturi; argăsit; tăbăcit; croit; ștanțat; cusut; aplicații; încheiat cu acul; brodat după desen                                                               | Pieptar înfundat, deschis pe umăr și pe partea laterală stângă, închis cu nasturi de piele, fără mâneci, puternic răscroit sub braț și la gât, în talie ușor evazat cu șlițuri în părți; la gât, mâneci și lateral, paspoal din meșină roșie și colțișori ștanțați. De jur împrejur aplicații de pojiță albă cu fâșii intercalate din meșină neagră și roșie. La gât aplicație de țesătură imitație astrahan. În dreptul taliei, în partea dreaptă, buzunar aplicat din piele roșie decorat cu fâșii intercalate verde și negru, continuat cu o bandă orizontală brodată policrom cu decor floral de o parte și de alta. În zona mediană, dispuse simetric, două buchete brodate. | Muzeul de Etnografie, Brașov                        | Cimec    |
|      | Pieptar femeiesc Autor: Christiani, Martin (?)     | Datare: Sf. sec. XIX - înc. sec. XX Descoperit: jud. Brașov, com. Racoș, Mateiaș Material: blană; astrahan; muline; pojiță; mătase; meșină; ață; nasturi; argăsit; tăbăcit; croit; ștanțat; cusut; aplicații; încheiat cu acul; brodat după desen                                                                | Pieptar înfundat, deschis pe umăr și pe partea laterală stângă, închis cu nasturi de piele (trei lateral și unul pe umăr), fără mâneci, puternic răscroit sub braț și la gât, în talie ușor evazat cu șlițuri în părți; la gât, mâneci și lateral, paspoal din meșină neagră cu colțișori ștanțați din meșină maron. De jur împrejur aplicații de pojiță albă, lateral cu fâșii intercalate din meșină roșie și neagră. La gât și la poale aplicație blană de miel neagră. Bucățile înnădite la partea superioară a pieptarului sunt ascunse prin pojița aplicată, cusută cu ață neagră. | Muzeul de Etnografie, Brașov                        | Cimec    |
|      | Pieptar femeiesc Autor: Christiani, Martin (?)     | Datare: Sf. sec. XIX - înc. sec. XX Descoperit: jud. Brașov, com. Racoș, Mateiaș Material: blană; astrahan; pojiță; mătase; meșină; ață; nasturi; argăsit; tăbăcit; croit; ștanțat; cusut; aplicații; încheiat cu acul; brodat după desen                                                                        | Pieptar înfundat, deschis pe umăr și pe partea laterală stângă, închis cu nasturi de piele (trei lateral și unul pe umăr), fără mâneci, puternic răscroit sub braț și la gât, șlițuri în părți; la gât, mâneci și lateral, paspoal din meșină roșie și colțișori ștanțați. De jur împrejur aplicații de pojiță albă, lateral cu fâșii împletite din meșină neagră și roșie. La gât și la poale aplicație de blană astrahan negru. În realizarea croiului pieptarului, bucățile înnădite la partea superioară sunt ascunse prin pojița aplicată, cusută cu ață neagră, transformându-se în elemente decorative. | Muzeul de Etnografie, Brașov                        | Cimec    |
|      | Pieptar bărbătesc Autor: Christiani, Martin (?)    | Datare: Sf. sec. XIX - înc. sec. XX Descoperit: jud. Brașov, com. Racoș, Mateiaș Material: blană; astrahan; pojiță; mătase; muline; meșină; ață; nasturi; argăsit; tăbăcit; croit; ștanțat; cusut; aplicații; încheiat cu acul; brodat după desen                                                                | Pieptar înfundat, deschis pe umăr și pe partea laterală stângă, închis cu nasturi de piele (patru lateral și unul pe umăr), fără mâneci, puternic răscroit sub braț și la gât, în talie ușor evazat cu șlițuri în părți; la gât, mâneci și lateral, paspoal din meșină roșie și colțișori ștanțați. De jur împrejur aplicații de pojiță albă, lateral cu fâșii împletite din meșină roșie și neagră. La gât și la poale aplicație blană de astrahan neagră. În dreptul taliei, în partea dreaptă, buzunar din meșină vopsită roșu-cărămiziu cu decor din fâșii de piele verde împletite. | Muzeul de Etnografie, Brașov                        | Cimec    |
|      | Pieptar bărbătesc Autor: Christiani, Martin (?)    | Datare: Sf. sec. XIX - înc. sec. XX Descoperit: jud. Brașov, com. Racoș, Mateiaș Material: blană; astrahan; pojiță; mătase; meșină; ață; nasturi; argăsit; tăbăcit; croit; ștanțat; cusut; aplicații; încheiat cu acul; brodat după desen                                                                        | Pieptar înfundat, deschis pe umăr și pe partea laterală stângă, închis cu nasturi de piele (patru lateral și unul pe umăr), fără mâneci, puternic răscroit la umeri și la gât, șliț în părți; la gât, mâneci și lateral, paspoal din meșină roșie și colțișori ștanțați. De jur împrejur aplicații de pojiță albă cu fâșii intercalate din meșină roșie și neagră. La gât și la poale aplicație blană de astrahan neagră. În dreptul taliei, în partea dreaptă, buzunar din meșină vopsită roșu închis cu decor din fâșii de piele împletite verde și negru și colțișori ștanțați din meșină verde și roșie, continuat cu o bandă orizontală brodată cu mătase roșie și galbenă. | Muzeul de Etnografie, Brașov                        | Cimec    |
|      | Pieptar bărbătesc Autor: Christiani, Martin (?)    | Datare: Sf. sec. XIX - înc. sec. XX Descoperit: jud. Brașov, com. Cața, Paloș Material: blană; astrahan; pojiță; mătase; meșină; ață; nasturi; argăsit; tăbăcit; croit; ștanțat; cusut; aplicații; încheiat cu acul; brodat după desen                                                                           | Pieptar înfundat, deschis pe umăr și pe partea laterală stângă, închis cu nasturi de piele (trei lateral și unul pe umăr), fără mâneci, puternic răscroit sub braț și la gât, în talie ușor evazat cu șlițuri în părți; la gât, mâneci și lateral, paspoal din meșină roșie și colțișori ștanțați. De jur împrejur bucăți aplicate de pojiță albă, lateral cu fâșii împletite din meșină roșie și neagră. La gât și la poale aplicație blană de astrahan neagră. În dreptul taliei, în partea dreaptă față, buzunar din meșină roșie cu fâșii împletite verde cu negru, continuat cu o bandă. | Muzeul de Etnografie, Brașov                        | Cimec    |
|      | Pieptar femeiesc Autor: Christiani, Martin (?)     | Datare: Sf. sec. XIX - înc. sec. XX Descoperit: jud. Brașov, com. Dacia, Dacia Material: blană; astrahan; pojiță; bumbac mercerizat; mătase; meșină; ață; nasturi; argăsit; tăbăcit; croit; ștanțat; cusut; aplicații; încheiat cu acul; brodat după desen                                                       | Pieptar înfundat, închis pe umăr și pe partea laterală stângă cu nasturi de piele (trei lateral și unul pe umăr), fără mâneci, puternic răscroit sub braț, șliț în părți; la gât, mâneci și lateral, paspoal din meșină roșie și colțișori ștanțați. De jur împrejur bucăți aplicate de pojiță albă, lateral cu fâșii intercalate din meșină roșie și neagră. La gât și la poale aplicație blană de miel neagră. În dreptul taliei, în partea dreaptă, buzunar din meșină roșie cu fâșii împletite verde și negru, continuat cu o bandă orizontală. | Muzeul de Etnografie, Brașov                        | Cimec    |
|      | Pieptar femeiesc Autor: Christiani, Martin (?)     | Datare: Sf. sec. XIX - înc. sec. XX Descoperit: jud. Brașov, com. Dacia, Dacia Material: blană; astrahan; pojiță; bumbac mercerizat; mătase; meșină; ață; nasturi; argăsit; tăbăcit; croit; ștanțat; cusut; aplicații; încheiat cu acul; brodat după desen                                                       | Pieptar înfundat, încheiat pe umăr și pe partea laterală stângă cu nasturi de piele, fără mâneci, puternic răscroit sub braț și la gât, în talie ușor evazat cu două șlițuri. La gât, mâneci și lateral, paspoal din meșină roșie și colțișori ștanțați. De jur împrejur bucăți aplicate din piele albă, lateral cu fâșii intercalate din meșină roșie și neagră. La gât și la poale aplicație de astrahan negru. În dreptul taliei, în partea dreaptă, buzunar din piele roșie cu fâșii împletite din meșină verde și colțișori, se continuă cu o bandă orizontală brodată în roșu, galben, mov cu decor floral brodat policorm de o parte și de alta. | Muzeul de Etnografie, Brașov                        | Cimec    |
|      | Pieptar bărbătesc Autor: Christiani, Martin (?)    | Datare: Sf. sec. XIX - înc. sec. XX Descoperit: jud. Brașov Material: blană; astrahan; pojiță; mătase; meșină; ață; nasturi; argăsit; tăbăcit; croit; ștanțat; cusut; aplicații; încheiat cu acul; brodat după desen                                                                                             | Pieptar înfundat, închis pe umăr și pe partea laterală stângă, închis cu nasturi de piele (patru lateral și unul pe umăr), fără mâneci, puternic răscroit sub braț, în talie ușor evazat cu șlițuri în părți. Linia croiului este marcată de bucăți late de pojiță albă decorată cu fâșii înguste din piele neagră și roșie, împletite și de paspoal vopsit roșu și colțișori ștanțați. La gât aplicație de astrahan negru, partea de jos tivită cu blană neagră și colțișori ștanțați de meșină verde. Talia este marcată în partea dreaptă de un buzunar, continuat cu o bandă orizontală brodată cu mătase roșie, bordo, portocalie (în "scara mâței"). | Muzeul de Etnografie, Brașov                        | Cimec    |
|      | Pieptar bărbătesc Autor: Christiani, Martin (?)    | Datare: Sf. sec. XIX - înc. sec. XX Descoperit: jud. Brașov, com. Racoș, Mateiaș Material: blană; astrahan; pojiță; mătase; bumbac; meșină; ață; nasturi; argăsit; tăbăcit; croit; ștanțat; cusut; aplicații; încheiat cu acul; brodat după desen                                                                | Pieptar înfundat, încheiat pe umăr și pe partea laterală stângă, închis cu nasturi de piele (trei lateral și unul pe umăr), fără mâneci, puternic răscroit sub braț și la gât, în talie ușor evazat cu șlițuri în părți; paspoal din meșină maron roșcat și colțișori cu decor ștanțat. La gât și la poale aplicație de astrahan negru. Linia croiului este marcată de bucăți late de pojiță albă decorate lateral cu fâșii înguste împletite negru și roșu închis. În dreptul taliei, în partea dreaptă, buzunar din meșină vopsită roșu închis cu decor din fâșii de piele împletite verde și negru, continuat cu o bandă orizontală brodată policrom. | Muzeul de Etnografie, Brașov                        | Cimec    |
|      | Pieptar femeiesc Autor: Cârja, Gheorghe            | Datare: 2/2 sec. XX Descoperit: jud. Brașov, com. Viștea de Jos, Viștea de Jos Material: blană; piele; pojiță; lânică; ață; nasturi metal; catifea; bumbac; argăsit; tăbăcit; croit; ștanțat; cusut; aplicații; încheiat cu acul; încheiat cu mașina; broderie plină; brodat după desen                          | Pieptar de femeie, "crepat" în față, încheiat cu nasturi, scurt până în talie, puternic răscroit la gât și la mâneci, cambrat în talie. De jur împrejur paspoal din piele maro și aplicată pojiță albă cusută cu lână neagră. În talie, de jur împrejur, aplicată panglică de catifea neagră și chenar, "brănel" brodat cu "oni"; sub răscroitura de la mânecă, două buzunare din pojiță albă brodate policrom cu motivul "strâmbănog cu onuri" și anul 1959 și aplicație colțișori din piele maro. Pe piept, decor brodat policrom cu motive florale și "oni", dispus în registre verticale intercalate de câte o bandă de catifea neagră și piele maro. | Muzeul de Etnografie, Brașov                        | Cimec    |
|      | Țesătură de interior Autor: Oană a Gociului, Maria | Datare: Începutul sec. XX Material: lână țurcană; cânepă | Țol de pat, formă dreptunghiulară, țesut în 4 ițe, din lână țurcană; urzeală cânepă, băteală lână; trei foi încheiate cu cheiță neagră. | Muzeul de Etnografie, Brașov                        | Cimec    |
|      | Țesătură de interior Autor: Văcaru, Ana            | Datare: Prima jumatate a sec. XX Material: lână țurcană albă și neagră | Țol de pat, formă dreptunghiulară, țesut în 4 ițe, din lână țurcană; băteala din lână albă și neagră; trei foi neîncheiate. | Muzeul de Etnografie, Brașov                        | Cimec    |
|      | Țesătură de interior Autor: Rogozea, Aurelia       | Datare: 1930 Material: lână țurcană vopsită cu coloranți chimici | Strai de lână țurcană, formă dreptunghiulară, țesut în două ițe, urzeala din lână toarsă, băteala din lână îndrugată, patru foi încheiate cu mâna. Decor amplasat pe toată suprafața, "în tăblii" în culorile: alb, verde, roșu, portocaliu, albastru, focsin (roz), maron. "Mițe" trase pe o singură parte. Proceduri de finisare pentru îngroșat și scos mițe: dat la vâltoare la coșul de păruială și la coșul de îngroșat. | Muzeul de Etnografie, Brașov                        | Cimec    |
|      | Țesătură de interior Autor: Nistor, Solomeia       | Școală: Românească Material: lână țurcană albă și colorată | Strai de formă dreptunghiulară, țesut în două ițe din lână țurcană; urzeala din lână toarsă, băteala din lână îndrugată; patru foi încheiate cu mâna. decorul geometrizant, amplasat pe toată suprafața, grupaje de vărgi înguste în culorile: roșu, albastru și verde care alternează cu fondul alb. Procedee de finisare pentru îngroșare și scos "mițe": dat la vâltoare la coșul de păruială și la coșul de îngroșat. | Muzeul de Etnografie, Brașov                        | Cimec    |
|      | Procoviță                                          | Datare: 2/2 sec. XIX Material: lână | Întregește ansamblul interiorului camerei curate (casa mare) a locuinței brănene. Piesă de formă dreptunghiulară, compusă din două foi încheiate cu acul; decor geometrizant amplasat pe toată suprafața țesăturii în organizare liniară; motive geometrice, vărgi din băteală (bătaie) dispuse transversal în alternanță cromatică: alb, portocaliu, negru (sârb), repetate ritmic; culori naturale. | Muzeul Național Bran, Brașov                        | Cimec    |
|      | Zăvastă                                            | Datare: A doua jumătate a sec. XIX Material: lână; bumbac | Piesa se integrează în ansamblul camerei de locuit, constituind unul din cele trei registre ale sistemului decorativ al peretelui din interiorul locuinței. Piesă de formă dreptunghiulară, țesută în două ițe cu urzeala din bumbac și băteala (bătaia) din lână; decor geometrizant amplasat pe toată suprafața țesăturii în "joc de fond continuu"; motive geometrice, romb, motivul rombului sub formă de romburi concentrice cu conturul dințat. Cromatica: roșu, protocaliu, verde-brun. | Muzeul Național Bran, Brașov                        | Cimec    |
|      | Cămașă femeiască                                   | Datare: A doua jumătate a sec. XIX Dimensiuni: LM: 77 cm; LAM: 35 cm Material: bumbac; arnici; fir metalic | Se poartă cu fota de Moeciu și cu fota strâmtă de Mușcel, încinsă cu bete (brăci) și laibăr (ilic) pe deasupra. | Muzeul Național Bran, Brașov                        | Cimec    |
|      | Cămașă cu "râuri"                                  | Datare: Prima jumătate a sec. XX Dimensiuni: LM: 64 cm; LAM: 35 cm Material: bumbac; mătase; fir metalic | Cămașa, încinsă cu brâu sau chimir, se poartă cu cioareci și laibăr (leibărică) pe deasupra în costumul bărbătesc de sărbătoare de Bran și Muscel. | Muzeul Național Bran, Brașov                        | Cimec    |
|      | Cămașă cu "râuri"                                  | Datare: 1/4 sec. XX Dimensiuni: LM: 60 cm; LAM: 30 cm Material: bumbac; mătase; fir metalic; fluturi | Cămașa se poartă cu cioareci, încinsă cu brâul, pe deasupra cu laibăr (leibărică) din postav negru (sârb). | Muzeul Național Bran, Brașov                        | Cimec    |
|      | Cămașă cu "râuri"                                  | Datare: 1/4 sec. XX Dimensiuni: LM: 66 cm; LAM: 37 cm Material: bumbac; arnici; fir metalic | Cămașa se poartă cu cioareci, încinsă cu brâul, pe deasupra cu laibăr (leibărică) din postav negru (sârb). | Muzeul Național Bran, Brașov                        | Cimec    |
|      | Cămașă cu "râuri"                                  | Datare: 1/4 sec. XX Dimensiuni: LM: 66 cm; LAM: 29 cm Material: bumbac; arnici; fir metalic | Cămașa aparține costumului popular bărbătesc din satele brănene; se poartă cu cioareci, încinsă cu brâu (chimir), și laibăr (leibărică) din postav negru (sârb) pe deasupra. | Muzeul Național Bran, Brașov                        | Cimec    |
|      | Cămașă cu "râuri"                                  | Datare: 1/4 sec. XX Dimensiuni: LM: 59 cm; LAM: 29 cm Material: bumbac; arnici; fir metalic | Cămașă cu "râuri" se poartă cu cioareci, încinsă cu chimirul, cu laibăr (leibărică) pe deasupra. | Muzeul Național Bran, Brașov                        | Cimec    |
|      | Cămașă femeiască                                   | Datare: A doua jumătate a sec. XIX Dimensiuni: LM: 75 cm; LAM: 32 cm Material: bumbac; arnici; fir metalic | Cămașa se poartă cu fotă; încinsă cu bete (brăcii) pe deasupra cu laibăr (ilic). | Muzeul Național Bran, Brașov                        | Cimec    |
|      | Ie cu mânecă largă                                 | Datare: 1/4 sec XX Dimensiuni: LM: 69 cm; LAM: 29 cm Material: bumbac; arnici | Cămașa face parte din costumul femeiesc cu fotă; se poartă cu fotă de Moeciu, încinsă cu bete (brăcii) pe deasupra cu ilic. | Muzeul Național Bran, Brașov                        | Cimec    |
|      | Pieptar femeiesc                                   | Datare: sf. sec. XIX Descoperit: jud. BRAȘOV Material: Blană; astrahan; pojiță; piele; meșină; mătase; ața; nasturi | Pieptar descheiat în față, închis cu 3 nasturi din piele, fără mâneci, răscroială adâncă, evazat de sub braț prin introducerea unor clini laterali; la poale, de jur împrejur, aplicată pojița albă cusuta cu ață neagră; la gât și pe piept aplicțtii de blană neagră-astrahan. Pe piept registre verticale înguste realizate din fâșii împletite din pojiță albă și meșină roșie și verde care alternează cu broderie din mătase albastru cobalt, roșu vișiniu și verde. Spre exteriorul decorului de la piept, sunt aplicați colțișori din mătase neagră. Pe piept este brodat un decor floral dispus vertical compus din 3 buchete mici realizate cu broderie plină dupa model scris, cu mătase verde oliv, galben ocru și bej; în colțurile inferioare, décor floral stilizat format din pojiță albă aplicată în formă de lalea cu broderie plină colorată din mătase roșu vișiniu, verde și albastru. Clinii de formă triunghiulară, cu un șliț mic la partea inferioară și fâșii orizontale împletite verde cu roșu, au aplicații de piele roșie intercalată pe margine, cusute cu ață neagră, iar central un mic décor floral brodat în culorile de pe piept. Spatele fără décor. | Muzeul de Etnografie, Brașov                        | Cimec    |
|      | Peltz ?                                            | Datare: sf.sec. XIX-lea Descoperit: jud. BRAȘOV, com. Bunești, Viscri Material: blana,piele,pojita,matase,ata,nasturi piele | Pieptar bărbătesc descheiat in fata,inchis cu cinci nasturi din piele,fara maneci,puternic rascroit la gat si maneci,foarte evazat in talie,prin introducerea unor clini laterali spre spate,mici slituri.Aplicatii pojita alba pe piept si lateral ,paspoal din pojita alba si coltisori stantati din pojita rosie la gat,maneci,piept si poale.Pe piept,in zona cheutorilor din piele, exista o banda verticala din piele maron dcu modele stantate si colorate cu aplicatii de piele galben,verde, rosu,,pe margine coltisori din mesina in acelasi culori; in colturile de jos, la poale décor floral brodat policrom;in zona taliei,décor floral(inima,lalea) dispus simetric realizat prin aplicatii de piele rosie si maron, repusata si stantata,panza si décor floral brodat in:verde oliv,albastru,mov,rosu garanta; in partea superioara,décor floral brodatdispus simetric policrom..Clinii de forma triunghiulara care formeaza o cuta(wateau), cu aplicatii din piele verde,rosu garanta ,terminati cu décor floral,decupat din piele rosie.Pe spate,in zona taliei,décor floral amplu,realizat prin broderie plina in centru si decupaj din piele rosie si verde.La gat,pojita alba si rosu garancta,aplicata si décor floral brodat, in forma de boboc. Cromatica broderiei:rosu,verde oliv,albastru,mov,galben. | Muzeul de Etnografie, Brașov                        | Cimec    |
|      | Peltz ?                                            | Datare: sf. sec. al XIX-lea Descoperit: jud. BRAȘOV, com. Bunești, Viscri Material: blana,piele,pojita,matase,ata,nasturi piele | Pieptar barbatesc descheiat in fata,inchis cu cinci nasturi din piele,fara maneci,puternic rascroit la gat si maneci,foarte evazat in talie,prin introducerea unor clini laterali spre spate,mici slituri.Aplicatii pojita alba pe piept si lateral ,paspoal din pojita alba si coltisori stantati din pojita rosie la gat,maneci,piept si poale.Pe piept,in zona cheutorilor din piele, exista o banda verticala din piele maron cu modele stantate si colorate cu aplicatii de piele galben,verde, rosu,,pe margine coltisori din mesina in acelasi culori; in colturile de jos, la poale décor floral brodat policrom;in zona taliei,décor floral(inima,lalea) dispus simetric realizat prin aplicatii de piele rosie si maron, repusata si stantata,panza si décor floral brodat in:verde oliv,albastru,mov,rosu garanta; in partea superioara,décor floral brodat dispus simetric policrom..Clinii de forma triunghiulara care formeaza o cuta(wateau), cu aplicatii din piele verde,rosu garanta ,terminati cu décor floral,decupat din piele rosie.Pe spate,in zona taliei,décor floral amplu,realizat prin broderie plina in centru si decupaj din piele rosie si verde.La gat,pojita alba si rosu garanta,aplicata si décor floral brodat, in forma de boboc. Cromatica broderiei:rosu,verde oliv,albastru,mov,galben. | Muzeul de Etnografie, Brașov                        | Cimec    |
|      | Kinderbrustpelz ?                                  | Datare: a doua jum. a sec. XIX Descoperit: jud. BRAȘOV, com. Cața, Beia Material: piele, mesina, pojita, lanica, nasturi, paiete | Pieptar desfundat, inchis in fata cu 4 nasturi metalici, fara maneci, rascroiala adanca, slituri mici in mijloc spate si lateral, linia croiului este subliniata de paspoal si coltisori stantati din piele maron repusata in dungi. Pe piept si de jur imprejur, aplicatii de pojita alba perforata sub care s-a introdus mesina si panza colorata roz si bleu. Fenta de pe pieptul stâng din piele maron cu perforatii si decupaje din panza roz si bleu dispuse alternativ. Buzunare dispuse lateral pe suprafata pieptului cu clapa in forma de acolada din piele maron, décor cu coltisori stantati si naturi metalici, aplicatii din piele maron. Deasupra buzunarelor, décor floral brodat dupa model desenat din lanica rosie, mov, ocru, bleu. Pe piepti sus buchet floral mai mic, brodat in acceasi cromatica. Spatele prezinta o decoratie bogata in jurul slitului central, aplicatii de pojita alba cu perforatii in forma de frunza de la care porneste un buchet floral brodat policrom cu lanica si paiete. | Muzeul de Etnografie, Brașov                        | Cimec    |
|      | Castron                                            | Datare: a doua jum. a sec. XIX Dimensiuni: H: 7 cm Material: lut, angobă, coloranți, smalț, modelat la roată, angobat, pictat cu pensula, pictat cu cornul, ardere oxidantă, smălțuire, ardere oxidantă | Castron modelat la roată, forma rotundă, doua toarte dispuse diametral opus, margine verticală; decor floral și fitomorf, dispus central și spre marginea interioară; decor pictat cu pensula și cornul cu albastru cobalt, motive: buchet de flori. Cromatica: fond alb, decor albastru cobalt. | Muzeul Național Bran, Brașov                        | Cimec    |
|      | Castron                                            | Datare: a doua jum sec. XIX Dimensiuni: H: 8 cm Material: lut, angobă, coloranți, smalț, modelat la roată, angobat, pictat cu pensula, pictat cu cornul, ardere oxidantă, smălțuire, ardere oxidantă | Castron modelat la roată, formă rotundă, două toarte dispuse diametral opus, margine verticală; decor floral și geometric, dispus central și spre marginea interioară; decor pictat cu pensula și cornul cu albastru cobalt, motive: buchet de flori. Cromatica: fond alb, decor albastru cobalt. | Muzeul Național Bran, Brașov                        | Cimec    |
|      | Castron                                            | Datare: mijl. sec. XIX Dimensiuni: H: 8 cm Material: lut, angobă, coloranți, smalț, modelat la roată, angobat, pictat cu pensula, ardere oxidantă, smălțuire, ardere oxidantă | Castron de forma rotundă, modelat la roată, doua toarte dispuse diametral opus, margine verticală; decor dispus central și spre marginea interioară; decor pictat cu pensula cu albastru cobalt; motive: "conuri de brad", "stea". Cromatica: fond alb, decor albastru cobalt | Muzeul Național Bran, Brașov                        | Cimec    |
|      | Farfurie                                           | Datare: sf. sec. XIX Dimensiuni: H: 6 cm Material: lut, angobă, coloranți, smalț, modelat la roată, angobat, pictat cu pensula, pictat cu cornul, ardere oxidantă, smălțuire, ardere oxidantă | Farfurie, modelată la roată, ușor adâncă, bordură lată; decor pe toată suprafața; bordura marcată de linii concentrice cu brun; motive fitomorfe stilizate cu verde, ocru, brun; pe fundul farfuriei, motivul "pomul vieții", format din trei ramuri cu verde și ocru. Cromatică: fond alb, decor cu verde, galben, brun. | Muzeul Național Bran, Brașov                        | Cimec    |
|      | Farfurie                                           | Datare: prima jum. sec. XIX Dimensiuni: H: 5 cm Material: lut, angobă, coloranți, smalț, modelat la roată, angobat, pictat cu pensula, pictat cu cornul, ardere oxidantă, smălțuire, ardere oxidantă | Farfurie modelată la roată, formă rotundă, bordură îngustă; decor dispus central și spre marginea interioară; decor pictat cu pensula și cornul cu verde, ocru, albastru cobalt; decor floral și fitomorf; motive: "buchet", "val". Cromatică: fond alb gălbui, decor cu ocru, verde, brun, albastru cobalt. | Muzeul Național Bran, Brașov                        | Cimec    |
|      | Strachină                                          | Datare: înc. sec. XIX Dimensiuni: H: 6 cm Material: lut, angobă, coloranți, smalț, modelat la roată, angobat, pictat cu pensula, ardere oxidantă, smălțuire, ardere oxidantă | Strachină modelată la roată, ușor adâncă, bordură îngustă și dreaptă, două toarte laterale; decor central și spre marginea interioară, pictat cu pensula cu verde, galben, albastru cobalt; decor floral și fitomorf; motive: "buchet". Cromatică: fond alb gălbui, decor cu galben, verde, brun, albastru cobalt. | Muzeul Național Bran, Brașov                        | Cimec    |
|      | Cană                                               | Datare: A doua jum. sec XIX Dimensiuni: H: 10,5 cm Material: lut, angobă, coloranți, smalț, modelat la roată, angobat, pictat cu cornul, pictat cu pensula, ardere oxidantă, smălțuire, ardere oxidantă | Corp cilindric, modelat la roată, ușor evazat la gură și bază, toartă laterală; decor amplasat pe toată suprafața; decor pictat cu pensula cu albastru cobalt; motive: buchete de flori, linii concentrice. Cromatica: fond alb gălbui, decor albastru cobalt. | Muzeul Național Bran, Brașov                        | Cimec    |
|      | Canceu                                             | Datare: sf. sec. XIX - înc. sec. XX Dimensiuni: H: 23 cm Material: lut, angobă, coloranți, smalț, modelat la roată, angobat, pictat cu cornul, ardere oxidantă, smălțuire, ardere oxidantă | Corp piriform, prevăzut cu toartă laterală, fond alb gălbui, decor pictat cu cornul cu albastru cobalt, dispus pe toată suprafața în registre verticale; motive fitomorfe și florale, stilizate. La buză și diametrul maxim, grupaje de linii concentrice și linie vălurită, "val". Baza canceului este colorată brun. Cromatica: alb gălbui, albastru cobalt, brun | Muzeul Național Bran, Brașov                        | Cimec    |
|      | Canceu                                             | Datare: a doua jum. sec. XIX Dimensiuni: H: 22,5 cm Material: lut, angobă, coloranți, smalț, modelat la roată, angobat, pictat cu pensula, ardere oxidantă, smălțuire, ardere oxidantă | Corp piriform, bitronconic, cu toartă laterală, fond alb gălbui; decor realizat cu pensula și cornul, cu albastru cobalt; decor floral și fitomorf stilizat, dispus în registre orizontale; motive: "ghirlandă"; la buză și diametrul maxim, grupaj de linii concentrice cu verde, albastru, brun și ocru. Baza canceului este marcată cu albastru. Cromatica: alb, albastru cobalt, verde, brun, ocru. | Muzeul Național Bran, Brașov                        | Cimec    |

## Fond
| Foto | Informații generale                                     | Detalii tehnice | Descriere | Deținător                                           | Legături |
| ---- | ------------------------------------------------------- | --- | --- | --------------------------------------------------- | -------- |
|      | Șorț Autor: Ana Orend                                   | Datare: înc.sec.XX | Șorț confecționat din „glot” negru, din mătase; în partea superioară este plisat în cute egale prinse pe cordon; de jur împrejur, aplicație de dantelă neagră, de cumpărat (industrială) | Muzeul de Etnografie, Brașov                        | Cimec    |
|      | Armuroi                                                 | Datare: Prima jumătate a secolului al XVIII-lea Descoperit: jud. BRAȘOV, com. Măieruș, Măieruș Dimensiuni: înălțime = 198 cm Material: lemn de molid, fier; coloranți; tăiat, fasonat, cioplit, traforat, sculptat, profilat, îmbinat, pictat, forjat                                                                                        | Alcătuit dintr-un panou din două scânduri de molid înalte, legate la partea inferioară printr-o scândură și cu un dulăpior la partea superioară. În zona centrală este prevăzut cu o ușă având două balamale din fier forjat. Dulăpiorul, ieșit în consolă, are un fronton terminat la partea superioară cu o cornișă profilată cu traseu curbat, aproape semicircular, sub care se află o rozetă florală sculptată iar la partea inferioară a dulăpiorului este aplicată o șipcă cu decor traforat. Piesa este decorată pe toată fațada cu pictură în tempera, aplicată cu pensula, în câmpuri dreptunghiulare. La bază este o friză de flori foarte stilizate, aproape geometrizate iar pe sertar, într-o casetă, sunt două flori dispuse simetric (în oglindă). Pe ușă sunt pictate două vrejuri cu flori, flancate de două glastre cu flori (lalele, garoafă, trandafiri, lăcrămioare), simbolizând pomul vieții. Șipca traforată de la baza dulăpiorului este decorată cu flori foarte stilizate. Cromatica decorului pictat: roșu, ocru, galben, alb, verde, albastru, siena. | Muzeul de Etnografie, Brașov                        | Cimec    |
|      | Credenț (corp inferior)                                 | Datare: Prima jumătate a secolului al XIX-lea Descoperit: jud. BRAȘOV, com. Măieruș, Măieruș Dimensiuni: înălțime = 70 cm Material: lemn de molid, fier; coloranți; tăiat, fasonat, cioplit, traforat, profilat, îmbinat, pictat | Bufet din scânduri de molid îmbinate în coadă de rândunică, cu cuie din lemn și prin încleiere. Bufetul are o formă aproximativ paralelipipedică, 4 picioare scunde, iar la fațadă în zona centrală are un sertar (jos) și o ușă rabatabilă (care se deschide de sus în jos), acestea fiind flancate de două uși având suprafața curbată. Partea inferioară (fundul) și cea superioară (blatul) sunt mărginite de șipci profilate. Fațada și părțile laterale sunt decorate cu elemente florale și vegetale dispuse în casete. Pe cele două uși decorația (în relief și pictată) și mânerele metalice sugerează 6 sertare (3+3), dar acestea sunt false. Fațada și părțile laterale sunt decorate în manieră barocă prin pictură tempera policromă, cu elemente florale și vegetale dispuse în casete. Cromatica picturii este roșu, galben, albastru, maron, alb, verde, negru, portocaliu. | Muzeul de Etnografie, Brașov                        | Cimec    |
|      | Credenț (corp superior)                                 | Datare: Prima jumătate a secolului al XIX-lea Descoperit: jud. BRAȘOV, com. Măieruș, Măieruș Dimensiuni: Înălțime = 115 cm Material: lemn de molid, fier; coloranți; tăiat, fasonat, cioplit, traforat, profilat, îmbinat, pictat | Corp de formă aproximativ paralelipipedică din scânduri de molid îmbinate în coadă de rândunică și cuie de lemn. Partea superioară este în volute, cu curbe și contracurbe, subliniate prin elemente profilate, ca o cornișă de factură barocă. Are două uși prevăzute cu balamale și broască metalică, fiecare decorată cu câte două tăblii delimitate de șipci profilate, de formă dreptunghiulară, cele de sus având colțurile exterioare cupate. Decorația constă în elemente de tâmplărie (cornișa profilată și șipcile profilate ale tăbliilor) și decorația pictată în tempera, monocrome în casete pe părțile laterale și cu elemente florale și vegetale policrome în cele patru tăblii de pe uși. Paleta cromatică: verde (laterale), fond ocru (fațada), verde (tăbliile de sus) și roșu (tăbliile de jos) iar elementele florale și vegetale sunt realizate în roșu, galben, albastru, alb, verde, ocru, negru. | Muzeul de Etnografie, Brașov                        | Cimec    |
|      | Dulap cu două uși                                       | Datare: Mijlocul sec. al XIX-lea Descoperit: jud. BRAȘOV, com. Măieruș, Măieruș Dimensiuni: Înălțime = 200 cm Material: lemn de molid, fier; coloranți; tăiat, fasonat, cioplit, sculptat, traforat, profilat, îmbinat, pictat | Dulap pentru haine de formă paralelipipedică din scânduri de molid îmbinate în coadă de rândunică și cuie de lemn, cu două uși având balamalele și broasca realizate prin forjare într-un alelier de fierărie rural. La partea superioară, pe trei laturi are o cornișă din șipci cu canturi profilate. Deasupra corpului dulapului este un fronton din scânduri, cu contur în curbe și contracurbe, subliniate prin elemente profilate, de factură barocă. În axul central se află 3 elemente decorative de tip rozetă realizate prin sculptare. Colțurile dulapului sunt teșite și decorate cu șipci în formă de spirală, cu o lalea sculptată la partea superioară. Pe uși sunt patru tăblii (2+2) delimitate de șipci profilate și decorate cu motive florale și vegetale. Paleta cromatică: fondul este în verde, ocru și maron iar elementele florale și vegetale sunt realizate în roșu, galben, albastru, alb, verde, negru, maron, portocaliu. | Muzeul de Etnografie, Brașov                        | Cimec    |
|      | Armuroi                                                 | Datare: Mijlocul sec. al XIX-lea Descoperit: jud. BRAȘOV, com. Măieruș, Măieruș Dimensiuni: Înălțime = 197 cm Material: lemn de molid, fier; coloranți; tăiat, fasonat, cioplit, sculptat, traforat, profilat, strunjit, îmbinat, pictat | Corp de formă aproximativ paralelipipedică (hexagonală în secțiune orizontală) din scânduri de molid îmbinate în nut și feder și cuie de lemn. Partea superioară este în volute, cu curbe și contracurbe, subliniate prin elemente profilate, de factură barocă. Are o ușă cu două tăblii delimitate prin șipci profilate, fiind prevăzută cu balamale și broască din fier realizate prin forjare într-un atelier de fierărie rural. Colțurile fațadei sunt teșite și decorate cu câte o coloană realizată la strung. În partea superioară, deasupra ușii, este o cornișă cu contur curbat, având la bază o cornișă profilată. Decorul este completat cu 5 rozete sculptate cu elemente florale aplicate pe ușă (la colțuril și în centru) și deasupra cornișei. Paleta cromatică: culorile de fond sunt: verde, ocru, maron iar elementele florale și vegetale sunt realizate în roșu, galben, albastru, alb, verde, negru, maron. | Muzeul de Etnografie, Brașov                        | Cimec    |
|      | Credenț, corp inferior                                  | Datare: 1680 Descoperit: jud. BRAȘOV, com. Măieruș, Măieruș Dimensiuni: Înălțime = 85 cm Material: lemn de molid, fier; coloranți; tăiat, fasonat, cioplit, sculptat, profilat, strunjit, îmbinat, pictat | Piesă de formă aproximativ paralelipipedică (hexagonală în secțiune orizontală) confecționată din scânduri de molid îmbinate în coadă de rândunică și cuie de lemn. Deasupra are un blat din scânduri (care susținea corpul superior al credențului) mărginit de șipci profilate. Are o ușă cu o tăblie delimitată prin șipci profilate, două balamale și o broască din fier, realizate prin forjare într-un atelier de fierărie rural. Colțurile fațadei sunt teșite și decorate cu câte o coloană realizată la strung. Decorul pictat, amplasat pe toată fațada și pe lateralele anterioare ale piesei, constă în elemente florale, vegetale și geometrice dispuse în casete sau în registre orizontale. Pe fațadă, într-un registru ce flanchează ușa se află inscripția pictată "ANNO - 1680". În interior, pe intradosul ușii sunt două inscripții. Una originară care indică data confecționării credențului ("ANNO 1680") și alta ("rest. 1957 TZ") care indică anul când colecționarul Theo Zelgy a "restaurat" piesa). Paleta cromatică: culorile de fond sunt: verde, roșu, albastru și ocru iar elementele florale și vegetale sunt realizate în galben, albastru, alb, verde, ocru, crem, violet. | Muzeul de Etnografie, Brașov                        | Cimec    |
|      | Credenț, corp superior                                  | Datare: Mijlocul sec. al XIX-lea Descoperit: jud. BRAȘOV, com. Măieruș, Măieruș Dimensiuni: Înălțime = 113,5 cm Material: lemn de molid, fier; coloranți; tăiat, fasonat, cioplit, profilat, îmbinat, pictat | Piesă de formă paralelipipedică cu secțiune dreptunghiulară, cu colțurile dinspre fațadă teșite. Confecționat din scânduri de molid îmbinate în coadă de rândunică. Are o bază mai largă mărginită de șipci profilate, cu două sertare. Corpul are două uși (cu broască din fier) iar la partea superioară se află un sertar flancat de două volute traforate. Pe părțile laterale sunt două mânere din fier. Credențul este pictat în tempera pe fațadă și părțile laterale. Pe fațadă, pe fiecare ușă sunt două panouri cu chenar din șipci profilate, pictate cu elemente florale și vegetale. Sertarele sunt pictate la fel, cu aceleași elemente decorative. Pe cele două laterale sunt pictate două panouri tot cu elemente florale și vegetale. Cromatica: culorile de fond sunt brun roșcat, albastru, ocru, verde iar decorația pictată este realizată în roșu, ocru, alb și negru. | Muzeul de Etnografie, Brașov                        | Cimec    |
|      | Pat cu căpătâie                                         | Datare: înc. Sec. XX Descoperit: jud. BRAȘOV, com. Măieruș, Măieruș Dimensiuni: Î = 105 cm Material: lemn de molid, coloranți; tăiat, fasonat, profilat, traforat, îmbinat, pictat | Pat alcătuit din două căpătâie și două laterale, care se montează prin nut și feder și cuie din lemn. Căpătâiele au un panou dreptunghiular într-un cadru care include picioarele patului care este surmontat de un element decorativ de factură barocă (scândură cu conturul traforat în curbe și contracurbe). Ambele căpătâie sunt pictate pe fața exterioară cu pensula, în tempera, cu elemente florale și vegetale. Ele susțin cele două laterale ale patului, două scânduri pictate cu flori și vegetale, unul din laterale având și un decor realizat prin traforare. Cromatica: fond brun, brun roșcat și verde iar decorația pictată este realizată cu roșu, verde, albastru, galben, lila, roz. | Muzeul de Etnografie, Brașov                        | Cimec    |
|      | Masă cu ladă                                            | Datare: mijl.sec. XIX Descoperit: jud. BRAȘOV, com. MĂIERUȘ, MĂIERUȘ Dimensiuni: H = 78 cm Material: lemn de brad, coloranți, cuie lemn, tăiat, fasonat, geluit, traforat, profilat, îmbinat cu cuie de lemn, îmbinat coadă de rândunică, îmbinare nut și feder, pictat cu pensula                                                           | Confecționată din scânduri de brad, are două tălpi, două părți laterale, între laterale un dulăpior cu ușă fixă și deasupra un sertar mare, glisant. Sub blat, glisează două sertare mici. Blatul, fața sertarelor, ușița și părțile laterale ale corpului sunt pictate cu pensula în tempera: blatul este pictat în mai multe registre: central, motiv floral în culorile galben, alb, verde, încadrat de trei chenare pe fond brun și verde, urmate de o bordură cu decor floral, ghirlandă, pe fond oliv; fața sertarelor mici, pictate cu motivul „lalea” cu galben, alb, roșu, pe fond albastru; sertarul central, fond brun cu motiv floral „lalea”, cu galben, alb, verde; ușița este pictată cu un decor central floral, cu roșu și galben, încadrat de o ghirlandă, pe fond brun. Lateralele sunt pictate pe fond verde cu o caseta cu un decor floral central, „lalea”, în culorile albastru, bleu, verde, pe fond brun. Pe laterala din dreapta, în partea superioară, inscripție cu negru „REST 1957 TZ”. | Muzeul de Etnografie, Brașov                        | Cimec    |
|      | Masă înaltă                                             | Datare: mij.sec.XIX Descoperit: jud. BRAȘOV, com. MĂIERUȘ, MĂIERUȘ Dimensiuni: H = 78 cm Material: lemn de brad, culori tempera, tăiat, cioplit, fasonat, geluit, traforat, găurit, îmbinare cep si scobitura, cuie de lemn, pictat cu pensula                                                                                               | Corpul este confecționat din lemn de molid; are două picioare laterale prevăzute cu talpă, o poliță intermediară și un blat superior. Tăblia superioară pictată pe toată suprafața, pe margine o bordură lată vopsită brun (se văd urme de décor din stratul pictural original), central, o casetă mărginită de un chenar în culorile alb, albastru, roșu cărămiziu, brun, cu décor floral și fitomorf cu motivele „lalea” „ghirlandă”, „rodie”: caseta are fondul oliv, decorul în culorile verde, alb, albastru, roșu cărămiziu, negru, galben. Tăblia intermediară are fondul vopsit brun, cu decor floral și fitomorf, motivul "lalea". Picioarele sunt vopsite cu verde, canturile cu brun-roșcat. | Muzeul de Etnografie, Brașov                        | Cimec    |
|      | Scrin cu spătar                                         | Datare: sec. XIX (scrin), 1751 (spătar) Descoperit: jud. BRAȘOV, com. MĂIERUȘ, MĂIERUȘ Dimensiuni: H = 136 Material: lemn de molid, inele metalice, chit, culori tempera, tăiat, fasonat, geluit, traforat, strunjit, îmbinare coadă de rândunică, îmbinare cuie de lemn, pictat cu pensula.                                                 | Scrin de formă paralelipipedică cu patru picioare de formă piramidală, cu spătar supraînălțat și patru sertare, două colonete laterale. Blatul este pictat policrom în două casete pătrate, pe fond brun cu chenar verde și bordură în culori alternante, alb gălbui și negru. Scrinul are patru sertarele dispuse în trei nivele, pictate policrom pe fond ocru, fiecare având inele metalice pentru utilizare: sertarele superior și cel inferior, sunt pictate policrom în casete cu borduri duble cu motive fitomorfe, în culorile verde, galben, albastru, roșu cărămiziu, în colțuri rozete albe; cele două sertare din mijloc sunt pictate cu motivul „scoica” (stilul „rocaille”), dispus în casete, pe fond verde în culorile roșu cărămiziu, albastru, verde, alb, galben. Pe părțile laterale ale fațadei sunt aplicate două colonete din lemn strunjit, pictate în culorile negru, roșu cărămiziu, verde și galben. Spătarul, probabil adăugat ulterior, pare a fi un căpătâi de la un pat, semicircular în partea superioară cu o bordură profilată, în relief, pictată în trei registre pe fond ocru și cărămiziu, continuat cu curbe și contracurbe pictate cu ocru; suprafața spătarului este pe fond verde, central medalion pe fond ocru cu un buchet pictat multicolor, înconjurat de o coroană de „lauri”; medalionul este la rândul lui înconjurat de alte trei buchete. În partea inferioară o friză de „lalele” și motive florale stilizate dispuse în casete pe fond ocru și roșu cărămiziu. De o parte și de alta a frizei, inițialele „M...F” și anul „17...51”. Lateralele scrinului sunt pictate pe fond ocru cu o casetă dreptunghiulară marcată în culorile brun, alb și verde; în partea superioară a lateralei drepte, inscripție cu negru „TZ Restaur. 1957”. | Muzeul de Etnografie, Brașov                        | Cimec    |
|      | Scaun cu spătar                                         | Datare: mij.sec.XIX Descoperit: jud. BRAȘOV, com. MĂIERUȘ, MĂIERUȘ Dimensiuni: H = 86 cm Material: lemn de brad, vopsele tempera, tăiat, cioplit, fasonat, geluit, traforat, găurit, îmbinare nut și feder, pictat cu pensula | Confecționat din lemn de brad, alcătuit din patru picioare dispuse oblic (cioplite în formă de trunchi de piramidă octogonală) fixate prin găurire în șezut, acesta are trei laturi, cele laterale traforate în linii curbe iar partea din față profilată pe cant, cu spătar ușor înclinat, dintr-o scândură traforată pe contur în formă antropomorfă. Blatul este pictat în tempera pe fond oliv și o casetă care urmărește liniile curbe ale blatului, pe fond brun cu motive florale și fitomorfe stilizate în culorile verde, albastru, bleu, alb. Spătarul cepuit este montat în șezutul scobit, pictat în tempera pe ambele laturi; fațada este pictată pe toată suprafața cu două „vrejuri” de frunze și flori, motivul „lalea”, „rodie”, în culorile oliv, roz, roșu cărămiziu, albastru, dispuse simetric, pe fond verde. Dosul spătarului pictat pe fond brun cu motiv floral și motiv zoomorf, „șarpe cu coroană” în culorile alb-gălbui, verde, oliv. Pe marginea blatului, pe fond verde, inscripție „TZ”. | Muzeul de Etnografie, Brașov                        | Cimec    |
|      | Scaun cu spătar                                         | Datare: mij.sec. XIX Descoperit: jud. BRAȘOV, com. MĂIERUȘ, MĂIERUȘ Dimensiuni: H = 85 Material: lemn de brad, chit, vopsele tempera, tăiat, cioplit, fasonat, traforat, pictat cu pensula | Confecționat din lemn de brad, alcătuit din patru picioare dispuse oblic (cioplite în formă de trunchi de piramidă octogonală) fixate prin găurire în șezut, acesta are trei laturi, cele laterale traforate în linii curbe iar partea din față profilată pe cant, este prevăzut cu spătar ușor înclinat, dintr-o scândură traforată pe contur în formă antropomorfă. Blatul este pictat în tempera pe fond oliv și o casetă care urmărește liniile curbe ale blatului, pe fond brun cu motive florale, „lalea” și fitomorfe stilizate în culorile verde, albastru, bleu, alb, roșu cărămiziu. Spătarul este pictat în tempera pe ambele laturi; fațada este pictată pe toată suprafața cu două „vrejuri” de frunze și flori, motivul „lalea” în culorile oliv, roz, roșu cărămiziu, alb, verde, dispuse simetric, pe fond albastru. Dosul spătarului pictat pe fond brun cu motiv floral, „lalea” și în culorile alb-gălbui, verde, bleu. Pe marginea blatului vopsită în albastru, în spate, inscripție „Th”. | Muzeul de Etnografie, Brașov                        | Cimec    |
|      | Scaun cu spătar                                         | Datare: mijl.sec. XIX Descoperit: jud. BRAȘOV, com. MĂIERUȘ, MĂIERUȘ Dimensiuni: H = 86 cm Material: lemn de brad, chit, vopsele tempera, tăiat, cioplit, fasonat, traforat, pictat cu pensula | Confecționat din lemn de brad, alcătuit din patru picioare dispuse oblic (cioplite în formă de trunchi de piramidă octogonală) fixate prin găurire în șezut, acesta are trei laturi, cele laterale traforate în linii curbe iar partea din față profilată pe cant, este prevăzut cu spătar ușor înclinat, dintr-o scândură traforată pe contur în formă antropomorfă. Blatul este pictat în tempera pe fond oliv și o casetă care urmărește liniile curbe ale blatului, pe fond brun cu motive florale, „lalea” și fitomorfe stilizate în culorile verde, albastru, bleu, alb, roșu cărămiziu. Spătarul este pictat în tempera pe ambele laturi; fațada este pictată pe toată suprafața cu două „vrejuri” de frunze și flori, motivul „lalea”, în culorile oliv, roz, roșu cărămiziu, alb, verde, dispuse simetric, pe fond albastru. Dosul spătarului pictat pe fond brun cu motiv floral, stilizat, „rozetă din petale” în culorile alb, roșu cărămiziu, care iese dintr-un ghiveci. Pe marginea blatului vopsit în albastru, în spate, inscripție „Th”. | Muzeul de Etnografie, Brașov                        | Cimec    |
|      | Scaun cu spătar                                         | Datare: mijl.sec.XIX Descoperit: jud. BRAȘOV, com. MĂIERUȘ, MĂIERUȘ Dimensiuni: H = 86 Material: lemn de brad, chit, vopsele tempera, tăiat, cioplit, fasonat, traforat, pictat cu pensula | Confecționat din lemn de brad, alcătuit din patru picioare dispuse oblic (cioplite în formă de trunchi de piramidă octogonală) fixate prin găurire în șezut, acesta are trei laturi, cele laterale traforate în linii curbe iar partea din față profilată pe cant, este prevăzut cu spătar ușor înclinat, dintr-o scândură traforată pe contur în formă antropomorfă. Blatul este pictat în tempera pe fond albastru, și o casetă care urmărește liniile curbe ale blatului, pe fond verde cu motive florale, „lalea”, și fitomorfe stilizate „vrej”, în culorile oliv, roșu cărămiziu. Spătarul este pictat în tempera pe ambele laturi; fața este pictată pe toată suprafața cu două „vrejuri”, cu motive florale, „lalea” și fitomorfe, „vrej”, „strugure” în culorile alb, bleu, albastru, verde, dispuse simetric, pe fond brun roșcat. Dosul spătarului pictat pe fond brun cu motiv floral, stilizat, „lalea” în culorile alb, albastru, oliv, bleu, verde. Pe marginea blatului vopsit în brun roșcat, în spate, inscripție „Th”. | Muzeul de Etnografie, Brașov                        | Cimec    |
|      | Scaun cu spătar                                         | Datare: mijl.sec.XIX Descoperit: jud. BRAȘOV, com. MĂIERUȘ, MĂIERUȘ Dimensiuni: H = 85,5 cm Material: lemn de brad, chit, vopsele tempera, tăiat, cioplit, fasonat, traforat, pictat cu pensula | Confecționat din lemn de brad, alcătuit din patru picioare dispuse oblic (cioplite în formă de trunchi de piramidă octogonală) fixate prin găurire în șezut, acesta are trei laturi, cele laterale traforate în linii curbe iar partea din față profilată pe cant, este prevăzut cu spătar ușor înclinat, dintr-o scândură traforată pe contur în formă antropomorfă. Blatul este pictat în tempera pe fond brun, și o casetă care urmărește liniile curbe ale blatului, pe fond albastru cu motive florale, „lalea”, și fitomorfe stilizate „vrej”, în culorile roșu cărămiziu, verde, alb. Spătarul este pictat în tempera pe ambele laturi: fața este pictată pe toată suprafața cu două „vrejuri”, cu motive florale, „lalea” și fitomorfe, în culorile alb, bleu, verde, dispuse simetric, pe fond brun. Dosul spătarului pictat pe fond brun cu motiv floral, stilizat, „rozetă cu petale” și „lalea” în culorile alb, verde, ocru. Pe marginea blatului vopsit în verde, în spate, inscripție „Th”. | Muzeul de Etnografie, Brașov                        | Cimec    |
|      | Scaun cu spătar                                         | Datare: mijl.sec.XIX Descoperit: jud. BRAȘOV, com. MĂIERUȘ, MĂIERUȘ Dimensiuni: H = 86 cm Material: lemn de brad, chit, vopsele tempera, tăiat, cioplit, fasonat, traforat, pictat cu pensula | Confecționat din lemn de brad, alcătuit din patru picioare dispuse oblic (cioplite în formă de trunchi de piramidă octogonală) fixate prin găurire în șezut, acesta are trei laturi, cele laterale traforate în linii curbe iar partea din față profilată pe cant, este prevăzut cu spătar ușor înclinat, dintr-o scândură traforată pe contur în formă antropomorfă. Blatul este pictat în tempera pe fond oliv și o casetă care urmărește liniile curbe ale blatului, pe fond brun cu motive florale și fitomorfe stilizate în culorile verde, bleu, alb, roz. Spătarul este pictat în tempera pe ambele laturi; fața este pictată pe toată suprafața cu două „vrejuri” de frunze și flori, motivul „lalea”, în culorile verde, roz, roșu cărămiziu, bleu, dispuse simetric, pe fond verde. Dosul spătarului pictat pe fond brun cu motiv floral și motiv zoomorf, „șarpe cu coroană” în culorile alb-gălbui, verde, bleu. Pe marginea blatului, pe fond verde, inscripție „T(heo) Z(elghy)”. | Muzeul de Etnografie, Brașov                        | Cimec    |
|      | Cuier (blidar)                                          | Datare: sf.sec.XIX Descoperit: jud. BRAȘOV, com. MĂIERUȘ, MĂIERUȘ Dimensiuni: H = 6 cm Material: lemn de brad, vopsele tempera, tăiat, cioplit, fasonat, traforat, pictat cu pensula | Confecționat din scândură de brad: partea superioară are o cornișă aplicată cu cuie de lemn, profilată la bază și elemente traforate cu semicercuri pe partea superioară. Corpul cuierului prezintă un profil la bază, este prevăzut cu 16 cuie din lemn conice, pentru agățat, dispuse pe lungime la distanțe egale, fixate în găurile din scândură. Fondul cuierului este pictat cu verde, elementele profilate de la cornișă și partea inferioară a corpului sunt vopsite în roșu cărămiziu, aceeași culoare se regăsește pe cuie și pe elementele traforate, printr-un decor punctiform; accente cu roșu cărămiziu, motive fitomorfe stilizate se găsesc între cuiele cuierului. | Muzeul de Etnografie, Brașov                        | Cimec    |
|      | Cuier (blidar)                                          | Datare: sf.sec. XIX Descoperit: jud. BRAȘOV, com. MĂIERUȘ, MĂIERUȘ Dimensiuni: H = 14 Material: lemn de brad, vopsele tempera, tăiat, cioplit, fasonat, traforat, pictat cu pensula | Confecționat din scândură de brad: partea superioară are o cornișă profilată în partea de jos și elemente traforate cu semicercuri în partea superioară. Corpul cuierului prezintă un profil la bază, este prevăzut cu 14 cuie din lemn conice, pentru agățat, dispuse pe lungime la distanțe egale, fixate în găurile din scândură. Fondul cuierului este pictat cu albastru, elementele profilate sunt vopsite în roșu cărămiziu, aceeași culoare se regăsește pe cuie și elementele traforate sunt conturate cu alb. Zona centrală a cuierului este decorată cu motivul „ghirlandă” cu elemente florale cu roșu cărămiziu și conturate cu alb. | Muzeul de Etnografie, Brașov                        | Cimec    |
|      | Sfântul Haralambie cu Ciuma                             | Datare: a doua jum. sec. XIX Descoperit: jud. Brașov, com. Bran, Poarta Material: sticlă industrială; coloranți; lianți; soluții de fixare; foiță de aur; lemn de brad; pictură pe dosul sticlei după izvod (tehnica "în oglindă"); desen în peniță; pictat cu pensula; pictat tempera; foiță aplicată                                       | Icoană prezintă în prin plan figura supradimensionată a Sf. Haralambie, înveșmântat cu stihar roșu vermillon, epitrahil verde crom și mitră arhierească pe cap, binecuvântând cu mâna dreaptă, iar în mâna stângă ține Cartea Sfântă. În mâna dreaptă Sfântul ține lanțul cu care este legată ciuma întruchipată într-un personaj uman nud, cu coarne și o coasă în mână, prezentă în registrul inferior, la picioare. Lateral, doi stâlpii, reprezentați cu verde, alb, brun, uniți în registrul superior printr-o arcadă galbenă. În registrul inferior, câmpul este reprezentat prin alternanțe de benzi albe, ocru, roșii, sugerând valuri de pământ din care răsar doi ruji (elemente florale de mari dimensiuni), inscripție cu litere chirilice "Sfân Haralambie". Icoana este protejată de o ramă din lemn cu două elemente profilate pe marginea interioară. Cromatica: roșu, verde, albastru, brun, galben, alb, alb-roz. Rama este băițuită și decorată cu pieptenul. | Muzeul Național Bran, Brașov                        | Cimec    |
|      | Maica Domnului cu Pruncul                               | Datare: a doua jum. sec XIX Descoperit: jud. Brașov, com. Bran, Bran-Poarta Material: sticlă industrială; coloranți; lianți; soluții de fixare; foiță de aur; lemn de brad; pictură pe dosul sticlei după izvod (tehnica "în oglindă"); desen în peniță; pictat cu pensula; pictat tempera; foiță aplicată                                   | În prim plan este Maica Domnului cu Isus, de tip Hodighitria ("Călăuzitoarea"); Iisus îmbrăcat în veșminte de culoare ocru este susținut pe brațul stâng al Maicii Domnului, pe cap are nimb crucifer în mâna stângă ține Cartea Sfântă iar cu dreapta binecuvântează. Fecioara arată (îndrumă) spre Iisus cu mâna dreaptă. Maria este îmbrăcată într-un maforion roșu cu bordură aurie; pe creștet și pe umărul drept apare câte o cruce (cea de pe umărul stâng lipsește) fapt ce sugerează Sfânta Treime; pe cap poartă o coroană înconjurată de aureolă; pentru a accentua somptuozitatea veșmântului iconarul i-a reprezentat Mariei o salbă de bani din aur asemenea celor purtate de femeile bogate din Scheii Brașovului. În registru superior pe fondul albastru al cerului luminat de stele punctiforme albe și roșii, lateral, îngeri, plutind pe nori, susțin coroana Mariei. Personajele icoanei sunt mari, supradimensionate și aduse în prim plan; conturul și desenul fețelor sunt executate mai puțin îngrijit. Cromatica: albastru cobalt, roșu, alb roz, auriu, olive, ocru. Ramă originală din lemn de brad cu elemente profilate pe latura interioară, vopsită cu albastru; placa de sticlă este protejată de scânduri groase din lemn de 2 cm. | Muzeul Național Bran, Brașov                        | Cimec    |
|      | Sfântul Gheorghe                                        | Datare: a doua jum sec. XIX Descoperit: jud. Brașov, com. Bran, Bran Material: sticlă, coloranți; lianți; soluții de fixare; foiță de aur; lemn de brad; pictură pe dosul sticlei după izvod (tehnica "în oglindă"); desen în peniță; pictat cu pensula; pictat tempera; foiță aplicată                                                      | Central, Sf. Gheorghe, îmbrăcat în armură meticulos redată sub forma unor solzi aurii, cu mantie roșie care flutură pe spate, călare pe un cal alb, are în mână o lance pe care o înfige în gura balaurului, ieșit din apă. În registrul superior, în stânga, element arhitectural, castelul, redat sub forma unei case țărănești în poarta căreia se află fata de împărat salvată de la jertfă; din cer coboară un înger care îi oferă Sfântului Gheorghe o cunună, iar Duhul Sfânt în chip de porumbel, își îndreaptă ocrotitor atenția spre el sub forma unor raze aurii. Cromatica: albastru, roșu, alb-roz, ocru, verde, auriu, alb, negru. Ramă originală din lemn de brad cu elemente profilate, băițuită; placa de sticlă este protejată de scânduri groase din lemn de 2 cm. | Muzeul Național Bran, Brașov                        | Cimec    |
|      | Sfântul Nicolae                                         | Datare: milj. sec. XIX Descoperit: jud. Brașov, com. Bran, Poarta Material: glajă (sticlă manuală); coloranți; lianți; soluții de fixare; foiță de aur; lemn de brad; pictură pe dosul sticlei după izvod (tehnica "în oglindă"); desen în peniță; pictat cu pensula; pictat tempera; foiță aplicată                                         | Central Sfântul Nicolae, bust, șezând pe un tron, îmbrăcat într-un veșmânt arhieresc "stihar" de culoare roșu vermillon cu falduri marcate cu alb și cu linii fine cu negru; în jurul gâtului și pe piept epitrahil de culoare verde cu motivul "crucii malteze" stilizate desenat în peniță cu negru, terminat cu franjuri aurii; Sfântul Nicolae ține în mâna stângă Evanghelia iar cu mâna dreapta binecuvântează; pe cap poartă mitră arhierească înconjurată de un nimb auriu; în fundal cerul albastru luminat de câteva stele albe; în registrul superior inscripție în litere chirilice; în partea dreaptă Iisus, plutind pe un nor, ține Cartea Sfântă în mână, capul este înconjurat de aureolă, iar în partea stângă Maria îmbrăcată în maforion roșu vermillon cu mâinile încrucișate pe piept pentru rugă; capul înconjurat de nimb. Cromatică: albastru cobalt, roșu vermion, verde, alb-roz, auriu. Ramă originală din lemn de brad cu elemente profilate cu șanțuri pe latura interioară, vopsită cu baiț albastru închis; placa de sticlă este protejată de trei scânduri groase din lemn de 2-3 cm. | Muzeul Național Bran, Brașov                        | Cimec    |
|      | Arhanghelii Mihail și Gavril                            | Datare: a doua jum. sec. XIX Descoperit: jud. Brașov, com. Moieciu de Jos, Moieciu de Jos Material: sticlă industrială; coloranți; lianți; soluții de fixare; foiță de aur; lemn de brad; pictură pe dosul sticlei după izvod (tehnica "în oglindă"); desen în peniță; pictat cu pensula; pictat tempera; foiță aplicată                     | În prim plan, Arhanghelii Gavril (stânga) și Mihail (dreapta), cu aureole și aripi, susțin globul pământesc asupra căruia se revarsă ocrotitor „ochiul lui Dumnezeu” încadrat într-un triunghi înconjurat de nori, exprimând dogma Sfintei Treimi, atotștiința și pronia lui Dumnezeu. Gavril, mesagerul veștilor bune, are în mâna dreaptă o ramură de crin; Mihail, protectorul oștirii creștine, în haine de ostaș, este reprezentat fără sabie (pictorul nu a respectat simbolistica iconografică și a inversat inscripția cu numele Sfinților). Central, între Arhangheli, masa pe care se află Cartea Sfântă și Crucea. În registrul superior, în fundal, cerul albastru luminat de stele reprezentate punctiform cu alb, iar în colțuri, drapaje. Ramă originală din lemn de brad cu elemente profilate pe latura interioară vopsite în roșu, iar pe latura exterioară cu decor realizat cu pieptenul, care trasează în baițul proaspăt aplicat, linii ondulate, în intenția de a imita fibrele lemnului, așa cum se vedeau pe mobilierul "la modă" în acea vreme; placa de sticlă este protejată de scânduri groase din lemn de 2 cm. Cromatică: albastru, roșu, verde, alb, alb-roz. | Muzeul Național Bran, Brașov                        | Cimec    |
|      | Încoronarea Maicii Domnului                             | Datare: a doua jum. sec. XIX Descoperit: jud. Brașov, com. Moieciu de Jos, Măgura Material: sticlă; coloranți; lianți; soluții de fixare; foiță de aur; lemn de brad; pictură pe dosul sticlei după izvod (tehnica "în oglindă"); desen în peniță; pictat cu pensula; pictat tempera; foiță aplicată                                         | Icoana prezintă scena încoronării Fecioarei Maria; Iisus Hristos și Dumnezeu Tatăl, personaje supradimensionate, sunt reprezentați stând pe nori, cu veșminte bogat drapate cu roșu și ocru; susțin cu mâinile mitra pe care o pun pe capul Mariei, îngenunchiată. Iisus cu nimb circular ține în mâna stângă Crucea, iar Dumnezeu-Tatăl cu nimb triunghiular are în mână stângă sceptru regal și globus cruciger. În mijlocul lor, Maria cu brațele împreunate a rugă frapează prin proporția micșorată. În registrul superior, Duhul Sfânt, simbolizat de porumbel, își revarsă razele. Cromatică: albastru, alb, roșu, ocru, vernil. Ramă originală din lemn de brad cu elemente profilate pe latura interioară, băițuită; placa de sticlă este protejată de scânduri groase din lemn de brad. | Muzeul Național Bran, Brașov                        | Cimec    |
|      | Sfântul Gheorghe                                        | Datare: Sf. sec. XIX Descoperit: jud. Brașov, com. Moieciu de Jos, Măgura Material: sticlă, coloranți; lianți; soluții de fixare; foiță de aur; lemn de brad; pictură pe dosul sticlei după izvod (tehnica "în oglindă"); desen în peniță; pictat cu pensula; pictat tempera; foiță aplicată                                                 | Central, Sf. Gheorghe, îmbrăcat în armură meticulos redată sub forma unor solzi aurii, cu mantie roșie care flutură pe spate, călare pe un cal alb, are în mână o lance pe care o înfige în gura balaurului. În registrul superior, pe fondul albastru al cerului luminat de stele albe și roșii, în partea dreaptă, element arhitectural, castelul, redat sub forma unei case țărănești în poarta căreia se află fata de împărat salvată de la jertfă; două elemente florale, "ruji", de mari dimensiuni. În registrul inferior, pământul este sugerat pe fond verde prin alternanțe de benzi albe și negre; culcat, balaurul, cu două aripi, una roșie și una galbenă, și corpul, cu solzi. Cromatica: albastru, roșu, alb-roz, ocru, verde, auriu, alb, negru. Ramă originală din lemn de brad cu elemente profilate spre interior, decor cu piaptănul în baițul proaspăt aplicat; placa de sticlă este protejată de scânduri groase din lemn de 2 cm. | Muzeul Național Bran, Brașov                        | Cimec    |
|      | Maica Domnului jalnică                                  | Datare: a doua jum. sec. XIX Descoperit: jud. Brașov, com. Bran, Șimon Material: sticlă; coloranți; lianți; soluții de fixare; foiță de aur; lemn de brad; pictură pe dosul sticlei după izvod (tehnica "în oglindă"); desen în peniță; pictat cu pensula; pictat tempera; foiță aplicată                                                    | Central portretul Fecioarei Maria, semibust cu capul înclinat spre stânga, semiprofil, cu mâinile încrucișate pe piept; este înveșmântată cu maforion negru mărginit de o panglică aurie, stea pe cap și umărul drept și nimb cu linii ocru, negru; în registrul inferior, în partea dreaptă, Iisus, crucificat, în miniatură, iar la baza crucii "Moartea" reprezentată printr-un craniu, decor arhitectural "biserică" și motive florale; în registrul superior, apare cerul albastru azuriu luminat de stele albe și aurii și inscripție "MR TU" (Meter Teu); în colțul din dreapta este reprezentat Dumnezeu pe un nor, binecuvântând, iar în colțul din stânga, heruvim plutind pe nor; scena este încadrată de un chenar dublu cu motive geometrice și florale cu galben, roșu, verde. Cromatica: negru, albastru, roșu, ocru, auriu, verde. Ramă originală din lemn de brad cu elemente profilate pe latura interioară, băițuită, cu ornamente realizate cu pieptenul; placa de sticlă este protejată de scânduri groase din lemn de 2 cm. | Muzeul Național Bran, Brașov                        | Cimec    |
|      | Maica Domnului cu Pruncul                               | Datare: prima jum. sec. XIX Descoperit: jud. Brașov, com. Bran, Șimon Material: sticlă; coloranți; lianți; soluții de fixare; foiță de aur; lemn de brad; pictură pe dosul sticlei după izvod (tehnica "în oglindă"); desen în peniță; pictat cu pensula; pictat tempera; foiță aplicată                                                     | Central, Maica Domnului cu Isus, de tip Hodighitria ("Călăuzitoarea"), îmbrăcată într-un maforion roșu cu bordură aurie; pe umărul stâng și creștet apar rozete (cea de pe umărul drept lipsește) fapt ce sugerează Sfânta Treime; pe cap, aureolă; Iisus susținut pe brațul drept al Maicii Domnului este îmbrăcat în veșminte de culoare ocru, iar pe cap, nimb, în mâna dreaptă are un sul cu întruchiparea profețiilor mesianice, iar cu stânga binecuvântează; în fundal, în registrul superior lateral cerul de culoare albastră, decor floral "lalea" cu verde și auriu, inscripție cu litere chirilice, "MR", "TU" (Meter Teu); în fundal, în registrul inferior, spațiul neocupat este acoperit cu un câmp cu linii negre orizontale și verticale; factura compoziției și a desenului este , personajele icoanei sunt mari, supradimensionate și aduse în prim plan. Cromatica: fondul azuriu (heraldic), roșu vermillon, alb-roz, ocru, verde, auriu, alb, negru. Ramă originală din lemn de brad cu element profilat pe latura interioară, băițuită; placa de sticlă este protejată de scânduri groase din lemn de 2-3 cm. | Muzeul Național Bran, Brașov                        | Cimec    |
|      | Sfinții Nicolae și Vasile                               | Datare: sf.sec.XIX Descoperit: jud. Brașov, com. Bran, Șimon Material: sticlă industrială; coloranți; lianți; soluții de fixare; foiță de aur; lemn de brad; pictură pe dosul sticlei după izvod (tehnica "în oglindă"); desen în peniță; pictat cu pensula; pictat tempera; foiță aplicată                                                  | În prim plan, Sfinții Nicolae (stânga) și Vasile (dreapta), înfățișați în picioare, cu mitre și aureole pe cap, îmbrăcați cu haine arhierești, stihar, de culoare albastră (Nicolae) și roz (Vasile), sacos de culoare roșie și epitrahil cu cruci negre. Ambii binecuvântează cu mâna dreaptă, iar în stânga țin Cartea Sfântă. În registrul superior, este reprezentat cerul cu albastru, luminat de stele punctiforme roșii și albe, în colțuri, heruvimi pe nori, inscripții, "C ION" și "C VASILE" cu litere chirilice, iar între capetele Sfinților, vrej cu flori, sugerând tendința spre ornamentare a oricărui spațiu liber. În registrul inferior, cel pământean, câmpul este reprezentat pe fond verde cu alternanțe de benzi albe, verzi și ocru, sugerând valuri de pământ. Ramă originală din lemn de brad cu elemente profilate pe latura interioară vopsite în roșu, iar pe latura exterioară decor realizat cu pieptenul în baițul proaspăt aplicat, linii ondulate, în intenția de a imita fibrele lemnului, așa cum se vedeau pe mobilierul "la modă" în acea vreme; placa de sticlă este protejată de scânduri groase din lemn de 2-3 cm. Cromatică: albastru, roșu, verde, alb, alb-roz. | Muzeul Național Bran, Brașov                        | Cimec    |
|      | Maica Domnului cu Pruncul                               | Datare: prima jum. sec. XIX Descoperit: jud. Brașov, com. Bran, Șimon Material: sticlă industrială; coloranți; lianți; soluții de fixare; foiță de aur; lemn de brad; pictură pe dosul sticlei după izvod (tehnica "în oglindă"); desen în peniță; pictat cu pensula; pictat tempera; foiță aplicată                                         | În prim plan este Maica Domnului cu Isus, de tip Hodighitria ("Călăuzitoarea"); Iisus îmbrăcat în veșminte de culoare verde și ocru este susținut pe brațul stâng al Maicii Domnului fiind reprezentat cu nimbul crucifer, binecuvântând. Fecioara arată (îndrumă) spre Iisus cu mâna dreaptă. Maria este îmbrăcată într-un maforion roșu ornamentat cu motive florale aurii, bordat de o panglică aurie; pe creștet și pe umărul drept apar cruci malteze (cea de pe umărul stâng lipsește) fapt ce sugerează Sfânta Treime; capul este înconjurat de aureolă; pentru a accentua somptuozitatea veșmântului iconarul i-a reprezentat Mariei două salbe de bani de aur asemenea celor purtate de femeile bogate din Scheii Brașovului. În registru superior, pe fond auriu, elemente florale cu roșu, de mari dimensiuni. Personajele icoanei sunt mari, supradimensionate și aduse în prim plan; conturul și desenul fețelor sunt fine și elegante; aglomerarea cadrului este realizată și prin multitudinea de elemente decorative înscrise pe toată suprafața liberă a icoanei: motive florale de mari dimensiuni și lateral în colțul din stânga, jos, un strugure. Cromatica: fondul auriu, roșu vermillon, alb-roz, albastru, ocru, verde. Rama originală din lemn, lată și perfect netedă; placa de sticlă este protejată de scânduri groase din lemn de 2-3 cm. | Muzeul Național Bran, Brașov                        | Cimec    |
|      | Sfântul Ilie Prorocul                                   | Datare: sf. sec. XIX Descoperit: jud. Brașov, com. Bran, Măgura Material: blana,piele,pojita, ata ,lanica,bumbac,fir metalic,tesatura imitatie astrahan,nasturi metal | Compoziția icoanei are două registre delimitate de un rând de nori; în registrul superior apare Prorocul Ilie într-o căruță trasă de doi cai, vesmintele lui Ilie și caii, sunt roșii; căruța, hamurile, roțile cu spițele în formă de cruce, sunt galben aurii; întreaga scenă este proiectată pe un cer albastru pe care sunt reprezentați patru îngeri, trei plutind pe nori; lateral, desenate două flori mari roșii, deasupra cărora într-o bandă albă apar inscripții cu caractere chirilice "Sf. Ilie" în stânga și "Sf. Îngeri" în dreapta. În registrul inferior, cel pământean, pe câmpul reprezentat printr-o alternanță de benzi albe, portocalii și verzi, sugerând valuri de pământ, din care răsar flori roșii supradimensionate, Eliseu, discipolul Prorocului Ilie ară țarina cu un plug cu corman tras de doi boi albi, primind în ipostaza juxtapusă cojocul aruncat din cer de către Ilie, drept semn al urcării acestuia în Impărăția cerului. Cromatica: albastru, roșu, ocru, portocaliu, verde, alb. Ramă originală din lemn de brad, în culoare naturală, cu un element profilat pe latura interioară; placa de sticlă este protejată de scânduri groase din lemn de 2-3 cm. | Muzeul Național Bran, Brașov                        | Cimec    |
|      | Sfântul Haralambie cu Ciuma                             | Datare: sf. sec. XIX Descoperit: jud. Brașov, com. Bran, Bran-Poartă Material: sticlă industrială; coloranți; lianți; soluții de fixare; foiță de aur; lemn de brad; pictură pe dosul sticlei după izvod (tehnica "în oglindă"); desen în peniță; pictat cu pensula; pictat tempera; foiță aplicată                                          | Icoana prezintă în prin plan figura supradimensionată a Sf. Haralambie, binecuvântând cu mâna dreaptă iar în mâna stângă ține Cartea Sfântă; este înveșmântat cu stihar roșu vermillon și epitrahil verde crom, decorat cu cruci malteze, cu mitră arhierească pe cap înconjurată de un nimb auriu. Ciuma este întruchipată de un personaj uman nud, cu coarne, o coasă în mână - prezentă în registrul inferior, la picioare, legată cu un lanț de mâna dreaptă a Sfântului. Personajul central este încadrat de doi stâlpi uniți printr-o boltă, decorați în ocru, roșu, alb, verde, în colțurile superioare, de o parte și de alta, doi îngeri plutind pe nori și inscripție cu litere chirilice "Sfân Haralambie"; elemente florale cu roșu, completează toate spațiile libere. În registrul superior, în colțuri, același decor floral supradimensionat, pe fundalul albastru reprezentând cerul luminat de stele punctiforme cu alb și roșu; lateral compoziția este completată de un decor alveolat în culorile verde, albastru, portocaliu, galben, alb. Cromatica: roșu, verde, albastru, portocaliu, brun, galben, alb, alb-roz. Icoana este protejată de o ramă din lemn cu elemente profilate pe marginea interioară vopsite în roșu, iar pe marginea exterioară linii vălurite cu baiț pictate cu pensula. | Muzeul Național Bran, Brașov                        | Cimec    |
|      | Maica Domnului cu Iisus                                 | Datare: sf.sec.XIX Descoperit: jud. Brașov, com. Fundata, Șirnea Material: sticlă; coloranți; lianți; soluții de fixare; foiță de aur; lemn de brad; pictură pe dosul sticlei după izvod (tehnica "în oglindă"); desen în peniță; pictat cu pensula; pictat tempera; foiță aplicată                                                          | În prim plan, Maica Domnului cu Iisus, de tip Hodighitria ("Călăuzitoarea"); Iisus îmbrăcat în veșminte de culoare roz și ocru este susținut pe brațul stâng al Maicii Domnului fiind reprezentat cu nimbul crucifer, binecuvântând cu mâna dreaptă, iar cu mâna stângă ține sulul reprezentând profețiile mesianice. Fecioara arată (îndrumă) spre Iisus cu mâna dreaptă. Maria este îmbrăcată într-un maforion roșu bordat de o panglică aurie; pe creștet poartă o coroană înconjurată de un nimb dublu conturat iar pe umărul drept apare crucea malteză (cele de pe creștet și umărul stâng lipsesc); pentru a accentua somptuozitatea veșmântului iconarul i-a reprezentat Mariei o salbă de bani din aur asemenea celor purtate de femeile bogate din Șcheii Brașovului. În registru superior, pe cerul albastru luminat de stele punctiforme realizate cu alb și roșu, Maria este flancată de doi îngeri cu mâinile împreunate a rugă. Personajele centrale supradimensionate și aduse în prim plan, sunt înconjurate de un chenar cu îngeri și 12 Sfinți în medalioane. Conturul și desenul fețelor sunt fine și elegante, aglomerarea cadrului este realizată și prin multitudinea de elemente decorative înscrise pe toată suprafața liberă a icoanei: motive florale de mari dimensiuni. Cromatica: albastru, galben, roșu vermillon, alb-roz, ocru, verde, auriu. Rama originală din lemn, cu elemente profilate pe latura interioară, iar pe cea exterioară, decor realizat cu piaptănul în baițul proaspăt aplicat; placa de sticlă este protejată de scânduri groase din lemn de 2-3 cm. | Muzeul Național Bran, Brașov                        | Cimec    |
|      | Sfântul Ilie Prorocul                                   | Datare: sf. sec. XIX Descoperit: jud. Brașov, com. Fundata, Șirnea Material: sticlă industrială; coloranți; lianți; soluții de fixare; foiță de aur; lemn de brad; pictură pe dosul sticlei după izvod (tehnica "în oglindă"); desen în peniță; pictat cu pensula; pictat tempera; foiță aplicată                                            | Compoziția icoanei are două registre delimitate de un rând de nori; în registrul superior apare Prorocul Ilie într-o căruță trasă de doi cai înaripați; vesmintele lui Ilie, caii, căruța sunt roșii, hamurile, aripile cailor, roțile căruței, cu spițele în formă de cruce, sunt galben aurii; întreaga scenă este proiectată pe un cer înstelat; în colțuri, desenate nemotivat două flori mari roșii, central, într-o bandă albă este inscripția cu caractere chirilice "Sf. Ilie". Registrul inferior este cel pământean, câmpul este reprezentat printr-o alternanță de benzi albe, verzi și brune, sugerând valuri de pământ; central, în fundal, apare plugul de lemn, cu cuțitul și cormanul, tras de o pereche de boi albi, ansamblu cu evidente accente etnografice. În colțul din stânga, jos, apare o altă scenă cu Prorocul Ilie, bine delimitată printrun contur de culoare roșie de restul icoanei. În colțul din dreapta apare un alt personaj, Adam. Întreaga scenă desenată naiv este delimitată de un imens boboc de lalea cu frunze. Ramă originală din lemn de brad cu element profilat pe latura interioară, ornamentată cu dungi din baiț. Cromatica: albastru, roșu, ocru, verde, alb. | Muzeul Național Bran, Brașov                        | Cimec    |
|      | Masa Raiului                                            | Datare: sf. sec. XIX Descoperit: jud. Brașov, com. Fundata, Șirnea Material: sticlă industrială; coloranți; lianți; soluții de fixare; foiță de aur; lemn de brad; pictură pe dosul sticlei după izvod (tehnica "în oglindă"); desen în peniță; pictat cu pensula; pictat tempera; foiță aplicată                                            | Masa Raiului, reprezentată de patru romburi dispuse în grilă, sprijinite cu câte o latură pe un romb central, la care sunt înscriși participanții la ospățul ceresc: de la stânga la dreapta, de sus în jos, Iisus binecuvântând cu mâna stângă, iar cu mâna dreaptă ținând globul pământesc, îmbrăcat cu veșmânt albastru și sacos roșu, Maica Domnului cu Pruncul, îmbrăcată cu maforion roșu, Sf. Nicolae îmbrăcat cu stihar bej și sacos roșu, binecuvântând cu mâna stângă și ținând Cartea Sfântă în mâna dreaptă, Sf. Paraschiva îmbrăcată cu maforion roșu, cu crucea în mâna dreaptă. În fundalul celor patru romburi este prezent în registrul superior cerul albastru, iar în cel inferior, alternanțe de linii negre pe fond galben, sugerând valuri de pământ. Rombul central include o compoziție cu o floare roșie mai mare pe care se sprijină o cruce și alte 6 floricele roșii, de o parte și de alta. Benzile ce delimitează romburile sunt prevăzute cu linii ondulate cu negru pe fond auriu și verde crom. Punctele de încrucișare ale benzilor ce delimitează romburile sunt prevăzute cu câte o rozetă (motiv floral) verde cu accente albe. În colțuri, drapaje, iar restul spațiilor sunt umplute cu jumătăți de flori roșii și alternanțe de linii negre, albastre, ocru. Ramă originală din lemn de brad, vopsită cu verde, cu element profilat pe latura interioară; placa de sticlă este protejată de scânduri groase din lemn de 2-3 cm. Cromatică: albastru, roșu, verde, alb, alb-roz. | Muzeul Național Bran, Brașov                        | Cimec    |
|      | Masa Raiului                                            | Datare: sf. sec. XIX Descoperit: jud. Brașov, com. Fundata, Șirnea Material: sticlă industrială; coloranți; lianți; soluții de fixare; foiță de aur; lemn de brad; pictură pe dosul sticlei după izvod (tehnica "în oglindă"); desen în peniță; pictat cu pensula; pictat tempera; foiță aplicată                                            | Masa Raiului, reprezentată de patru romburi dublu conturate sprijinite cu câte o latură pe un romb central, la care sunt înscriși participanții la ospățul ceresc: de la stânga la dreapta, de sus în jos: Iisus binecuvântând cu mâna stângă, îmbrăcat cu veșmânt roșu, Maica Domnului cu Pruncul, îmbrăcată cu maforion roșu, Sf. Nicolae îmbrăcat cu stihar verde și sacos roșu, binecuvântând cu mâna stângă, Sf. Paraschiva îmbrăcată cu maforion roșu, cu crucea în mâna dreaptă. Rombul central include o compoziție cu un decor floral, înconjurat de patru îngeri. Benzile ce delimitează romburile au linii ondulate cu roșu pe fond brun. Fondul icoanei este verde. Cromatică: albastru, roșu, verde, alb, alb-roz. Ramă originală din lemn de brad, vopsită cu verde, cu element profilat pe latura interioară; placa de sticlă este protejată de scânduri groase din lemn de 2-3 cm. | Muzeul Național Bran, Brașov                        | Cimec    |
|      | Maica Domnului cu Pruncul                               | Datare: prima jum. sec. XIX Descoperit: jud. Brașov, com. Bran, Șirnea Material: glajă (sticlă manuală); coloranți; lianți; soluții de fixare; foiță de aur; lemn de brad; pictură pe dosul sticlei după izvod (tehnica "în oglindă"); desen în peniță; pictat cu pensula; pictat tempera; foiță aplicată                                    | În prim plan este Maica Domnului cu Isus, de tip Hodighitria ("Călăuzitoarea"); Iisus îmbrăcat în veșminte de culoare verde și ocru și este susținut pe brațul stâng al Maicii Domnului fiind reprezentat cu nimbul crucifer, cu un sul în mâna stângă intruchipând profețiile mesianice, iar cu dreapta binecuvântează. Fecioara arată (îndrumă) spre Iisus cu mâna dreaptă. Maria este îmbrăcată într-un maforion vermion; pe umărul drept apare o rozetă (cea din creștet și de pe umărul stâng lipsesc) fapt ce sugerează Sfânta Treime; pe cap poartă o coroană iar capul este înconjurat de aureolă, pentru a accentua somptuozitatea veșmântului iconarul i-a reprezentat Mariei salbă de bani din aur asemenea celor purtate de femeile bogate din Scheii Brașovului; deasupra umărului drept, heruvim plutind; în fundal, cerul de culoare albastru ceruleum, este luminat de stele de culoare ocru; în registrul superior inscripție în litere chirilice; personajele icoanei sunt mari, supradimensionate și aduse în prim plan; conturul și desenul fețelor sunt fine și elegante. Cromatica: fondul albastru ceruleum, roșu vermion, alb-roz, ocru, verde, oranj. Ramă originală din lemn de brad cu elemente profilate cu șanțuri pe latura interioară, latura experioară vopsită cu vopsea de ulei verde; placa de sticlă este protejată de scânduri groase din lemn de 2-3 cm. | Muzeul Național Bran, Brașov                        | Cimec    |
|      | Maica Domnului Jalnică                                  | Datare: mijl. sec. XIX Descoperit: jud. Brașov, com. Fundata, Șirnea Material: sticlă; coloranți; lianți; soluții de fixare; foiță de aur; lemn de brad; pictură pe dosul sticlei după izvod (tehnica "în oglindă"); desen în peniță; pictat cu pensula; pictat tempera; foiță aplicată                                                      | Central portretul Fecioarei Maria, bust cu capul înclinat spre stânga, semiprofil, cu mâinile încrucișate pe piept a rugă, este înveșmântată cu maforion negru mărginit de o panglică aurie, stea pe cap și umărul drept și nimb din linii ocru, alb și negru; în registrul inferior, în partea dreaptă, Iisus crucificat în miniatură, decor arhitectural "biserică" și motive florale; în registrul superior pe fond verde, inscripție "MR TU" (Meter Teu), iar în colțul din dreapta este reprezentat Dumnezeu stând pe nori, cu capul înconjurat de un nimb triunghiular, îmbrăcat cu sacos roșu, arătând spre Maria cu mâna stângă. Cromatica: albastru marin, negru, albastru, roșu, ocru, auriu, verde. Ramă originală din lemn de brad cu element profilat pe latura interioară, vopsită cu vopsea verde de ulei, placa de sticlă este protejată de scânduri groase din lemn de 2-3 cm. | Muzeul Național Bran, Brașov                        | Cimec    |
|      | Sfântul Ilie Prorocul                                   | Datare: prima jum sec. XIX ? Descoperit: jud. Brașov, com. Șirnea, Fundata Material: sticlă industrială; coloranți; lianți; soluții de fixare; foiță de aur; lemn de brad; pictură pe dosul sticlei după izvod (tehnica "în oglindă"); desen în peniță; pictat cu pensula; pictat tempera; foiță aplicată                                    | Compoziția icoanei are două registre delimitate de un rând de nori; în registrul superior apare Prorocul Ilie într-o căruță trasă de doi cai înaripați; veșmintele lui Ilie și caii, sunt roșii, aripile cailor, căruța, hamurile, roțile cu spițele în formă de cruce, sunt cu galben auriu; întreaga scenă este proiectată pe un cer albastru pe care este reprezentat un înger plutind pe nori; lateral, desenate două flori mari roșii, deasupra cărora într-o benzi albe apar inscripții cu caractere chirilice "Sf. Ilie Proroc" în dreapta; în colțuri, drapaje cu albastru, auriu și alb. În registrul inferior, cel pământean, pe câmpul reprezentat prin alternanțe de benzi albe, ocru și verzi, sugerând valuri de pământ, din care răsar vrejuri cu flori, Adam, ară țarina cu un plug tras de doi boi albi, și Eliseu, discipolul Prorcului Ilie, primește cojocul aruncat din cer de către Ilie, drept semn al urcării acestuia în Impărăția cerului. Cromatica: albastru, roșu, ocru, portocaliu, verde, alb. Ramă originală din lemn de brad, vopsită, cu elemente profilate pe latura interioară; placa de sticlă este protejată de scânduri groase din lemn de 2-3 cm. | Muzeul Național Bran, Brașov                        | Cimec    |
|      | Învierea lui Iisus                                      | Datare: sf. sec.XIX Descoperit: jud. Brașov, com. Bran Predeluț, Bran Material: sticlă industrială; coloranți; lianți; soluții de fixare; foiță de aur; lemn de brad; pictură pe dosul sticlei după izvod (tehnica "în oglindă"); desen în peniță; pictat cu pensula; pictat tempera; foiță aplicată                                         | | Muzeul Național Bran, Brașov                        | Cimec    |
|      | Sfântul Nicolae                                         | Datare: a doua jum. sec.XIX Descoperit: jud. Brașov, com. Bran, Predeluț Material: sticlă industrială; coloranți; lianți; soluții de fixare; foiță de aur; lemn de brad; pictură pe dosul sticlei după izvod (tehnica "în oglindă"); desen în peniță; pictat cu pensula; pictat tempera; foiță aplicată                                      | Central Sfântul Nicolae, binecuvântând, cu mitră înconjurată de un nimb auriu, îmbrăcat într-un veșmânt arhieresc, "stihar", de culoare roșu vermillon cu falduri marcate cu alb și cu linii fine cu negru; pe piept, epitrahil de culoare verde cu motivul "crucii malteze", terminat cu franjuri aurii; în mâna stângă ține Evanghelia iar cu mâna dreapta binecuvântează; în fundal cerul albastru luminat de stele albe; în registrul superior inscripție cu litere chirilice, în colțuri, plutind pe nori, în dreapta, Isus cu nimb auriu, ține Cartea Sfântă, iar în stânga Maria îmbrăcată în maforion roșu vermillon ține brațele deschise; în registrul median, element de arhitectură, biserică, și cele trei personaje feminine, fetele de împărat; în dreapta, jos, tatăl fetelor în poziție de rugăciune, iar în stânga, două elemente florale supradimensionate. Cromatică: albastru cobalt, roșu vermion, verde, alb-roz, auriu. Ramă originală din lemn de brad cu elemente profilate pe latura interioară, acesta prezintă dungi ondulate pictate cu pensula; placa de sticlă este protejată de trei scânduri groase din lemn de 2-3 cm. | Muzeul Național Bran, Brașov                        | Cimec    |
|      | Maica Domnului cu Pruncul                               | Datare: a doua jum. sec XIX Descoperit: jud. Brașov, com. Bran, Predeluț Material: sticlă industrială; coloranți; lianți; soluții de fixare; foiță de aur; lemn de brad; pictură pe dosul sticlei după izvod (tehnica "în oglindă"); desen în peniță; pictat cu pensula; pictat tempera; foiță aplicată                                      | În prim plan este Maica Domnului cu Isus, de tip Hodighitria ("Călăuzitoarea"); Iisus îmbrăcat în veșminte de culoare oranj și ocru este susținut pe brațul stâng al Maicii Domnului fiind reprezentat cu nimb, binecuvântând. Fecioara arată (îndrumă) spre Iisus cu mâna dreaptă. Maria este îmbrăcată într-un maforion roșu cu bordură aurie; pe umărul drept apare o rozetă (cea din creștet și de pe umărul stâng lipsesc) fapt ce sugerează Sfânta Treime, pe cap poartă o coroană iar capul este înconjurat de aureolă; în registru superior, lateral, îngeri plutind pe nori; personajele icoanei sunt mari, supradimensionate și aduse în prim plan; conturul și desenul fețelor sunt executate mai puțin îngrijit. Cromatica: verde crom, roșu, alb-roz, albastru, ocru, oranj. Ramă originală din lemn de brad cu elemente profilate pe latura interioară, vopsită cu vopsea de ulei ocru închis; placa de sticlă este protejată de scânduri groase din lemn de 2-3 cm. (dos incomplet) | Muzeul Național Bran, Brașov                        | Cimec    |
|      | Sfântul Haralambie                                      | Datare: prima jum. se. XIX Descoperit: jud. Brașov, com. Bran, Poartă Material: glajă; coloranți; lianți; soluții de fixare; foiță de aur; lemn de brad; pictură pe dosul sticlei după izvod (tehnica "în oglindă"); desen în peniță; pictat cu pensula; pictat tempera; foiță aplicată                                                      | Icoană ce prezintă în prin plan figura supradimensionată a Sf. Haralambie, binecuvântând cu mâna dreaptă, iar în mâna stângă acesta ține Cartea Sfântă, înveșmântat cu stihar roșu vermillon și epitrahil verde crom. Cu mitră arhierească pe cap. Ciuma este întruchipată de un personaj uman feminin nud, cu coarne, o coasă în mână - prezentă în registrul inferior, la picioare, în poziție șezândă. Compoziția din fundal este reprezentată de doi stâlpi laterali, colorați în verde, alb, brun. Compoziția este completată de o zonă vălurită în culorile roșu, portocaliu, galben, alb și cerul albastru. Sfântul este flancat de doi îngeri care arată înspre Sfânt și inscripție cu litere chirilice "Sfân Haralambie". Icoana este protejată de o ramă din lemn cu element profilat pe marginea interioară. Rama este vopsită cu baiț. Cromatica: roșu, verde, albastru, brun, galben, alb, alb-roz. | Muzeul Național Bran, Brașov                        | Cimec    |
|      | Maica Domnului cu Pruncul                               | Datare: prima jum. sec. XIX Descoperit: jud. Brașov, com. Fundata, Șirnea Material: glajă; coloranți tempera; lianți; soluții de fixare; foiță de aur; lemn de brad; pictură pe dosul sticlei după izvod (tehnica "în oglindă"); desen în peniță; pictat cu pensula; pictat tempera; foiță aplicată; înrămat                                 | Central, Maica Domnului cu Isus, de tip Hodighitria ("Călăuzitoarea"), îmbrăcată într-un maforion roșu vermillon; pe umărul drept și creștet apar rozete (cea de pe umărul stâng lipsește) fapt ce sugerează Sfânta Treime; pe cap, o coroană și aureolă, iar pentru accentuarea somptuozitatății veșmântului iconarul i-a reprezentat Mariei salbă de bani din aur asemenea celor purtate de femeile bogate din Scheii Brașovului; în registrul superior, deasupra umerilor, Mihail și Gavril plutind pe nori; Iisus îmbrăcat în veșminte de culoare roșu vermillon este susținut pe brațul stâng al Maicii Domnului fiind reprezentat cu nimbul crucifer, cu un sul în mâna stângă intruchipând profețiile mesianice, iar cu dreapta binecuvântează; în fundal, cerul de culoare verde cu stele de culoare neagră; în registrul superior inscripție în litere chirilice, indescifrabile; factura compoziției și a desenului este naivă, personajele icoanei sunt mari, supradimensionate și aduse în prim plan. Cromatica: fondul verde crom, roșu vermillon, alb-roz, ocru, verde, oranj. Ramă originală din lemn de brad cu elemente profilate cu șanțuri pe latura interioară, latura experioară vopsită cu vopsea de ulei albastru; placa de sticlă este protejată de scânduri groase din lemn de 2-3 cm. | Muzeul Național Bran, Brașov                        | Cimec    |
|      | Încoronarea Maicii Domnului                             | Datare: sf.sec. XIX Descoperit: jud. Brașov Material: sticlă; coloranți; lianți; soluții de fixare; foiță de aur; lemn de brad; pictura pe dosul sticlei după izvod (tehnică "în oglindă"); desen în peniță; pictat cu pensula; pictat tempera; foiță aplicată                                                                               | În registrul inferior, central este reprezentată Fecioara Maria îngenunchiată și cu mâinile împreunate a rugă; capul este înconjurat de o aureolă și este îmbrăcată cu maforion roșu. De o parte și de alta Iisus Hristos cu nimbul crucifer și Dumnezeu Tatăl cu nimb triunghiular, personaje supradimensionate, șezând pe nori, îmbrăcați cu veșminte bogat drapate cu roșu și albastru, susțin cu mâinile mitra pe care o pun pe capul Mariei. Iisus ține în mâna dreaptă Crucea, iar Dumnezeu-Tatăl are în mână stângă sceptru regal sprijinit pe globul cruciger. În registrul superior, pe fondul albastru al cerului luminat de stele punctiforme albe și roșii, Duhul Sfânt, simbolizat de porumbel încadrat într-un soare, își revarsă razele spre capul Mariei; de o parte și de alta cu litere chirilice inscripții pe fond verde. În colțul dreapta sus drapaj cu verde, roșu și roz. Cromatică: verde, albastru, alb, roșu, ocru, roz. Ramă originală din lemn de brad cu elemente profilate pe latura interioară, băițuită, cu ornamente realizate cu pieptenul; placa de sticlă este protejată de scânduri groase din lemn de 2-3 cm. | Muzeul Național Bran, Brașov                        | Cimec    |
|      | Sfântul Ilie Prorocul                                   | Datare: sf. sec. XIX Descoperit: jud. București, București Material: sticlă industrială; coloranți; lianți; soluții de fixare; foiță de aur; lemn de brad; pictură pe dosul sticlei după izvod (tehnica "în oglindă"); desen în peniță; pictat cu pensula; pictat tempera; foiță aplicată                                                    | Compoziția icoanei are două registre delimitate de un rând de nori; în registrul superior apare Prorocul Ilie într-o căruță trasă de doi cai înaripați; veșmintele lui Ilie, caii, căruța sunt roșii, hamurile, aripile cailor, roțile căruței, cu spițele în formă de cruce, sunt galben aurii; întreaga scenă este proiectată pe un cer înstelat; în colțuri, desenate nemotivat două flori mari roșii, central, într-o bandă albă este inscripția cu caractere chirilice "Sf. Ilie". Registrul inferior este cel pământean, câmpul este reprezentat printr-o alternanță de benzi albe, brune și verzi, sugerând valuri de pământ; central, în fundal, apare plugul de lemn, cu cuțitul și cormanul, tras de o pereche de boi albi, ansamblu cu evidente accente etnografice. În colțul din stânga, jos, apare o scenă cu Prorocul Ilie, în deșert, bine delimitată de restul scenei. În colțul din dreapta apare un alt personaj, probabil ar fi trebuit să fie Elisei, dar pe inscripția de deasupra aureolei apare Adam. Întreaga scenă desenată naiv este delimitată de un imens boboc de lalea cu frunze. Cromatica: albastru, roșu, ocru, verde, alb. Ramă originală din lemn de brad cu două elemente profilate pe latura interioară,cu decor relizat cu pensula cu baiț; placa de sticlă este protejată de scânduri groase din lemn de 2-3 cm. | Muzeul Național Bran, Brașov                        | Cimec    |
|      | Încoronarea Maicii Domnului                             | Datare: Sf. sec. XIX Descoperit: jud. București Material: sticlă; coloranți; lianți; soluții de fixare; foiță de aur; lemn de brad; pictura pe dosul sticlei după izvod (tehnică "în oglindă"); desen în peniță; pictat cu pensula; pictat tempera; foiță aplicată                                                                           | În registrul inferior, central este reprezentată Fecioara Maria îngenunchiată și cu mâinile împreunate a rugă; capul este înconjurat de o aureolă și este îmbrăcată cu maforion roșu. De o parte și de alta Iisus Hristos cu nimb crucifer și Dumnezeu Tatăl cu nimb triunghiular, personaje supradimensionate, șezând pe nori, îmbrăcați cu veșminte bogat drapate cu roșu și albastru, susțin cu mâinile coroana pe care o pun pe capul Mariei. Iisus ține în mâna dreaptă Crucea, iar Dumnezeu-Tatăl are în mână stângă sceptru regal sprijinit pe globul cruciger. În registrul superior, pe fondul albastru al cerului luminat de stele punctiforme albe și roșii, Duhul Sfânt, simbolizat de porumbel încadrat într-un soare, își revarsă razele spre capul Mariei; de o parte și de alta cu litere chirilice, inscripții pe fond verde. În colțul dreapta sus drapaj cu verde, roșu și roz. Lateral pe fiecare parte chenar cu linii ondulate roșu vișiniu pe fond roz, în partea superioară ghirlandă cu motive florale cu roșu, verzi pe fond alb. Cromatică: verde, albastru, alb, roșu, ocru, roz. Ramă originală din lemn de brad cu elemente profilate pe latura interioară, băițuită, cu ornamente realizate cu pieptenul; placa de sticlă este protejată de scânduri groase din lemn de 2-3 cm. | Muzeul Național Bran, Brașov                        | Cimec    |
|      | Sfinții Ion și Vasile                                   | Datare: sf. sec. XIX Descoperit: jud. București, București Material: sticlă industrială; coloranți; lianți; soluții de fixare; foiță de aur; lemn de brad; pictură pe dosul sticlei după izvod (tehnica "în oglindă"); desen în peniță; pictat cu pensula; pictat tempera; foiță aplicată                                                    | În prim plan, Sfinții Ion (stânga) și Vasile (dreapta), înfățișați în picioare, cu mitre și aureole pe cap, îmbrăcați cu haine arhierești, stihar de culoare roșie și epitrahil pe fond albastru (Ion) și verde (Vasile), cu cruci aurii. Ambii binecuvântează cu mâna dreaptă, iar în stânga țin Cartea Sfântă. În registrul superior, este reprezentat cerul pe fond albastru, luminat de stele roșii și albe, în colțul din stânga heruvim pe nori, inscripții, "S ION" și "S VASILE" cu litere chirilice, iar între capetele Sfinților, decor floral supradimensionat, tendința iconarului de a umple orice spațiu liber. În registrul inferior, cel pământean, câmpul este reprezentat pe fond verde cu flori și alternanțe de benzi albe, verzi și ocru, sugerând valuri de pământ. Cromatică: albastru, roșu, verde, alb, alb-roz, portocaliu. Ramă originală din lemn de brad cu elemente profilate pe latura interioară, iar pe latura exterioară cu decor realizat cu pieptenul, care trasează în baițul proaspăt aplicat, linii ondulate, în intenția de a imita fibrele lemnului, așa cum se vedeau pe mobilierul "la modă" în acea vreme; placa de sticlă este protejată de scânduri groase din lemn de 2-3 cm. | Muzeul Național Bran, Brașov                        | Cimec    |
|      | Sfinții Vasile, Ioan și Grigore                         | Datare: sf. sec. XIX Descoperit: jud. București, București Material: sticlă; coloranți; lianți; soluții de fixare; foiță de aur; lemn de brad; pictura pe dosul sticlei după izvod (tehnică "în oglindă"); desen în peniță; pictat cu pensula; pictat tempera; foiță aplicată                                                                | În prim plan, Sfinții Vasile, Ioan și Grigore înfățișați în picioare, cu mitre și aureole pe cap, îmbrăcați cu haine arhierești, stihar de culoare roșie și epitrahil pe fond ocru (Vasile și Grigore) și verde (Ioan), cu cruci. Toți trei binecuvântează cu mâna dreaptă, iar în stânga țin Cartea Sfântă. În registrul superior, este reprezentat cerul pe fond albastru cu inscripții cu litere chirilice, iar între capetele Sfinților, decor floral supradimensionat, tendința iconarului de a umple orice spațiu liber. Cromatică: albastru, roșu, verde, alb, alb-roz, portocaliu. Ramă originală din lemn de brad cu elemente profilate pe latura interioară, vopsită; placa de sticlă este protejată de scânduri groase din lemn de 2 cm. | Muzeul Național Bran, Brașov                        | Cimec    |
|      | Maica Domnului cu Pruncul și Sfinții                    | Datare: a doua jum. sec. XIX Descoperit: jud. București, București Material: sticlă industrială; coloranți; lianți; soluții de fixare; foiță de aur; lemn de brad; pictură pe dosul sticlei după izvod (tehnica "în oglindă"); desen în peniță; pictat cu pensula; pictat tempera; foiță aplicată                                            | În prim plan este Maica Domnului cu Isus, de tip Hodighitria ("Călăuzitoarea") șezând pe un tron; de-o parte și de alta doi sfinți îmbrăcați în haine arhierești de culoare roșie, pe cap aureolă; cel din stânga ține în mână o cruce și cel din dreapta o cădelniță; Iisus îmbrăcat în veșminte de culoare verde și ocru este susținut pe brațul stâng al Maicii Domnului fiind reprezentat cu coroană și aureolă, binecuvântează cu mâna dreaptă. Fecioara arată (îndrumă) spre Iisus cu mâna dreaptă; este îmbrăcată într-un maforion roșu, bordat de o panglică aurie; pe cap are coroană și aureolă; În registru superior, pe fondul albastru al cerului luminat de stele albe și roșii sunt reprezentați trei îngeri plutind pe nori. Pe trei laturi chenar cu elemente florale cu roșu, de mari dimensiuni și struguri. Personajele icoanei sunt mari, supradimensionate și aduse în prim plan; conturul și desenul fețelor sunt fine și elegante; aglomerarea cadrului este realizată și prin multitudinea de elemente decorative înscrise pe toată suprafața liberă a icoanei. Cromatica: fondul albastru, roșu vermillon, galben, verde, alb-roz, ocru, verde. Ramă originală din lemn de brad cu elemente profilate pe latura interioară, băițuită, cu ornamente realizate cu pieptenul; placa de sticlă este protejată de scânduri groase din lemn de 2 cm. | Muzeul Național Bran, Brașov                        | Cimec    |
|      | Botezul Domnului                                        | Datare: a doua jum. sec. XIX Descoperit: jud. București Material: sticlă; coloranți; lianți; soluții de fixare; foiță de aur; lemn de brad; pictura pe dosul sticlei după izvod (tehnică "în oglindă"); desen în peniță; pictat cu pensula; pictat tempera; foiță aplicată                                                                   | Central, Iisus cu aureolă cu inscripție, îmbrăcat sumar cu veșmânt roșu, cu mâinile încrucișate pe piept, stând cu picioarele pe zapisul încheiat de Adam cu Satana; în dreapta, Sf. Ioan Botezătorul, îmbrăcat în sacos roșu sub care poartă un veșmânt mițos, cu mâna stângă îndreptată spre Iisus, Îl botează, iar în mâna dreaptă ține crucea; aureolă pe cap cu inscripție cu litere chirilice, "C IOAN"; în stânga lui Iisus, plutind pe un nor, un înger cu aureolă și veșmânt roșu, ținând în mâini o pânză drapată galbenă. În registrul superior, central, înconjurat de nori, pe fundalul alb inscripție cu litere chirilice și Duhul Sfânt în chip de porumbel, își în dreaptă ocrotitor atenția spre Iisus sub forma unor raze aurii. Registrul inferior, cel pâmântean, este reprezentat de linii orizontale albe, negre, pe fond verde, sugerând valuri de pământ. Lateral pe fiecare parte chenar cu elemente florale roșii pe fond albastru, în partea inferioară pe fond alb. Cromatica: verde, roșu, alb-roz, ocru, auriu, alb, albastru, negru. Ramă originală din lemn de brad cu element profilat pe latura interioară, băițuită, decorată cu pieptenul; placa de sticlă este protejată de scânduri groase din lemn de 2 cm. | Muzeul Național Bran, Brașov                        | Cimec    |
|      | Maica Domnului cu Pruncul                               | Datare: prima jum. sec. XIX Descoperit: jud. București, București Material: sticlă industrială; coloranți; lianți; soluții de fixare; foiță de aur; lemn de brad; pictură pe dosul sticlei după izvod (tehnica "în oglindă"); desen în peniță; pictat cu pensula; pictat tempera; foiță aplicată                                             | În prim plan este Maica Domnului cu Isus, de tip Hodighitria ("Călăuzitoarea"); Iisus îmbrăcat în veșminte de culoare albastră și ocru, este susținut pe brațul stâng al Maicii Domnului, fiind reprezentat cu nimb pe cap, binecuvântând. Fecioara arată (îndrumă) spre Iisus cu mâna dreaptă. Maria este îmbrăcată într-un maforion roșu bogat drapat și bordat cu panglică aurie, iar pe cap poartă o eșarfă verde; în registrul superior, pe fondul albastru în colțuri, două ornamente florale cu inscripții cu litere chirilice; personajele icoanei sunt mari, supradimensionate, aduse în prim plan. Cromatica: fondul albastru, roșu, alb-roz, ocru, verde, auriu. Ramă originală din lemn de brad cu elemente profilate pe latura interioară, băițuită; placa de sticlă este protejată de scânduri groase din lemn de 2 cm. | Muzeul Național Bran, Brașov                        | Cimec    |
|      | Îngroparea lui Iisus (Prohodul Domnului)                | Datare: mijl. sec. XIX Descoperit: jud. București, Bucuresti Material: sticlă; coloranți; lianți; soluții de fixare; foiță de aur; lemn de brad; pictură pe dosul sticlei după izvod (tehnica "în oglindă"); desen în peniță; pictat cu pensula; pictat tempera; foiță aplicată                                                              | În prim plan, corpul lui Iisus pe un giulgiu susținut de doi Sfinți deasupra mormântului; central, Maria îndoliată, cu aureolă, îmbrăcată în maforion negru, cu mâinile împreunate a rugă având de o parte și de alta trei femeii Sfinte, cu aureole, îmbrăcate în veșminte ocru cu maforioane roșii. În plan superior pe fond albastru, drapaje, iar în colțuri, motive florale stilizate, inscripție cu litere chirilice, "Îngropa...rea lui", și central, Crucea. Cromatica: albastru, roșu, alb, galben ocru, alb roz, negru. Rama este din lemn de brad în culoare naturală, cu elemente profilate spre interior. Sticla este protejată de scânduri de brad de 2 cm | Muzeul Național Bran, Brașov                        | Cimec    |
|      | Iisus cu vița de vie                                    | Datare: sf. sec. XIX Descoperit: jud. București Material: sticlă; coloranți; lianți; soluții de fixare; foiță de aur; lemn de brad; pictura pe dosul sticlei după izvod (tehnică "în oglindă"); desen în peniță; pictat cu pensula; pictat tempera; foiță aplicată                                                                           | Central, Iisus șade pe o ladă de zestre; din coasta Lui crește o coardă de viță de vie petrecută după brațele unei cruci așezată în spate; Iisus stoarce unul din ciorchini într-un potir așezat pe ladă, simbol al suferinței și mântuirii. Trupul alb al lui Iisus se profilează pe fondul albastru cobalt. Întreaga icoană este incadrată de un chenar pe fond alb cu motive florale stilizate. Ramă originală din lemn de brad cu două elemente profilate pe latura interioară, vopsită maro. Placa de sticlă este protejată de scânduri groase din lemn de 2-3 cm. Cromatică: albastru, verde, roșu, ocru, alb, bej. | Muzeul Național Bran, Brașov                        | Cimec    |
|      | Iisus Învățător                                         | Datare: prima jum.sec.XIX Descoperit: jud. București, București Material: sticlă industrială; coloranți; lianți; soluții de fixare; foiță de aur; lemn de brad; pictură pe dosul sticlei după izvod (tehnica "în oglindă"); desen în peniță; pictat cu pensula; pictat tempera; foiță aplicată                                               | Central, așezat pe tron, Iisus reprezentat ca Învățător sau Pantocrator, ținând în mâna stângă Evanghelia deschisă, iar cu mâna dreaptă binecuvântează; pe cap, mitră arhierească și aureolă dublu conturată și pe fondul albastru inscripție, cu litere chirilice, de o parte și de alta. Trupul masiv este sugerat de faldurile ample ale stiharului roșu cu marginile de la gât și ale mânecilor decorate cu puncte albe, sugerând perle, iar la marginea de jos, bordură aurie; pe piept omofor verde cu cruci grecești și malteze. Tron auriu cu două coloane sculptate. Pe fondul albastru, în registrul superior, deasupra coloanelor tronului, Maica Domnului și Sf. Ioan, plutind pe nori. Ramă originală din lemn de brad cu element profilat pe latura interioară, băițuită; placa de sticlă este protejată de scânduri groase din lemn de 2 cm. Cromatica: albastru, roșu, ocru, verde, alb, alb-roz, foiță de aur. | Muzeul Național Bran, Brașov                        | Cimec    |
|      | Încoronarea Maicii Domnului                             | Datare: prima sec. XIX Descoperit: jud. București, București Material: glajă; coloranți; lianți; soluții de fixare; foiță de aur; lemn de brad; pictură pe dosul sticlei după izvod (tehnica "în oglindă"); desen în peniță; pictat cu pensula; pictat tempera; foiță aplicată                                                               | Icoana prezintă scena încoronării Fecioarei Maria; Iisus Hristos și Dumnezeu Tatăl, personaje supradimensionate, șezând, cu veșminte bogat drapate cu roșu și vernil, susțin cu mâinile mitra pe care o pun pe capul Mariei, îngenunchiată. Iisus cu nimb circular ține în mâna dreaptă Crucea, iar Dumnezeu-Tatăl cu nimb triunghiular are în mână stângă sceptrul regal. În mijlocul lor, Maria cu brațele desfăcute frapează prin micime. În registrul superior, din nori, Duhul Sfânt, simbolizat de porumbel, își revarsă razele, având de fiecare parte inscripții încacasate pe fond auriu. Întreaga scenă este încadrată cu trei rânduri de nori albi. Cromatică: albastru, alb, roșu, ocru, vernil. Ramă originală din lemn de brad cu elemente profilate pe latura interioară; placa de sticlă este protejată de scânduri groase din lemn de 2-3 cm. | Muzeul Național Bran, Brașov                        | Cimec    |
|      | Maica Domnului Îndurerată                               | Datare: mijl. sec. XIX Descoperit: jud. București, București Material: sticlă industrială; coloranți; lianți; soluții de fixare; foiță de aur; lemn de brad; pictură pe dosul sticlei după izvod (tehnica "în oglindă"); desen în peniță; pictat cu pensula; pictat tempera; foiță aplicată                                                  | Central portretul Fecioarei Maria, bust, cu capul înclinat spre stânga, înconjurat de un nimb din linii ocru, alb și albastru, cu mâinile încrucișate pe piept a rugă, este înveșmântată cu maforion negru, pe interior cu elemente florale, "ruji", supradimensionate, bordat de o panglică aurie; pe capul și umărul drept, stele (cea de pe umărul stâng lipsește, simbol al Sfintei Treimi); în registrul inferior, în partea stângă, în miniatură este reprezentat Iisus crucificat, decor arhitectural "biserică" și motive florale supradimensionate. În registrul superior pe fond verde, drapaj în culoare roșie, inscripție "MR TU" (Meter Teu), iar în colțul din dreapta este reprezentat Dumnezeu-Tatăl stând pe nori, cu capul înconjurat de un nimb triunghiular dublu conturat, îmbrăcat cu sacos roșu, arătând spre Maria cu mâna stângă. Cromatica: verde, negru, roșu, ocru, auriu, alb-roz, brun, albastru. Ramă originală din lemn de brad cu două elemente profilate pe latura interioară, vopsită baiț, placa de sticlă este protejată de scânduri groase din lemn de 2-3 cm. | Muzeul Național Bran, Brașov                        | Cimec    |
|      | Sfântul Nicolae                                         | Datare: a doua jum. sec. XIX Descoperit: jud. București, București Material: sticlă industrială; coloranți; lianți; soluții de fixare; foiță de aur; lemn de brad; pictură pe dosul sticlei după izvod (tehnica "în oglindă"); desen în peniță; pictat cu pensula; pictat tempera; foiță aplicată                                            | Central Sfântul Nicolae, șezând pe tron, îmbrăcat într-un veșmânt arhieresc "stihar" de culoare roșu vermillon cu falduri marcate cu linii fine cu negru; în jurul gâtului și pe piept epitrahil de culoare verde cu motivul "crucii malteze" stilizate, desenată în peniță cu negru; Sfântul Nicolae ține în mâna stângă Evanghelia iar cu mâna dreapta binecuvântează; pe cap poartă mitră arhierească înconjurată de un nimb auriu dublu conturat. În registrul superior, pe fondul albastru al cerului, inscripție cu caractere chirilice și drapaj în culoare roșie; în partea stângă Isus, plutind pe un nor, ține în mâna stângă Cartea Sfântă iar cu dreapta binecuvântează, capul este înconjurat de aureolă; în partea dreaptă Maria îmbrăcată în maforion roșu vermillon cu mâinile încrucișate pe piept a rugă și capul înconjurat de nimb. În registrul median, în partea stângă, trei personaje feminine, fetele de împărat, element de arhitectură, biserică, și tatăl fetelor în poziție de rugăciune. Cromatică: albastru, roșu vermillon, verde, alb-roz, auriu, ocru. Ramă originală din lemn de brad cu element profilat pe latura interioară, vopsită cu baiț albastru; placa de sticlă este protejată de trei scânduri groase din lemn de 2-3 cm. | Muzeul Național Bran, Brașov                        | Cimec    |
|      | Botezul Domnului                                        | Datare: sf. sec. XIX Descoperit: jud. București, București Material: sticlă; coloranți; lianți; soluții de fixare; foiță de aur; lemn de brad; pictură pe dosul sticlei după izvod (tehnica "în oglindă"); desen în peniță; pictat cu pensula; pictat tempera; foiță aplicată                                                                | Central, Iisus cu aureolă cu inscripție, îmbrăcat cu veșmânt roșu, cu mâinile încrucișate pe piept, stând cu picioarele pe zapisul încheiat de Adam cu Satana; în dreapta, Sf. Ioan Botezătorul, îmbrăcat în sacos roșu sub care poartă un veșmânt mițos, cu mâna stângă îndreptată spre Iisus, Îl botează, iar în mâna dreaptă ține crucea, aureolă pe cap cu inscripție cu litere chirilice, "C IOAN"; în stânga lui Iisus, plutind pe un nor, un înger cu aureolă și veșmânt roșu, ținând în mâini o pânză drapată. În registrul superior, central, înconjurat de nori, pe fundalul albastru inscripție și Duhul Sfânt în chip de porumbel, își îndreaptă ocrotitor atenția spre Iisus sub forma unor raze aurii. Registrul inferior, cel pâmântean, este reprezentat de linii orizontale albe, negre, ocru, sugerând valuri de pământ. Cromatica: albastru, roșu, alb-roz, ocru, verde, auriu, alb, negru. Ramă originală din lemn de brad cu element profilat pe latura interioară, băițuită; placa de sticlă este protejată de scânduri groase din lemn de 2 cm. | Muzeul Național Bran, Brașov                        | Cimec    |
|      | Maica Domnului îndurerată                               | Datare: a doua jum. sec. XIX Descoperit: jud. București Material: sticlă; coloranți; lianți; soluții de fixare; foiță de aur; lemn de brad; pictura pe dosul sticlei după izvod (tehnică "în oglindă"); desen în peniță; pictat cu pensula; pictat tempera; foiță aplicată                                                                   | Central portretul Fecioarei Maria, semibust cu capul înclinat spre stânga, semiprofil, cu mâinile încrucișate pe piept; este înveșmântată cu maforion negru mărginit de o panglică aurie, stea pe cap și umărul drept și nimb cu linii ocru,alb și negru; în registrul inferior, în partea dreaptă, Iisus, crucificat, în miniatură, decor arhitectural "biserică" și motive florale doi "ruji"; în registrul superior, fondul este verde, inscripția "MR TU" (Meter Teu); în colțul din stânga este reprezentat Dumnezeu cu un nimb triunghiular îmbrăcat în stihar roșu, plutește pe un nor, cu mâna stângă arată spre Maria. Cromatica: verde, negru, albastru, roșu, ocru, auriu, maro, alb-roz. Ramă originală din lemn de brad cu elemente profilate pe latura interioară, băițuită, cu ornamente realizate cu pieptenul; placa de sticlă este protejată de scânduri groase din lemn de 2 cm. | Muzeul Național Bran, Brașov                        | Cimec    |
|      | Sfinții Ioan, Vasile și Grigore                         | Datare: a doua jum. asec. XIX Descoperit: jud. București, București Material: sticlă; coloranți; lianți; soluții de fixare; foiță de aur; lemn de brad; pictura pe dosul sticlei după izvod (tehnică "în oglindă"); desen în peniță; pictat cu pensula; pictat tempera; foiță aplicată                                                       | În prim plan, Sfinții Ioan, Vasile și Grigore înfățișați în picioare, cu mitre și aureole pe cap, îmbrăcați cu haine arhierești, stihar de culoare roșie și epitrahil pe fond ocru. Toți trei binecuvântează cu mâna dreaptă, iar în stânga țin Cartea Sfântă. În registrul superior, este reprezentat cerul pe fond albastru luminat de stele roșii și albe și inscripții cu litere chirilice. Cromatică: albastru, roșu, verde, alb, alb-roz, portocaliu, auriu. Ramă originală din lemn de brad cu elemente profilate pe latura interioară, băițuită; placa de sticlă este protejată de scânduri groase din lemn de 2 cm. | Muzeul Național Bran, Brașov                        | Cimec    |
|      | Masa Raiului                                            | Datare: sf. sec. XIX Descoperit: jud. București, București Material: sticlă industrială; coloranți; lianți; soluții de fixare; foiță de aur; lemn de brad; pictură pe dosul sticlei după izvod (tehnica "în oglindă"); desen în peniță; pictat cu pensula; pictat tempera; foiță aplicată                                                    | Masa Raiului, reprezentată prin patru romburi dublu conturate sprijinite cu câte o latură pe un romb central, la care sunt înscriși participanții la ospățul ceresc: de la stânga la dreapta, de sus în jos pe fond verde: Iisus binecuvântând cu mâna stângă, îmbrăcat cu veșmânt ocru și sacos roșu, Maica Domnului cu Pruncul, îmbrăcată cu maforion roșu, Sf. Nicolae îmbrăcat în veșmânt ocru și sacos roșu binecuvântând cu mâna stângă, Sf. Paraschiva încoroanată îmbrăcată cu maforion roșu cu crucea în mâna dreaptă. În rombul central, decor floral cu roșu pe fond alb. Benzile ce delimitează romburile sunt prevăzute cu linii ocru, pe fond alb. Cromatică: verde, roșu, galben, alb-roz, alb, ocru. Ramă originală din lemn de brad, vopsită cu maro, cu elemente profilate pe latura interioară; placa de sticlă este protejată de scânduri groase din lemn de 2 cm. | Muzeul Național Bran, Brașov                        | Cimec    |
|      | Sfântul Gheorghe                                        | Datare: a doua jum. sec. XIX Descoperit: jud. București, București Material: sticlă industrială; coloranți; lianți; soluții de fixare; foiță de aur; lemn de brad; pictură pe dosul sticlei după izvod (tehnica "în oglindă"); desen în peniță; pictat cu pensula; pictat tempera; foiță aplicată                                            | Central, Sf. Gheorghe, cu aureolă pe cap, îmbrăcat în armură fin desenată cu solzi aurii, cu mantie roșie care flutură pe spate, călare pe un cal alb, are în mână o lance pe care o înfige în gura balaurului. În registrul superior pe fondul albastru al cerului luminat de stele punctiforme roșii și albe, în stânga, element arhitectural, castelul, redat sub forma unei case țărănești în poarta căreia se află fata de împărat salvată de la jertfă; în colțul din dreapta, drapaj cu roșu, verde și auriu. În registrul inferior, pământul este sugerat pe fond verde prin alternanțe de benzi albe și negre; culcat, balaurul, cu două aripi și coamă colorate în roșu și corpul cu solzi. Cromatica: albastru, roșu, alb-roz, ocru, verde, auriu, alb, negru. Ramă originală din lemn de brad cu elemente profilate spre interior vopsit în galben, inițial decor cu piaptănul în baițul proaspăt aplicat; placa de sticlă este protejată de scânduri groase din lemn de 2 cm. Cromatica: albastru, roșu, alb-roz, ocru, verde, auriu, alb, negru. Ramă originală din lemn de brad cu elemente profilate, băițuită; placa de sticlă este protejată de scânduri groase din lemn de 2 cm. | Muzeul Național Bran, Brașov                        | Cimec    |
|      | Îngroparea lui Iisus (Prohodul Domnului)                | Datare: 1894 Descoperit: jud. Brașov, com. Bran, Poartă Material: sticlă; coloranți; lianți; soluții de fixare; foiță de aur; lemn de brad; pictură pe dosul sticlei după izvod (tehnica "în oglindă"); desen în peniță; pictat cu pensula; pictat tempera; foiță aplicată                                                                   | Scena centrală înfățișează așezarea lui Iisus în mormânt; doi apostoli țin lințoliul la căpătâi și la picioare, doi îngeri îl ridică din față între cei doi apare inscripționat anul 1894; în plan secund Maria e înconjurată de femeile sfinte și de Arhangheli; în văzduh plutesc serafimi și, de o parte și de alta a Crucii, "tronurile" - îngeri reprezentați sub formă de roți cu aripi și ochi; lateral se înscriu medalioanele celor patru Evangheliști indicați de simbolurile respective desenate în amănunt; în registrul superior, în colțuri se disting două minuscule peisaje cu elemente de arhitectură: muntele Golgota (stânga) și cetatea ierusalimului (dreapta); Soarele și Luna sub formă de rozete, mâna lui Dumnezeu ce iese din nori și arată înspre templu și inscripția cu litere chirilice într-o casetă semicirculară "Îngroparea lui Iisus". Cromatica: roșu, verde crom, alb, albastru, ocru, brun, negru. Rama din lemn de brad prezintă un element profilat, este ornamentată cu pieptenul pe lemnul proaspăt băițuit. | Muzeul Național Bran, Brașov                        | Cimec    |
|      | Sfinții militari                                        | Datare: a doua jum. sec. XIX Descoperit: jud. Brașov, com. Bran, Șimon Material: glajă; coloranți; lianți; soluții de fixare; foiță argintie; lemn de brad; pictură pe dosul sticlei după izvod (tehnica "în oglindă"); desen în peniță; pictat cu pensula; pictat tempera                                                                   | Prăznicar, scena centrală cu trei Sfinți militari, iar lateral câte cinci scene cu Apostolii (dreapta) și Evangheliștii (stânga); în scena centrală apar Arhanghelii: Mihail cu sabie și Gavril cu suliță, îmbrăcați în haine militare și mantii roșii; între ei, în medalion Iisus, bust, binecuvântând. Sfinții militari sunt reprezentați în picioare, iar pavimentul sugerează perspectiva; pe latura dreaptă, cinci scene dispuse vertical cu apostolii iar pe latura stângă Evangheliștii. Cromatica: fond cu foiță de hârtie argintată, roșu, alb-roz, verde, alb, negru, brun. Ramă originală din lemn de brad cu elemente profilate pe interior, vopsite ulterior cu vopsea de ulei galbenă și verde; placa de sticlă este protejată de scânduri groase din lemn de 2 cm. | Muzeul Național Bran, Brașov                        | Cimec    |
|      | Iisus cu vița de vie                                    | Datare: sf. sec. XIX Descoperit: jud. Brașov, com. Moieciu de Jos, Moieciu de Jos Material: sticlă industrială; coloranți; lianți; soluții de fixare; foiță de aur; lemn de brad; pictură pe dosul sticlei după izvod (tehnica "în oglindă"); desen în peniță; pictat cu pensula; pictat tempera; foiță aplicată                             | Central, Iisus șade pe o ladă de zestre; din coasta Lui crește o coardă de viță de vie petrecută după brațele unei cruci așezată în spate; Iisus stoarce unul din ciorchinii viței într-un potir așezat pe ladă, simbol al suferinței și mântuirii. Elementele decorative, ciorchinii mari, florile de pe ladă crează o ambianță luxuriantă, în care trupul alb al lui Iisus se profilează pe fondul albastru cobalt. În registrul inferior, lateral, linii orizontale albe, negre și ocru, pe fond verde, sugerează câmpul. Ramă originală din lemn de brad cu două elemente profilate pe latura interioară, cu decor realizat cu pieptenul, care trasează în baițul proaspăt aplicat, linii ondulate, în intenția de a imita fibrele lemnului, așa cum se vedeau pe mobilierul "la modă" în acea vreme. placa de sticlă este protejată de scânduri groase din lemn de 2-3 cm. Cromatică: albastru, roșu, ocru, verde, alb, brun închis. | Muzeul Național Bran, Brașov                        | Cimec    |
|      | Adormirea Maicii Domnului Autor: Savu Moga (?)          | Datare: mijl. sec. XIX Descoperit: jud. Brașov, com. Bran, Bran Poartă Material: glajă; coloranți; lianți; soluții de fixare; foiță de aur; lemn de brad; pictură pe dosul sticlei după izvod (tehnica "în oglindă"); desen în peniță; pictat cu pensula; pictat tempera; foiță aplicată                                                     | În prim plan, trupul Mariei cu mâinile împreunate pe piept, așezat pe giulgiu, susținut de doi Apostoli; central, Iisus ține pe brațul drept sufletul mamei Sale sub forma unui prunc înfășat, iar cu dreapta binecuvântează; în spatele lui Iisus, alți doi Apostoli, cel din stânga Mântuitorului, cu cartea Sfânta în mână. În registrul superior pe fondul albastru al cerului luminat de câteva stele albe, două candele. Scena este înconjurată de un chenar auriu alveolat. Cromatica: verde, roșu, albastru, alb, alb-roz, galben. Rama este din lemn de brad, cu un element profilat, decor cu pieptenul pe lemnul proaspăt băițuit. | Muzeul Național Bran, Brașov                        | Cimec    |
|      | Canceu                                                  | Datare: înc. sec. XIX Descoperit: jud. Sibiu, com. CÂRȚA, CÂRȚA Dimensiuni: Î: 22 cm Material: lut; angobă; coloranți; smalț; modelat la roată; angobat; pictat cu pensula; pictat cu cornul; smălțuit; ardere oxidantă | Corp piriform, toartă laterală, gură rotundă, decor avimorf, pasăre și elemente florale de jur împrejurul ei. Cromatica: alb, cafeniu, verde, galben. | Muzeul Țării Făgărașului „Valeriu Literat”, Făgăraș | Cimec    |
|      | Ladă                                                    | Datare: prima jumătate a sec. XIX Dimensiuni: h = 38 cm Material: Scânduri și șipci din lemn de brad tăiat, geluit, profilat și pictat; îmbinare în coadă de rândunică și cepuri de lemn; balamale, mânere și inele din fier forjat | Ladă paralelipipedică din scânduri de brad îmbinate în coadă de rândunică și cepuri de lemn, alcătuită din fațadă, două laterale, fund, spate și capac. Are două balamale, două inele și două mânere laterale din fier forjat. În interior se află o casetă de valori din scânduri, cu capac. Fundul are pe canturi 4 șipci profilate, îmbinate în nut și feder și consolidate cu cuie de lemn. Capacul are pe cele 4 canturi o ramă din șipci profilate. Fațada, capacul și lateralele sunt pictate în tempera, cu pensula. Pe capac se află o casetă centrală (dreptunghiulară cu colțurile cupate) ce conține un buchet de flori, flancată de alte două casete dreptunghiulare umplute cu pensulări de linii ondulate. Pe fațadă se află o casetă mediană cu o coroniță de flori, flancată de alte două casete ce conțin buchete de flori (lalele, trandafiri). Fondul general al lăzii este albastru, iar florile sunt pictate în culorile alb, verde, albastru, galben, maro, portocaliu, cărămiziu. | Muzeul Național Bran, Brașov                        | Cimec    |
|      | Dulăpior                                                | Datare: 1892 Dimensiuni: h = 54 cm Material: lemn de brad; fier; tăiat, geluit, traforat, găurit, profilat și pictat; prelucrarea metalelor; îmbinat în cuie de lemn și de fier | Dulăpior de perete de mici dimensiuni, confecționat din scânduri de brad tăiate, geluite, traforate, profilate și pictate, îmbinate în cuie de lemn și de fier. Alcătuit din fund, 2 laterale, o policioară și dos. Are două compartimente cu capac superior. Lateralele, dosul și o scândură superioară de la fațadă sunt decorate cu traforaje, cu linii curbe și contracurbe. Fațada și lateralele sunt pictate. Pe fațadă, pe un fond verde este pictat un vas cu flori (margarete, lalele, trandafiri și lăcrămioare), pe fațada dosului sunt flori stilizate (lalele, trandafiri) și inscripția "1892". Pe capac este pictat un pește. Pe laterale, pe un fond brun-roșcat, sunt linii șerpuite în negru. Gama cromatică este negru, verde, alb, ocru, roșu, cărămiziu. | Muzeul Național Bran, Brașov                        | Cimec    |
|      | Colțar                                                  | Datare: Prima jum. a sec. XIX Dimensiuni: h = 120 cm Material: lemn de brad; fier; glajă; coloranți; tăiat, geluit, găurit, profilat și pictat; prelucrarea metalelor, prelucrarea sticlei, îmbinare în cep | Piesă având forma unei prisme triunghiulare, confecționată din scânduri de brad îmbinate în cepuri de lemn. Fațada este mărginită pe cele patru laturi cu șipci profilate. În centrul fațadei, la partea inferioară, are o ușă prinsă în două balamale din fier, cu un foraibăr și un mic mâner. La partea superioară are o mică ușă cu patru geamuri din glajă, cu două balamale, două colțare și un foraibăr din fier. Între cele două uși se află un mic sertar cu mâner din fier. Întreaga fațadă este decorată cu pictură în tempera, cu motive decorative florale, vegetale și avimorfe. Pe ușă, într-un chenar decorat cu vrejuri florale, este un vas cu flori. Pe părțile laterale ale ușii se află, în simetrie, un vas cu flori și fructe (mere, pere, rodii) și păsări pe ramuri. Pe sertar sunt reprezentate flori și frunze. Pe un fond verde închis, decorul este realizat în culorile roșu, galben, portocaliu, alb, negru, verde și brun roșcat. | Muzeul Național Bran, Brașov                        | Cimec    |
|      | Ladă                                                    | Datare: a doua jumătate a sec. XIX Descoperit: jud. Brașov, com. Bran, Bran Dimensiuni: h = 48 cm Material: Lemn de fag; tăiat, cioplit, traforat, scobit, crestat, incizat. Îmbinări în nut și feder consolidate cu cuie de lemn | Confecționată din lemn de fag tăiat, cioplit, traforat, geluit și incizat, lada are o formă paralelipipedică și este compusă din 4 picioare, 2 laterale, fațadă, dos și capac rabatabil, îmbinate în nut și feder și consolidate cu cuie din lemn. Pe picioare, laterale și fațadă este decorată prin crestare cu motive geometrice: linii drepte simple și linii încrucișate formând o rețea de patrulatere. | Muzeul Național Bran, Brașov                        | Cimec    |
|      | Ladă                                                    | Datare: 1864 Descoperit: jud. Brașov, com. Bran, Bran Dimensiuni: h = 56,5 cm Material: lemn de brad; fier; coloranți; tăiat, geluit, găurit, traforat, profilat, pictat; coloranți tempera; pictat cu pensula; îmbinare în cep | Ladă paralelipipedică din lemn de brad, cu îmbinări în cepuri de lemn, alcătuită din fațadă, două laterale, fund, spate și capac. Fundul are spre fațadă, pe cant, o șipcă profilată. Capacul are o ramă din șipci pe trei laturi (fațadă și laterale). Capacul are două balamale și fațada o broască cu șild din fier. Lateralele (care au și rolul de picioare) sunt traforate la partea inferioară în acoladă. Lipsește scândura (probabil traforată) de la baza fațadei. Lada este pictată în culori de tempera, cu pensula, pe exteriorul fațadei și pe ambele fețe ale capacului. Pe exteriorul capacului sunt pictate trei coronițe de flori (parțial șterse din cauza uzurii funcționale, lada fiind utilizată și ca bancă de șezut), iar pe interior, pe un fond crem, sunt trei reprezentări stilizate ale pomului vieții în maro și verde. Pe fațadă, pe un fond verde închis, se află două coronițe de flori laterale iar în centru o ghirlandă de flori sub draperi, falduri și franjuri. Florile sunt trandafiri și garoafe realizate în culorile alb, roșu, bleu, albastru, roz, galben, cărămiziu și gri. În zona centrală, jos, se află pictată inscripția "18-64". | Muzeul Național Bran, Brașov                        | Cimec    |
|      | Lădiță                                                  | Datare: a doua jumătate a sec. XIX Descoperit: jud. Argeș, com. Dâmbovicioara, Dâmbovicioara Dimensiuni: h = 42,5 cm Material: lemn de fag (laterale, fațada, fund, picioare, rama capac) și lemn de brad (capac, spate) tăiat, cioplit, traforat, geluit, incizat. Fier (cui și șild). Îmbinări în nut și feder consolidate cu cuie de lemn | Piesă de formă paralelipipedică compusă din 4 picioare, 2 laterale, fațadă, dos și capac rabatabil. Confecționată din lemn de fag (picioare, fund, laterale și fațada) și lemn de brad (dosul și capacul) tăiat, cioplit, traforat, geluit și incizat. Îmbinări în nut și feder consolidate cu cuie din lemn. Încuietoare simplă din fier și șild din tablă. Pe picioare, pe laterale, pe lonjeroanele capacului și pe fațadă se află un decor geometric realizat prin scrijelire cu horjul și incizie cu compasul. Pe picioare se află linii drepte, cercuri, meandre, pătrate formate din încrucișarea de diagonale. Pe cele două laterale este reprezentată rozeta solară în ceruri concentrice și sfertul de cerc. Pe fațadă se află cercuri concentrice, semicercuri parțial suprapuse imitând solzii, semicercuri continue alternate sugerând valul sau meandrul și linia frântă. | Muzeul Național Bran, Brașov                        | Cimec    |
|      | Ladă Autor: Voinescu, Ioan                              | Datare: 1882 Descoperit: jud. Brașov, com. Bran, Bran Dimensiuni: h = 59,5 cm Material: lemn de brad; fier; coloranți; tăiat, geluit, scobit, găurit, rindeluit; forjare și prelucrare la rece a fierului; pictat cu pensula în tempera; îmbinare cepuri de lemn                                                                             | Ladă paralelipipedică din scânduri de brad geluite și îmbinate în cepuri de lemn, alcătuită din fațadă, 2 laterale (care constituie totodată și picioarele), dos, fund, capac. Capacul are două balamale din fier forjat și broască cu șild. Lateralele au la extremitățile inferioare traforaje în acoladă. Capacul are pe canturile laterale două șipci cu muchiile teșite prin rindeluire. La baza fațadei se află o șipcă profilată și o scândură traforată în linii curbe. Fațada este pictată cu pensula în culori de tempera, cu decorul amplasat în trei casete dreptunghiulare (cel median poligonal, cu o extensie pe latura superioară). Casetele sunt legate între ele la colțuri prin flori și frunze stilizate. Pe un fond general cărămiziu, casetele au fond albastru (cea mediană) și verde (cele laterale). În casete sunt pictate buchete de flori (margarete, garoafe, trandafiri). Între casete se află inscripția "18-82" iar în caseta mediană inscripția "Ioan Voinescu". | Muzeul Național Bran, Brașov                        | Cimec    |
|      | Ploscă                                                  | Datare: a doua jumătate a secolului XIX Descoperit: jud. Brașov, com. Bran, Predeluț Dimensiuni: H = 38 cm Material: lemn de tei, lemn de fag, cositor, mătase, coloranți; tăiat, traforat, strunjit, găurit, pictat, turnat, răsucit | De formă sferică turtită, plosca are la bază 4 picioare (unul găurit) iar la partea superioară, la baza gurii (prevăzută cu filet interior și consolidată cu cositor) are două orificii prin care trece un șnur din fire de mătase răsucite ce servește la transport. Este confecționată din lemn de tei tăiat, traforat, strunjit, găurit, incizat, scobit și pictat, iar capacul lateral este din lemn de fag strunjit. Este decorată pe cele două fețe cu cercuri concentrice incizate, cu decor scobit sugerând struguri și cu motive vegetale și florale stilizate pictate cu verde, alb și portocaliu. Pe circumferința laterală sunt pictate ghirlande de flori. | Muzeul Național Bran, Brașov                        | Cimec    |
|      | Ladă                                                    | Datare: 1879 Descoperit: jud. Brașov, com. Bran, Bran Dimensiuni: h = 49,5 cm Material: lemn de brad; fier; coloranți; tăiat, geluit, scobit, găurit, rindeluit; forjare și prelucrare la rece a fierului; pictat cu pensula în tempera; îmbinare în coadă de rândunică, în nut și feder și în cep                                           | Ladă din scânduri de brad geluite și îmbinate în coadă de rândunică, în nut și feder și în cepuri de lemn. Alcătuită din fațadă, 2 laterale, dos, fund, capac și 4 picioare scunde. Capacul are două balamale din fier forjat, șild (broasca lipsește) și două mânere pe cele două laterale. Fundul și capacul au pe trei laturi, pe canturi, șipci cu muchiile teșite prin rindeluire (o șipcă laterală da la fund lipsește). Fațada este pictată cu pensula în culori de tempera. Pe un fond albastru sunt pictate trei buchete de flori (trandafiri, lalele) în culorile verde, portocaliu, negru, alb. Între buchetele de flori se află inscripția "18-79". | Muzeul Național Bran, Brașov                        | Cimec    |
|      | Colțar                                                  | Datare: 1842 Descoperit: jud. Brașov, com. Bran, Bran Dimensiuni: h = 76 cm Material: lemn de brad, fier, coloranți; tăiat, geluit, traforat, găurit, îmbinat, asamblat, pictat | Piesă având forma unei prisme triunghiulare, din scânduri de brad îmbinate în cepuri (cuie) de lemn. Fațada este mărginită pe cele patru laturi cu șipci profilate. În centrul fațadei are o ușă prinsă în două balamale din fier (broasca lipsește). La partea superioară are un fronton traforat cu traseu curbat simetric. Pe fațadă se află o ușă mărginită de profilaturi și latura superioară traforată în semicerc. Întreaga fațadă este decorată cu pictură în tempera, cu motive decorative florale și vegetale. Pe ușă este un ghiveci cu un buchet de flori (lalele), iar pe părțile laterale ale ușii se află, în simetrie, un ghiveci de flori la mijloc și două buchete de flori stilizate. La baza ușii se află inscripția pictată "1842". Pe fronton se află trei flori. Cromatica: pe un fond general maro, florile sunt pictate în alb, roșu închis, galben, verde și negru. | Muzeul Național Bran, Brașov                        | Cimec    |
|      | Ploscă                                                  | Datare: sfârșitul secolului XIX Descoperit: jud. Brașov, com. Bran, Bran Dimensiuni: H = 36 cm Material: lemn de tei, piele, coloranți; tăiat, traforat, strunjit, găurit, incizat, pictat, tăbăcit, decupat | De formă sferică turtită, plosca are 4 picioare iar la partea superioară, la baza gurii cu dop, două orificii (unul pentru fixarea curelei, celălalt pentru legarea dopului filetat). Pentru transport, este legat în curele de piele. Este confecționată din lemn de tei tăiat, traforat, strunjit, găurit, incizat și pictat. Curelele sunt din piele tăbăcită, tăiată, decupată și cusută. Este decorată pe laterale cu cercuri concentrice incizate, cu decor scobit sugerând struguri și cu motive vegetale și florale stilizate pictate cu bronz. | Muzeul Național Bran, Brașov                        | Cimec    |
|      | Ladă Autor: Rucereanu, Ioan                             | Datare: 1906 Descoperit: jud. Brașov, com. Moieciu de Jos, Moieciu de Jos Dimensiuni: h = 63 cm Material: lemn de brad tăiat, geluit, găurit, traforat, profilat, pictat; coloranți tempera; pictat cu pensula; îmbinare în coadă de rândunică și cep                                                                                        | Ladă paralelipipedică din lemn de brad, cu îmbinări în coadă de rândunică și cepuri de lemn, alcătuită din fațadă, două laterale, fund, spate și capac. În interior, lateral, se află o casetă cu capac pentru valori. Fundul are spre fațadă, pe cant, o șipcă profilată. Capacul are pe trei laturi, pe canturi, o ramă din șipci profilate. Lateralele (care au și rolul de picioare) sunt traforate la partea inferioară în acoladă. La extremitățile fațadei, la bază, sunt două elemente decorative traforate. Fațada și capacul sunt pictate în casete, în culori de tempera, cu pensula. Pe capac se află trei casete dreptunghiulare cu buchete de flori pictate, în mare parte șterse prin uzură, lada fiind folosită și ca bancă de șezut. Pe fațadă, pe un fond verde închis, se află trei casete pătrate, cu chenar dublu, care conțin, pe un fond ocru, flori (glastră cu flori în centru și ramuri cu flori în lateral). Florile sunt trandafiri și margarete. Caseta centrală conține inscripția "N C" iar între casete inscripția "19-06". Sub casetă se află inscripția cu numele meșterului și a meșteșugului său: "Ioan Rucereanu Mesar". Gama cromatică a picturii este: alb, roșu, albastru, verde. | Muzeul Național Bran, Brașov                        | Cimec    |
|      | Cană de vin                                             | Datare: începutul secolului al XIX-lea Descoperit: jud. Brașov, Făgăraș Dimensiuni: Î: 29,5 cm Material: piesa a fost lucrată la roată, angobată, pictată cu pensula și cornul, smălțuită și de două ori arsă | Cană cu toartă laterală, gură rotundă, decorul este amplasat pe toată suprafața vasului, ordonat în trei registre orizontale delimitate de linii comcentrice albastre. La gură linii late albastre, iar în al doilea registru lalele stilizate albastre. În zona diametrului maxim lalele albastre dispuse în colade în aceeași cromatică. | Muzeul Țării Făgărașului „Valeriu Literat”, Făgăraș | Cimec    |
|      | Pârâitoare                                              | Datare: Sf. sec. XIX - prima jum. a sec. XX Descoperit: jud. Brașov Material: Mâner din lemn de fag, cadru cu două laterale din fag și elemente de îmbinare din alun, limba sonoră din stejar; tăiat, cioplit, geluit, găurit, crestat; trei cuie mici din fier                                                                              | Pârâitoarea este confecționată în întregime din lemn, fiind alcătuită dintr-un cadru dreptunghiular din două scândurele cioplite (fag), dispuse paralel, legate între ele prin două elemente cilindrice (alun) fixate cu pene, pe care este bătută cu cuie o tijă subțire (stejar), flexibilă. În cadru este introdus mânerul continuat cu un cilindru zimțat (fag), care, prin învârtirea cadrului, produce vibrația tijei flexibile. Inițialele TS sunt incizate pe latura inferioară a cadrului. Urme de uzură funcțională. | Muzeul de Etnografie, Brașov                        | Cimec    |
|      | Sac                                                     | Datare: prima jum. sec. XX Descoperit: jud. Brașov, com. Lisa, Drăguș Material: bumbac, cânepă, lână, țesut în patru ițe, cusut cu mâna | Sac țesut din cânepă și bumbac, în patru ițe, decor "cu costițe", încheiat cu mâna. | Muzeul de Etnografie, Brașov                        | Cimec    |
|      | Șorț femeiesc                                           | Datare: aprox. 1910 Descoperit: jud. Brașov, com. Șercaia, Vad Material: lână, lânică, suitaș, țesut în 2 ițe, ales cu mâna peste fire, aplicație franjuri și suitaș | Șorț de femeie, confecționat din lână neagră țesută "în lătunoi" (fir în dinte); pe toată suprafața, decor floral și avimorf "ales cu mâna", cu lânică policromă: roșu, verde, galben, portocaliu, albastru, foxin, violet; de jur împrejur "suitaș" alb și franjuri din lânică policromă; întors în talie; se leagă cu cordon; inscripție "Cristina Rotar". | Muzeul de Etnografie, Brașov                        | Cimec    |
|      | Ulcior                                                  | Descoperit: jud. Harghita Dimensiuni: H: 27,5 Material: lut, angobă, smalț, modelat la roată, ardere oxidantă, smălțuire, ardere oxidantă | Ulcior pentru apă, lut, modelat la roată, toartă prinsă de gât cu inel, gât conic; formă pântecoasă, angobat, ardere oxidantă, smalț verde, ardere oxidantă. | Muzeul de Etnografie, Brașov                        | Cimec    |
|      | Ștergar de bucate                                       | Datare: prima jum. sec. XX Descoperit: jud. Brașov, com. Șercaia, Vad Material: bumbac, in, arnici, dantelă croșetată, țesut în 4 ițe, aplicații dantelă | Ștergar țesut în război în patru ițe cu bumbac și in, decor în contextură: "brazi" și "ochiuri"; la capete grupaje de vărgi cu arnici roșu și negru, aplicații de dantelă albă croșetată cu "colți". | Muzeul de Etnografie, Brașov                        | Cimec    |
|      | Mânecar                                                 | Datare: prima jum. sec. XX Descoperit: jud. Harghita, com. Corund, Corund Dimensiuni: H: 27 Material: lut, angobă, colorant, smalț, modelat la roată, angobat, ardere oxidantă, pictat cu pensula, smălțuit, ardere oxidantă | Oală, formă pântecoasă, lut, modelat la roată, aplicare toartă la gură, angobat, ardere oxidantă, pictat cu pensula, smalț alb, ardere oxidantă. La diametrul maxim decor floral - ghirlandă cu verde, brun, ocru. | Muzeul de Etnografie, Brașov                        | Cimec    |
|      | Seceră                                                  | Datare: Sf.sec. XIX - prima jum. a sec. XX Descoperit: jud. Brașov, com. Bunești, Meșendorf Material: Mâner din lemn de tei, lama din fier; mânerul este strunjt, lama este forjată | Seceră alcătuită din lamă și mâner. Mâner din lemn de tei strunjit, de formă cilindrică ușor tronconică, cu un cerc fin incizat la capătul inferior; la capătul de îmbinare cu lama este crestată cifra 4 (patru); lamă de fier, curbată, prelucrată prin forjare manuală și ascuțită. Stare de conservare: mânerul prezintă o crăpătură superficială și găuri de carii inactive. | Muzeul de Etnografie, Brașov                        | Cimec    |
|      | Seceră                                                  | Datare: Sf.sec. XIX - prima jum. a sec. XX Descoperit: jud. Brașov, com. Bunești, Meșendorf Dimensiuni: Lățime lamă: 2,5 cm; lungime mâner: 12 cm; circumferință mâner: 9 cm Material: Mâner din lemn de plop, lama din fier; mânerul este strunjt, lama este forjată                                                                        | Seceră alcătuită din lamă și mâner. Mâner din lemn de plop strunjit, de formă cilindrică ușor tronconică; înspre capătul de îmbinare cu lama este crestată cifra 4 (patru) iar la mijloc cifra 5 (cinci); lamă de fier, curbată, prelucrată prin forjare manuală și ascuțită. Mânerul prezintă lipsă de material, crăpături și găuri de carii inactive. | Muzeul de Etnografie, Brașov                        | Cimec    |
|      | Seceră                                                  | Datare: Sf.sec. XIX - prima jum. a sec. XX Descoperit: jud. Brașov, com. Jibert, Dacia Dimensiuni: Lungimea mânerului: 14 cm; Lungimea lamei: 30 cm; lățimea lamei: 2,5 cm Material: Lemn de fag strunjit (mânerul), oțel forjat, ascuțit și ștanțat (lama)                                                                                  | Seceră alcătuită din lamă și mâner. Mâner din lemn de fag strunjit, de formă fusiformă, cu capătul cilindric delimitat printr-o incizie adâncă, și o lamă de fier, curbată, prelucrată prin forjare manuală și ascuțită; pe o latură a lamei se află inscripția SZ realizată prin ștanțare. Stare de conservare: mânerul prezintă lipsă de material, o fisură în capătul de îmbinare cu lama și găuri de carii inactive. | Muzeul de Etnografie, Brașov                        | Cimec    |
|      | Tioc de gresie                                          | Datare: Sf. sec. XIX - prima jum. a sec. XX Descoperit: jud. Brașov, com. Racoș, Mateiaș Dimensiuni: D: 7,5 cm Material: Lemn de plop tăiat, cioplit, scobit, crestat și incizat | O bucată de lemn de plop, tăiată, cioplită, scobită și crestată, de formă aproximativ conic-ogivală aplatizată pe o parte, folosită pentru păstrat piatra de ascuțit lama coasei și udarea periodică a acesteia în timpul ascuțirii; este prevăzută cu două scobituri pentru a putea fi legată la brâu cu o sfoară sau curea; în zona vârfului este decorată cu cioplituri geometrice simple; în zona aplatizată se află inscripția fin incizată NB; o bucată mică de sârmă consolidează o crăpătură longitudinală la gura tocului. Prezintă urme de uzură funcțională, găuri de carii inactive pe toată suprafața și multiple fisuri longitudinale. | Muzeul de Etnografie, Brașov                        | Cimec    |
|      | Piatră de coasă                                         | Datare: Prima jum. a sec. XX Descoperit: jud. Brașov, com. Feldioara, Rotbav Dimensiuni: Grosime: 2 cm Material: material abraziv realizat prin turnare | O bucată de material abraziv de formă fusiformă aplatizată, realizată prin turnare; pe o latura se află inscripția în relief "CARBOCHIM"; era folosită la ascuțit coasa, fiind păstrată într-un toc din lemn, corn sau tablă, unde era ținută în apă. Prezintă uzură funcțională accentuată. | Muzeul de Etnografie, Brașov                        | Cimec    |
|      | Pălărie                                                 | Datare: sec. XX Descoperit: jud. Brașov, com. Râșnov, Râșnov Dimensiuni: D: 27 Material: fetru negu, panglică neagră, împâslire, aplicație | Pălărie din fetru negru, boruri largi, aplicație la baza calotei. | Muzeul de Etnografie, Brașov                        | Cimec    |
|      | Bete                                                    | Datare: prima jum. sec. XX Descoperit: jud. Brașov, com. Lisa, Drăguș Material: bumbac, lână, țesut în 4 ițe | Bete țesute din lână și bumbac în patru ițe cu decor geometric și vărgi orizontale și "trăsături" policrome: galben, roșu, alb, verde, albastru, mov, portocaliu; la capete franjuri din urzeală. | Muzeul de Etnografie, Brașov                        | Cimec    |
|      | Furcă de fân                                            | Datare: Prima jum. a sec XX Descoperit: jud. Brașov Dimensiuni: Cei trei "dinți" au fiecare 50 cm, grosimea maximă a furcii: 7 cm Material: Lemn de tei, tăiat, cioplit | Furcă de fân confecționată dintr-o singură bucată de lemn de tei, tăiată longitudinal la un capăt cu fierăstrăul în trei părți ( "dinți" sau "coarne") despărțite prin două pene fixate printr-un cui de fier nituit la capăt; Cei trei dinți (partea activă a furcii) sunt ascuțiți și curbați iar coada este curbată în sens contrar, ceea ce conferă furcii calități ergonomice. Prezintă fisuri superficiale și găuri de carii inactive. | Muzeul de Etnografie, Brașov                        | Cimec    |
|      | Lopată de vânturat                                      | Datare: Sf. sec. XIX Descoperit: jud. Mureș, com. Saschiz, Saschiz Dimensiuni: Înălțime: 14 cm Material: Lemn de fag tăiat, cioplit și scobit | Lopata este realizată dintr-o bucată de lemn de fag, tăiată, cioplită și scobită; lingura lopeții are forma de căuc (quasi-semisferică) iar coada lungă, cioplită quasi-cilindric, formează corp comun cu lingura lopeții; se folosea la separarea boabelor de cereale de impurități, prin aruncarea acestora. | Muzeul de Etnografie, Brașov                        | Cimec    |
|      | Ulcior pentru apă                                       | Datare: încep. sec. XX Descoperit: jud. Harghita, com. Corund, Corund Dimensiuni: H: 30 Material: lut, angobă, coloranți, smalț, modelat la roată, angobat, ardere oxidantă, pictat cu cornul și cu pensula, smălțuit, ardere oxidantă | Ulcior, lut, modelat la roată, aplicare toartă (cu "țâță") de gât, cu inel, smălțuit în partea superioară cărămiziu iar in partea inferioară crem, ardere oxidantă, pictat cu cornul și cu pensula cu alb, verde, brun, smălțuit, ardere oxidantă. Decor floral amplasat în zona umerilor, pe fond cărămiziu. | Muzeul de Etnografie, Brașov                        | Cimec    |
|      | Îmblăciu                                                | Datare: prima jum. a sec. XX Descoperit: jud. Brașov, com. Drăguș, Drăguș Dimensiuni: H : 3,5 cm Material: Două bucăți de lemn (fag și mesteacăn) legate între ele cu piele; tăiat, cioplit, crestat | Două bucăți de lemn (prăjini) de formă cilindrică; una lungă, din fag, cu funcția de mâner și cealaltă scurtă, din mesteacăn, cu funcția activă; ambele sunt decojite și cioplite și fiecare are la un capăt scobituri circulare în care se prind fâșii din piele care face legătura între ele. Stare de conservare: relativ bună; fisuri pe lungimea fibrei la ambele componente din lemn; fâșiile din piele sunt uscate. | Muzeul de Etnografie, Brașov                        | Cimec    |
|      | Fedeleș                                                 | Datare: Înc. sec. XX Descoperit: jud. Brașov, Săcele Dimensiuni: H : 33 cm; D: 30 cm; Grosime: 15,5 cm Material: Stejar, tăiat, cioplit, dogărit, doage prinse cu două cercuri de fier nituite, mâner din lanț de fier, gura întărită cu cositor                                                                                             | Vas din doage din lemn de stejar, de formă cilindrică ușor bombată, cu două funduri dispuse lateral; Doagele sunt susținute de două cercuri de tablă groasă îmbinate fiecare cu două nituri; cele două cercuri sunt unite în partea superioară prin două tije din tablă de care este fixat un lanț scurt cu rol de mâner; la partea superioară vasul este prevăzut cu o gura din lemn de formă tronconică, întărită cu cositor; pentru stabilitate, două doage de la partea inferioară a vasului sunt ieșite în relief, servind drept picioare. Stare de conservare: bună; dopul lipsește. | Muzeul de Etnografie, Brașov                        | Cimec    |
|      | Sac                                                     | Datare: a doua jum. sec. XX Descoperit: jud. Brașov, com. Lisa, Drăguș Material: bumbac, cânepă, lână, țesut în patru ițe, ales printre fire, cusut cu mâna | Sac țesut din cânepă și bumbac, în patru ițe, decor cu "costițe" și "vărgi" policrome în culorile: maro, vișiniu, mov; cusut cu mâna. | Muzeul de Etnografie, Brașov                        | Cimec    |
|      | Suport de transportat saci                              | Datare: A doua jum. a sec XIX Descoperit: jud. Brașov, com. Bunești, Meșendorf Dimensiuni: Înălțime: 6,5 cm Material: Lemn de tei și stejar, tăiat, cioplit, găurit, crestat | Suport pentru transportat sacii confecționat din 4 (patru) bucăți de lemn îmbinate între ele; două elemente longitudinale din lemn de tei, de formă paralelipipedică subțiate prin cioplire în zona mediană și găurite spre capete, unde se îmbină prin două elemente transversale de formă cilindrică, una din lemn de tei și una din lemn de stejar; pe unul din elementele longitudianle, spre exterior se află crestată inscripția "PO 1860 23". Stare de conservare: bună; fisuri pe lungimea fibrei lemnoase la elementele transversale și câteva orificii de carii inactive. | Muzeul de Etnografie, Brașov                        | Cimec    |
|      | Suport de transportat saci                              | Datare: A doua jum. a sec. XIX Descoperit: jud. Brașov, com. Homorod, Jimbor Dimensiuni: Grosime laterale: 2 cm; Grosime elemente de îmbinare: 9 cm Material: Lemn de fag, cioplit, găurit și îmbinat | Suport pentru transportat sacii confecționat din 4 (patru) bucăți de lemn de fag îmbinate între ele; două elemente longitudinale de formă paralelipipedică subțiate prin cioplire în zona mediană și găurite spre capete, unde se îmbină prin două elemente transversale de formă cilindrică (ușor fusiforme). Stare de conservare: bună, uzură funcțională și câteva găuri de carii inactive. | Muzeul de Etnografie, Brașov                        | Cimec    |
|      | Măsură de cereale                                       | Datare: 1908 Descoperit: jud. Brașov, Brașov Dimensiuni: H : 32; D: 40 cm Material: Stejar tăiat, cioplit, dogărit, tablă groasă, tăiată, îndoită în cercuri | Vas cilindric cu corpul alcătuit din zece doage din lemn și fund din două scânduri de stejar; doagele sunt strânse laolaltă prin trei cercuri de tablă groasă fixate în doage prin nituri din fier; pe cercul median sunt fixate cu nituri două mânere de fier. Pe corpul exterior al vasului se află două zone cu inscripții realizate prin scobire: pe o parte o stemă (coroană cu cruce) și inscripțiile "107", "908" , "201" iar pe partea opusă "BT", "1908". În interiorul vasului, pe fund, se află aceeași stemă (coroană cu cruce) și cifra "107". | Muzeul de Etnografie, Brașov                        | Cimec    |
|      | Lingură de făină                                        | Datare: A doua jum. a sec. XIX Descoperit: jud. Brașov, com. Bunești, Fișer Dimensiuni: Înălțime: 8 cm Material: Lemn de plop tăiat, cioplit și scobit | Lingură pentru făină realizată din lemn de plop tăiat, cioplit și scobit; corpul are forma unui segment de cilindru și se prelungește cu coada (mâner) care face corp comun cu lingura; pe exteriorul lingurii se află încrustate literele "M" și "Z" inversat (sau "Z" inversat și "W"). Stare de conservare: bună; uzură funcțională și câteva orificii de carii inactive. | Muzeul de Etnografie, Brașov                        | Cimec    |
|      | Măsură de cereale                                       | Datare: Sf. sec. XIX - înc. sec. XX Descoperit: jud. Brașov, com. Cața, Beia Dimensiuni: H: 38 cm Material: Lemn de stejar, tăiat, cioplit, scobit, dogărit și două cercuri de fier, nituite | Vas din lemn de stejar, de formă tronconică, alcătuit dintr-un fund circular alcătuit din două scânduri și corpul din 13 doage de stejar, prinse în două cercuri de fier asamblate prin nituire. Prelungirea unei doage reprezintă mânerul vasului. Pe fundul vasului la exterior se află incizată foarte fin o rozetă. Stare de conservare: relativ bună; uzură funcțională. | Muzeul de Etnografie, Brașov                        | Cimec    |
|      | Trocuță                                                 | Datare: Prima jum. a sec. XX Descoperit: jud. Sibiu, com. Merghindeal, Dealu Frumos Dimensiuni: H: 14,5 cm Material: Lemn de stejar, tăiat, cioplit, scobit și pirogravat | Trocuța este realizată dintr-o singură bucată de lemn de stejar, tăiat, cioplit, scobit și pirogravat; la capete are două prelungiri ce servesc drept mânere. Pe mânere sunt urme de inscripție prin pirogravare, parțial lizibile "18 (?)". Stare de conservare: bună; are o fisură și urme de ardere la exterior. | Muzeul de Etnografie, Brașov                        | Cimec    |
|      | Sită de făină                                           | Datare: Prima jum. a sec. XX Descoperit: jud. Sibiu, Sibiu Dimensiuni: Diametru: 25,5 cm; h: 12 cm Material: brad , tăiat, cioplit, rindeluit, din două fâșii îmbinate prin coasere cu șuvițe din coajă de copac (veșca) și țesătură din păr de coadă de cal (sita)                                                                          | Sită pentru făină alcătuită din veșcă și sita propriu-zisă; veșca de formă cilindrică este din lemn de brad, tăiat, cioplit, rindeluit, din două fâșii îmbinate cu șuvițe din coajă de copac prin coasere și consolidate cu șapte cuie mici din fier; sita propriu-zisă este țesută din păr de coadă de cal; Stare de conservare: relativ bună (țesătura din păr este puțin deteriorată). | Muzeul de Etnografie, Brașov                        | Cimec    |
|      | Cizme                                                   | Datare: prima jum. sec. XX Descoperit: jud. Brașov, com. Rupea, Mateiaș Dimensiuni: H: 43 Material: piele de bovină, cusut la mașină | Cizme femeiești din piele neagră de bovină, tureac din piele de bovină, paspoal din piele roșie, toc. | Muzeul de Etnografie, Brașov                        | Cimec    |
|      | Cană de lapte                                           | Datare: a doua jum. sec. XIX Descoperit: jud. Harghita Dimensiuni: H: 20,5 Material: lut, angobă, smalț, coloranți, modelat la roată, angobat, pictat cu cornul, ardere oxidantă, smălțuire, ardere oxidantă | Cană, formă pântecoasă, lut, modelat la roată, aplicare toartă, cioc de turnare, angobat, ardere oxidantă, pictat cu cornul cu albastru cobalt, ardere oxidantă, smălțuire, ardere oxidantă. În zona gâtului decor floral, la diametrul maxim decor geometric. | Muzeul de Etnografie, Brașov                        | Cimec    |
|      | Lopată de pită                                          | Datare: Începutul sec. XX Descoperit: jud. Covasna, com. Batani, Herculian Dimensiuni: Grosime: 3 cm Material: Lopată din lemn de fag, tăiat, cioplit, fasonat | Lopată realizată dintr-o singură bucată de lemn de fag tăiat, cioplit și fasonat; are o coadă lungă cioplită cilindric, ușor curbată (din rațiuni ergonomice) și lopata propriu-zisă de formă aproximativ dreptunghiulară, cu capătul ușor rotunjit. Prezintă uzură accentuată, fisuri longitudinale pe lungimea fibrei lemnoase pe întreaga piesă, mai ales pe lopata propriu-zisă, găuri de carii inactive și urme de arsură. | Muzeul de Etnografie, Brașov                        | Cimec    |
|      | Grapă                                                   | Datare: Prima jum. sec. XX Descoperit: jud. Brașov, com. Feldioara, Rotbav Dimensiuni: H: 24 cm Material: Lemn de fag, fier; tăiat, cioplit, forjat, tehnnici de prelucrare a metalelor | Piesa este un cadru dreptunghiular alcătuit din patru grinzi de lemn de fag cioplite, legate între ele prin două stinghii transversale și 9 tije din fier. Atât tijele cât și îmbinările grinzilor cu stinghiile sunt consolidate cu șuruburi și platbande din fier. Grinzile sunt prevăzute cu găuri în care sunt bătuți colți (dinți) masivi din fier forjat de formă piramidală. Grinzile laterale sunt prevăzute cu câte un inel din fier pentru atașarea grapei la grindeiul tras de animale. Stare de conservare: relativ bună (lipsesc 9 colți, o grindă și două porțiuni din stinghii au fost înlocuite, grinzile originale au fisuri). | Muzeul de Etnografie, Brașov                        | Cimec    |
|      | Pălărie de fecior                                       | Datare: prima jum. sec. XX Descoperit: jud. Brașov, com. Jibert, Dacia Dimensiuni: D: 27 Material: fetru negru, catifea neagră, panglică decor policrom, împâslire, aplicații, cusut la mașină | Pălărie din fetru negru, boruri înguste, paspoalată cu catifea neagră, la baza calotei panglică tip Jaquard, cu decor floral: roșu, verde, albastru. | Muzeul de Etnografie, Brașov                        | Cimec    |
|      | Pălărie                                                 | Datare: prima jum. sec. XX Descoperit: jud. Brașov, com. Jibert, Jibert Dimensiuni: Diametru mic: 18,5 cm; Diametru mare: 32 cm Material: Fetru, panglică de catifea, aplicație | Pălărie purtată de bărbați, confecționată din fetru negru, împâslit, calotă rotundă, bor mare, tivit cu panglică de catifea neagră, în jurul calotei are aplicată o panglică de catifea neagră. | Muzeul de Etnografie, Brașov                        | Cimec    |
|      | Cămașă bărbătească                                      | Datare: Prima jum. sec. XX Descoperit: jud. Brașov, com. Comana de Jos, Comana de Sus Material: Bumbac, mătase albă, arnici, țesut în 2 ițe, încheiat cu "cheița", cusut la mașină, brodat pe fir | Cămașă băbătească confecționată din pânză albă de bumbac, țesută la război în două ițe, încheiată cu "cheiță", descheiată în față; încrețită la gât, la umeri și la manșete; pe piept are cute verticale ("ștrafuri") decorate cu "cerculețe" cusute la mașină; gulerul și manșetele sunt decorate cu broderie cusută cu mătase albă și arnici galben. | Muzeul de Etnografie, Brașov                        | Cimec    |
|      | Zeghe                                                   | Datare: primul sfert sec. XX Descoperit: jud. Brașov, com. Beclean, Boholt Material: lână maron, țesut în 4 ițe, dat la piuă, cusut cu mâna | Haină lungă, groasă, confecționată din pănură maron închis, țesută la război în patru ițe, dată la piuă și la teasc; încheiată cu mâna; fără guler, fără buzunare, fără sistem de închidere, cu mânecă lungă, dreaptă. | Muzeul de Etnografie, Brașov                        | Cimec    |
|      | Cioareci                                                | Datare: prima jum. sec. XX Descoperit: jud. Brașov, Brașov Material: lână țigaie, țesut în 4 ițe, dat la piuă, cusut la mașină | Pantaloni lucrați din pănură albă, dată la piuă, croiți din două bucăți de stofă pentru forma picioarelor și una pentru "tur", cusut la mașină; se leagă cu baiere; în partea de jos "buton" cu lână maro. | Muzeul de Etnografie, Brașov                        | Cimec    |
|      | Cizme                                                   | Datare: prima jum. a sec. XX Descoperit: jud. Brașov, com. Crizbav, Crizbav Material: piele de bovină, cusut la mașină | Cizme din piele de bovină, vopsită negru, carâmbul drept (cilindric) căptușit cu piele box, în interior câte două curele pentru tras piciorul; talpă din piele. | Muzeul de Etnografie, Brașov                        | Cimec    |
|      | Acoperământ de cap pentru bărbați Autor: Vlaic, Romulus | Datare: sf. sec. XX Descoperit: jud. Brașov, Făgăraș Material: blană de oaie țigaie albă și neagră, cusut | Căciulă din blană neagră de oaie țigaie; căptușită cu blană albă de oaie, cusută în formă țuguiată. | Muzeul de Etnografie, Brașov                        | Cimec    |
|      | Cămașă bărbătească                                      | Datare: primul sfert sec. XX Descoperit: jud. Brașov, com. Șercaia, Vad Material: pânză de bumbac, nasturi, mătase, țesut în 2 ițe, cusut la mașină, broderie peste fire | Cămașă confecționată din pânză albă de bumbac țesută la război în 2 ițe; închisă în față cu nasturi; guler îngust cu decor "șabac"; pe piept "ștrafuri" (pliuri) cu "cerculețe" și "strâmbuleț"; mâneca prinsă de la umăr cu "încreț", terminată cu "încreț" și manșetă dublă, decor geometric realizat cu mașina de cusut și broderie cu mătase albă. | Muzeul de Etnografie, Brașov                        | Cimec    |
|      | Pieptar bărbătesc                                       | Datare: 1926 Descoperit: jud. Brașov, Făgăraș Material: blana,piele, pojita, ata,lana,nasturi metal | Pieptar bărbătesc înfundat, mai lung de talie, încheiat în partea stângă și pe umăr cu nasturi din metal; la gât, fentă falsă, fără mâneci cu răscroitura adâncă, șlițuri în talie; la gât, răscroitura mânecii, în partea stângă și în talie paspoal din piele maro; aplicații pojiță albă de jur împrejur. În partea de jos, pojiță brodată policrom cu motivul "brânaș" și "creste cu ciucurei"; deasupra două buzunare mari, dispuse simetric, brodate policrom cu motivul "brânaș" și anul 1926, cu aplicații de creste de piele maro perforată; între ele brodat motiv "ochi în molii"; deasupra buzunarelor mari, alte două mai mici cu același decor; fenta de la gât, brodată policrom cu motive geometrice și aplicații din creste de piele maro, perforată, are de o parte și de alta câte un rând de nasturi negri metalici și motive brodate cu "brânaș","opturi cu onuri" ,"creste cu onuri și ciucurei" și este înconjurată de motivul central, numit "floarea cheptarului" în formă de triunghi, brodat policrom, compact cu motive florale -"trandafiri", "cununiță cu cârlige", în culorile: maro, negru, verde, albastru, galben, mov. La gât, aplicată pojiță albă brodată cu motivul "brânaș". La răscroitura mânecii, pojița albă este decorată cu "onuri" mici și creste cu ciucurei. La spate, în partea de jos și răscroitura mânecii decor cu "brânaș" dispus în chenar și creste. Cromatica broderiei, maro, negru, albastru, verde, roșu, galben. | Muzeul de Etnografie, Brașov                        | Cimec    |
|      | Cioareci                                                | Datare: prima jum. sec. XX Descoperit: jud. Sibiu, com. Poiana Sibiului, Poiana Sibiului Material: lână țigaie, țesut în patru ițe, cusut la mașină | Pantaloni bărbătești, din pănură albă, dată la piuă, croiți din două bucăți, una pentru forma picioarelor și una pentru "tur", cusuți la mașină, se leagă cu baiere, fără decor. | Muzeul de Etnografie, Brașov                        | Cimec    |
|      | Cizme                                                   | Datare: prima jum. sec. XX Descoperit: jud. Brașov, Brașov Dimensiuni: H: 39 cm Material: piele de bovină, cusut | Cizme bărbătești din piele neagră de bovine, cusuți la mașină; talpă din piele de bovine. | Muzeul de Etnografie, Brașov                        | Cimec    |
|      | Căciulă Autor: Vlaic, Romulus                           | Datare: A doua jum sec. XX Descoperit: jud. Brașov, Făgăraș Material: blană de oaie țigaie albă și neagră, cusut | Căciulă din blană neagră de oaie țigaie; căptușită cu blană de oaie albă, formă țuguiată. | Muzeul de Etnografie, Brașov                        | Cimec    |
|      | Cămașă bărbătească                                      | Datare: a doua jum.sec. XX Descoperit: jud. Brașov, com. Șercaia, Vad Material: pânză de bumbac, mătase, nasturi, suitaș, țesut în două ițe, cusut, brodat pe fir | Cămașă bărbătească țesută din pânză albă de bumbac țesută la război în două ițe, descheiată în față până la brâu, încheiată cu nasturi, părțile croiului sunt cusute la mașină; gulerul înalt, dublu este decorat cu motive geometrice cusute pe fir cu mătase albă, pe piept are "ștrafuri" (pliuri) cusute la mașină, "colțișori" și "suitaș" albe; mânecile sunt prinse de la umeri, cu încrețituri, se termină cu manșete duble, decorate cu motive geometrice cusute cu mătase albă. | Muzeul de Etnografie, Brașov                        | Cimec    |
|      | Pieptar bărbătesc                                       | Datare: înc. sec. XX Descoperit: jud. Brașov, com. Șercaia, Șercaia Material: blana,piele, pojita, ata,lana,nasturi metal si plastic | Pieptar bărbătesc înfundat, mai lung de talie, încheiat în partea stângă și pe umar cu nasturi; la gât, fentă falsă, fără mâneci cu răscroitura puternică, șlițuri în talie; la gât, răscroitura mânecii, în părți și în talie paspoal din piele maro; aplicații pojiță albă de jur împrejur. În partea de jos, central, pojiță brodată policrom cu motivul "brânaș" încadrat în chenar și "creste"; deasupra două buzunare mari, dispuse simetric, brodate policrom cu motivele: "brânaș", "onuri", și aplicații de colțișori din piele maro, având inscripționat anul 1921; deasupra buzunarelor mari, alte două mai mici cu același decor. Fenta de la gât, brodată policrom cu motive geometrice, cu "onuri" mici, aplicații, nasturi și coltișori din piele maro, are de o parte și de alta câte un rand de nasturi și brodate motivele: "brânaș" și "coltișori"; este înconjurată de motivul central, numit "floarea cheptarului" în formă de triunghi, brodat policrom, compact cu motive florale -"trandafiri", "cununițe cu cârlige", în culorile: maro, negru, verde, galben, mov, roșu. La gât, aplicată pojiță albă brodată cu motivul "brânaș". La răscroitura mânecii, pojiță albă este decorată cu același motiv "brânaș" și cu "creste". La spate, pojița este cusută cu "ocolitură cu ciucurei", iar în partea de jos, central, dispus în chenar, motivul "brânaș". Cromatica broderiei: maro, negru, verde, mov, rosu, galben. | Muzeul de Etnografie, Brașov                        | Cimec    |
|      | Cioareci                                                | Datare: prima jum a sec. XX Descoperit: jud. Brașov, com. Bran, Bran Material: pânză de lână, țesut în patru ițe, dat la piuă, cusut la mașină | Pantaloni bărbătești confecționați din pănură albă, dată la piuă, croiți din două părți de material pentru picioare și una pentru "tur", cusuți la mașină, se leagă în față cu baiere, fără decor. | Muzeul de Etnografie, Brașov                        | Cimec    |
|      | Cizme                                                   | Datare: Înc. sec. XX Descoperit: jud. Brașov, Brașov Dimensiuni: H: 40 cm Material: piele de bovină, cusut la mașină | Cizme bărbătești din piele neagră de bovină, tureacul înalt, până la genunchi, cusute la mașină, talpă din piele de bovină. | Muzeul de Etnografie, Brașov                        | Cimec    |
|      | Ie                                                      | Datare: primul sfert sec. XX Descoperit: jud. Brașov, com. Șercaia, Vad Material: pânză albă de bumbac și mestecată, arnici alb și crem, dantelă croșetată din bumbac, nasturi, țesut la război, cusut la mașină, broderie plină și spartă, croșetat                                                                                         | Cămașă femeiască cu poale, confecționată din pânză albă de bumbac țesută în două ițe, poalele din pânză "mestecată"; deschisă în față, cu nasturi; la gât este încrețită în partea din spate, iar de jur împrejur are dantelă albă croșetată; pe piept are "cerculețe" (pliuri) verticale, cusute la mașină, mânecile sunt prinse de la umăr cu "buște" (încrețituri) și "cheiță"; fețele mânecilor sunt năvădite în război iar "altița" (zona decorată) este realizată cu "ajur" și broderie plină și spartă cu arnici alb și crem, mânecile sunt încrețite la încheietura mâinii, fodorii se termină cu "colțișori" croșetați din bumbac alb. | Muzeul de Etnografie, Brașov                        | Cimec    |
|      | Poale                                                   | Datare: prima jum. sec. XX Descoperit: jud. Brașov, com. Avrig, Săcădate Material: șifon alb, cusut la mașină | Poale albe din șifon (țesătură îndustrială), încrețite în talie, cusut la mașină, fără decor. | Muzeul de Etnografie, Brașov                        | Cimec    |
|      | Laibăr                                                  | Datare: prima jum. sec. XX Descoperit: jud. Brașov, com. Recea, Berivoi Material: stofă neagră, catifea neagră, fir metalic, copci, cusut la mașină, tivit, aplicații | Laibăr femeiesc, confecționat din stofă neagră, cusut la mașină, căptușit cu pănză din bumbac în dungi cu roșu și bleu, de jur împrejurul gâtului are "colțișori" din stofă neagră, pe piept, aplicații de catifea neagră, mărginite cu fir metalic aurit, de jur împrejurul răscroiturii mânecilor și a marginii de jos, paspoal din catifea neagră, încheiat pe piept cu copci. | Muzeul de Etnografie, Brașov                        | Cimec    |
|      | Șorț femeiesc                                           | Datare: sec. XX 1/4 Descoperit: jud. Brașov, com. Șercaia, Vad Material: bumbac, lână, lânică, dantelă, țesut în două ițe, ales cu mâna, aplicații | Șorț femeiesc, țesut în război, urzeala din bumbac negru și băteala "haras" (lână) negru, decor amplasat pe toată suprafața cu vărgi verticale cu "trăsături" și flori "alese cu mâna" din lânică policromă: roșu, verde, vânăt, alb, foxin; pe laturile laterale, dantelă croșetată cu lână colorată și aplicație de panglică albă din mătase, la marginea de jos, franjuri înnodați din lână; încrețit în talie, se leagă cu cordon. | Muzeul de Etnografie, Brașov                        | Cimec    |
|      | Acoperământ de cap pentru femei                         | Datare: sec. XX 1/2 Material: pânză industrială, mătase, aplicație franjuri | Cârpă neagră, confecționată din "păr" (pânză de cumpărat), pe margine are ciucuri înnodați, din mătase neagră. | Muzeul de Etnografie, Brașov                        | Cimec    |
|      | Cizme                                                   | Datare: sec. XX 1/2 Descoperit: jud. Sibiu, com. Alțina, Alțina Dimensiuni: H: 34 cm Material: piele de bovină, căptușeală cu meșină, cusut la mașină | Încălțăminte din piele neagră de bovine, carâmb drept până la genunchi, căptușit cu "meșină", talpă din piele, toc pătrat. | Muzeul de Etnografie, Brașov                        | Cimec    |
|      | Acoperământ de cap pentru femei                         | Datare: sec. XX 1/4 Descoperit: jud. Brașov, com. Lisa, Lisa Material: cașmir, șiret negru, mărgele negre, paiete colorate, cusut cu mâna, aplicații | "Căiță" confecționată din cașmir înflorat, în zona urechilor "rețe" din șiret negru plisat (13 rânduri); "fruntar" din cașmir negru, cu aplicații de mărgele negre și paiete colorate. | Muzeul de Etnografie, Brașov                        | Cimec    |
|      | Acoperământ de cap pentru femei                         | Datare: prima jum. sec. XX Descoperit: jud. Brașov, com. Șercaia, Vad Material: pânză albă de bumbac, suitaș, țesut în două ițe, broderie plină și spartă, aplicație | Ștergar pentru acoperit capul, confecționat din pânză albă de bumbac țesută în două ițe; la un capăt, decor floral lat cu broderie plină și spartă, cu bumbac alb și "ajur"; la celălalt capăt, decor îngust cu broderie plină și spartă cu bumbac alb; în zona frunții, broderie plină și spartă cu bumbac alb, "ajur", pe magine, "suitaș" alb. | Muzeul de Etnografie, Brașov                        | Cimec    |
|      | Ie                                                      | Datare: primul sfert sec. XX Descoperit: jud. Brașov, com. Șercaia, Vad Material: pânză albă de bumbac, dantelă neagră croșetată, nasture, țesut în 2 și 3 ițe, cusut cu mâna și la mașină | Cămașă femeiască cu poale, confecționată din pânză de bumbac, poalele din pânză mestecată (bumbac și cânepă), țesută în război; încrețită la gât, descheiată în față, pe piept, "călcături" (pliuri verticale) cusute cu mâna, mânecile prinse de la umăr, încrețite, fața mânecii este țesută din bumbac alb, în trei ițe, "pumnași" cusuți cu negru "în cruci", pe margine, dantelă neagră croșetată; componentele cămășii încheiate cu "cheița" și la mașină. | Muzeul de Etnografie, Brașov                        | Cimec    |
|      | Lăibărică                                               | Datare: prima jum. sec. XX Descoperit: jud. Brașov, com. Șercaia, Șercăița Material: stofă neagră, panglică neagră, pânză de in, copci, cusut la mașină, aplicații | Laibăr femeiesc, confecționat din stofă neagră, descheiat în față; la decolteu și răscroitura mânecii, aplicații de "colțișori"; pe linia marginilor, aplicații cu șiret negru; căptușit cu pânză albă din in; încheiat în copci. | Muzeul de Etnografie, Brașov                        | Cimec    |
|      | Fustă                                                   | Datare: prima jum. sec. XX Descoperit: jud. Sibiu, Veseud Material: stofă neagră, cusut la mașină | Fustă din stofă neagră, încrețită în talie, cusută la mașină. | Muzeul de Etnografie, Brașov                        | Cimec    |
|      | Cheptar înfundat                                        | Datare: înc. sec. XX Descoperit: jud. BRAȘOV, com. Jibert, Jibert Material: blana,pojita,mesina,lanica,fir metalic,bumbac,nasturi | Pieptar femeiesc,infundat,scurt,pana in talie,fara maneci,puternic rascroit la gat si maneci.De jur imprejur,mesina rosie si paspoal din mesina maron;la gat,maneci,lateral si talie,aplicatie din pojita alba,taiata in forma de semicercuri("creste"),cusuta cu lanica neagra ("ocolitura cu ciucurei").In talie,central,décor geometric brodat,in forma de rotite("oni"),in culorile:maron,negru,mov,verde;deasupra,décor brodat policrom("ochi in molii").Sub piept,doua buzunare,situate simetric,din pojita alba cu décor floral brodat,policrom si anul 1926.Sub rascroitura de la gat,motivul central de forma unui romb,numit"floare",brodat compact cu ornamente,numite "ochi in molii",in culorile predominante:maro si negru;culori complementare:rosu,verde,mov,galben,fir metalic.In jurul motivului central sunt patru rozete dispuse simetric si doua elemente florale dispuse lateral in oglinda.La gat,sub" creste",motiv fitomorf brodat.Pe spate,in talie,central,rotite brodate policrom"onuri". Cromatica broderiei: maro, negru, verde, rosu, albastru, galben, visiniu, mov. | Muzeul de Etnografie, Brașov                        | Cimec    |
|      | Cheptar înfundat                                        | Datare: prima jum. a sec. XX Descoperit: jud. BRAȘOV, com. Șoarș, Felmer Material: blana,piele, pojita, ata, catifea, nasturi, arnici, fir metalic, | Pieptar femeiesc, înfundat, scurt până în talie, fără mâneci, puternic răscroit la gât și mâneci, încheiat pe umăr și în partea stângă cu nasturi din piele. La răscroiala mânecii, lateral și talie paspoal din piele maro și aplicație din pojiță albă,tăiată în formă de semicercuri ("creste"), cusuta cu lanica neagra ("ocolitura cu ciucurei"). In fata, in talie aplicata panglica catifea,central,banda orizontala cu decor floral brodat policrom. Sub piept, doua buzunare, situate simetric, din pojita alba cu décor floral brodat; deasupra lor décor brodat sub forma de acolada. Sub rascroiala de la gat, motivul central de forma unui romb, numit "floarea cheptarului", brodat compact cu motive florale in culorile predominante:maro si negru;culori complementare:rosu,verde,mov,fir metalic.Sub motivul central sunt doua rozete dispuse simetric si un element floral brodat compact.La gat, paspoal brodat policrom cu rotite numite "oni" iar sub " creste",motiv fitomorf brodat.Pe spate,in talie,central, aplicatie catifea neagra si banda cu motive florale brodate policrom. Cromatica broderiei: maro, negru, verde, rosu, mov. | Muzeul de Etnografie, Brașov                        | Cimec    |
|      | Pieptar "ardelenesc"                                    | Datare: înc. sec. XX Descoperit: jud. BRAȘOV, Dăișoara Material: blana,piele, pojita,arnici, ata,lana,nasturi,catifea | Pieptar de femeie,înfundat, scurt pana in talie, incheiat in partea stanga, lateral si pe umar, cu nasturi, fara maneci si puternic rascroit.De jur imprejur, paspoal din piele maro si pojita alba , cusuta cu lana neagra care marcheaza liniile croiului.In talie, aplicata panglica de catifea neagra. Pe piept, décor, brodat policrom , cu "onuri" si "branas",dispus in registre verticale intre care sunt aplicate benzi de catifea neagra, coltisori din piele neagra si nasturi.Decorul este marginit de motive florale brodate policrom. In fata, in partea de jos, simetric, doua buzunare mici din pojita alba, cu datare( 1926). Sub buzunare,in chenar, décor brodat "strambanog cu onuri".La gat.rascroitura manecii si talie,aplicata pojita alba, taiata in "creste" si cusuta cu lanica neagra( "ocolitura cu ciucurei").La spate,liniile croiului sunt marcate de aplicatie de pojita alba brodata cu "onuri" si marginita de "ocolitura cu ciucurei".In partea de jos,in chenar décor cu "onuri",deasupra caruia mic décor floral. Cromatica broderiei: maro,negru,verde,visiniu,mov. | Muzeul de Etnografie, Brașov                        | Cimec    |
|      | Cheptar "ardelenesc"                                    | Datare: prima jum. a sec. XX Descoperit: jud. BRAȘOV, com. Ungra, Dăișoara Material: blana,piele, pojita, ata,lana,nasturi sticla, catifea | Pieptar bărbătesc înfundat, mai lung de talie, incheiat in partea stanga cu nasturi din piele; la gat, crapat si fenta , fara maneci cu rascroitura puternica,slituri in talie;la gat si in talie paspoal din piele maro ;aplicatii pojita alba de jur imprejur. In partea de jos, central, pojita brodata policrom cu rotite, "oni" si zig- zag ;deasupra doua buzunare mari, dispuse simetric, brodate policrom cu "oni" si zig-zag,cu aplicatii de coltisori de piele maro; intre ele brodat motiv floral ; deasupra buzunarelor mari, alte doua mai mici cu acelasi décor; fenta de la gat,brodata policrom cu "oni" ,are de o parte si de alta cate un rand de nasturi negri din sticla si motive brodate cu "opturi cu onuri" si zig-zag si este inconjurata de motivul central, numit "floarea cheptarului" in forma de triunghi, brodat policrom, compact cu motive florale -"trandafiri", "cununita cu carlige", in culorile:maro,negru,ciclam,verde,albastru, galben,roz? Lateral si simetric motivului central sunt brodate doua motive florale mici- "trandafiri".La gat, aplicata catifea neagra si pojita alba cusuta cu zig-zag. La rascroitura manecii, pe pojita alba , cusute creste .La spate,in partea de jos , decor in zig-zag dispus in chenar. Cromatica broderiei: maro,negru,albastru ,verde,mov,ciclam. | Muzeul de Etnografie, Brașov                        | Cimec    |
|      | Cheptar înfundat                                        | Datare: prima jum. a sec. XX Descoperit: jud. BRAȘOV, com. Ticușu Vechi, Ticușu Nou Material: blana,piele, pojita,arnici, ata, nasturi, lana, | Pieptar barbatesc infundat,mai lung de talie, incheiat in partea stanga cu nasturi din piele, la gat crapat, fenta cu clapa incheiata si cu aplicatii de nasturi negri din sticla; fara maneci cu rascroitura puternica; in talie slituri; de jur imprejur si la fenta paspoal din piele maro si aplicatii pojita alba cusuta cu lana neagra; in partea de jos, central, "branel" cusut in "zig-zag" cu lana neagra si bordo incadrat de un chenar cusut cu masina ;deasupra doua buzunare mari, dispuse simetric, brodate policrom cu "oni", si "zig-zag" cu aplicatii de coltisori de piele maro; deasupra lor alte doua buzunare mai mici cu acelasi décor; motivul central, numit "floarea cheptarului", in forma de triunghi, inconjoara fenta de la gat, este brodat policrom, compact cu motive florale:"trandafiri", "molii", "oni", frunze, in culorile predominante maro si negru si culori complementare: verde, albastru, rosu si bordo; clapa fentei brodata cu "oni" si frunze inconjurata de décor cusut pe pojita alba in "zig-zag", "ocolitura cu ciucurei"cusuta cu lana neagra in forma de semicercuri si décor brodat "braduti" ; la spate, la poale, gat si maneci , décor cusut in "zig-zag" cu negru si bordo; Cromatica broderiei:negru, maro, verde, albastru, rosu, mov, bordo, galben | Muzeul de Etnografie, Brașov                        | Cimec    |
|      | Cheptar înfundat                                        | Datare: prima jum. a sec. XX Descoperit: jud. BRAȘOV, com. Ticușu Vechi, Ticușu Nou Material: blana,piele, pojita,arnici, ata, nasturi, lana,catifea | Pieptar femeiesc,infundat,scurt, pana in talie, fara maneci, puternic rascroit la gat si maneci, incheiat pe umar si partea stanga cu nasturi; de jur imprejur paspoal din piele maro, pojita rosie si aplicatie de pojita alba, taiata in forma de semicercuri ("creste"),cusuta cu lanica neagra ("ocolitura cu ciucurei"). In fata, in talie aplicatie panglica catifea neagra,central, registru orizontal cu decor floral brodat policrom si "oni".Sub piept,doua buzunare,situate simetric,din pojita alba cu décor floral brodat si "oni"; deasupra lor décor brodat sub forma de acolada.Sub rascroitura de la gat, motivul central de forma unui romb,numit"floarea cheptarului",brodat compact cu motive florale in culorile predominante:maro si negru;culori complementare:rosu,verde,mov,fir metalic, albastru, galben, roz;lateral, simetric, décor mic, floral brodat policrom .Pe spate,in talie, aplicatie catifea neagra si central chenar brodat cu "oni" si trei motive florale mici brodate policrom. Cromatica broderiei: maro, negru, verde, albastru, rosu, mov, roz, galben si fir metalic. | Muzeul de Etnografie, Brașov                        | Cimec    |
|      | Cheptar înfundat                                        | Datare: înc. sec. XX Descoperit: jud. BRAȘOV, com. Ticușu Vechi, Ticușu Nou Material: blana,piele, pojita,arnici,lanica, ata,lana, nasturi, | Pieptar femeiesc,înfundat,scurt, până în talie, fără mâneci, puternic răscroit la mâneci, încheiat pe umăr și partea stângă cu nasturi de piele, șlițuri în părți; de jur împrejur paspoal din piele maro, pojiță roșie si aplicatie de pojita alba, taiata in forma de semicercuri ("creste"), cusuta cu lanica neagra ("ocolitura cu ciucurei"). In fata, in talie, central, registru orizontal cu decor brodat policrom "oni".Sub piept,doua buzunare,situate simetric,din pojita alba, brodate policrom cu anul 1923, décor floral cu "oni" si aplicatie cate doi nasturi negri; deasupra lor décor brodat "molii" si sub forma de acolada; Sub rascroitura de la gat, motivul central ,numit"floarea cheptarului",brodat compact cu motive florale in culorile predominante:maro si negru;culori complementare:rosu,verde, roz;lateral, simetric, décor floral brodat policrom ; la rascroitura manecii brodat décor floral si "oni" in culorile: maro, albastru, verde, rosu; pe spate fara décor. Cromatica broderiei: maro, negru, verde, albastru, rosu, roz, mov. | Muzeul de Etnografie, Brașov                        | Cimec    |
|      | Pieptar ardelenesc                                      | Datare: înc. sec. XX Descoperit: jud. BRAȘOV, com. Ticușu Vechi, Ticușu Vechi Material: blana,piele, pojita,arnici, ata,lana, fir matalic, nasturi, imitatie astrahan, catifea | Pieptar bărbătesc înfundat, pâna in talie, incheiat in partea stanga cu nasturi din piele; la gat, crapat, fenta incheiata cu nasturi negri, fara maneci cu rascroitura puternica; de jur imprejur paspoal din piele maro si pojita rosie si aplicatii pojita alba,taiata in semicercuri, "creste" si cusuta cu lana neagra, "ocolitura cu ciucurei"; in partea de jos, aplicatie panglica de catifea neagra,central,"brânel" cu décor floral brodat policrom si "oni" ; deasupra doua buzunare mari, dispuse simetric, brodate policrom cu "oni" si décor floral, cu paspoal si aplicatii de coltisori de piele maro,in colturile superioare nasturi negri si inscriptie "Gheorghe Cosma" si anul 1936; intre ele mic motiv floral brodat policrom ; deasupra buzunarelor alte doua buzunare mai mici cu acelasi décor; motivul central, numit "floarea mare" in forma de triunghi, inconjoara fenta de la gat, este brodat policrom, compact cu motive florale:"trandafiri", "molii", "oni", frunze, in culorile predominante maro si negru si culori complementare: verde, mov, roz, rosu si fir metalic;clapa fentei brodata cu décor floral policrom, patru butoniere si inconjurata de nasturi negri; la gat bentita "guler" ingusta din tesatura lana, imitatie astrahan; La spate, la poale, aplicatie panglica de catifea neagra, central "branel", décor brodat compact policrom cu "oni"; lateral si la rascroitura manecii décor floral policrom. Cromatica broderiei:negru, maro, verde, rosu, mov, roz, albastru si fir metalic. | Muzeul de Etnografie, Brașov                        | Cimec    |
|      | Pieptar ardelenesc                                      | Datare: prima jum. a sec. XX Descoperit: jud. BRAȘOV, com. Comana de Jos, Comana de Sus Material: blana,piele, pojita,arnici, ata,lana,nasturi | Pieptar bărbătesc înfundat, mai lung de talie, încheiat în partea stângă cu nasturi din piele; la gat, crapat si fenta , fara maneci cu rascroitura puternica,slituri in talie;de jur imprejur paspoal din piele maro si aplicatii pojita alba. In partea de jos, central, pojita brodata policrom cu rotite, "oni" si zig-zag, incadrate in chenar cusut ;deasupra doua buzunare mari, dispuse simetric, brodate policrom cu "oni" si zig-zag,cu aplicatii de coltisori de piele maro; intre ele motiv floral brodat ; deasupra acestora, alte doua buzunare mai mici cu acelasi décor; fenta de la gat,brodata policrom cu "oni" si "frunze",are de o parte si de alta cate un rand de nasturi negri din sticla, doua randuri de "oni" si este inconjurata de motivul central, numit "floarea cheptarului" in forma de triunghi, brodat policrom, compact cu motive florale in culorile:maro,negru,rosu,albastru,verde.Lateral si simetric motivului central sunt brodate initialele "G","M".La gat si rascroitura manecii,brodate policrom "rotite" si cusut zig-zag.La spate,in partea de jos,central,chenar cu "oni" si zig-zag. Cromatica:maro,negru,rosu,albastru,bordo si verde. | Muzeul de Etnografie, Brașov                        | Cimec    |
|      | Pieptar ardelenesc                                      | Datare: înc. sec. XX Descoperit: jud. BRAȘOV, com. Dridif, Dridif Material: blana,piele, pojita, ata,lana,nasturi metal ,piele si sticla neagra fatetata,arnici, imitatie astrahan,catifea | Pieptar bărbătesc infundat, mai lung de talie, incheiat in partea stanga cu nasturi din piele; la gat, crapat si fenta , fara maneci cu rascroitura puternica,slituri in talie.De jur imprejur, paspoal din piele neagra si pojita alba cusuta cu lana neagra care marcheaza liniile croiului.In talie, aplicata panglica de catifea neagra. In partea de jos,central, pojita brodata policrom cu motivul "branas" incadrat in chenar si" creste"; deasupra doua buzunare mari, dispuse simetric, brodate policrom cu motivul "branas", si aplicatii de coltisori din piele maro si nasturi din metal, avand inscriptionat anul 1926; intre ele brodat motiv fitomorf ; deasupra buzunarelor mari, alte doua mai mici brodate cu doua randuri de "branase" si aplicatie nasturi. La gat, aplicatie de tesatura, imitatie astrahan. Fenta de la gat,brodata policrom cu motivul numit "trandafirul" , aplicatie coltisori din piele maro, are de o parte si de alta cate un rand de nasturi din sticla neagra fatetata si brodat motivul "branas" , este inconjurata de motivul central, numit "floarea cheptarului" in forma de triunghi, brodat policrom, compact cu motive florale -"trandafiri", "cununita cu carlige", in culorile:maro,negru,oliv, ciclam,rosu,albastru. La rascroitura manecii, in laterale si in talie, atat fata cat si spatele pieptarului, au pojita alba decorata cu motivul "branas", in chenar si cu "creste" .La spate, in partea de jos, brodate mici motive fitomorfe.. Cromatica broderiei: maro,negru,oliv,ciclam,rosu,albastru. | Muzeul de Etnografie, Brașov                        | Cimec    |
|      | Pieptar ardelenesc                                      | Datare: prima jum. a sec. XX Descoperit: jud. BRAȘOV, com. Șercaia, Șercaia Material: blana,piele, pojita,arnici, ata,lana,nasturi | Pieptar bărbătesc înfundat, mai lung de talie, incheiat in partea stanga cu nasturi din piele; la gat, crapat si fenta , fara maneci cu rascroitura puternica,slituri in talie;de jur imprejur paspoal din piele maro si aplicatii pojita alba. In partea de jos, central, pojita brodata policrom cu rotite, "oni" si zig- zag ;deasupra doua buzunare mari, dispuse simetric, brodate policrom cu "oni" si zig-zag,cu aplicatii de coltisori de piele maro; intre ele brodate motive florale -"trandafiri", "bradulet cu carlige"; deasupra buzunarelor mari, alte doua mai mici cu acelasi décor; fenta de la gat,brodata policrom cu "oni" si "frunze",are de o parte si de alta cate un rand de nasturi metalici si motive florale si este inconjurata de motivul central, numit "floarea cheptarului" in forma de triunghi, brodat policrom, compact cu motive florale - "trandafiri", "cununita cu carlige", in culorile: maro,negru,rosu,verde,avand discret tricolorul. Lateral și simetric motivului central sunt brodate motive florale "trandafiri".La gât si rascroitura manecii, brodate policrom "rotite" si cusut zig-zag.La spate,în partea de jos și la răscroitura mânecii,decor cu "oni" și zig-zag. Cromatica:maro,negru,rosu,albastru si verde. | Muzeul de Etnografie, Brașov                        | Cimec    |
|      | Ceainic                                                 | Datare: sf. sec. XIX - înc. sec. XX Dimensiuni: H: 10 cm Material: caolin, angobă, coloranți, smalț, modelat la roată, angobat, pictat cu pensula, smălțuire, ardere oxidantă | Ceainic, modelat la roată, formă rotundă, baza ușor evazată, toartă, cioc de turnare și capac prevăzut cu buton; decor dispus pe toată suprafața, pictat cu pensula cu albastru și roșu; motive florale și fitomorfe. Cromatica: fond alb, decor cu albastru, roșu. | Muzeul Național Bran, Brașov                        | Cimec    |
|      | Canceu                                                  | Datare: sf. sec. XIX Dimensiuni: H: 21 cm Material: lut, angobă, coloranți, smalț, modelat la roată, angobat, pictat cu pensula, smălțuire, ardere oxidantă | Corp piriform, toartă laterală, formă zveltă; decor realizat cu pensula și cornul, dispus pe toata suprafața, organizat în registre orizontale și verticale; în registrul din zona diametrului maxim, decor fitomorf și floral pe fond verde și brun; la buză, gât și în zona diametrului maxim linii concentrice cu brun și motive fitomorfe stilizate. Cromatica: fond alb, decor brun, verde, galben ocru, albastru cobalt. | Muzeul Național Bran, Brașov                        | Cimec    |
|      | Farfurie Autor: Nora Steriadi                           | Datare: sec. XX Dimensiuni: H: 6 cm Material: lut, angobă, coloranți, smalț, modelat la roată; angobat, pictat cu pensula, ardere oxidantă, smălțuire, ardere oxidantă | Farfurie modelată la roată, formă rotundă, bordură îngustă. Decorul dispus central și bordură, realizat cu pensula cu albastru cobalt, fond alb; motive: "pomul vieții", inscripție "1922", "val" Cromatică: fond alb, decor albastru cobalt. | Muzeul Național Bran, Brașov                        | Cimec    |
|      | Pâlnie                                                  | Datare: sf. sec. XIX - prima jum. a sec. XX Dimensiuni: H: 34 cm Material: lut, angobă, coloranți, smalț, modelat la roată, angobat, pictat cu pensula, ardere oxidantă, smălțuire, ardere oxidantă | Corp de formă conică, cu toartă și orificiu prelung pentru scurgere, modelat la roată; fond alb gălbui; decor dispus în zona pântecoasă, pictat cu pensula; decor fitomorf; motive: "brad", linii concentrice și frânte; prelungirea de scurgere cu brun | Muzeul Național Bran, Brașov                        | Cimec    |
|      | Cană                                                    | Datare: 1922 Dimensiuni: H - 26 cm Material: lut, angobă, coloranți, smalț, modelat la roată, angobat, pictat cu pensula, ardere oxidantă, smălțuire, ardere oxidantă | Corp piriform cu cioc de turnare și toartă laterală, cu pântece proeminent; decor floral central stilizat, pictat cu pensula; motive: "ramură", inscripție "1922". Cromatica: fond alb, verde, brun. | Muzeul Național Bran, Brașov                        | Cimec    |
|      | Canceu                                                  | Datare: sf. sec. XIX Dimensiuni: H: 22,5 cm Material: lut, angobă, coloranți, smalț, modelat la roată, angobat, pictat cu pensula, ardere oxidantă, smălțuire, ardere oxidantă | Corp piriform, cu toartă laterală, formă zveltă. Decor organizat în registre orizontale și verticale, realizate cu pensula și cornul; zona gâtului, decor fitomorf, motiv "brazi", cu brun și albastru; zona diametrului maxim, registre verticale cu motive florale stilizate pe fond verde și brun, mărginite spre bază de motivul "tablă de șah", cu brun; în zona gurii, linii concentrice cu galben și albastru; baza canceului este marcată de linie albastră. Cromatica: fond alb, decor brun, verde, galben ocru, albastru. | Muzeul Național Bran, Brașov                        | Cimec    |
|      | Farfurie                                                | Datare: sf. sec. XIX Dimensiuni: H: 7 cm Material: lut, angobă, coloranți, smalț, modelat la roată, angobat, pictat cu pensula, pictat cu cornul, ardere oxidantă, smălțuire, ardere oxidantă | Farfurie, modelată la roată, formă rotundă, bordură lată; decor dispus pe toată suprafața; decor realizat pe fond roșu cu pensula și cornul cu alb, verde; motive: "val", linii concentrice. Cromatică: fond roșu vermillon, verde, alb. | Muzeul Național Bran, Brașov                        | Cimec    |